# Tyros
Tyros, auch Tyr (arabisch صور, DMG Ṣūr), ist eine der ältesten kontinuierlich bewohnten Städte der Welt. Die Küstenstadt am Mittelmeer war eine der frühesten phönizischen Metropolen und der griechischen Mythologie zufolge der Geburtsort von Europa, ihrer Brüder Kadmos und Phoinix sowie von Karthagos Gründerin Dido. Wegen der zahlreichen Ruinen von Tyros aus der Antike wurde die Stadt 1984 als ganzes in die Liste der UNESCO-Weltkulturerbestätten aufgenommen. Nach zahlreichen Kriegen in den letzten Jahrzehnten gilt auch für viele moderne Teile von Tyros das Diktum des französischen Archäologen Ernest Renan von 1860: „Tyros ist eine Stadt von Ruinen, gebaut aus Ruinen.“
Mit einer für 2016 geschätzten Einwohnerzahl von rund 200.000 in der Agglomeration gilt Tyros als viertgrößte Stadt des Libanon nach Beirut, Tripoli und Sidon. Sie ist die Hauptstadt des Bezirks Tyros im Gouvernement Süd-Libanon. Ein Großteil der Bevölkerung besteht aus Geflüchteten, da Tyros Standort von drei der offiziell zwölf palästinensischen Flüchtlingslager des Landes ist: Al Bass, Burj al-Shemali und ar-Raschidiya.

## Etymologie

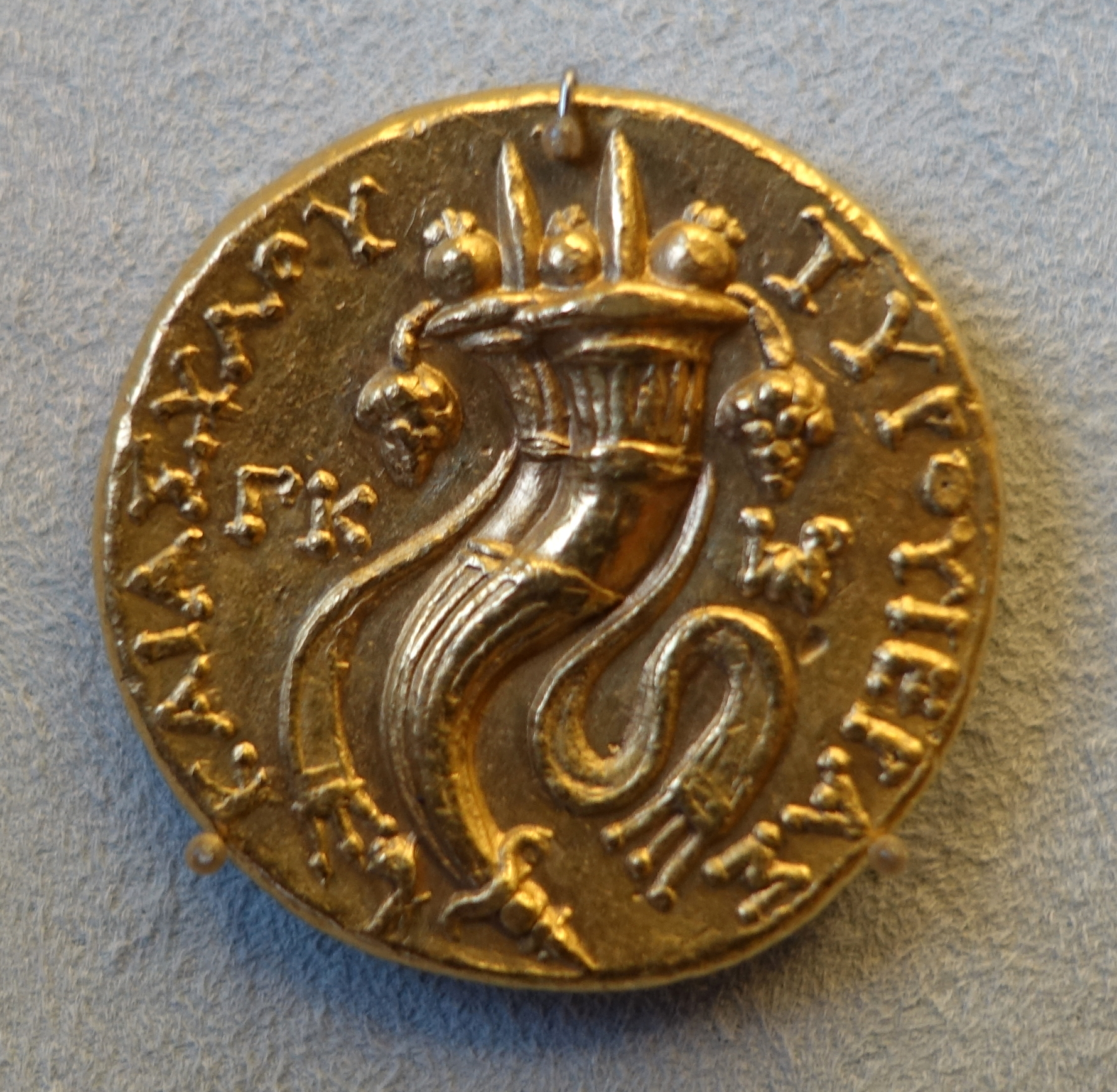
TYPOY IEPAΣ - goldener Doppel-schekel mit Doppelfüllhorn

Als frühe Namen von Tyros sind aus der akkadischen Sprache Ṣurru, aus dem Phönizischen Ṣūr (𐤑𐤓) und aus dem Hebräischen Tzór (צוֹר) überliefert. In den semitischen Sprachen bedeutet der Name „Fels“ und bezieht sich etymologisch offensichtlich auf die Gesteinsformationen, auf denen die ursprüngliche Inselstadt gebaut wurde.
Die vorherrschende Form im Altgriechischen war Týros (Τύρος). Diese Schreibweise findet sich zuerst bei Herodot, der die Stadt selber besuchte, sie wurde aber womöglich bereits erheblich früher geprägt. Tyrische Schekel trugen zeitweise die Inschrift TYPOY IEPAΣ ΚΑΙ ΑΣΥΛOY – „von Tyros, der Heiligen und Unverletzlichen“.
Im Lateinischen wandelte sich der Name zu Tyrus. Auf Italienisch heißt die Stadt Tiro, auf Französisch Tyr und auf Englisch Tyre. Während der Name auf Deutsch der altgriechischen Version am nächsten geblieben ist, hält sich das Arabische an das phönizische Original, für den Namen von Tyros wie auch für das Wort „Fels“ im Allgemeinen.
Das deutsche Xenonym für Tyros ist tyrisch und die Einheimischen sind entsprechend Tyrer und Tyrerinnen.

## Geographie

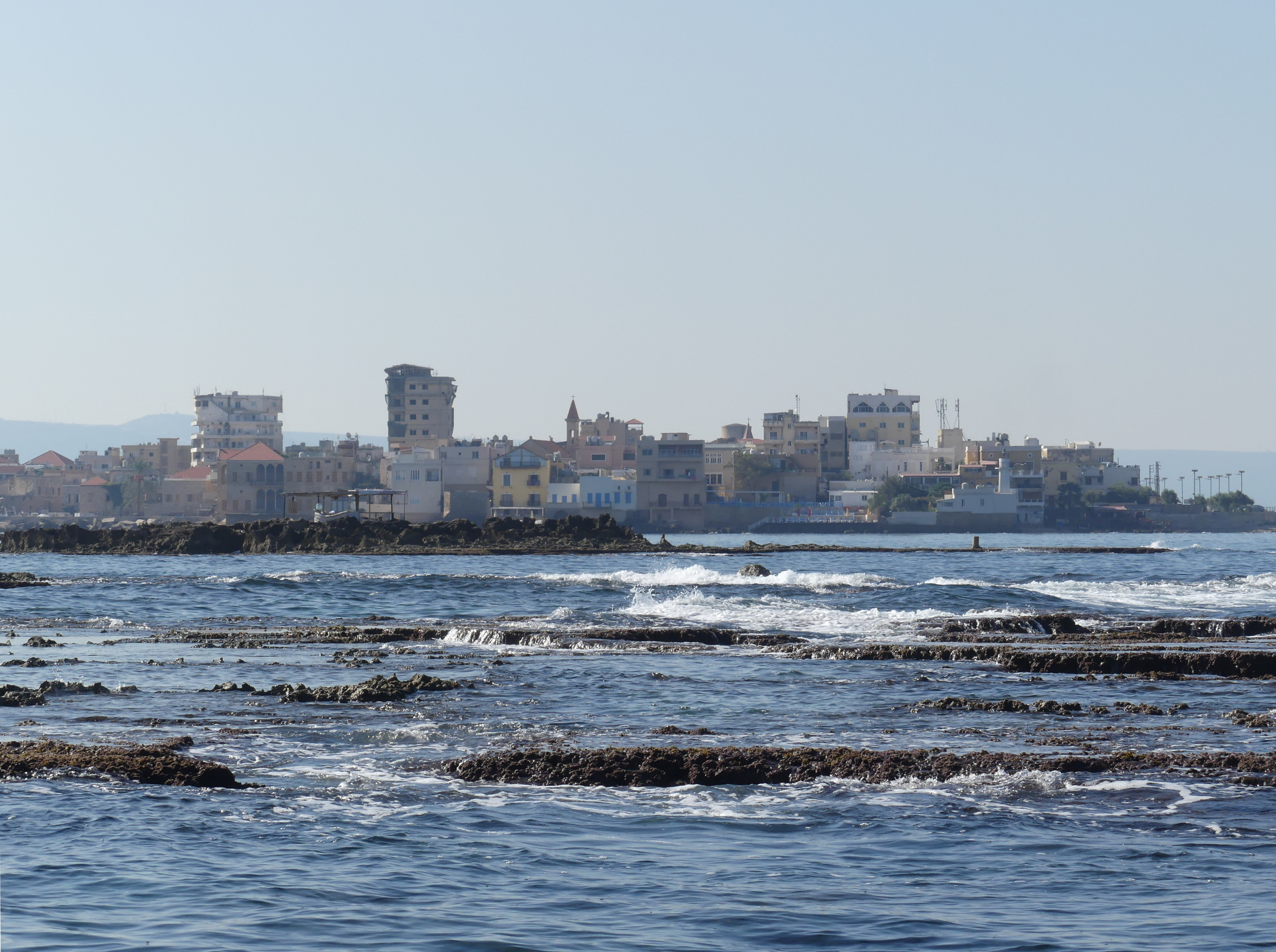
Felseninseln vor Tyros

Tyros ragt als Halbinsel von der Küste ins Mittelmeer hinaus und liegt rund 80 km südlich von Beirut. Es bestand ursprünglich aus zwei verschiedenen urbanen Zentren: zum einen Tyros selbst, das auf einer felsigen Insel wenige hundert Meter vor der Küste lag, und zum anderen die mit diesem zusammenhängende Siedlung von Uschu auf dem benachbarten Festland, die später auf Altgriechisch Palaetyros („Alt-Tyros“) genannt wurde.

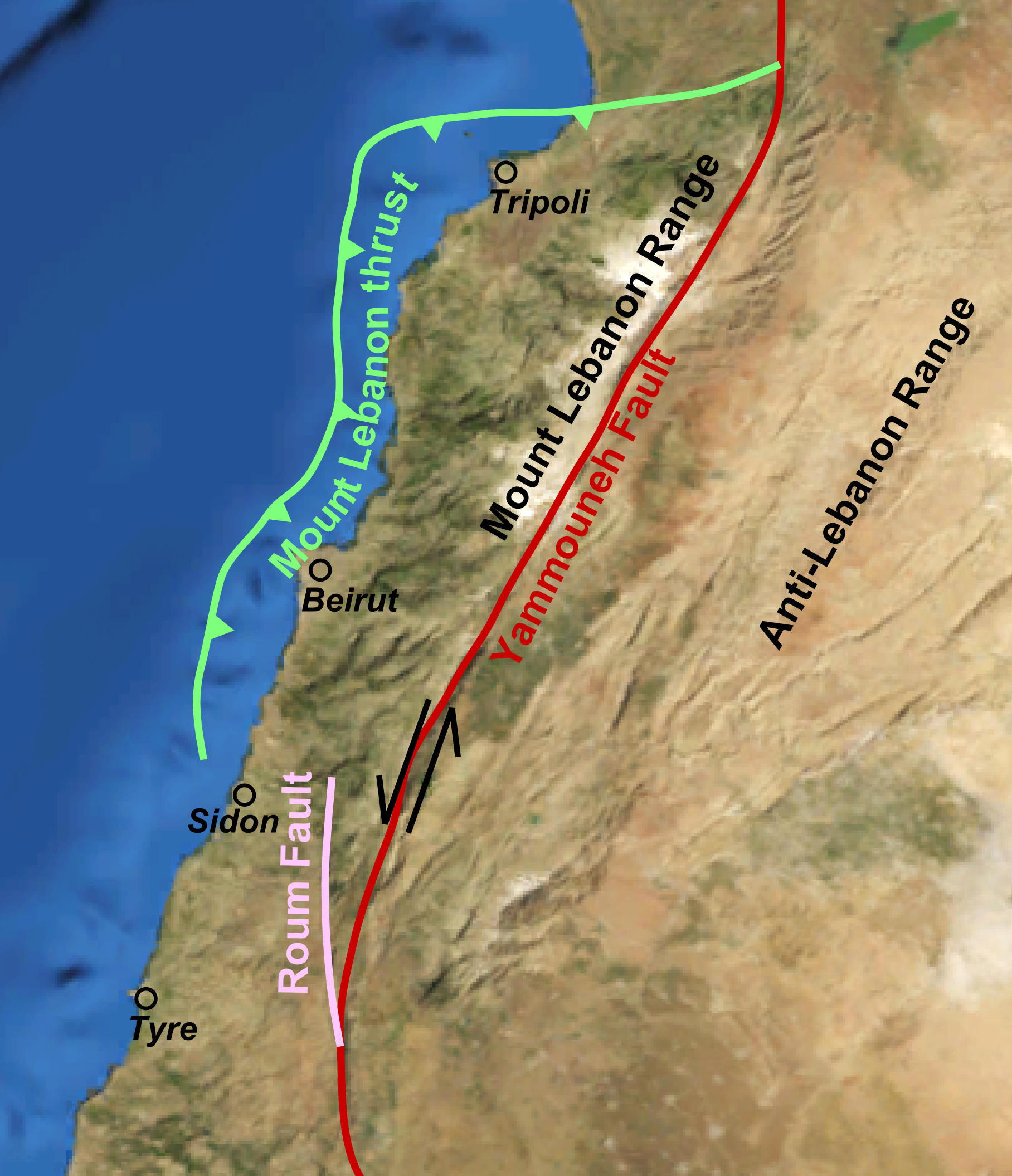
Die Hauptbruchlinien des Libanons

Seit frühgeschichtlichen Zeiten profitierten alle Siedlungen in der Gegend um Tyros von im Überfluss vorhandenem Süßwasser, insbesondere aus den nahen Quellen von Rashidieh und Ras Al Ain im Süden. Hinzu kamen im Norden die Quellen von Al Bagbog und Ain Ebrien sowie der Fluss Litani, der auch als Alkasimieh bekannt ist.
Das moderne Tyros nimmt einen großen Teil der ursprünglichen Insel ein und hat sich darüber hinaus auf die Landbrücke ausgedehnt, die Alexander der Große 332 v. Chr. errichten ließ. Dieser Isthmus wurde über die Jahrhunderte infolge großer Sedimentsablagerungen auf beiden Seiten ein immer breiterer Tombolo. Der Teil der ursprünglichen Insel, der nicht von Gebäuden bedeckt ist, besteht v. a. aus archäologischen Stätten mit antiken und mittelalterlichen Ruinen.
Vier Kommunen tragen zu der bebauten Fläche von insgesamt rund 16,7 km² bei, wobei keine dieser Gemeinden in ihrer Gänze zum urbanen Bereich gehört: Sur beherbergt die Altstadt und damit das Herz von Tyros, aber das Natur- und Küstenreservat südlich von der Halbinsel ist ausgenommen; Burj El Shimali im Osten verfügt weiter über unbewohnte Landwirtschaftsflächen; zu Abbasijet Sur im Norden gehören ebenfalls noch Agrargebiete und ein relativ isoliertes Dorf; Ain Baal im Südosten besteht in noch größerem Maße aus Anbauflächen und Dörfern. Da die Agglomeration von Tyros in einer fruchtbaren Küstenebene liegt, wurden – Stand: 2017 – etwa 44 % ihres Gebietes für innerstädtische Landwirtschaft genutzt, während rund 40 % bebaut waren.
Was die Geomorphologie und Seismizität angeht, so liegt Tyros nahe an gleich drei tektonischen Verwerfungen: dem Zrariye-Schabriha-Bruch, dem Roum-Bruch und dem Yammouneh-Bruch. Obwohl die Stadt daher über die Jahrtausende immer wieder von verheerenden Erdbeben erschüttert wurde, bezeichnet das Programm der Vereinten Nationen für menschliche Siedlungen (UN-HABITAT) die Gefahr für die meisten Orte der Stadt als niedrig und als mäßig für ein paar wenige andere. Allerdings stellen demnach ein Tsunami und darauf folgende Erdrutsche sowie Überschwemmungen die größten Risiken durch Naturkatastrophen für die tyrische Bevölkerung.
Schätzungen gehen davon aus, dass unter den libanesischen Meeresböden riesige Mengen Erdgas lagern, ein großer Teil davon in den Küstengewässern vor Tyros. Die Ausbeutung dieser Vorkommen wird jedoch durch Grenzstreitigkeiten mit Israel gehemmt.

## Klima

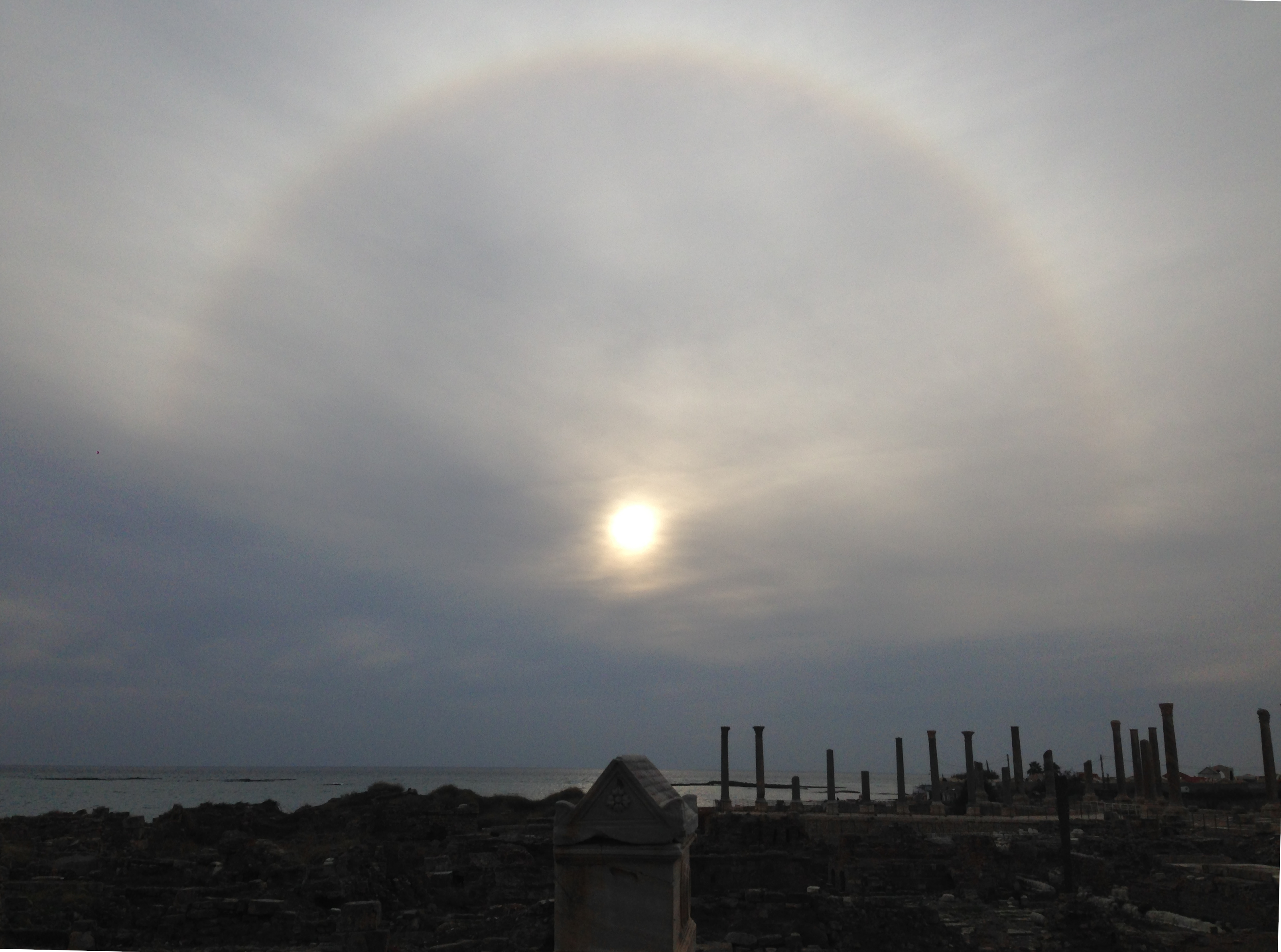
Ein 22°-Ring über der Al Mina-Antikenstätte von Tyros, 2019

Tyros hat ein Mittelmeerklima mit trockenen, heißen Sommern und regenreichen, milden Wintern und hohen Sonnenstundensummen (eingestuft als Csa gemäß der Effektiven Klimaklassifikation nach Köppen und Geiger). Es ist durch sechs Monate Dürre zwischen Mai und Oktober gekennzeichnet. Im Mittelwert hat es 300 Tage Sonne pro Jahr und eine Jahrestemperatur von 20,8 °C. Die durchschnittliche Höchsttemperatur verzeichnet ihr Maximum mit 30,8 °C im August, während die durchschnittliche Tiefsttemperatur ihr Minimum mit 10 °C im Januar hat. Der mittlere jährliche Niederschlag erreicht bis zu 645 mm. Die Temperatur des Meereswassers sinkt auf bis zu 17 °C im Februar und steigt auf bis zu 32 °C im August. In einer Tiefe von 70 m ist sie konstant bei 17 bis 18 °C.
Eine Studie von 2018 unter Führung einer Forscherin der Universität Kiel hat ergeben, dass von allen UNESCO-Weltkulturerbestätten im Mittelmeerraum diejenigen in Tyros am meisten durch die Küstenerosion als Folge des globalen Klimawandels gefährdet sind.

## Geschichte

### Gründungszeit (2750 bis 1700 v. Chr.)

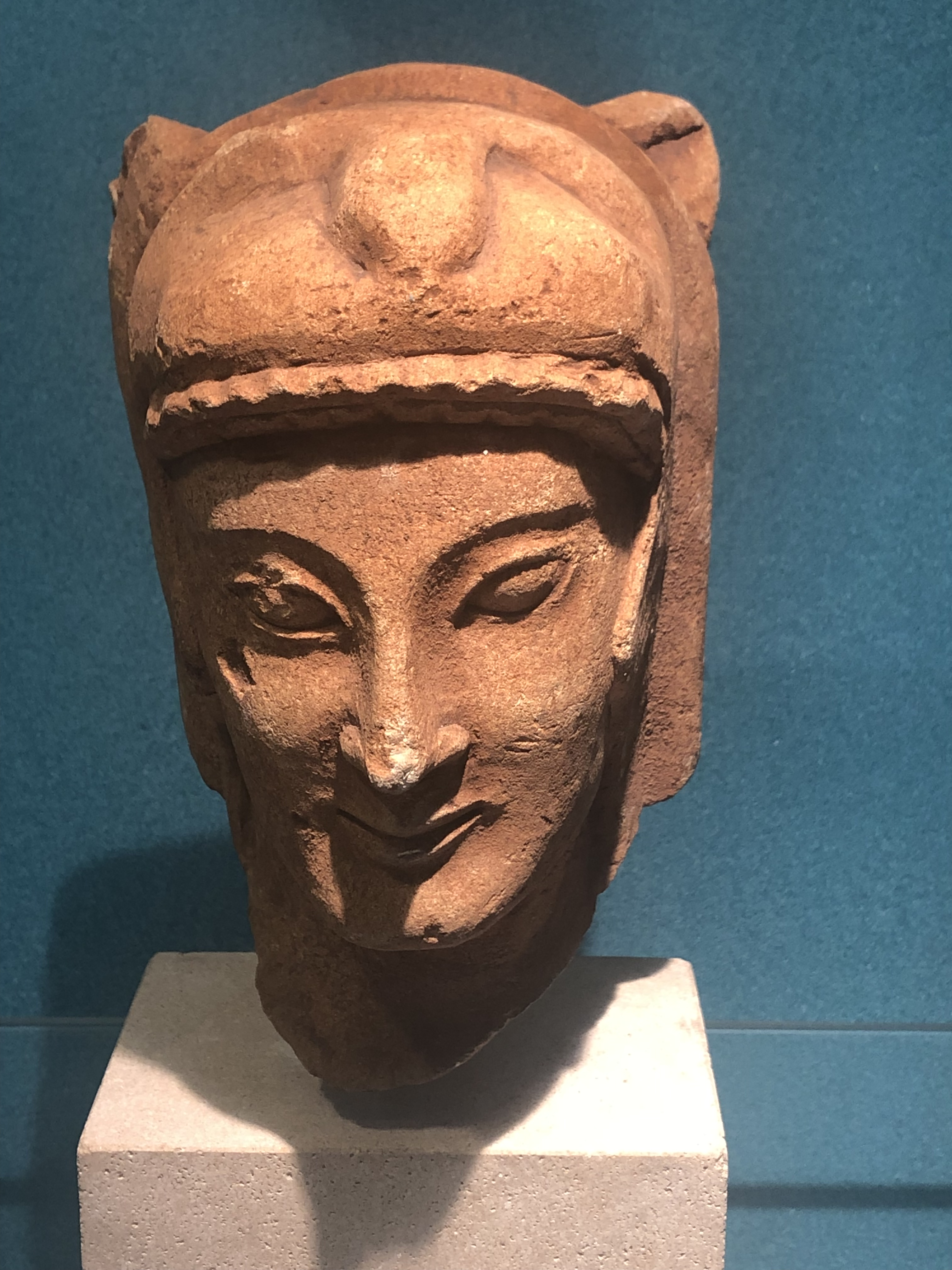
Büste von Melkart, Dänisches Nationalmuseum Kopenhagen

Phönizisches Stammland, grün unterlegt

Handelsrouten und wichtige Städte der Phönizier; das Stammland rot unterlegt

Dem römischen Historiker Marcus Iunianus Iustinus zufolge kamen die Gründer von Tyros aus der rund 40 km nördlich gelegenen Stadt Sidon, um einen neuen Hafen zu errichten. Herodot, der Tyros selber um das Jahr 450 v. Chr. besuchte, erfuhr von den dortigen Priestern, dass die Stadt um das Jahr 2750 v. Chr. gegründet worden war. Es habe sich zunächst um eine umfriedete Siedlung auf dem Festland gehandelt, die später in der Geschichtsschreibung als Paläotyrus („Alt-Tyros“) bezeichnet worden sei. Diese Datierung ist archäologisch belegt. Zwar haben Ausgrabungen auch ergeben, dass es schon um rund 150 Jahre zuvor Siedlungen gab, doch wurden diese offenbar kurz darauf aufgegeben.

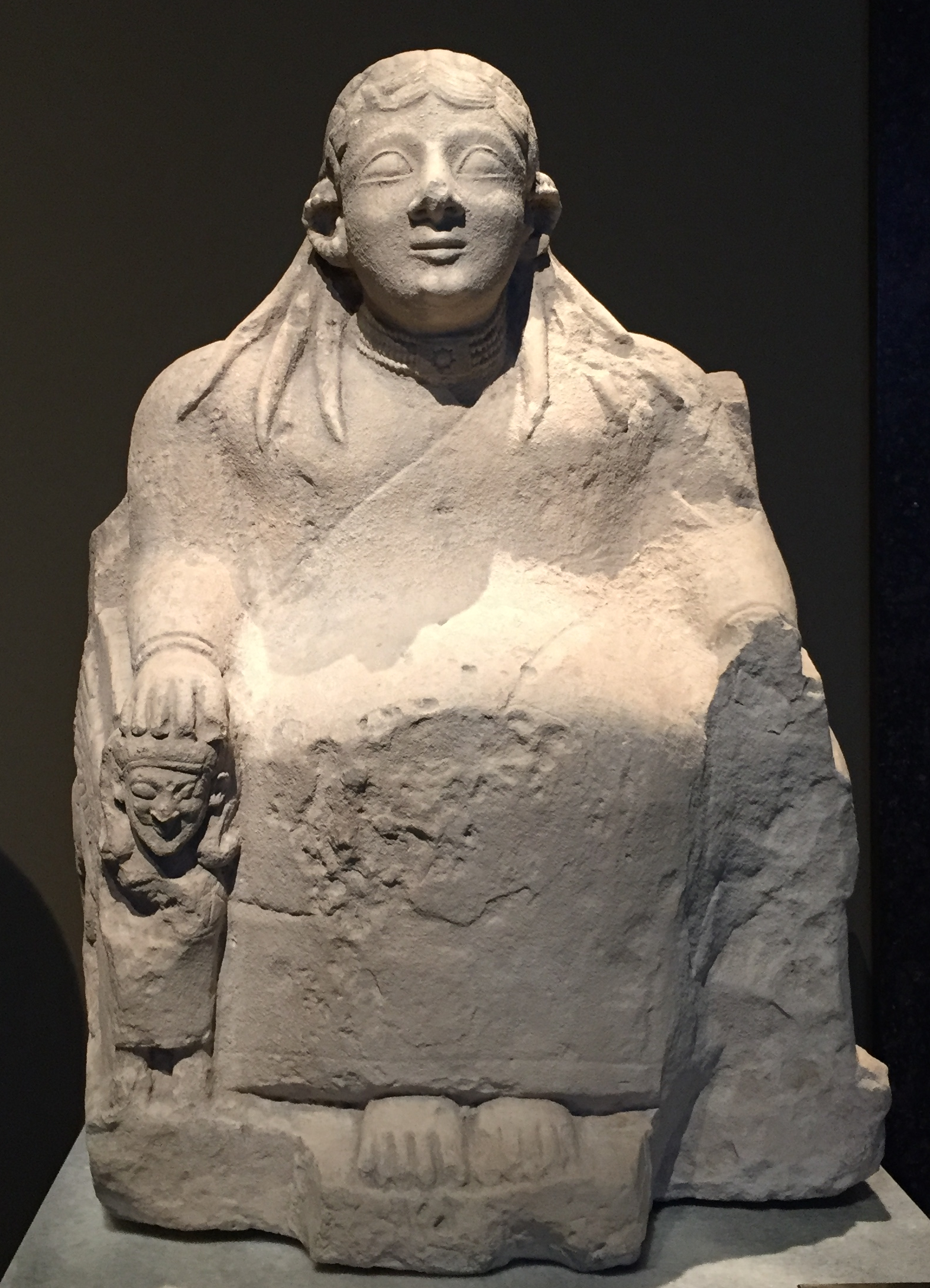
Figur aus Kalkstein, die offenbar Astarte darstellt, ca. 6. Jh. v. Chr., auf Zypern gefunden. Kunsthistorisches Museum Wien

Der spätantike Geschichtsschreiber Eusebius von Caesarea berichtete (unter Berufung auf Herennios Philon), dass gemäß der vorherrschenden Legende die Gottheit Melkart die Stadt als Geschenk für eine Meerjungfrau namens Tyros erbaute und sie nach ihr nannte. Melkart, der auf Griechisch Melkart-Herakles hieß, aber nicht mit dem Helden und Halbgott Herakles (Herkules) zu verwechseln ist, wurde über Jahrtausende als göttlicher Schutzherr von Tyros verehrt. Daneben gibt es noch mindestens zwei weitere Gründungsmythen:
Der eine besagt, dass in vorgeschichtlicher Zeit zwei Brüder, Usoos und Schamenrum, an der Küste lebten, sich aber nach einem Streit voneinander trennten. Usoos nahm demnach einen Baumstamm und wurde der erste Mensch, der damit das Meer befuhr. Er landete auf einer Insel und weihte dort zwei Säulen: eine dem Feuer und die andere dem Wind. So gründete er Tyros, das im Alten Ägypten und Mesopotamien Uschu genannt wurde.
Die zweite Legende erklärt, warum auch Astarte als Göttin der Fruchtbarkeit in Tyros besonders verehrt wurde: Ursprünglich sei die Insel nicht fest mit dem Meeresboden verbunden gewesen, sondern mit den Wellen gestiegen und gesunken. Ein Olivenbaum der Göttin Astarte sei auf ihr gewachsen, geschützt durch einen Vorhang an Flammen. Eine Schlange habe sich um den Baumstamm gewunden und ein Adler auf ihm gethront. Einer Weissagung zufolge sollte die Insel aufhören, auf dem Meer zu treiben, sobald der Vogel den Göttern geopfert würde. Melkart habe den Menschen beigebracht, Boote zu bauen und zur Insel zu segeln. Der Adler habe sich aufgeopfert und daraufhin sei die Insel fest am Meeresboden verankert worden. Seither hätten die Götter niemals mehr die Insel verlassen.
In der griechischen Mythologyie nahm Zeus als oberster Gott die Form eines Stiers an, um die tyrische Prinzessin Europa nach Kreta zu entführen. Dort hätten sie drei Söhne bekommen: Minos, Rhadamanthys und Sarpedon, die Könige von Kreta und nach ihrem Tod Richter der Unterwelt wurden. Der Kontinent Europa ist nach der legendären Tyrerin benannt.
Einige Quellen berichten des Weiteren, dass ihre Brüder Kadmos und Kilix sich auf die Suche nach ihr machten, aber vergeblich. Stattdessen wurde Kadmos der Gründer und König der griechischen Stadt Theben, wo er das phönizische Alphabet der griechischen Welt überbrachte. Kilix verliebte sich während der Suchmission in Kleinasien und gab der dortigen Region Kilikien seinen Namen. Der dritte Bruder, Phoinix, wurde zum Eponym für Phönizien.
Abseits der Mythen bleibt die frühe Geschichte von Tyros im Dunkeln, da die Erdschichten mit möglichen Überresten aus dieser Zeit tief unter dem Schutt späterer Perioden begraben sind. Die erste bekannte schriftliche Erwähnung von Tyros stammt aus einem Text, in dem es um eine Verfluchung geht und der auf das 19. Jahrhundert v. Chr. datiert wird. Im Allgemeinen geht die Forschung davon aus, dass die erste Hälfte des zweiten vorchristlichen Jahrtausends im Östlichen Mittelmeerraum eine Zeit des friedlichen Handels war und Tyros entsprechend davon profitierte.

### Ägyptische Periode (1700 bis 1200 v. Chr.)

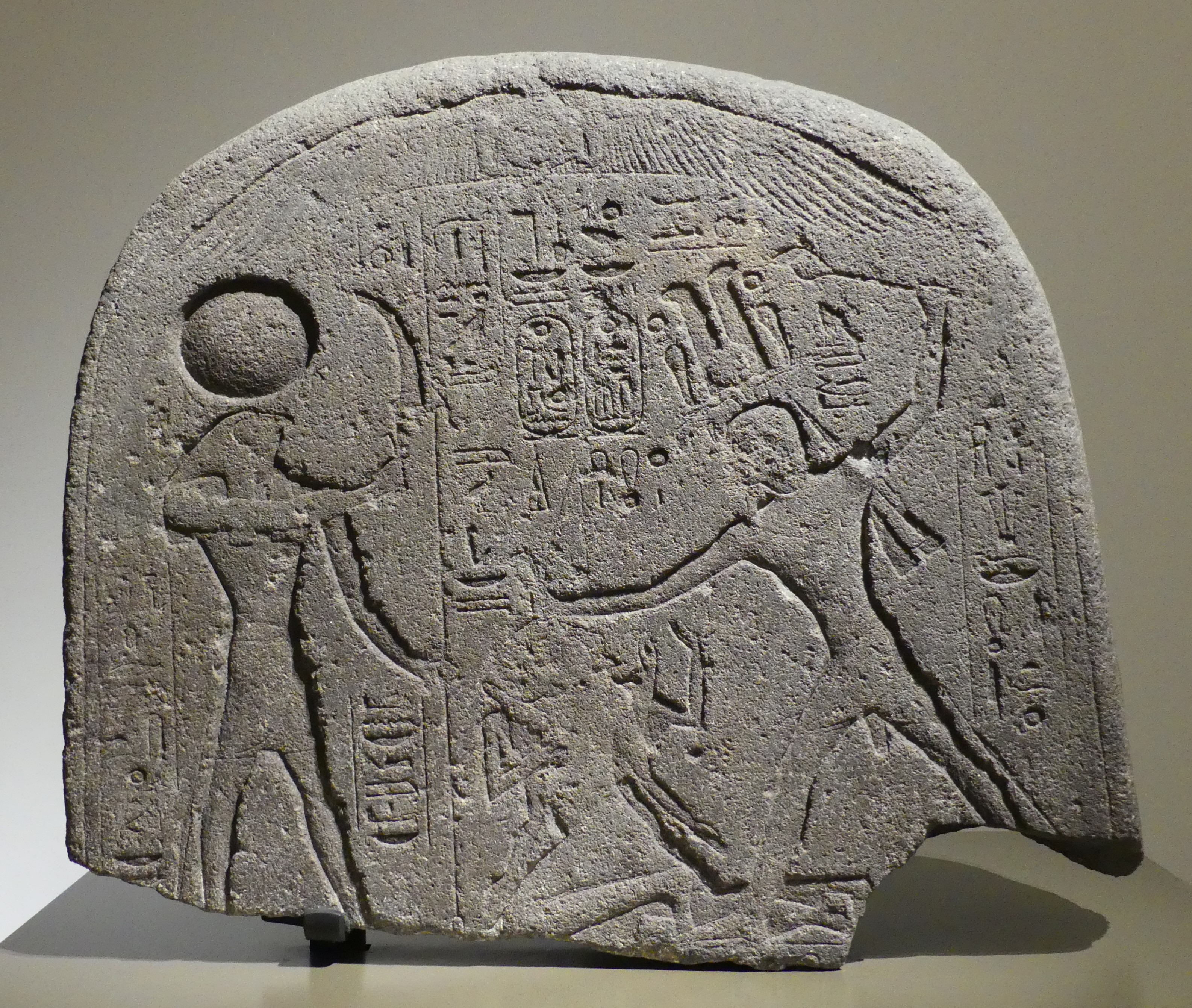
Basalt-Stele mit einem Porträt von Ramses II., die in Tyros gefunden wurde. Nationalmuseum Beirut

Im 17. Jahrhundert v. Chr. geriet Tyros unter die Oberhoheit der ägyptischen Pharaonen. Die Stadt erlebte insbesondere während der 18. Dynastie zur Mitte des 2. Jahrtausends einen Aufschwung, da sie unter dem Schutz Ägyptens ihre Handelsaktivitäten ausbauen konnte.

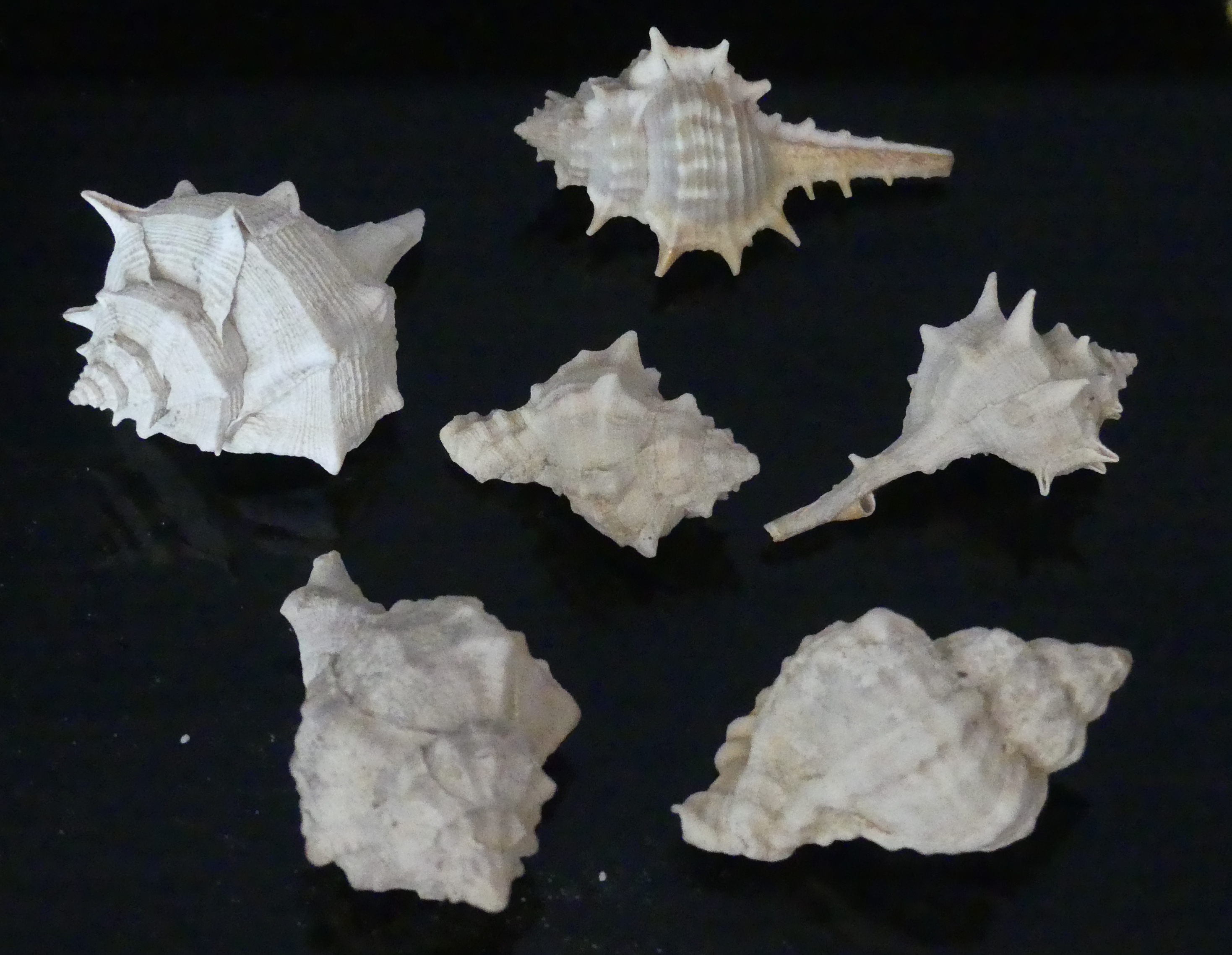
Murex-Schneckenhäuser im Foyer des Murex-Hotels von Tyros, 2019

Eines der wichtigsten Handelsgüter aus eigener Herstellung war für insgesamt fast drei Jahrtausende Purpur. Archäologische Funde legen nahe, dass Tyros schon zur Mitte des zweiten vorchristlichen Jahrtausend die industrielle Produktion des seltenen, äußerst teuren Farbstoffs etabliert hatte, der für seine Schönheit wie für seine Lichtechtheit berühmt war. Er wurde aus der Stumpfen Stachelschnecke (Murex trunculus) und der Herkuleskeule (Murex brandaris) gewonnen und war unter dem Namen tyrischer Purpur bekannt. Die kostbare Farbe war in vielen antiken Kulturen Königen und anderen hohen Würdenträgern vorbehalten. Die Tyrer perfektionierten ihre Methoden der Grundstoffgewinnung und der Mischungen, weshalb ihre Färbemittel in der antiken Welt so begehrt waren. Um ihr Quasi-Monopol zu halten, übten die Tyrer größtmögliche Diskretion.

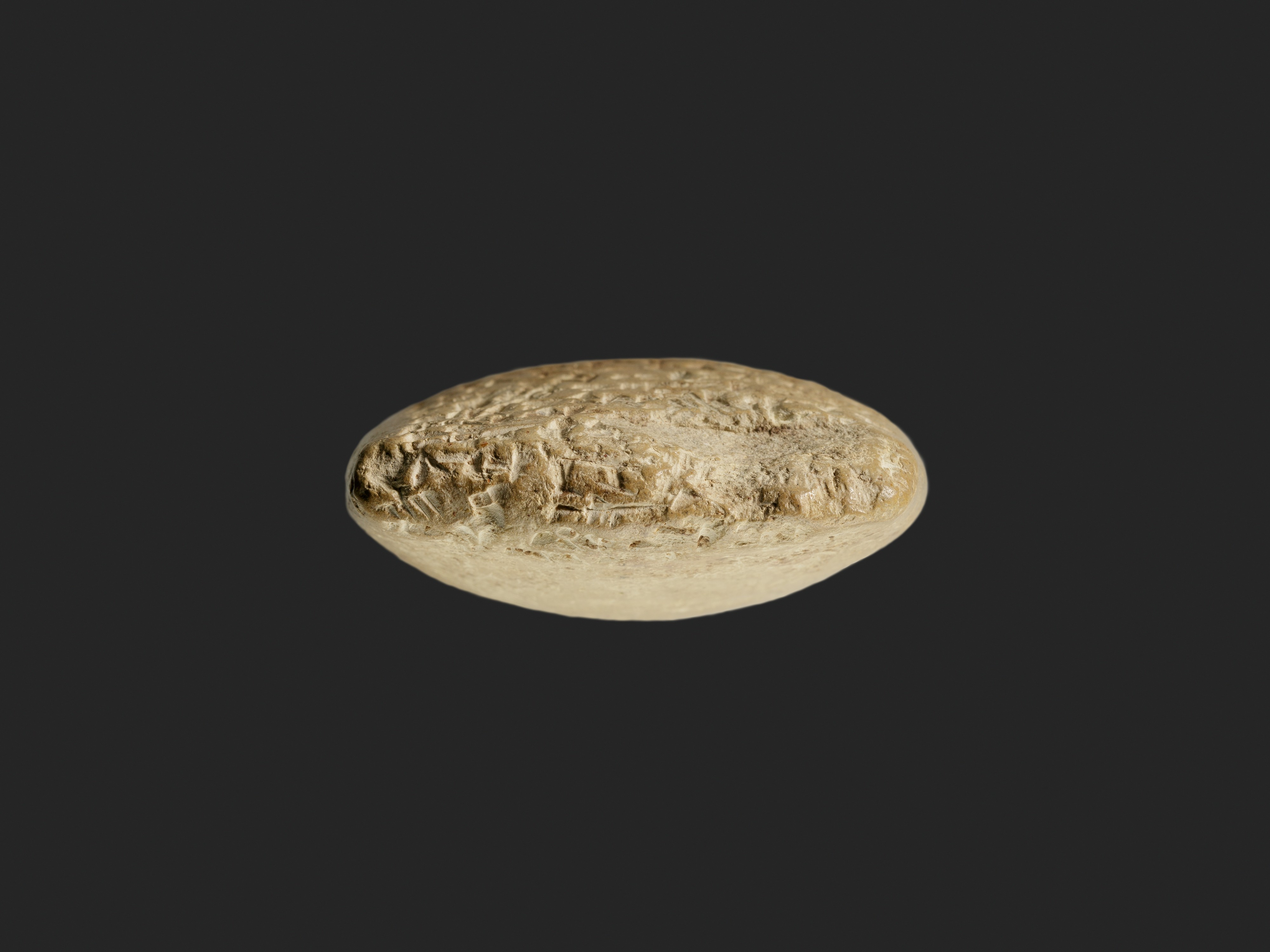
Brief von Abi-Milki an Echnaton, Metropolitan Museum of Art

Tatsächlich ist auch das Wort „purpurrot“ ein Eponym für „Phönizisch“, da im Griechischen „phoinikeā“ und „po-ni-ke-a“ als Namen für die Farbe belegt sind. Die Phönizier verwendeten dieses Fremdwort als Selbstbezeichnung jedoch nicht. 
Der Legende nach war es der Stadtgott Melkart, der den Farbstoff entdeckte. Demzufolge ging er mit der von ihm umworbenen Meerjungfrau Tyros am Strand spazieren, als sein Hund in eine Meeresschnecke biss und sich sein Maul vom Blut des Weichtiers purpurrot färbte. Die Nixe wünschte sich daraufhin von Melkart ein in der gleichen Farbe koloriertes Kleid, und das war die Geburtsstunde der Purpurherstellung.
Der griechische Historiker Strabon, der Tyros selber besuchte, beschreibt, wie die Farbstoffindustrie die Luft dermaßen verpestete, dass der Gestank seinen Aufenthalt in der Stadt überaus unangenehm machte. Fachleute haben ausgerechnet, dass rund 8.000 Schneckenhäuser zermalmt werden mussten, um ein Gramm des Farbstoffs zu gewinnen. Ein Gramm Purpur dürfte so viel gekostet haben wie zwanzig Gramm Gold.

Die ersten ausführlichen Beschreibungen der Stadt finden sich in den zehn Amarna-Briefen, die der tyrische Prinz Abi-Milki um 1350 v. Chr. auf Tontafeln in akkadischer Keilschrift und untertänigstem Ton an Pharao Echnaton schrieb. In den Texten, die am Ende des 19. Jahrhunderts n. Chr. in Mittelägypten gefunden wurden, geht es vor allem um die Versorgung der befestigten Stadt auf der Insel angesichts des Vorrückens der verfeindeten Apiru und der abtrünnigen Sidonier auf dem Festland – hier in der Übersetzung eines Abschnitts aus dem zweiten Brief:
„Und siehe, ich schütze Tyrus, die große Stadt für den König, meinen Herrn, bis auszieht die mächtige Hand des Königs mir entgegen, um zu geben Wasser zum Trinken für mich und Holz zum Wärmen für mich.“
Auf die Hilfegesuche hin kamen ägyptische Truppen den loyalen Tyrern zur Hilfe und besiegten eine Armee der Hethiter, die Tyros belagerten.
Die frühesten ägyptischen Inschriften, die in Tyros selbst gefunden wurden (im Bereich des modernen schiitischen Friedhofs), stammen aus der Zeit von Pharao Sethos I. und seinem Sohn Ramses II.
Im Verlauf des 12. Jahrhunderts v. Chr. verloren die ägyptischen Pharaonen schrittweise die politische Kontrolle über die Levante. Die ägyptische Kultur beeinflusste allerdings die tyrische Kunst noch über ein halbes Jahrtausend lang.

### Hauptära phönizischer Unabhängigkeit (1200 bis 868 v. Chr.)
Tyros und die anderen Stadtstaaten, die Phönizien ausmachten, konnten ihre politische Unabhängigkeit im Laufe des 11. Jahrhundert v. Chr. vor allem deshalb erlangen, weil die bisherigen Großmächte, das ägyptische Neue Reich und das Reich der Hethiter, geschwächt bzw. zerstört waren und zunächst keine andere Großmacht das Machtvakuum füllte. Zugleich begannen die auf den Seehandel konzentrierten Phönizier mit ihrer kommerziellen Expansion. Besonders Tyros und Sidon profitierten vom Untergang früherer Handelszentren in Ugarit und Alalach.
Die Dominanz der beiden benachbarten Städte wurde so stark, dass sowohl Außenstehende wie Phönizier selber ganz Phönizien und Kanaan nach den beherrschenden Städten als Sidonien oder Tyrien bezeichneten. Die Bezeichnung Phönizien war in den kanaanäischen Sprachen ohnehin unbekannt. Die maritime Vorherrschaft von Tyros war gar so umfassend, dass das Mittelmeer in vielen Gegenden zeitweise den Namen „Tyrisches Meer“ trug. Es gibt sehr wenige archäologische Erkenntnisse aus Tyros über diese Phase der Eisenzeit (II). Darum ist unklar, wie die Stadt es schaffte, ihre Hegemonie über andere aufzubauen. Im Allgemeinen wird davon ausgegangen, dass sie dies größtenteils über Handel und Kulturaustausch erreichte statt über militärische Eroberungen. So wird Tyros etwa die Verbreitung des Alphabets und eines Vigesimal-Zahlensystems zugeschrieben.
Ein zentraler Faktor für den globalen Aufstieg waren offensichtlich die außergewöhnlichen Fähigkeiten tyrischer Gelehrter im Bereich der Astronomie, die entscheidend für die Navigation der Schiffe waren. Und weil der Platz in der Inselstadt begrenzt war, bauten die Einwohner mehrstöckige Gebäude. Dafür brauchten sie hervorragende Zimmerer, Schmiede und Ingenieure, die ihre Kenntnisse wiederum auch im Schiffbau anwandten.
So bereisten tyrische Schiffe bereits früh selbst Gebiete jenseits der Meerenge von Gibraltar, wie phönizische Funde ab ca. 900 v. Chr. in Huelva bezeugen. Für die Kanarischen Inseln ist auf Lanzarote zumindest eine punisch-karthagische Siedlung bei Teguise ab dem 6. Jahrhundert v. Chr. sicher belegt, ein sehr frühes 14C-Datum von diesem Fundort könnte sogar auf phönizische Kontakte bereits im 10. Jahrhundert v. Chr. hinweisen.
Einige Quellen behaupten, dass tyrische Seeleute bis zu den Britischen Inseln segelten, um Zinn zur Produktion von Bronze für Waffen und Kunstwerke zu erwerben, und dies womöglich bereits im 13. Jahrhundert. Diese These ist allerdings umstritten. Die nördlichste bekannte phönizische Handelsniederlassung am Atlantik war Abul (ca. 50 km südöstlich von Lissabon); phönizische Funde, die eventuell teilweise bereits ins 9. Jahrhundert v. Chr. zurückreichen, kamen auch weiter nördlich, in Santa Olaia, zu Tage. Der Handel stützte sich auf eine Vielzahl von Faktoreien an den Küsten. Dauerhafte Siedlungen und Kolonien wurden nur ausnahmsweise gegründet, vor allem in Nordwestafrika, Sardinien und auf der Iberischen Halbinsel.
Die textliche Überlieferung schreibt das Verdienst für den wachsenden Wohlstand von Tyros ab dem 10. vorchristlichen Jahrhundert vor allem einer Einzelperson zu, Hiram I., der im Jahr 969 seinem Vater Abi-Baʿal als König nachfolgte. Über ein Jahrtausend später berichtet Flavius Josephus, Tyros habe ursprünglich aus zwei beieinanderliegenden Inseln bestanden, die Hiram durch Baumaßnahmen vereinen ließ. Auf dem derart vergrößerten Stadtgebiet habe er den Bau von Tempeln für Melkart, Astarte und Ba'al Shamem veranlasst. Die von Hiram installierte Egersis (eine Art Passionsspiel), so berichten zumindest christliche Quellen, vollzog den Tod Melkarts, seine Verbrennung auf einem Scheiterhaufen und seine Auferstehung nach.
Jenseits der Grenzen seines Königreichs entwickelte Hiram offenbar ein besonders enges Verhältnis zu den israelitischen Königen David und Salomo. Die Bibel berichtet darüber an folgenden Stellen:
- Hiram pflegt diplomatische Beziehungen zu beiden (1Kön 5,15; 7,13–14) und leistet Unterstützung bei ihren Bauten (2Chr 2,2.10).
- Er schickt Zedernholz und Handwerker, um für David ein Haus zu errichten und den Bau des Jerusalemer Tempels vorzubereiten (2Sam 5,11; 1Chr 14,1; 22,4).
- Salomo bezahlt Hiram für seine Bereitstellung an Holz und Gold mit 20 Städten in Galiläa, die Hiram aber nicht gefallen (1Kön 9,11–13).

Gemäß einer Freimaurerlegende war der Architekt des salomonischen Tempels in Jerusalem, Hiram Abif, ein Gesandter aus Tyros.
Hirams regionale Kooperation und sein Kampf gegen Philister-Piraten ermöglichten eine Ausweitung der Handelsrouten zur Arabischen Halbinsel und nach Ostafrika. Handelsgüter aus allen Teilen der Alten Welt sammelten sich in den Lagerhäusern von Tyros, da die Befestigungen der Stadt Schutz für wertvolle Transitwaren boten.
Nach dem Tod Hirams, der nach Angaben von Flavius Josephus 34 Jahre regierte, wurden anscheinend etliche seiner Nachfolger in Machtkämpfen umgebracht. Die tyrischen Herrscher stammten offenbar nicht aus einer einzigen Dynastie, sondern wurden aus den Reihen mehrerer Adelsfamilien gewählt. Hinter dem König stand demnach eine Art Ältestenrat, dessen Entscheidungen von den großen Händlerfamilien kontrolliert wurden.
Ein einmaliges Fenster in die tyrische Gesellschaft jener Ära bietet ein Gräberfeld aus Brandgräbern in Al Bass, das auf einer Fläche von rund 500 m² ausgegraben wurde und die erste archäologische Entdeckung dieser Art ist. Mit knapp 320 freigelegten Urnen stellt es von allen bisher bekannten phönizischen Begräbnisstätten in der Levante den am dichtesten belegten Friedhof dar. Er wurde zum Ende des zehnten vorchristlichen Jahrhunderts am Meeresstrand direkt gegenüber der Insel von Tyros angelegt. An seiner nördlicher Seite befand sich damals zudem das Delta eines Baches. Die Landschaft veränderte sich indes über die Jahrhunderte, sodass sich die Bucht mit dem Bach zunächst in eine Lagune wandelte, die vom Meer durch einen Sandstreifen getrennt war.
Die häufigste Begräbnisart in der Nekropolis bestand aus Doppelurnen mit den Überresten der gleichen Person: eine Urne mit der Asche und die andere mit den Knochen und persönlichen Gegenständen. Hinzu kamen zwei Krüge und eine Schale für Getränke. Ein Fünftel der entdeckten Urnen mit Knochen enthielt zudem Skarbäus-Amulette. Die Archäologen fanden zudem einige Stelen mit Inschriften und menschliche Masken aus Ton. Angesichts dieser Funde muss man sich einen Sandstrand vorstellen, aus dem Grabsteine emporragten, und im Hintergrund die Insel mit der befestigten Stadt.
Dabei fällt auf, dass es kaum formelle Unterscheidungen zwischen Geschlechtern, Alter und Grabbeigaben gab, sondern soziale Unterschiede verdeckt wurden. Die Forschung schließt aus dem generellen Verzicht auf Pomp in dieser Begräbniskultur, dass man zwar nicht von einer egalitären Gesellschaft sprechen kann, womöglich aber von der egalitären Ideologie einer urbanen, hoch entwickelten Gesellschaft.

### Neo-Assyrische Periode (868 bis 612 v. Chr.)

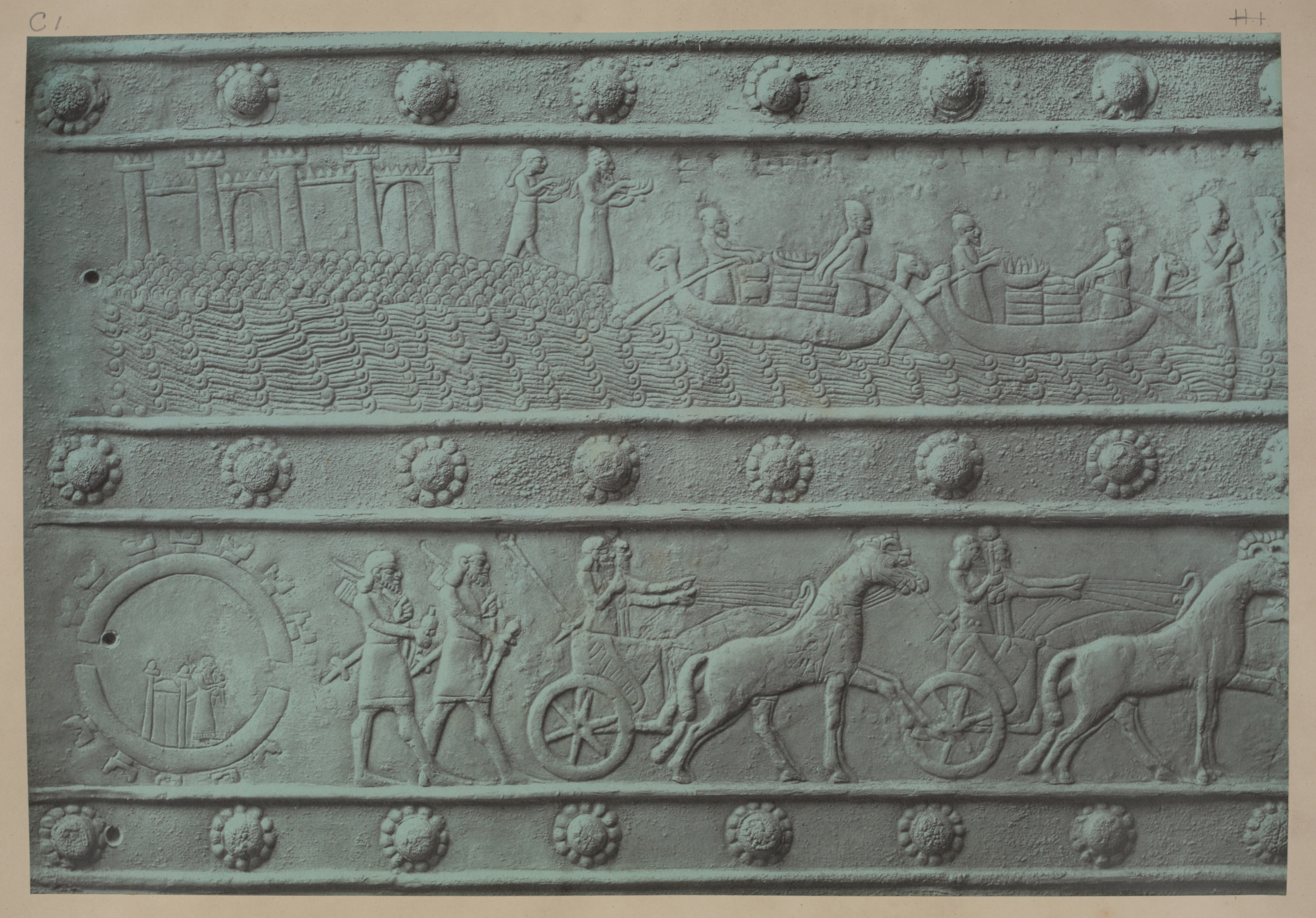
Schiffe aus Tyros und Sidon bringen Tribute zu Salmānu-ašarēd III. - Bronzerelief aus den Toren von Balawat im heutigen Irak

Im Laufe des 9. Jahrhunderts blieb Tyros eng mit dem Nordreich Israel verbunden, wie die Heirat von König Ahab mit Isebel zeigt. Die Prinzessin, die im Alten Testament äußerst negativ dargestellt wird, stammte nach neuerer Forschung nicht aus Sidon, sondern aus einer tyrischen Königsfamilie. Isebels Vater Etbaal herrschte offenbar von 887 bis 856 über ein Gebiet, das über Sidon bis nach Beirut reichte und sogar Teile von Zypern einschloss. Zum Ende seines Regnums verlor Tyros zunehmend seine politische Eigenständigkeit, wenn auch nicht seine Wirtschaftskraft:

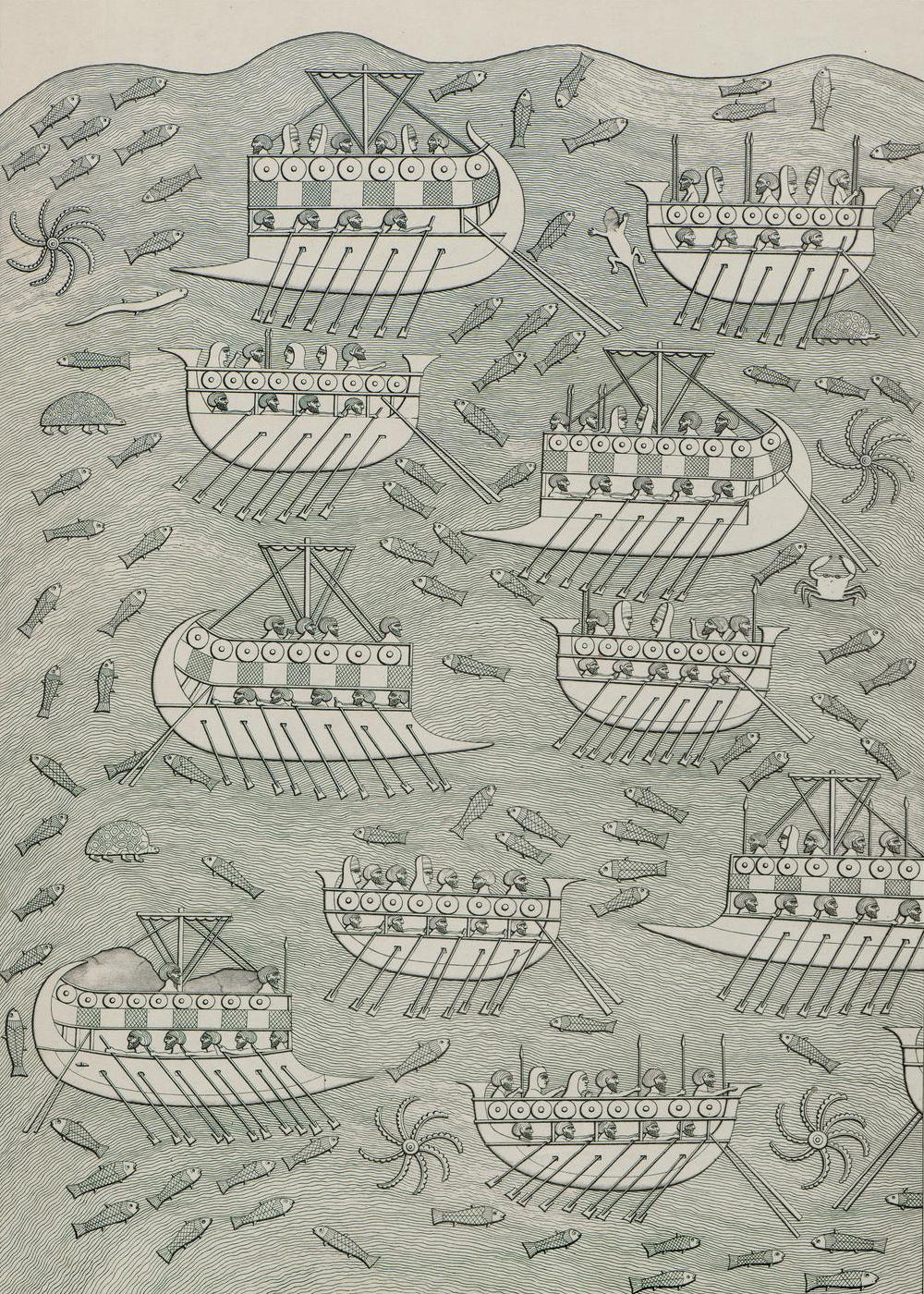
Die Flucht von König Luli aus Tyros im Jahr 702, Relief aus Ninive im heutigen Irak

Mit dem Wiedererstarken des Assyrischen Reichs, das schrittweise die Oberhoheit über Phönizien erlangte, wurde auch Tyros tributpflichtig. Belegt ist dies für Teile der Regierungszeit des assyrischen Königs Salmānu-ašarēd III. ab 858. Anscheinend handelte es sich dabei aber eher um eine nominelle Unterwerfung und die Stadt konnte ihre Unabhängigkeit faktisch in hohem Maße bewahren. Von der Stabilität, die aus der regionalen Vormachtstellung der Assyrer folgte, profitierte sie in ihren Handelsaktivitäten und blieb somit eine der mächtigsten Städte am östlichen Mittelmeer.

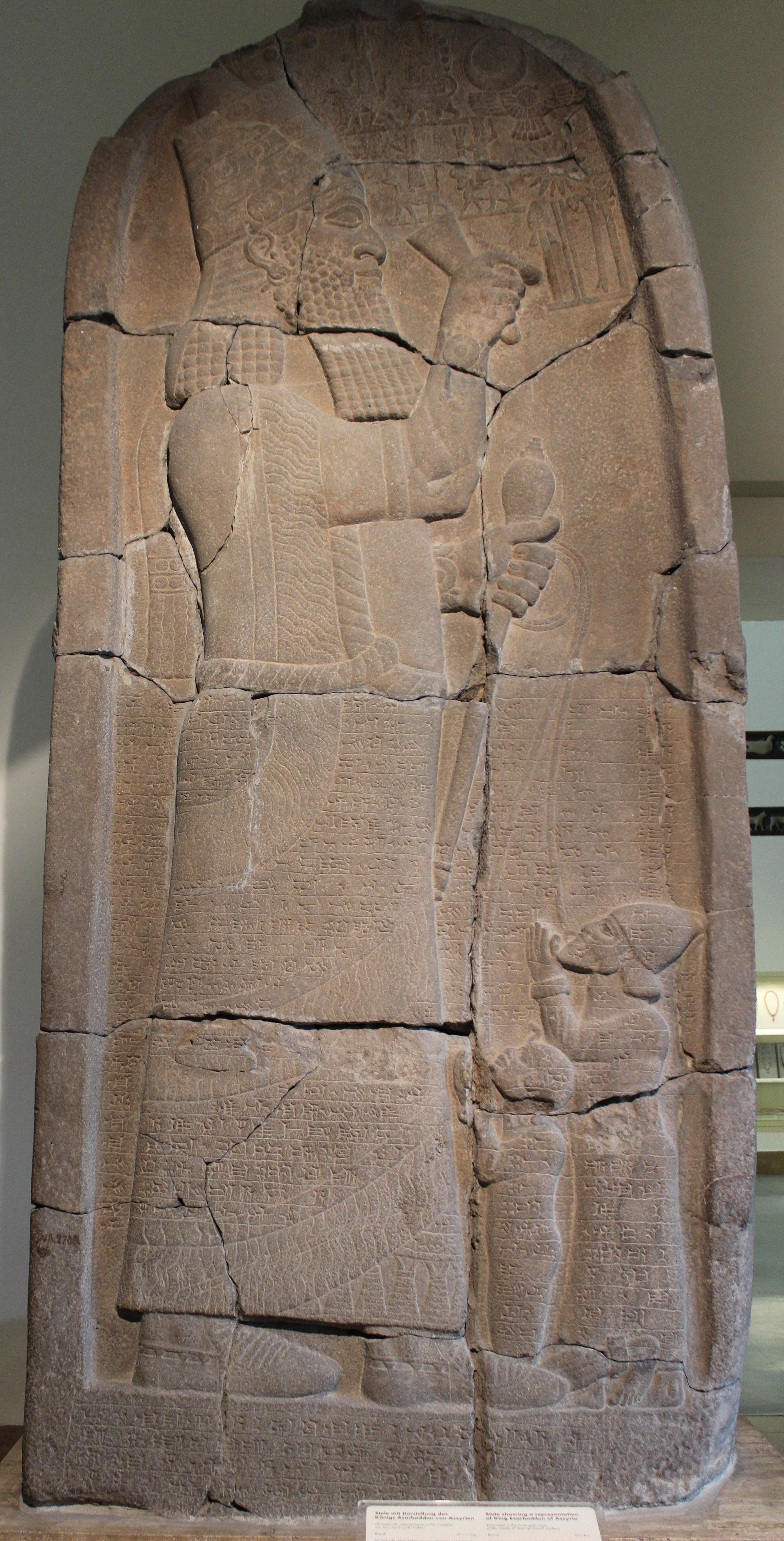
Eine Siegessäule aus Samʼal, die zeigt, wie Asarhaddon zwei winzige Bittsteller, die offenbar Ba’al I. und Taharqa darstellen, an Nasenringen führt. (Pergamonmuseum, Berlin)

Der antiken Sagenwelt zufolge wurde die nordafrikanische Stadt Karthago (Qart-Hadašt = „Neue Stadt“) im Jahr 814 von der tyrischen Prinzessin Elissa gegründet, die auch unter dem Namen Dido („die Wanderin“) bekannt ist. Demnach entkam sie inmitten eines Machtkampfes mit ihrem Bruder Pygmalion dank einer List von der Insel samt einer Flotte von Schiffen und Gefolgsleuten. Sie gilt auch als Pionierin der Mathematik im Bereich der Planimetrie: Laut einer Legende versprach der numidische Herrscher Iarbas ihr so viel Land, wie sie mit einer Kuhhaut umspannen könne. Dido schnitt daraufhin die Kuhhaut in dünne Streifen, legte diese aneinander und konnte somit ein großes Stück Land markieren.

Ab dem 8. Jahrhundert wurde die Seeherrschaft der Phönizier von den Griechen zurückgedrängt. Zugleich legten es die neo-assyrischen Könige darauf an, ihre Souveränität über Tyros auszubauen. Tiglat-Pileser III., der von 744 bis 727 regierte, verlangte Tribut von Hiram II. und versuchte, den Handel zwischen Tyros und den südlichen Gebieten zu unterbinden. Zur selben Zeit sprach Jesaja, der erste große Schriftprophet der hebräischen Bibel, von Tyros als einem Staat,
„dessen Kaufleute Fürsten waren und dessen Händler die Herrlichsten auf Erden“
und verdammte die Stadt:
„15 Zu der Zeit wird Tyrus vergessen werden siebzig Jahre, solange etwa ein König lebt. Aber nach siebzig Jahren wird es mit Tyrus gehen, wie es im Hurenlied heißt: 16 Nimm die Harfe, geh in der Stadt umher, du vergessene Hure! Mach's gut auf dem Saitenspiel und singe viel Lieder, auf dass deiner gedacht werde! 17 Denn nach siebzig Jahren wird der HERR die Stadt Tyrus heimsuchen, dass sie wieder zu ihrem Hurenlohn komme und Hurerei treibe mit allen Königreichen auf Erden. 18 Aber ihr Gewinn und Hurenlohn wird dem HERRN geweiht werden. Man wird ihn nicht wie Schätze sammeln und aufhäufen, sondern ihr Gewinn wird denen zufallen, die vor dem HERRN wohnen, dass sie essen und satt werden und wohlbekleidet seien.“
Diese Voraussage trat zwar nicht ein, aber Salmānu-ašarēd V., der Nachfolger von Tiglat-Pileser III., belagerte die Stadt mit Unterstützung von Festland-Phöniziern um die Jahre 725 bis 720, schaffte es aber nicht, die Befestigungen zu durchbrechen. Zypern nutzte den Umstand, dass Tyros unter wachsenden Druck geriet, und befreite sich im Jahr 709 von der tyrischen Vorherrschaft.
Sin-ahhe-eriba, der das neo-assyrische Königreich von 705 bis 681 anführte, scheiterte zwar ebenfalls mit dem Unterfangen, Tyros militärisch einzunehmen. Der tyrische König Elulaios, auch als Luli bekannt, verlor aber die Kontrolle über einige Gebiete außerhalb der Stadtgrenzen und musste fliehen. Ihm folgten auf dem Thron pro-assyrische Könige wie Baʿal I., der auch Balu genannt wurde. Dieser half dem neo-assyrischen Herrscher Asarhaddon (680 bis 669) anscheinend dabei, einen Aufstand in Sidon niederzuschlagen, und erhielt zur Belohnung die Kontrolle über große Teile der Küste von Palästina. Als er indes die Seiten wechselte und ein Bündnis mit dem ägyptischen Pharao Taharqa einging, belagerten die Assyrer Tyros einmal mehr. Es ist nicht klar, ob sie die Stadt eroberten, aber belegt ist, dass sie in der Folge Tribut zahlen musste.
Der 676 v. Chr. geschlossene Vasallenvertrag ist auch die älteste schriftliche Bezeugung tyrischer Götter. Die drei Gottheiten, die das Abkommen auf Seiten von Tyros garantierten, waren Baalschamin, Astarte und Melkart, der später auch als Baal Sur (Herr des Felsens – auf dem die Stadt errichtet ist) angerufen wurde. Der Text beschreibt das Herrschaftsgebiet von Tyros und enthält unter anderem folgende Vorschriften:
- dem Befehl des assyrischen Statthalters zu gehorchen,
- sich nicht an assyrischen Untertanen zu vergreifen,
- gestrandete Schiffe an die Assyrer auszuliefern, doch ihre Besatzungen nicht anzutasten.

Diesen Vorschriften folgen die für den Fall des Eidbruches üblichen Selbstverfluchungen:
- Ninlil von Ninive möge ein flammendes Schwert gegen Tyros ziehen,
- Ištar von Arbela möge kein Erbarmen gewähren,
- Gula möge Krankheiten schicken, dass die Bewohner von Tyros in ihrem Blute baden wie in Wasser,
- die Šebettu mögen eine Niederlage bewirken,
- Melkart und Eschmun mögen das Volk der Deportation preisgeben usw.

Aššur-bāni-apli, Asarhaddons Nachfolger von 669 bis 631, ließ anscheinend das Hinterland von Tyros verwüsten, weil die Stadt rebellierte. Doch sah er von einer Belagerung der Insel ab, damit Tyros kurz darauf seine Handelsaktivitäten wieder aufnehmen konnte.
Als das neo-assyrische Reich während des siebten Jahrhunderts zerfiel, genossen Tyros und die anderen phönizischen Stadtstaaten erneut eweitgehende politische Unabhängigkeit und wirtschaftlichen Aufschwung:

### Unabhängigkeit und neubabylonische Periode (612 bis 539 v. Chr.)

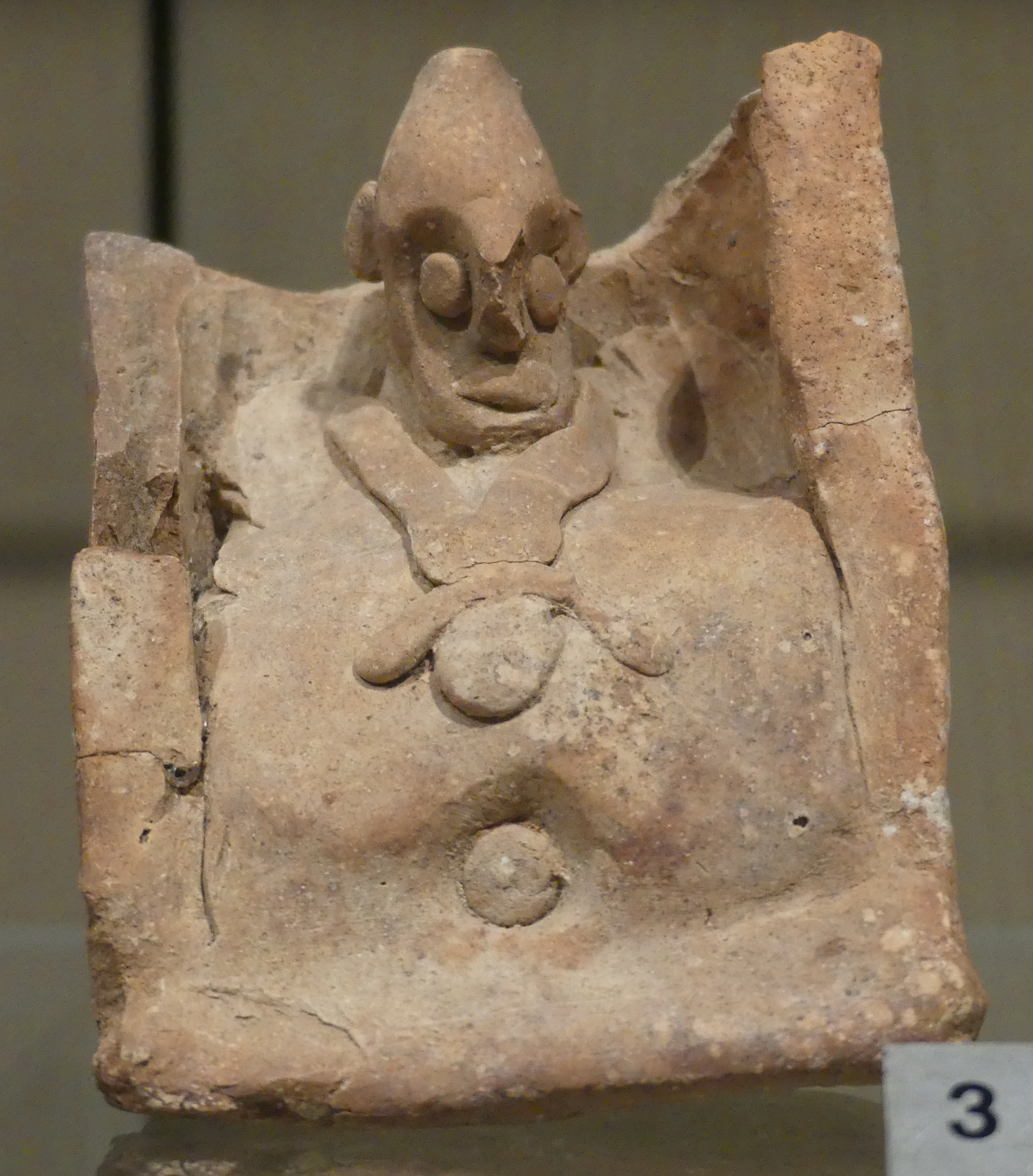
In Tyros gefundene Tonfigur einer Gottheit, 7. Jh., Nationalmuseum Beirut

Nach dem Ende des neo-assyrischen Reiches im Jahr 612 erlebten Tyros und die anderen phönizischen Stadtstaaten zunächst einen erneuten Wirtschaftsaufschwung dank des Wegfalls der Last der Tributzahlungen. Der Boom endete aber nach wenigen Jahren, als Nebukadnezar II. im Jahr 605 Feldzüge in die Levante begann. Die tyrische Führung verbündete sich mit Ägypten, den Königreichen von Juda, Edom und Moab sowie mit anderen phönizischen Städten gegen die neo-babylonischen Expansionspläne – zunächst mit Erfolg.

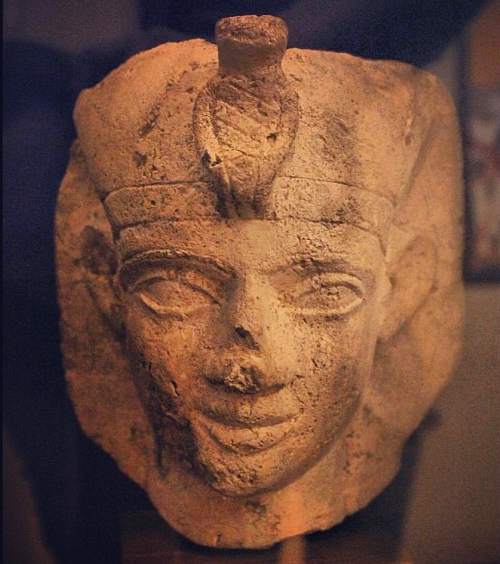
Büste eines phönizischen Königs aus Tyros im Stil eines Pharaos aus dem 7. Jh. (World Museum Liverpool)

Mehrere Bücher des Alten Testaments, die in jener Zeit entstanden, erwähnen Tyros, darunter die des Schriftpropheten Jeremia (25:22, 47:4). Hesekiel (26:1–21), der zu den 598 v. Chr. unter Nebukadnezar II. nach Babylon verschleppten Israeliten gehörte, sagte dabei in drastischen Zeilen die baldige und vollständige Zerstörung der Stadt voraus:
„2 Du Menschenkind, weil Tyrus spricht über Jerusalem: »Ha! Die Pforte der Völker ist zerbrochen; nun fällt es mir zu; ich werde jetzt reich werden, weil Jerusalem wüst liegt!«, 3 darum, so spricht Gott der HERR: Siehe, ich will an dich, Tyrus, und will viele Völker gegen dich heraufführen, wie das Meer seine Wellen heraufführt. 4 Die sollen die Mauern von Tyrus zerstören und seine Türme abbrechen; ja, ich will sogar seine Erde von ihm wegfegen und will einen nackten Fels aus ihm machen, 5 einen Platz im Meer, an dem man Fischnetze aufspannt; denn ich habe es geredet, spricht Gott der HERR, und es soll den Völkern zum Raub werden. 6 Und seine Tochterstädte auf dem Festland sollen mit dem Schwert geschlagen werden, und sie sollen erfahren, dass ich der HERR bin. 7 Denn so spricht Gott der HERR: Siehe, ich will über Tyrus kommen lassen Nebukadnezar, den König von Babel, von Norden her, den König der Könige, mit Rossen, Wagen, Reitern und einem großen Heer. […] 12 Sie werden deine Schätze rauben und deine Handelsgüter plündern. Deine Mauern werden sie abbrechen und deine schönen Häuser einreißen und werden deine Steine und die Balken und den Schutt ins Meer werfen.“
Diese Prophezeiung schien zunächst in Erfüllung zu gehen, als Nebukadnezar II. im Jahr 586 Tyros belagern ließ. Sein Versuch der Einnahme dauerte dreizehn Jahre, aber schließlich gab er auf, nachdem sich die Stadt bereit erklärte, Tribut zu zahlen. Zwar trat Hesekiels Vorhersage noch nicht ein (sondern erst ca. 250 Jahre später, als Alexander der Große ab 332 v. Chr. Neu-Tyros belagerte), dennoch hatte Tyros infolge der langen Blockade wirtschaftlich gelitten und gegenüber der Rivalin Sidon an Boden verloren. Offenbar als ein weiteres Zugeständnis an Nebukadnezar II. wurde Baʿal II. als neuer König eingesetzt, der von 568 bis 558 regierte. Rationenlisten aus dem 10. bis 35. Jahr Nebukadnezars erwähnen Adelige und Handwerker aus Tyros. Dabei dürfte es sich um Geiseln und Deportierte gehandelt haben. Aus dem 40. Jahr Nebukadnezars sind tyrische Händler in Babylon überliefert.
Nach dem Tod Ba’als wurde Tyros von 558 bis 551 von Richtern regiert. Die Verhältnisse waren anscheinend instabil. Vermutlich in dieser Zeit der Schwäche verlor Tyros auch die Kontrolle über seine Kolonien Kition auf Zypern und Karthago in Nordafrika. Im ersten Jahr Nabonids wurde wieder ein König eingesetzt, der in Babylon erzogen worden war, vermutlich ein Abkömmling der alten Herrscher.
Zur selben Zeit verblasste nach rund anderthalb Jahrtausenden der Einfluss der ägyptischen Kultur auf Tyros.

### Persische Periode (539 bis 332 v. Chr.)

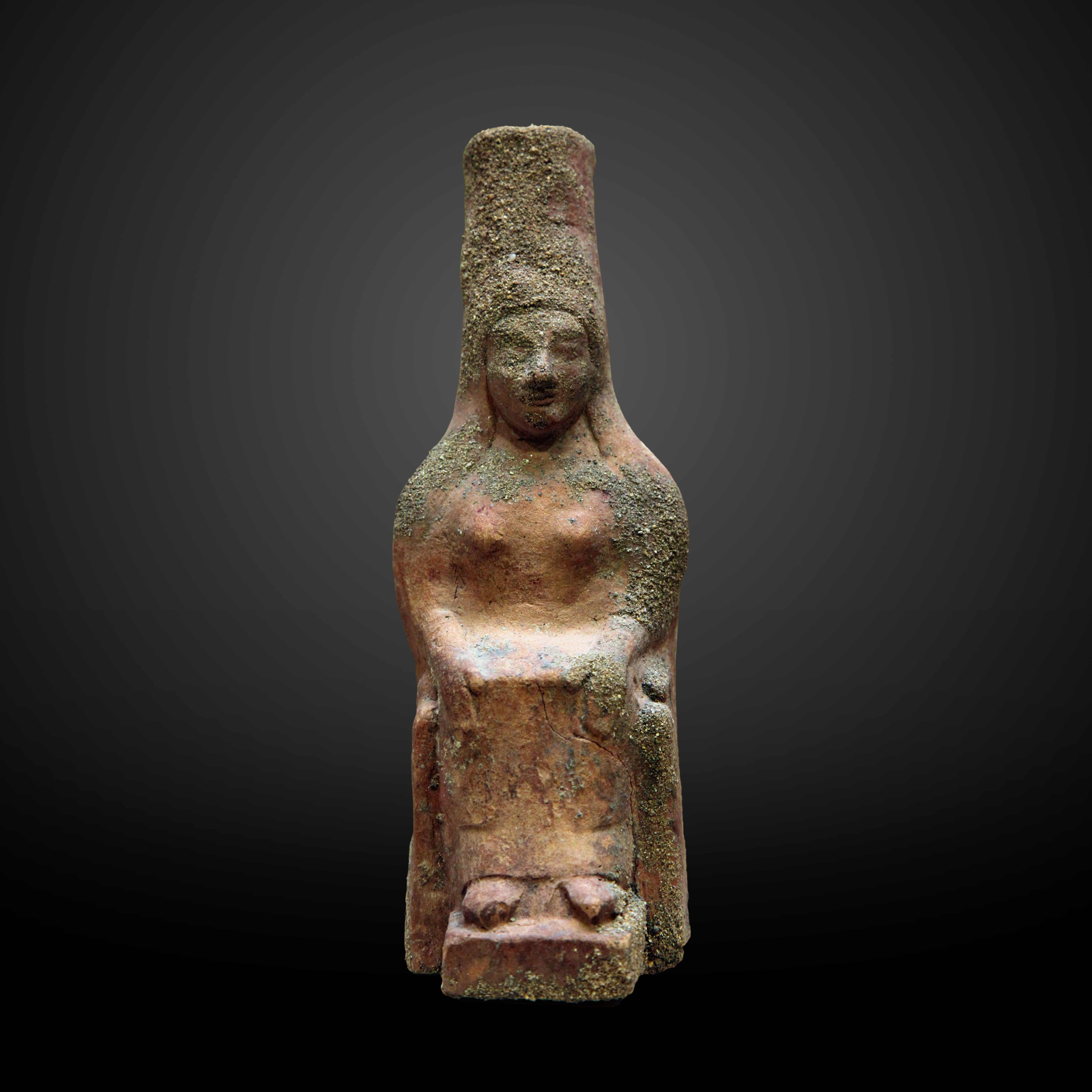
Tonfigur einer Frau mit Tiara, aus Tyros, 6. Jh. v. Chr., Louvre

Die Truppen von Kyros II., dem König des Achämenidenreiches, eroberten Tyros im Jahr 539. Der persische Herrscher, der als Kyros der Große bekannt wurde, teilte Phönizien in vier Vassalreiche ein: Aruad, Byblos, Sidon und Tyros. Sie konnten in dieser Weise weiter prosperieren und stellten im Gegenzug für die persischen Streitkräfte Schiffsflotten bereit. Als allerdings Kambyses II., der Sohn und Nachfolger von Kyros II., gegen Karthago in den Krieg zog, verweigerte sich Tyros mit Hinweis darauf, dass es sich um seine Tochterstadt handelte.
Unter der persischen Oberhoheit durfte Tyros – wie die anderen phönizischen Stadtstaaten – zunächst seine eigenen Könige behalten. Dieses alte System königlicher Familien wurde schließlich aber durch die Ausrufung einer Republik abgeschafft, in der Sufeten eine Doppelspitze bildeten. Diese Magistraten regierten für eine Amtszeit von jeweils sechs Jahren.
Die tyrische Wirtschaft basierte weiterhin zu einem großen Teil auf der Produktion von Purpur-Farbstoffen aus den Murex-Meeresschnecken. Diese sind auch auf tyrischen Silbermünzen aus der Zeit zwischen 450 und 400 abgebildet, als die Stadt damit begann, ihre eigene Währung zu prägen. Andere Motive waren ein Delfin, eine Eule mit ägyptischem Zepter und der Gott Melkart auf einem Meerespferd.
Herodot, der Tyros um das Jahr 450 herum besuchte, berichtete, dass der Melkart-Tempel reich ausgestattet war, unter anderem mit zwei spektakulären Säulen: eine sei aus purem Gold gewesen und eine aus Smaragd, die nachts leuchtete. Einige Historiker spekulieren angesichts der tyrischen Fertigkeiten in der Herstellung von Glas, dass die Smaragd-Säule aus Kristall und mit einer Lampe beleuchtet gewesen sein könnte.
Nach Angaben von Marcus Iunianus Iustinus gab es in Tyros während der persischen Periode eine Revolte von Sklaven. Die Aufständischen hätten nur das Leben eines einzigen Sklavenhalters verschont, der Straton hieß und dann von den ehemaligen Sklaven zum neuen König erhoben worden sei, um eine neue Dynastie zu gründen.
Im Jahr 392 begann Euagoras I. von Salamis auf Zypern mit athenischer und ägyptischer Unterstützung einen Aufstand gegen die persische Herrschaft. Seine Streitkräfte übernahmen offenbar Tyros, wobei nicht klar ist, ob dies mit Gewalt oder dem stillschweigenden Einverständnis der Tyrer geschah. Nach zehn Jahren brach die Revolte allerdings zusammen und Tyros kam wieder unter persische Kontrolle.

Als Sidon im Jahr 352 gegen die persische Oberherrschaft revoltierte, beteiligte sich Tyros nicht und profitierte schließlich wirtschaftlich von der Zerstörung der Nachbarstadt. Der biblische Prophet Sacharja beschrieb ungefähr zu jener Zeit den tyrischen Reichtum – und sagte wie Jesaja und Jeremia die Zerstörung der Stadt voraus:
„der HERR schaut auf die Menschen und auf alle Stämme Israels […], auch auf Tyrus und Sidon, die doch sehr weise sind. 3 Denn Tyrus baute sich eine Festung und sammelte Silber wie Sand und Gold wie Dreck auf der Gasse. 4 Siehe, der Herr wird Tyrus erobern und wird seine Seemacht schlagen, und es wird mit Feuer verbrannt werden.“

### Hellenismus: Alexander der Große und die Diadochenreiche (332 bis 126 v. Chr.)

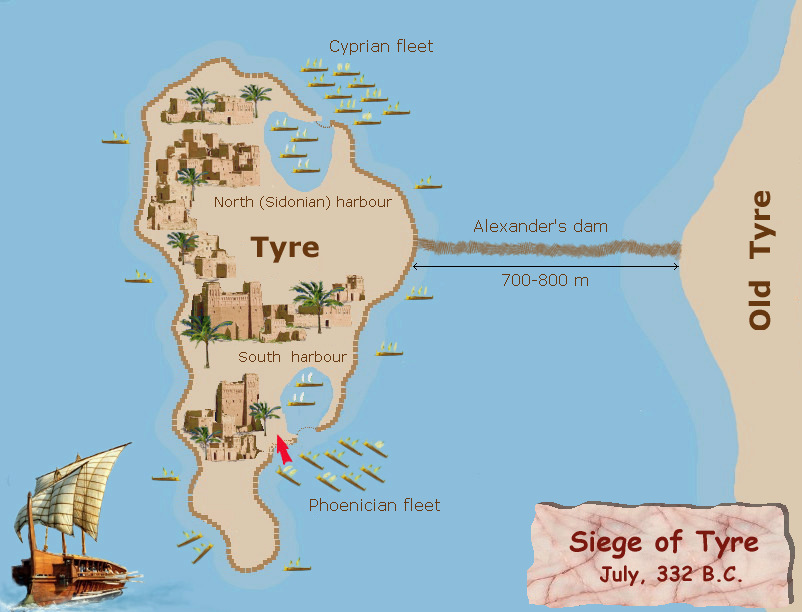
Illustration der Belagerung

Nach seinem vernichtenden Sieg über die Armee des persischen Königs Dareios III. in der Schlacht bei Issos im Jahr 333 v. Chr. bewegte Alexander der Große seine Truppen Richtung Süden, um die phönizischen Stadtstaaten zu unterwerfen. Die meisten von diesen waren der persischen Herrschaft ohnehin überdrüssig, so dass die makedonischen Eroberer ohne Gegenwehr Aruad, Marathos, Tripolis, Byblos und Sidon einnahmen.
Zu jener Zeit war Azemilkos König von Tyros. Auf die Nachricht von der persischen Niederlage segelte er mit seiner von Admiral Autophradates befehligten Flotte nach Halikarnassos. Auch Tyros hatte Verhandlungen angeboten, es Alexander aber verweigert, im Tempel des Stadtgottes Melkart in Neu-Tyros, also auf der Insel, zu opfern. Sie boten ihm lediglich an, Alt-Tyros auf dem Festland zu betreten. De facto hieß das, dass sie versuchten, neutral zu bleiben bzw. sich einer direkten makedonischen Kontrolle zu entziehen.
Als Alexander darauf bestand, auch Neu-Tyros zu besetzen, befahl er im Januar 332 v. Chr. die Belagerung von Tyros. Seine Truppen ließ er in mehrmonatiger Arbeit vom Festland aus zweimal einen Damm bauen, um die Inselstadt einzunehmen. Dazu benutzten sie Pfeiler aus Zedern und die Trümmer von Paläo-Tyros, der alten Stadt auf dem Festland. Nach archäologischen Untersuchungen konnten sie dabei auf einem nicht vollendeten Vorgängerbau Nebukadnezars aufbauen. Die geologischen Verhältnisse des Schwemmlandsaumes kamen dem Unterfangen ebenfalls entgegen.

Auf dem Damm wurden Belagerungsmaschinen aufgestellt. Schiffe aus Sidon, Byblos, Aruad und Zypern beteiligten sich an der Belagerung. Tyros fiel schließlich nach sieben Monaten im Herbst 332 v. Chr. Die Schiffe aus Arwad nahmen den Südhafen ein, die zypriotischen Schiffe liefen in den Nordhafen ein und die Besatzungen konnten Teile der Stadtmauern besetzen. König Azemilkos war mit den Sufeten und den Gesandten aus Karthago in den Tempel des Melkart geflüchtet und wurde von Alexander verschont, während dieser laut Diodor 2.000 Männer kreuzigen und 13.000 – bzw. laut Arrian 30.000 – Einwohner in die Sklaverei verkaufen ließ. Dem Rest gelang die Flucht nach Karthago. Alexander feierte seinen Sieg im Melkarttempel der Stadt, wo er den Rammbock, der als Erster die Mauern gesprengt hatte, und das heilige tyrische Melkartschiff, das er bereits früher erbeutet hatte, feierlich dem Gott weihte. Die Stadt wurde wieder aufgebaut und zum wichtigsten makedonischen Hafen an der levantinischen Küste.
„Von Alexander d. Gr. nach der Eroberung dem Reich eingegliedert, bleibt die Stadt doch autonom“.
Alexanders Vermächtnis lebt insofern bis heute in Tyros fort, als dass die einstige Insel zu einer Halbinsel geworden ist, nachdem die Sedimentablagerungen über die Jahrhunderte die makedonische Landungsbrücke zu einem Tombolo-Isthmus verbreitert haben.
Nach Alexanders Tod im Jahr 323 v. Chr. teilten seine Nachfolger sein Reich auf und Phönizien fiel an den Feldherrn Laomedon von Mytilene. Ptolemaios I. von Ägypten annektierte die Region kurz darauf, konnte das Gebiet aber nur wenige Jahre halten. Im Jahr 315 v. Chr. ließ Antigonos I. Monophthalmos, der ebenfalls ein General Alexanders gewesen war, Tyros belagern. Die Stadt hatte sich zwar nach der Eroberung durch Alexander schnell erholt, wurde nun jedoch abermals überrannt. Antigonus' Sohn Demetrios I. Poliorketes herrschte über Phönizien bis zum Jahr 287 v. Chr., in dem Ptolemaios die Region zurückgewann. Das Gebiet blieb knapp siebzig Jahre lang unter der Kontrolle seiner Nachfolger, bis das Seleukidenreich unter Antiochus III. Phönizien im Jahr 198 v. Chr. besetzte.
Trotz dieser häufigen Verwerfungen durch die Machtkämpfe zwischen Alexanders Diadochen behielt Tyros seinen herausgehobenen Status. Dieser äußerte sich insbesondere in dem Privileg, dass die Stadt weiterhin ihre eigenen Silbermünzen prägen durfte. Während Tyros einen Teil seines bisherigen Handelsvolumens an das ägyptische Alexandria verlor, profitierte es andererseits von neuen Märkten, die sich aus dem Entstehen der Seidenstraße im Osten ergaben.
Der tiefgreifendste Wandel fand jedoch in der Kultur statt: Tyros hellenisierte sich rasch und grundlegend. Zum einen wurden Festivitäten nach griechischer Art mit Opferdarbringungen, Prozessionen und sportlichen Wettbewerben ein fester Bestandteil des öffentlichen Lebens. Vor allem aber setzte sich die griechische Sprache – und mit ihr die griechische Schrift – als neue Lingua franca durch und blieb dies über ein Jahrtausend lang, bis sie vom Arabischen verdrängt wurde:

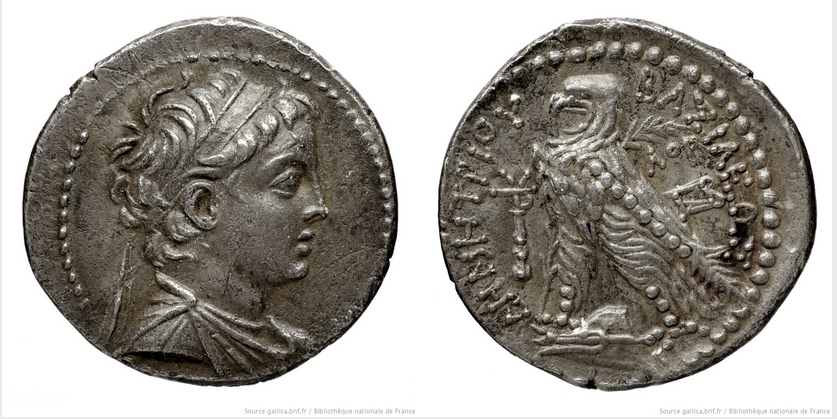
In Tyros geprägte Silber-Didrachme, um 142/141, Porträt von Demetrios II.

Die Ausgrabungen in Tyros, insbesondere in den letzten Jahrzehnten, brachten Hunderte von griechischen Inschriften zum Vorschein, die teilweise gut erhalten sind. Sie entstanden zwischen dem 3. Jahrhundert v. Chr. und dem 8. Jahrhundert n. Chr. Die Großereignisse finden in ihnen kaum ihren Niederschlag. Die Inschriften sagen vielmehr etwas über das tägliche Leben und die sozialen und kultischen Einrichtungen aus. Die wahrscheinlich älteste griechische Inschrift ist in roten Granit gemeißelt. Sie ehrte Ptolemäus IV. von Ägypten zu der Zeit, als Tyros zwischen den griechischen Pharaonen in Ägypten und den Seleukiden Streitobjekt war. Die Inschrift hilft, eine Passage des griechischen Historikers Polybios besser zu verstehen.
Einige arabische Autoren behaupteten, dass Tyros der Geburtsort von Euklid war, dem „Vater der Geometrie“ (um 325 v. Chr.). Gesicherter erscheint hingegen, dass Tyros während der hellenistischen Ära eine Reihe anderer berühmter Gelehrter hervorbrachte, darunter die Philosophen Diodorus von Tyros, Antipatros von Tyros und Apollonius von Tyros.
Im Jahr 275 v. Chr. schaffte Tyros einmal mehr die Monarchie ab und rief eine Republik aus.
Während der Punischen Kriege sympathisierte Tyros mit seiner früheren Kolonie Karthago. Als Hannibal im Jahr 195 v. Chr. nach seinen Niederlagen gegen die Römer von seinen innenpolitischen Gegnern ins Exil gedrängt wurde, reiste er daher mit dem Schiff zunächst nach Tyros, bevor er als Feldherr für den Seleukidenkönig Antiochos III. tätig wurde.
Als das Seleukidenreich zu zerfallen begann und seine Anführer einander in Nachfolgekämpfen bekriegten, suchten die königlichen Rivalen immer stärker die Unterstützung von Tyros. In diesem Kontext gab der Usurpator Alexander I. Balas im Jahr 152 v. Chr. der Stadt das Recht, Asyl zu gewähren. Während des folgenden Vierteljahrhunderts schwächte sich der Zugriff der seleukidischen Herrscher auf Phönizien immer weiter ab:

### Unabhängige Phase (126 bis 64 v. Chr.)

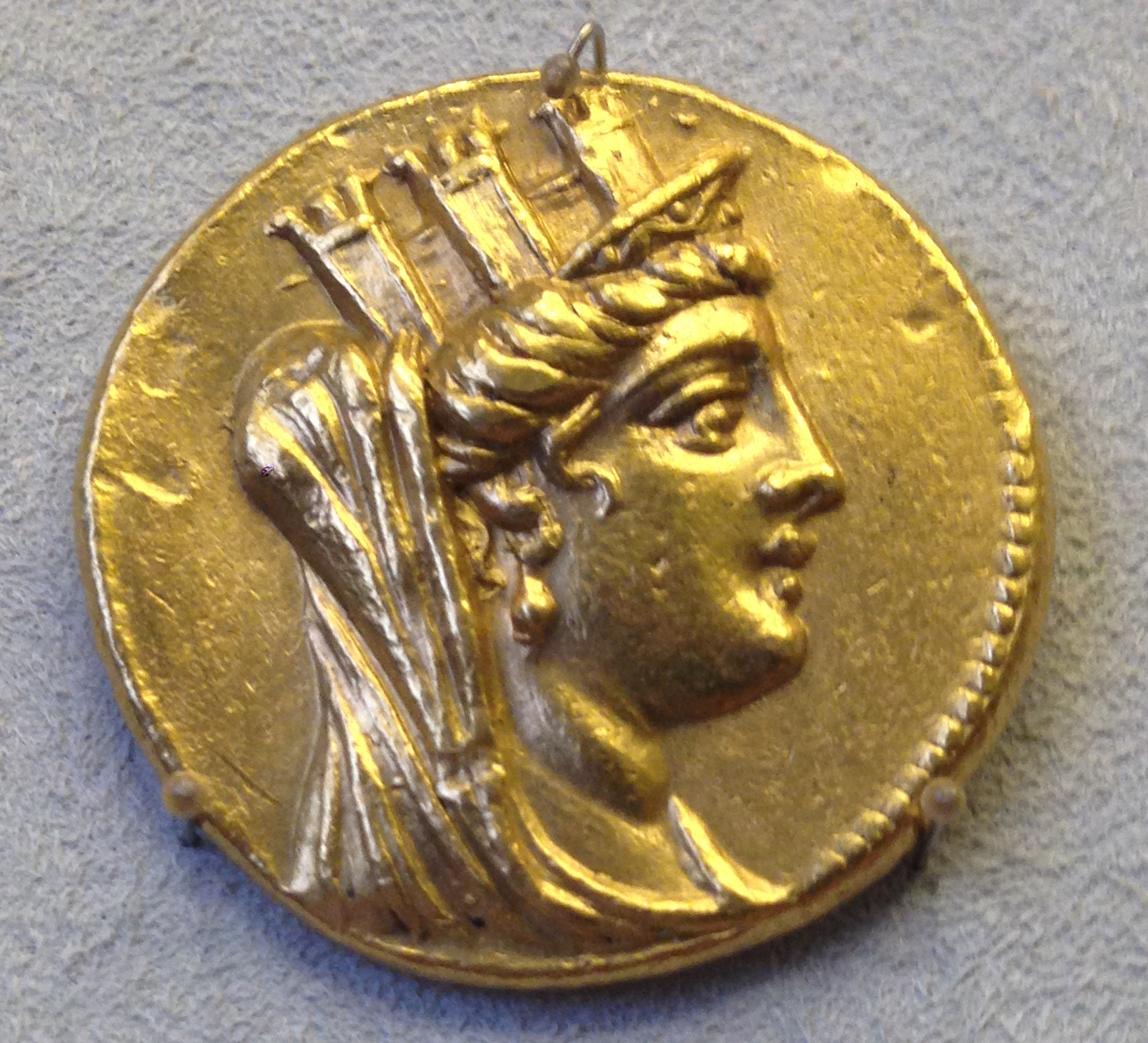
In Tyros geprägter Doppel-Schekel aus Gold, um 104/103 v. Chr., Porträt der griechischen Schicksalsgöttin Tyche mit einer Krone aus Türmen (Münzkabinett, Berlin)

Im Jahr 126 v. Chr. erlangte Tyros seine Unabhängigkeit vom zerfallenden Seleukidenreich wieder. Ein Jahr später floh der gestürzte Seleukidenkönig Demetrios II. mit einem Schiff nach Tyros, wo er den antiken Quellen zufolge gleich in dem Moment ermordet wurde, als er an Land ging. Angeblich geschah dies auf Geheiß des Präfekten der Stadt.
Im gleichen Jahr führte Tyros seinen eigenen Lunisolarkalender ein, der 150 Jahre lang in Kraft blieb. Die Münzen des unabhängigen Tyros stiegen zur Standardwährung am östlichen Mittelmeer auf.
Nach dem Beginn der Mithridatischen Kriege zwischen der expandierenden Römischen Republik und dem Königreich Pontos im Jahr 88 v. Chr. litten aber die tyrischen Handelsaktivitäten angesichts der wachsenden Instabilität in der Region. Fünf Jahre später trugen die herrschenden Klassen der Levante Tigranes II., dem König von Großarmenien, die Oberherrschaft über Phönizien an, um wieder Ordnung herzustellen. Tyros schaffte es dennoch, seine Unabhängigkeit zu bewahren.
Nach der Niederlage von Tigranes’ Streitmacht im Jahr 69 v. Chr. während des Dritten Mithridatischen Krieges gegen eine römische Armee unter Führung von Lucius Licinius Lucullus stellte Antiochus XIII. nominell die seleukidische Hoheit über die Region wieder her. Als ein Klientelkönig von Lucullus’ Gnaden hatte er aber anscheinend keine echte Macht über Tyros. Lucullus’ Nachfolger Pompejus ließ Antiochus ermorden. Damit endete die Seleukidendynastie.

### Römische Herrschaft (64 v. Chr. bis 395 n. Chr.)

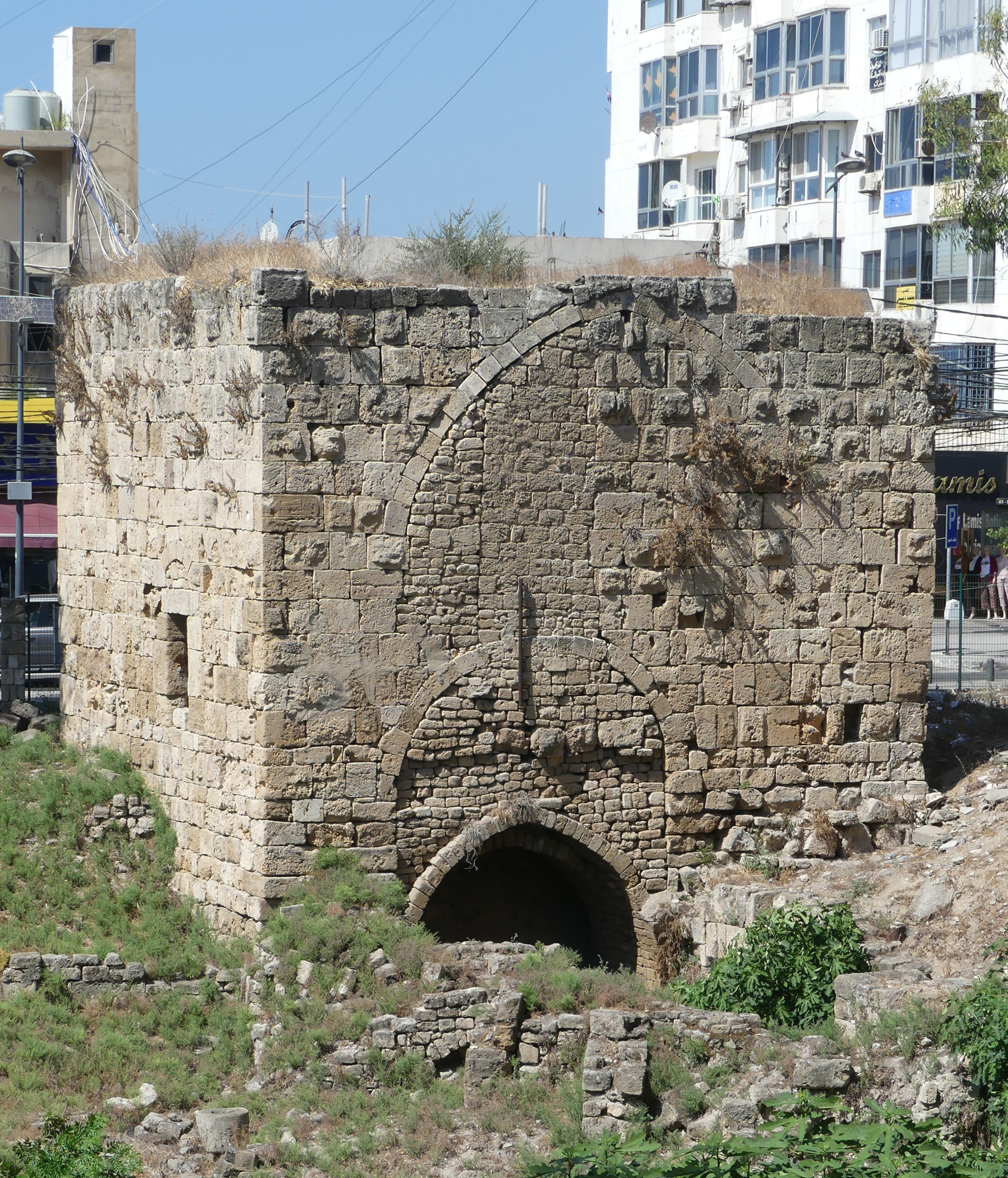
Ain Sur: die „Quelle von Tyros“, aus der Jesus angeblich trank

Im Jahr 64 v. Chr. wurde das Gebiet eine Provinz des Weltreiches der späten Römischen Republik, die im Begriff war, in die Römische Kaiserzeit überzugehen. Tyros konnte dabei als civitas foederata einen gewissen Grad an Unabhängigkeit bewahren. Der bei Tyros gefundene Text eines Erlasses legt nahe, dass Marcus Aemilius Scaurus, der Stellvertreter von Gnaeus Pompeius Magnus in Syrien, eine Schlüsselrolle bei der Gewährung dieses privilegierten Status spielte. Angeblich tat er dies „gegen eine gewisse Bezahlung“.
Unter diesen Bedingungen hielt Tyros seine wichtige Stellung im internationalen Handel weitgehend aufrecht. Zusätzlich zur traditionellen Gewinnung von Purpur-Farbstoff wurde die Herstellung von Leinen eine weitere Hauptindustrie, außerdem die Produktion des in der römischen Küche beliebten Garum. Seine geographische Lage machte Tyros gleichsam zum natürlichen Hafen von Damaskus, mit dem es in römischen Zeiten durch eine Straße verbunden wurde, und zu einer bedeutenden Drehscheibe an der Seidenstraße.

Im Neuen Testament heißt es, dass Jesus von Nazaret als Wanderprediger die Region von Sidon und Tyros besuchte. Einigen Quellen zufolge setzte er sich in Tyros mit seinem Lieblingsjünger, Johannes, auf einen Felsen neben der wichtigsten Quelle der Stadt, die Ain Sur oder Ain Hiram (nach König Hiram I.) genannt wird, und trank daraus. Der Bibel zufolge heilte Jesus dort eine nicht-jüdische Person (Matthäus 15:21; Markus 7:24) und es versammelte sich eine große Menschenmenge, um ihn predigen zu hören (Markus 3:8; Lukas 6:17). Laut den Lukas- und Matthäus-Evangelien war Jesus von der Resonanz angetan und hielt Tyros hernach in höherer Gunst als andere Orte im Norden:
„21 Wehe dir, Chorazin! Weh dir, Betsaida! Wären in Tyrus und Sidon die Taten geschehen, die bei euch geschehen sind, sie hätten längst in Sack und Asche Buße getan. 22 Doch ich sage euch: Es wird Tyrus und Sidon erträglicher ergehen am Tage des Gerichts als euch.“
Dies lag offenbar daran, dass sich Tyrer bekehren ließen und Jesus folgten. Und offenbar gründete sich schon kurz nach dem Tod von Stephanus, der als Diakon der Jerusalemer Urgemeinde und erster Märtyrer des Christentums gilt, in Tyros eine christliche Gemeinde. Paulus von Tarsus verbrachte am Ende seiner dritten Missionsreise eine Woche in der Stadt, um sich mit den Gemeindemitgliedern zu beraten. Nach Darstellung von Irenäus von Lyon stammte auch die Begleiterin des Häretikers Simon Magus aus Tyros.
Im frühen zweiten Jahrhundert n. Chr. verlieh Kaiser Hadrian, der die Städte des Ostens um das Jahr 130 besuchte, Tyros den Titel Metropolis, „Mutterstadt“. Dieser Status war von größter Bedeutung, um die ewige Konkurrenz mit Sidon bis auf weiteres zu Tyros' Gunsten zu entscheiden. Nach Angaben des byzantinischen Suda-Lexikons setzte sich der Orator Paulus von Tyros, der als Botschafter am kaiserlichen Hof in Rom diente, entscheidend für diesen Prestigegewinn ein. Hadrian erlaubte Tyros außerdem, eigene Münzen zu prägen.
In den darauf folgenden Jahren entstanden in der Stadt einige Großbauten, deren Überreste noch heute zu sehen sind, so der berühmte Triumphbogen und das Hippodrom. Das Amphitheater für Pferde- und Wagenrennen war mit einer Länge von 480 m und einer Weite von 160 m eines der größten der Welt und gab bis zu 30.000 Zuschauern Platz. Zwischen beiden hindurch wurde ein Aquädukt von insgesamt rund 5 km Länge gebaut, der die Stadt mit Frischwasser aus den Quellen von Ras Al Ain im Süden versorgte.
In der Mitte des zweiten Jahrhunderts n. Chr. wurde der Kartograph Marinos von Tyros ein Begründer der mathematischen Geographie, womit er den Weg für Claudius Ptolemäus’ Geographia ebnete. Die Stadt war vermutlich der Geburtsort des berühmten römischen Juristen Domitius Ulpianus, dessen Interessentheorie zur Abgrenzung von öffentlichem Recht und Privatrecht bis heute fortwirkt, wie auch der Philosophen Maximus von Tyros und Porphyrios von Tyros.
Als im Jahr 193 Septimius Severus und Pescennius Niger um den Thron von Rom konkurrierten, stellte sich Tyros auf die Seite von Severus, der in der ehemaligen tyrischen Kolonie Leptis Magna geboren war. Die Truppen von Niger plünderten daraufhin Tyros und töteten viele Einwohner. Nach dem Sieg von Severus belohnte dieser daher die Loyalität der Tyrer und verlieh ihrer Stadt den Status einer Colonia. In der Folge gewann die Stadt wieder an Wohlstand, da diese Stellung den Tyrern das römische Bürgerrecht gewährte. Im Jahr 198 wurde Tyros sogar die Hauptstadt der Provinz Syrien.
Im dritten Jahrhundert wurden im Hippodrom von Tyros alle vier Jahre die Heraklia-Spiele veranstaltet, die dem Melkart-Herakles (nicht zu verwechseln mit dem Halbgott Herakles) gewidmet waren. Angesichts der starken Ausbreitung des Christentums zu jener Zeit förderten die römischen Autoritäten die Verehrung der alten phönizischen Religion, insbesondere des Melkart-Kultes. Als Kaiser Decius in den Jahren 250 und 251 eine allgemeine Christenverfolgung anordnete, litten auch in Tyros die Jesus-Gläubigen. Nach Angaben des antiken Bischofs und Historikers Eusebius von Caesarea starb der christliche Gelehrte Origenes um 253 in Tyros, nachdem er gefoltert worden war.

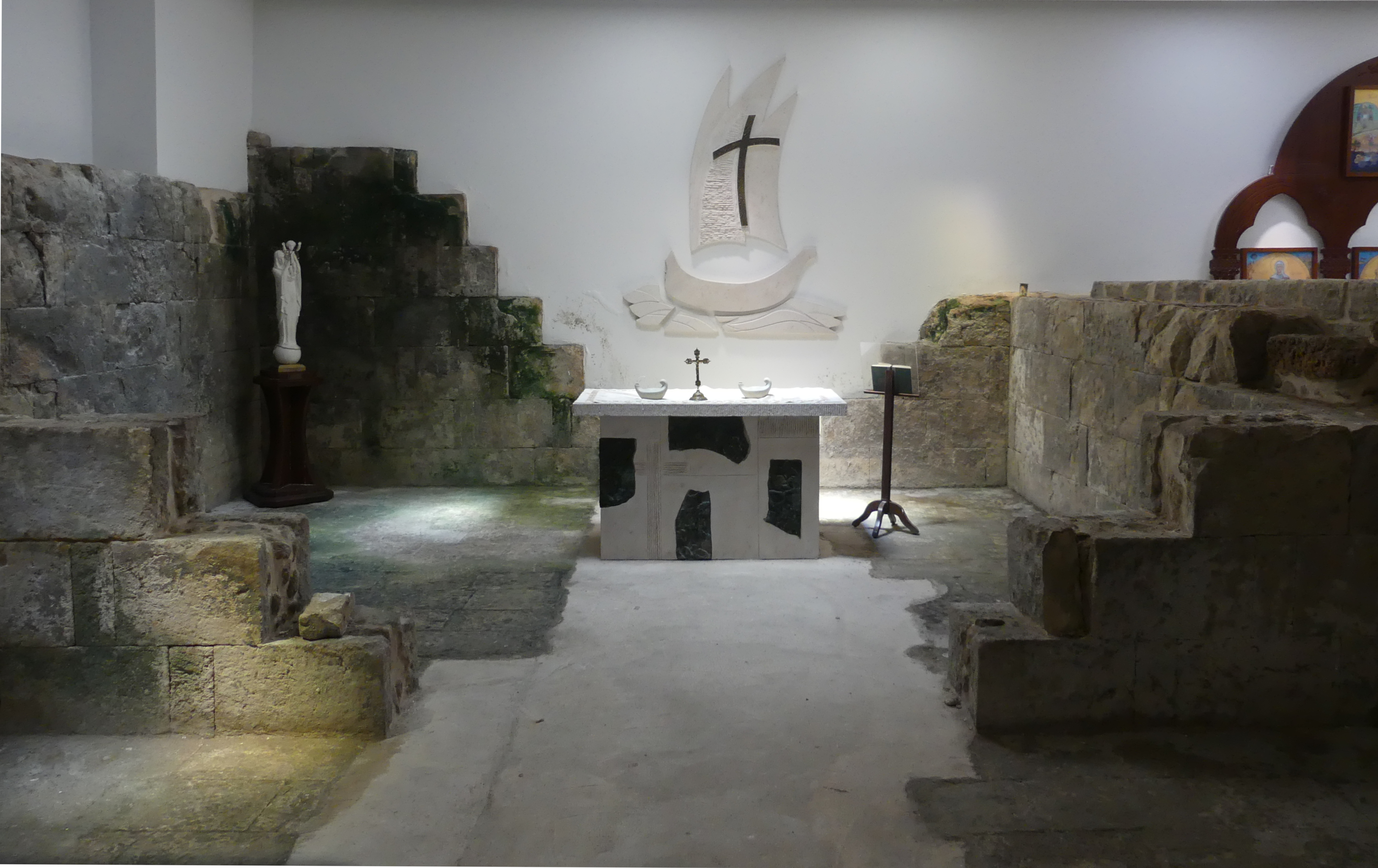
Römische Ruinen im maronitischen Sanktuarium

Von einer weiteren, von Kaiser Diokletian befohlenen Verfolgung, die die letzte und heftigste in der römischen Geschichte war, wurden auch die Christen in Tyros schwer getroffen. Christlichen Quellen zufolge war eine der prominentesten Märtyrerinnen Christina von Bolsena, die Tochter des Gouverneurs der Stadt. Sie wurde demnach um 300 hingerichtet, nachdem ihr Vater sie hatte foltern lassen. Vier Jahre später wurden angeblich 500 Christen in Tyros verfolgt, gemartert und ermordet. Ungefähr zur selben Zeit erschütterte abermals ein heftiges Erdbeben die Stadt und verursachte Tod und Zerstörung. Mehrere Reliquien Christinas und anderer Verfolgter sind heute in einem Sanktuarium unter der maronitischen Kathedrale ausgestellt.

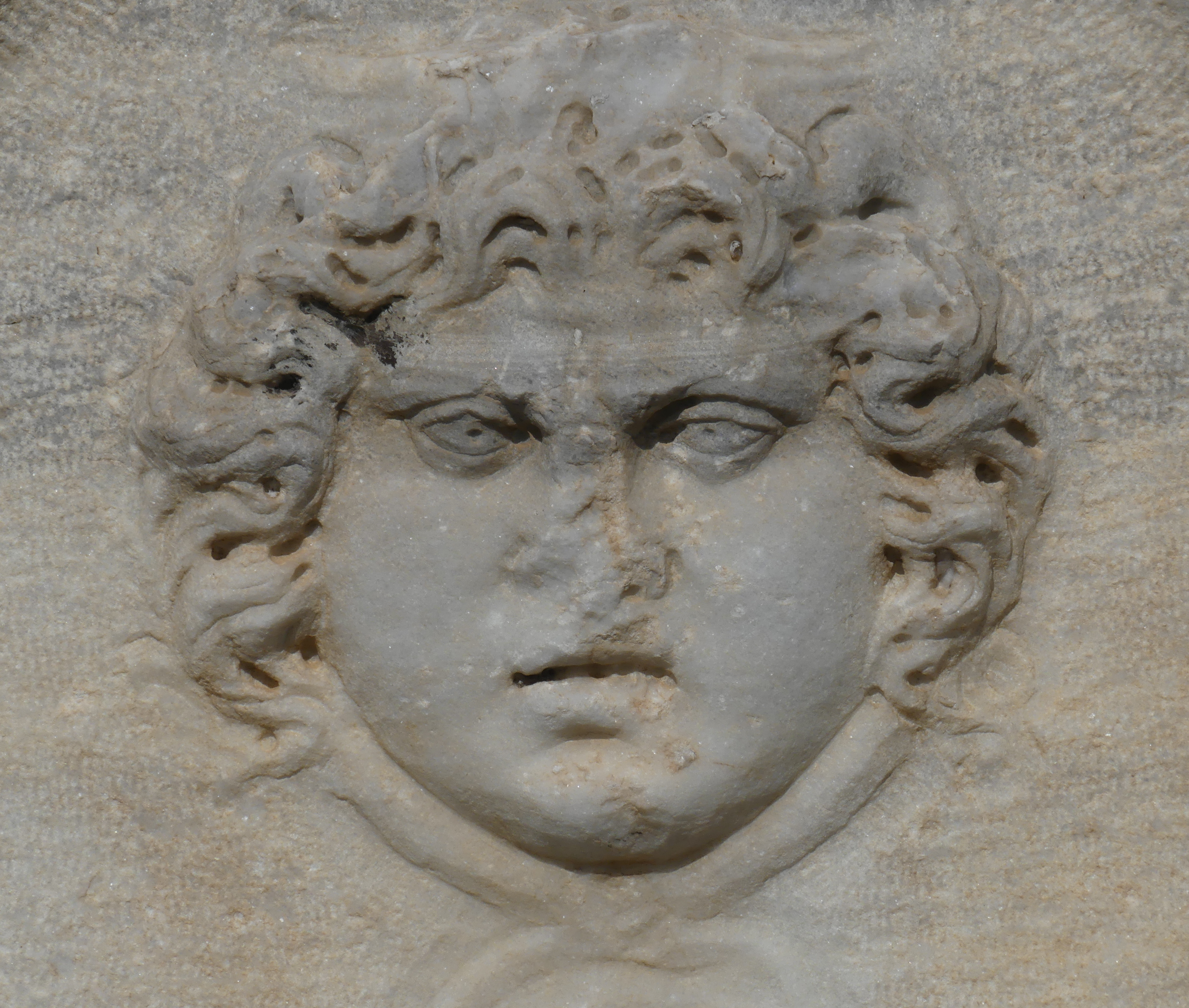
Relief auf einem römischen Sarkophag in Al Bass

Weniger als ein Jahrzehnt später erlebte das Christentum in Tyros eine neue Blüte, als der junge wohlhabende Bischof Paulinus eine Basilika auf den Ruinen einer niedergerissenen Kirche errichten ließ, die ihrerseits womöglich auf oder neben den Ruinen des Melkart-Tempels erbaut worden war. Angeblich wurde Origenes hinter dem Altar bestattet. Im Jahr 315, zwei Jahre nach der Mailänder Vereinbarung zur Religionsfreiheit, weihte Bischof Eusebius die Kathedrale ein. Er schrieb seine Rede nieder und überlieferte so eine detailreiche Schilderung des Gotteshauses. Diese gilt teilweise als die älteste Beschreibung einer Kirche überhaupt, die ihrerseits womöglich die älteste Kathedrale überhaupt war. In der Folge wurde Tyros caput et metropolis, Kopf und Hauptstadt für die Kirchen der Region.
Von Tyros aus verbreitete sich das Christentum auch nach Afrika: Frumentius, der ungefähr zu dieser Zeit in Tyros geboren wurde, wurde Apostel von Äthiopien, erster Bischof von Axum, Heiliger und Gründer der äthiopischen Kirche, nachdem er mit seinem Bruder Aedesius einen Onkel auf eine Seefahrt in das Rote Meer begleitet hatte und vor der Küste Eritreas Schiffbruch erlitt. Während Aedesius nach Tyros zurückkehrte und Priester wurde, blieb Frumentius am Horn von Afrika. Die beiden werden heute in einem Schrein der melkitischen Kathedrale Sankt Thomas in Tyros verehrt.

### Byzantinische Herrschaft (395 bis 640)

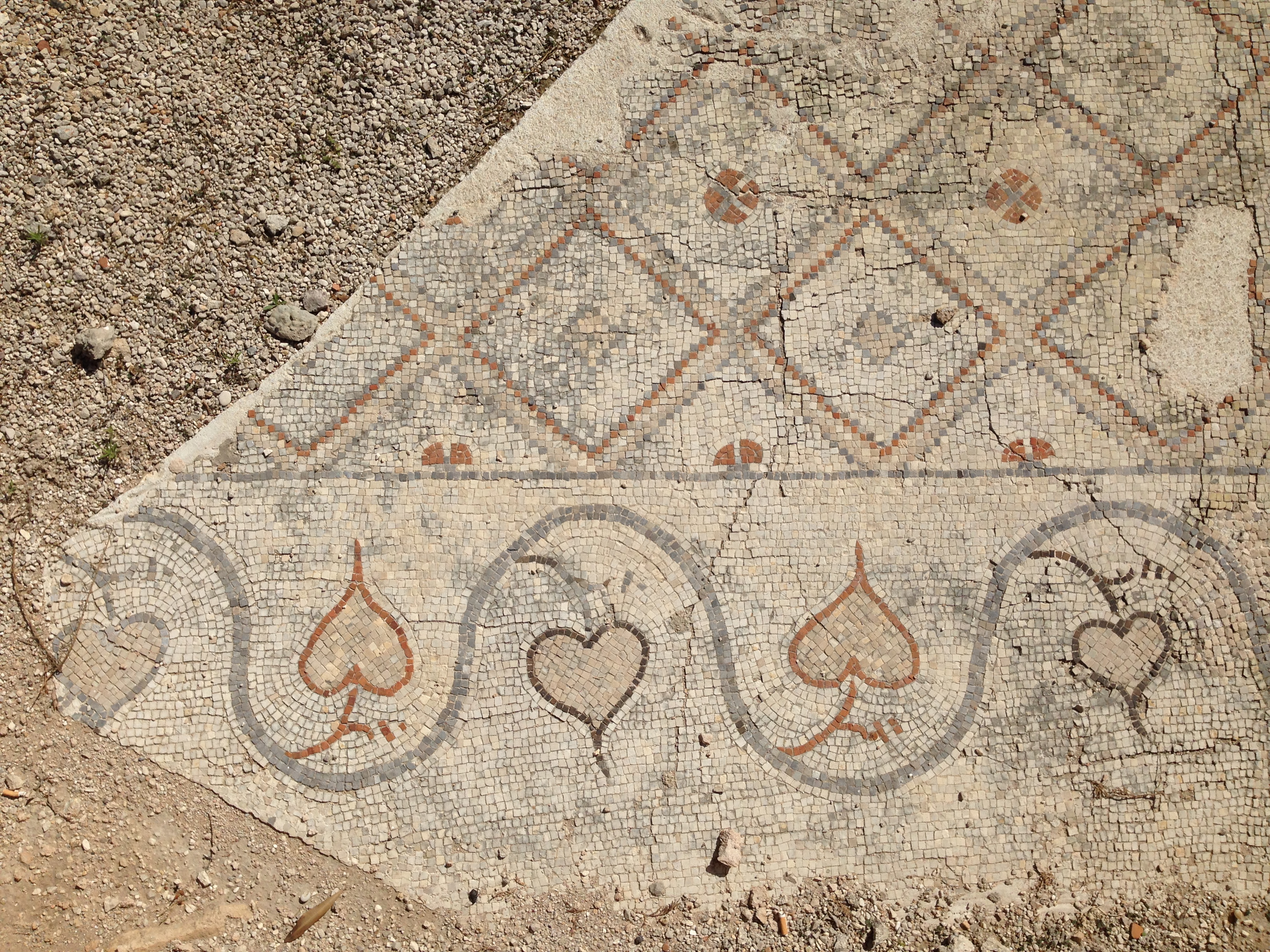
Byzantinisches Mosaik herzförmiger Weinblätter in der Al-Mina-Stätte

Nach der Teilung des Römischen Reiches in ein weströmisches und ein oströmisches Reich wurde Tyros 395 Teil des Byzantinischen Reiches (Ostrom) und prosperierte weiter. Die traditionellen Industrien blieben in dieser Zeit prominent, aber die Stadt profitierte am meisten von ihrer strategisch günstigen Lage an der Seidenstraße. Diese ermöglichte es ihr auch, vom Aufbau der Seidenproduktion zu profitieren, nachdem deren geheimes Verfahren aus China geschmuggelt worden waren.
Die Nekropole auf dem Festland mit mehr als dreihundert Sarkophagen aus römischer und byzantinischer Zeit entwickelte sich zu einer der größten der Welt. In der oströmischen Ära wurde dort eine mit Kalkstein gepflasterte Hauptstraße mit einer Länge von 400 m und einer Breite von 4,5 m gebaut. In ihrer Nähe wurden im 5. und frühen 6. Jahrhundert, als die Bauaktivitäten im alten Tyros ihren Höhepunkt erreichten, zwei Kirchen mit Marmordekor errichtet.

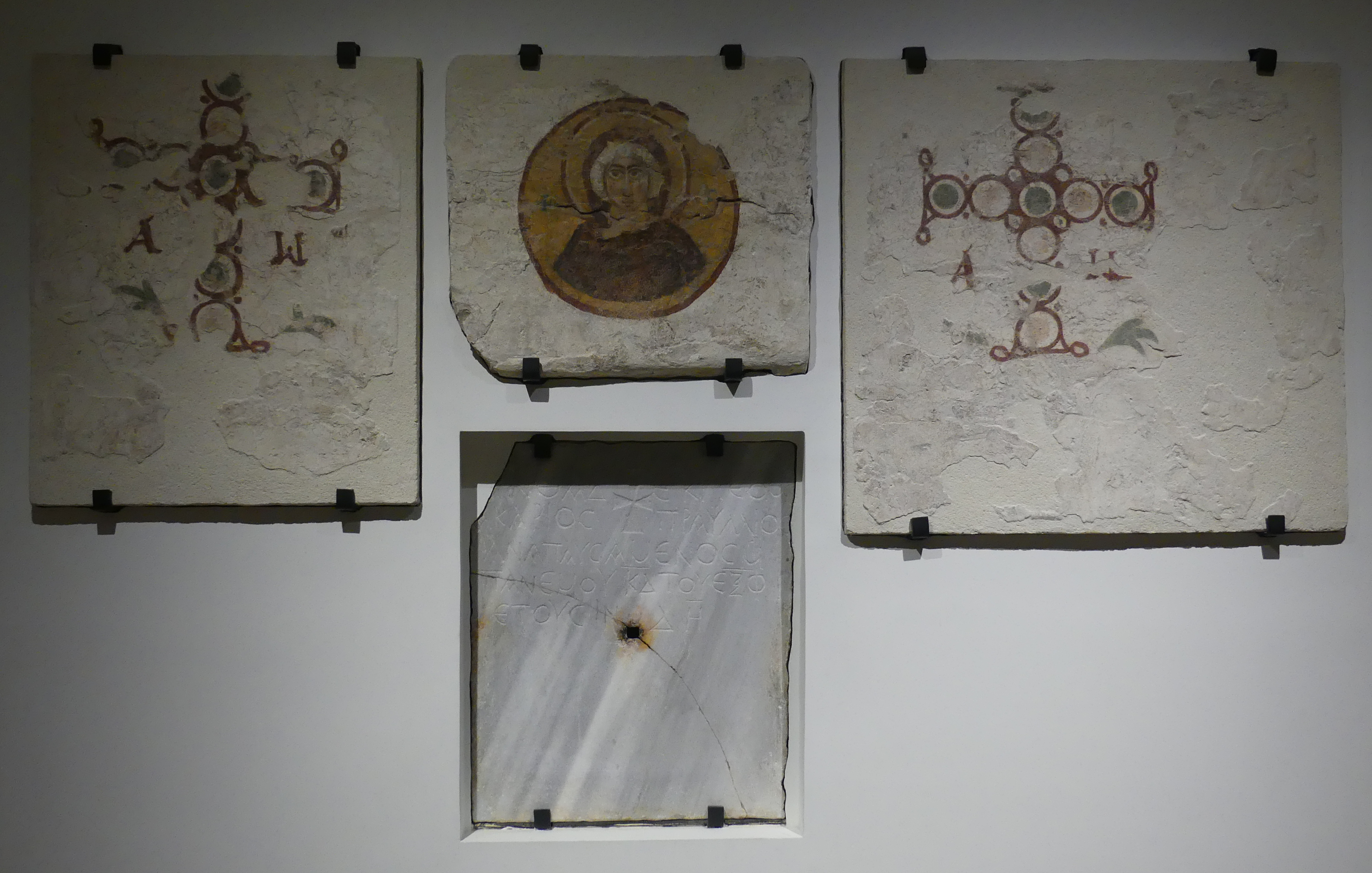
Aus der Nekropole von Al Bass, datiert auf 440 n. Chr.: „Möglicherweise das älteste Fresko der Jungfrau Maria weltweit.“ National Museum of Beirut

Während der gesamten Zeit der byzantinischen Herrschaft hatte das Erzbistum Tyrus Vorrang vor allen Bischöfen der Levante. Während das Christentum die Hauptreligion war, verehrten Berichten zufolge viele Menschen weiterhin die phönizischen Gottheiten, insbesondere Melkart.
Im 6. Jahrhundert, beginnend mit dem Jahr 502, erschütterte eine Reihe von Erdbeben die Stadt, wodurch sie nachhaltig an Substanz verlor. Das schlimmste war das Beirut-Beben von 551, das von einem Tsunami begleitet war. Es zerstörte den Großen Triumphbogen auf dem Festland, während die Maueranlagen des ägyptischen Hafens und Teile der Vororte im südwestlichen Teil der Halbinsel im Meer versanken.
Darüber hinaus litten die Stadt und ihre Bevölkerung im 6. Jahrhundert zunehmend unter dem politischen Chaos, das ausbrach, als das Byzantinische Reich durch Kriege auseinandergerissen wurde.
Die oströmische Zeit dauerte bis zum Ende des 6. Jahrhunderts, als Tyros von Truppen Chosraus II., des Großkönigs der Sassaniden, erobert wurde. Nach seinem Tod 628 konnten die byzantinischen Kaiser die Stadt zwar wiedergewinnen, doch nur für wenige Jahre: 640 eroberten arabische Truppen aus dem Raschidun-Kalifat die gesamte Levante. Damit begann die Islamisierung und Arabisierung der Region.

### Frühe islamische Herrschaft (640 bis 1124)

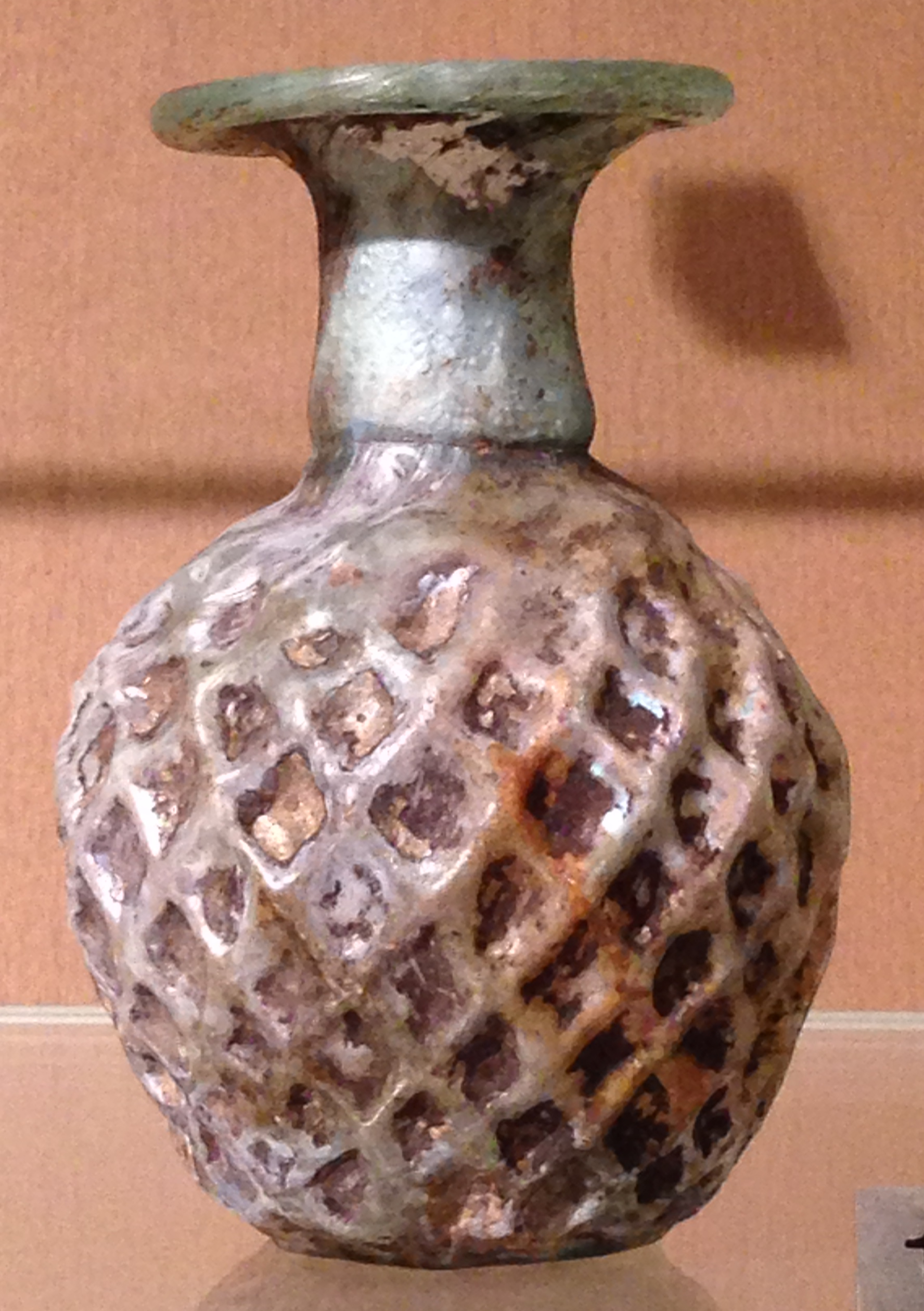
Vase aus Tyros, datiert auf das 7. bis 8. Jh., National Museum of Beirut

Als die Vorkämpfer des Islams nach Jahrzehnten der Instabilität Frieden und Ordnung wiederhergestellt hatten, blühte Tyros bald wieder auf und prosperierte auch in dem folgenden halben Jahrtausend der Kalifatsherrschaft, wobei die Stadt nach den Verwüstungen durch die Erdbeben des 6. Jahrhunderts flächenmäßig auf einen Teil der alten Insel reduziert blieb.
In den späten 640er Jahren starteten von Tyros aus muslimische Seestreitmächte Angriffe auf Zypern, geführt vom Gouverneur des Raschidun-Kalifats, Muʿāwiya, der 661 das Kalifat der Umayyaden gründete. Diesem folgte ab 750 das Abbasiden-Kalifat. Tyros stieg derweil zu einem kulturellen Zentrum der arabischen Welt auf, das viele berühmte Gelehrte und Künstler hervorbrachte. Mit der Ausbreitung des Islams über die Jahrhunderte wurde Arabisch zur wichtigsten Verwaltungssprache und löste damit nach rund einem Jahrtausend Griechisch ab. Angeblich gab es allerdings auch weiterhin Anhänger der antiken Religionen, die den Kult des Melkart weiterpflegten. Wie in früheren Jahrhunderten gab es nach wie vor zudem jüdische Einwohner, von denen manche im Handel aktiv waren.
Während der Herrschaft der ismailitischen Dynastie der Fatimiden, die 909 ein Gegenkalifat zu den Abbasiden errichteten, wurde in Tyros eine große Moschee an der Stelle errichtet, an der früher womöglich der Tempel des Melkart stand.

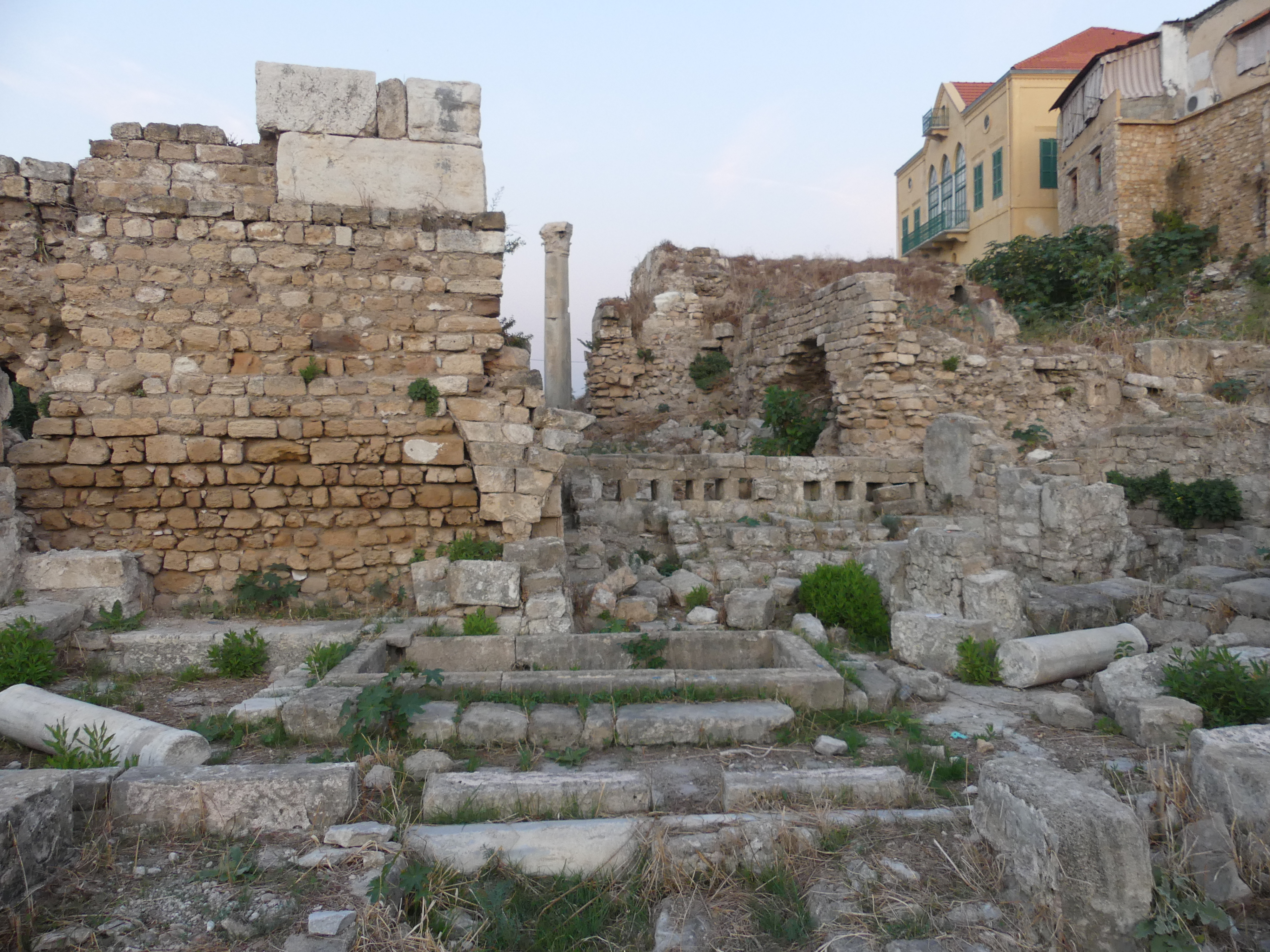
Die Überreste von Wasserbecken zur rituellen Waschung in den Ruinen der fatimidischen Moschee neben denen der Kreuzfahrer-Kathedrale

Tyros’ Wirtschaft war derweil weiterhin an die Seidenstraße angeschlossen und die traditionellen Industrien der Purpurfarbstoff- und Glasherstellung setzten ihre Produktion fort. Ausgrabungen in der Al Mina-Stätte haben Überreste von Glasöfen aus der frühen islamischen Phase hervorgebracht, die eine Kapazität von über 50 t Glas für einen einzelnen Schmelzvorgang hatten. Hinzu kam als neues Geschäftsfeld nun auch noch die Zuckerproduktion aus dem Anbau von Zuckerrohr auf den Feldern um die Stadt.
996 erhob sich allerdings die Bevölkerung in der Revolte von Tyros unter Führung eines einfachen Seemannes namens 'Allaqa gegen die Fatimiden-Herrschaft. Der Kalif al-Hākim entsandte daraufhin eine Land- und Seestreitmacht, um die Stadt zu belagern und zurückzuerobern. Ein byzantinisches Geschwader, das die Verteidiger unterstützen sollte, wurde unter schweren Verlusten zurückgeschlagen. Nach zwei Jahren Belagerung plünderten die fatimidischen Truppen die Stadt und massakrierten die Aufständischen.
Im Jahre 1086 wurde die Stadt von den Seldschuken erobert, geriet jedoch schon drei Jahre wieder in die Abhängigkeit der Fatimiden. Schätzungen zufolge hatte Tyros zu jener Zeit etwa 20.000 Einwohner. Die Mehrzahl von ihnen war offenbar schiitisch.
Zehn Jahre später wendete Tyros einen Angriff der auf Jerusalem vorrückenden Kreuzritter ab, indem es Tribut an sie zahlte. Trotzdem begann Köng Balduin I. von Jerusalem Ende 1111 eine Belagerung der Stadt. Diese stellte sich daraufhin unter den Schutz des Seldschukengenerals Tughtigin. Er griff mit fatimidischer Unterstützung in den Konflikt ein und zwang die fränkische Armee im April 1112, die Belagerung aufzuheben, nachdem Balduins Heer Verluste von rund 2.000 Soldaten hatte hinnehmen müssen. Ein Jahrzehnt später verkauften die Fatimiden Tyros an Tughtigin, der dort eine Garnison errichtete.

### Kreuzfahrerherrschaft (1124 bis 1291)

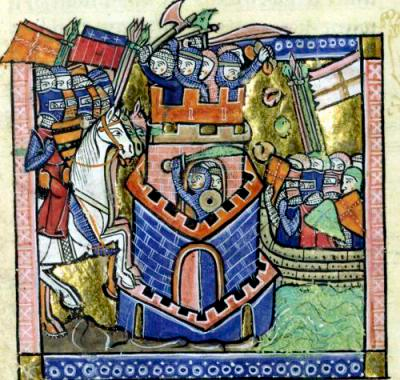
Die Belagerung von Tyros 1124, Illustration von Wilhelm von Tyrus

Am 7. Juli 1124 war Tyros im Gefolge des Ersten Kreuzzuges die letzte Stadt in der Region, die von den christlichen Kriegern – einem fränkischen Heer an Land und einer venezianischen Flotte von der See aus – eingenommen wurde. Vorausgegangen war eine Belagerung von fünfeinhalb Monaten, während derer die Bevölkerung unter großem Hunger litt. Schließlich handelte Seldschukengeneral Tughtigin (siehe oben) mit den Vertretern des Königreichs Jerusalem die Bedingungen aus, unter denen die Belagerten ihren Widerstand gegen die Eroberer aus dem Abendland aufgaben. Zum einen durften diejenigen, die die Stadt verlassen wollten, dies mit ihrem Hab und Gut tun. Zum anderen wurde denjenigen, die bleiben wollten, ihr Besitz garantiert.
Unter den neuen Herrschern wurden Tyros und die angrenzenden Ländereien gemäß Pactum Warmundi aufgeteilt: zwei Drittel gehörten zur Krondomäne Balduins und ein Drittel ging als autonome Handelskolonien an die italienischen Stadtstaaten, hauptsächlich an den Dogen von Venedig. Dieser hatte ein besonderes Interesse daran, tyrischen Quarzsand für die venezianischen Glasbläser zu erhalten, wie auch an den Zuckerrohrplantagen auf dem Festland. Weitere Handelskolonien gehörten Genua und Pisa.
Im Jahr 1127 wurde Tyros von einem schweren Erdbeben erschüttert, bei dem zahlreiche Einwohner ums Leben kamen. Darauf folgte 1157 das Hama-Erdbeben und 1170 das große Syrien-Beben. Auch wenn beide nur eine relativ geringe Zahl an Todesopfern forderten, war letzteres doch so schwer, dass mehrere Befestigungstürme einstürzten.
Trotz dieser Serie an Naturkatastrophen wurde Tyros eine der wichtigsten Städte des Königreichs Jerusalem, nicht zuletzt wegen seiner historisch gewachsenen Anbindung an die Seidenstraße. Der Handel florierte, insbesondere mit Glas- und Keramikerzeugnissen, auf welche die jüdische Gemeinde der Stadt spezialisiert war, sowie mit Seidenstoffen, Purpur-Farbstoffen und Zucker. Die neuen Machthaber führten auch die Prägung von tyrischen Dinaren fort, welche die fatimidischen Münzen imitierten.
Tyros war ein Erzbistum, dessen Erzbischöfe Suffraganbischöfe des Lateinischen Patriarchats von Jerusalem waren und oftmals selber zum Patriarch aufstiegen. Der bekannteste von ihnen war der Historiker Wilhelm von Tyrus, der von 1175 bis 1184 Erzbischof von Tyros und zugleich Kanzler des Königreichs Jerusalem war. Bis heute ist das Erzbistum Tyrus ein Titularerzbistum der römisch-katholischen Kirche.

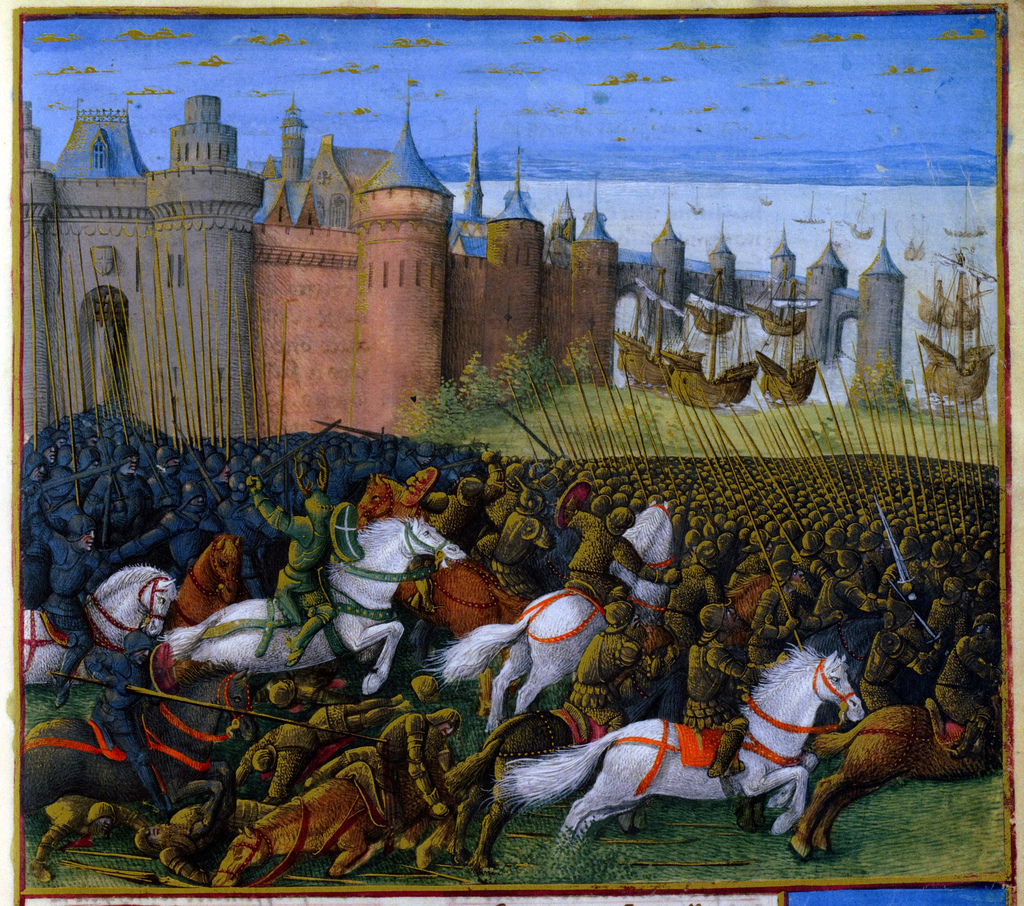
Die Belagerung von 1187, Gemälde aus dem 15. Jh. von Jean Colombe

Die Venezianer bauten bald eine dem Heiligen Markus gewidmete Kirche in ihrem Viertel und die Pisaner eine solche, die dem Heiligen Petrus geweiht war. Währenddessen errichteten die Vertreter des Königreiches die Kathedrale des Heiligen Markus auf bzw. neben den Ruinen der Großen Moschee der Fatimiden, die ihrerseits wahrscheinlich auf oder neben den Ruinen früherer christlicher Gotteshäuser errichtet worden war, die wiederum ihrerseits auf oder neben den Ruinen des antiken Melkart-Tempels errichtet worden waren.
Obwohl das Christentum dominierte, gab es in Tyros auch seinerzeit eine friedliche Koexistenz der Religionen. So wurde die Größe der jüdischen Gemeinde auf etwa 500 Mitglieder geschätzt, von denen viele arabisiert waren. Muslime praktizierten weiterhin den Islam, darunter auch prominente Frauen wie Um Ali Taqiyya, die hohes Ansehen als Dichterin und Schriftstellerin erlangte. Angeblich gab es sogar weiterhin Anhänger des antiken Melkart-Kultes. Viele Einheimische, besonders in den umliegenden Dörfern, trugen jedenfalls noch immer theophore Namen aus phönizischen Zeiten. Zeitgenössische Schätzungen bezifferten die Zahl der Einwohner auf rund 25.000.
Nach dem Fall Jerusalems an Saladin 1187 flohen viele Kreuzritter nach Tyros mit seinen starken Befestigungen. Während der Thronsitz nach Akkon verlegt wurde, fanden die Beratungssitzungen in Tyros statt. Saladin ließ die Stadt zwei Mal belagern, gab dieses Vorhaben aber am Neujahrstag 1188 auf. Dank fränkischer Armee- und Marineverstärkungen gelang es Konrad von Montferrat, eine effektive Verteidigung zu organisieren.
Wenig später wurde Tyros in eine eigene Herrschaft umgewandelt. Die Kathedrale von Tyros stieg daraufhin zum traditionellen Krönungsort für die Könige von Jerusalem auf. Es fanden dort auch zahlreiche königliche Vermählungen statt.
Unterdessen schwand der Einfluss der Dogen Venedigs, ihre Privilegien wurden eingeschränkt und Lehen teilweise konfisziert. Die Stellung Genuas und Pisas wurde hingegen als Anerkennung für ihre Unterstützung Konrads gestärkt.
Als der römisch-deutsche Kaiser Friedrich I. Barbarossa 1190 während des von ihm geführten Dritten Kreuzzuges in Kleinarmenien ertrank, wurden seine Gebeine angeblich in der Kathedrale von Tyros beigesetzt.
Tyros blieb vier Jahre lang die einzige Stadt des Königreiches unter fränkischer Herrschaft – bis zur Rückeroberung Akkons durch Richard Löwenherz am 12. Juli 1191, das daraufhin der Königssitz wurde.
Am 27. April 1192 wurde Konrad von Montferrat nur wenige Tage nach seiner Wahl zum König von Jerusalem in Tyros von Assassinen ermordet.
Ein Jahrzehnt später verursachte das Syrien-Erdbeben von 1202 verheerende Schäden in Tyros. Viele Türme und Mauern brachen zusammen und zahlreichen Menschen verloren ihr Leben.
Im Jahr 1210 ließen sich Johann von Brienne und seine Frau Maria von Montferrat in Tyros zum König und zur Königin von Jerusalem krönen.

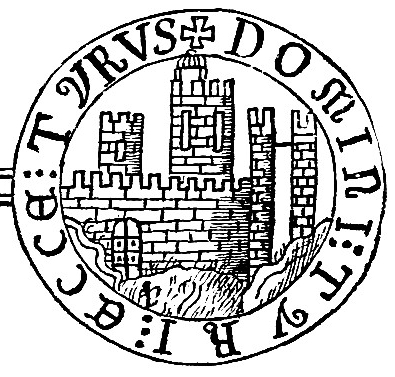
DOMINI TYRI ECCE TYRUS – „Herr von Tyrus, Siehe Tyrus“. Aus dem Siegel von Johann von Montfort

Nach dem sechsten Kreuzzug, von 1231 an, besetzten die Truppen von Marschall Riccardo Filangieri Tyros im Auftrag des römisch-deutschen Kaisers und Königs von Sizilien, Friedrich II. von Hohenstaufen mehr als ein Jahrzehnt lang. Sie wurden 1242 durch den Kreuzzug der Barone und ihre venezianischen Verbündeten besiegt. Alice de Champagne, die Regentin von Zypern, ernannte daraufhin Balian von Ibelin, den Herrn von Beirut, zum königlichen Statthalter von Tyros. Im Jahr 1246 trennte König Heinrich I. von Zypern Tyros von der königlichen Domäne ab und machte Philipp von Montfort zum Herren der Stadt.
1257 – ein Jahr nach dem Beginn des Krieges von St. Sabas zwischen den Seerepubliken Genua und Venedig um die Kontrolle über Akkon – wies Philipp die Venezianer aus dem Drittel der Stadt aus, das ihnen über ein Jahrhundert zuvor zugestanden worden war. Der quasi-exterritoriale Status ihrer tyrischen Handelskolonie war allerdings bereits von Beginn an stetig erodiert.
Im Mai 1269 führte der Mameluken-Sultan Baibars I. einen erfolglosen Angriff auf Tyros nach gescheiterten Verhandlungen über einen Waffenstillstand. Im September des gleichen Jahres ließ sich Hugo III. von Zypern in Tyros zum König von Jerusalem krönen. Ein Jahr später wurde Philipp von Montfort von einem Assassinen ermordet, der anscheinend in Diensten von Baibars stand. Nachfolger wurde sein ältester Sohn Johann von Montfort. Er schloss einen Vertrag mit Baibars ab und trat ihm die Kontrolle über fünf Dörfer ab. 1277 stellte er zudem die Privilegien Venedigs wieder her.
Nach Johanns Tod 1283 und dem Tod seines Bruders Humfried von Montfort im darauf folgenden Jahr wurde Johanns Witwe Margarete von Antiochia – die Schwester von Hugo III. – die Herrin von Tyros. Zwei Jahre später schloss sie einen Vertrag mit Baibars' Nachfolger Qalawun.über die Aufteilung von Landnutzungsrechten ab.
1291 gab Margarete die Herrschaft über Tyros an ihren Neffen Amalrich von Tyrus ab und zog sich in ein Kloster in Nikosia zurück.

### Mamelukenherrschaft (1291 bis 1516)

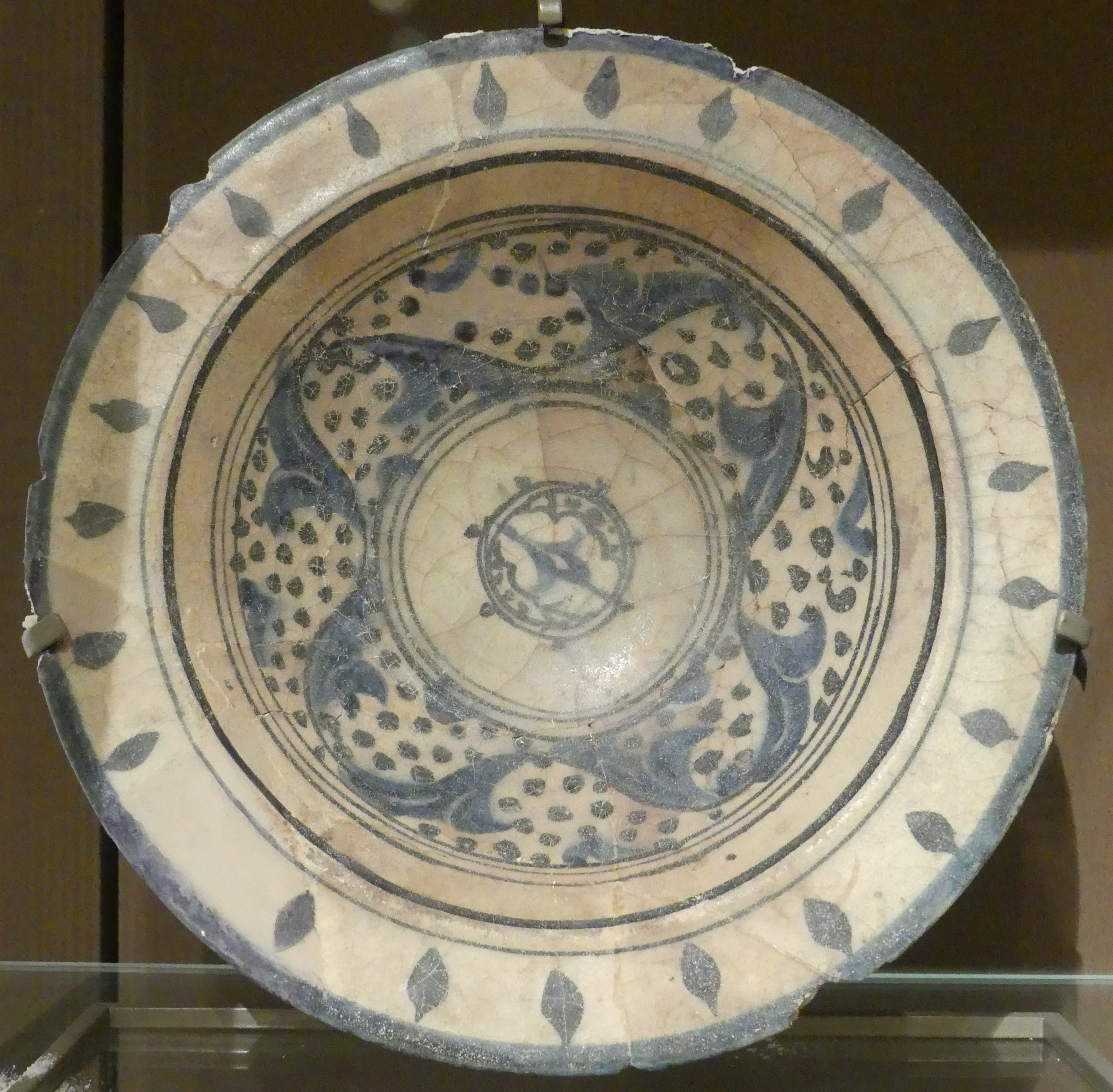
Keramik aus mamelukisch-tyrischer Produktion, National Museum of Beirut

Am 19. Mai 1291 nahmen Truppen von Al-Malik al-Aschraf Salah ad-Din Chalil, einem Nachfolger Baibars als Mameluken-Sultan aus der Bahri-Dynastie, Tyros ein. Offenbar hatte zuvor die gesamte Bevölkerung die Stadt auf Schiffen an dem Tag evakuiert, als Akkon nach zwei Monaten Belagerung als eine der letzten Kreuzfahrerhochburgen gefallen war. Die neuen Herrscher fanden Tyros daher so gut wie menschenleer vor. Amalrich von Tyrus als letzter Kreuzfahrer-Herr der Stadt entkam nach Zypern. Chalil ließ die Befestigungsanlagen einreißen, um eine Rückkehr der Franken zu verhindern. Die Mameluken demolierten auch die Kreuzfahrer-Kathedrale, die schon durch das Erdbeben von 1202 schwer beschädigt worden war. In der Folge wurde die Stadt von Akkon aus regiert und somit Teil von Palästina.
Die traditionelle Keramik- und Glasindustrie in Tyros führte in der frühen Phase der Mamelukenherrschaft ihre Produktion kunstvoller Gegenstände fort. Die Herstellung von Purpur, die eine Haupteinnahmequelle der Stadt seit ihrer frühesten Geschichte gewesen war, kam indes zum Erliegen, auch weil neue und günstigere Farbstoffe auf den Markt kamen.
Während das Sultanat nach dem Tod Chalils 1293 durch interne Machtkämpfe und politische Instabilität erschüttert wurde, verlor Tyros – das „London“ bzw. „New York“ der Alten Welt – jede Bedeutung und verfiel rapide. Als der marokkanische Forschungsreisende Ibn Battūta 1355 Tyros besucht, fand er nur noch einen Trümmerhaufen vor. Viele Steine wurden nach Sidon, Akkon, Beirut und Jaffa abtransportiert und dort als Baumaterial verwendet.

### Osmanisches Reich (1516 bis 1918)

#### Maan-Herrschaft
Das Osmanische Reich eroberte die Levante im Jahr 1516, aber dennoch blieb Tyros bis zum Ende des 16. Jahrhunderts praktisch verwaist. Dies änderte sich erst am Anfang des 17. Jahrhunderts, als die osmanische Führung an der Hohen Pforte den aus der Maan-Familie stammenden Drusen-Anführer Fachr ad-Dīn II. zum Emir ernannte und ihm die Verwaltung über das Gebiet von Dschabal ʿAmil – den heutigen Südlibanon – und Galiläa übertrug, zusätzlich zu den Gebieten von Beirut und Sidon. Eines seiner Projekte in Tyros war der Bau einer Residenz für seinen Bruder, Prinz Junis Al-Maani, auf den Fundamenten eines Gebäudes aus der Zeit der Kreuzfahrer. Die Ruinen der Maan-Residenz stehen noch heute im Zentrum des Marktes („Suk)“ von Tyros. Sie sind bekannt unter den Namen Chan Abdo El-Aschkar bzw. Chan Al-Askar oder auch einfach als Chan Sur.
Fachr ad-Din förderte außerdem die Ansiedlung von Schiiten und Christen östlich von Tyros, um die Straßenverbindung nach Damaskus abzusichern. Damit legte er die Grundlagen für die demographischen Entwicklungen, die Tyros bis heute entscheidend geprägt haben, da viele dieser Siedler – bzw. ihre Nachkommen – später in die Stadt zogen. Die Aufbaubemühungen des Emirs gerieten allerdings ins Stocken, als er einen von den Osmanen unabhängigen Staat gründen wollte – was heute weithin als die früheste Vision vom Libanon als einem eigenen Land gilt. Dazu ging er 1608 ein Bündnis mit Ferdinando I. de’ Medici ein, dem Großherzog der Toskana. Der Vertrag enthielt eine geheime Klausel, die gegen die Hohe Pforte in Konstantinopel gerichtet war. Im Rahmen dieser Allianz mit Florenz strebte Fachr ad-Din einen Wiederaufbau des Hafens von Tyros als Stützpunkt für Kriegsschiffe an und baute die Überreste der Kreuzfahrer-Kathedrale 1610 zu einer Militärgarnison aus. Dessen ungeachtet wurde er von der türkischen Armee verjagt und ging ins toskanische Exil.
Im Jahr 1618 kehrte Fachr ad-Din in die Levante zurück, nachdem einige seiner Gegner innerhalb des osmanischen Regimes ausgebootet worden waren. Daraufhin entwickelte er auch politische Beziehungen zu Frankreich: nachdem König Louis XIII und Kardinal Richelieu eine diplomatische Abordnung entsandten, ging der Maan-Palast in Tyros ins Eigentum des Franziskanischen Ordens über. Bis 1631 dominierte Fachr ad-Din den Großteil der Region von Libanon, Syrien und Palästina, aber seine Ära endete 1635, als Sultan Murad IV. ihn mit einem oder zwei seiner Söhne hinrichten ließ, um seine politischen Ambitionen zu stoppen.

#### Ali al-Saghir-Dynastie

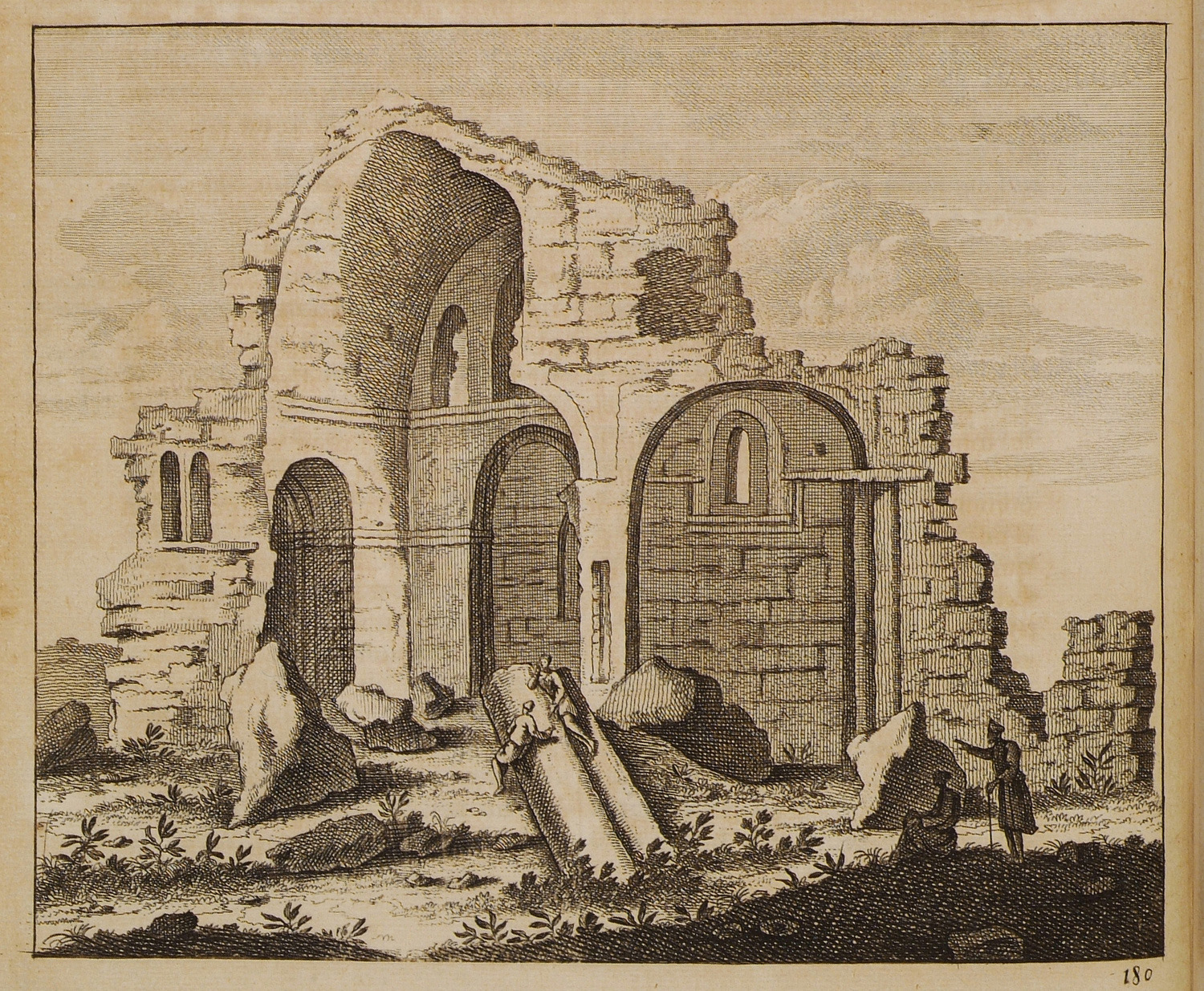
Die Ruinen der Kreuzfahrer-Kathedrale – gezeichnet von Cornelis de Bruyn 1714

In den folgenden Jahrzehnten etablierte Ali al-Saghir – ein Anführer der systematisch diskriminierten Metawali, den Zwölferschiiten des heutigen Libanons – eine Dynastie, die über drei Jahrhunderte eine Rolle in Dschabal ʿAmil (und damit auch in Tyros) spielen sollte und auch noch im 21. Jahrhundert über einen gewissen Einfluss verfügt.
Als allerdings der englische Gelehrte Henry Maundrell 1697 Tyros besuchte, fand er nur sehr wenige Einwohner vor, von denen die meisten vom Fischfang lebten. Ihre prekären Lebensbedingungen wurden noch durch gelegentliche Angriffe toskanischer, maltesischer und monegassischer Piraten verschärft. Außerdem litt die tyrische Bevölkerung unter den hohen Steuern, welche die osmanischen Statthalter erhoben. Das Hinterland von Tyros galt derweil als eine gesetzlose Gegend, in die sich viele Kriminelle flüchteten.

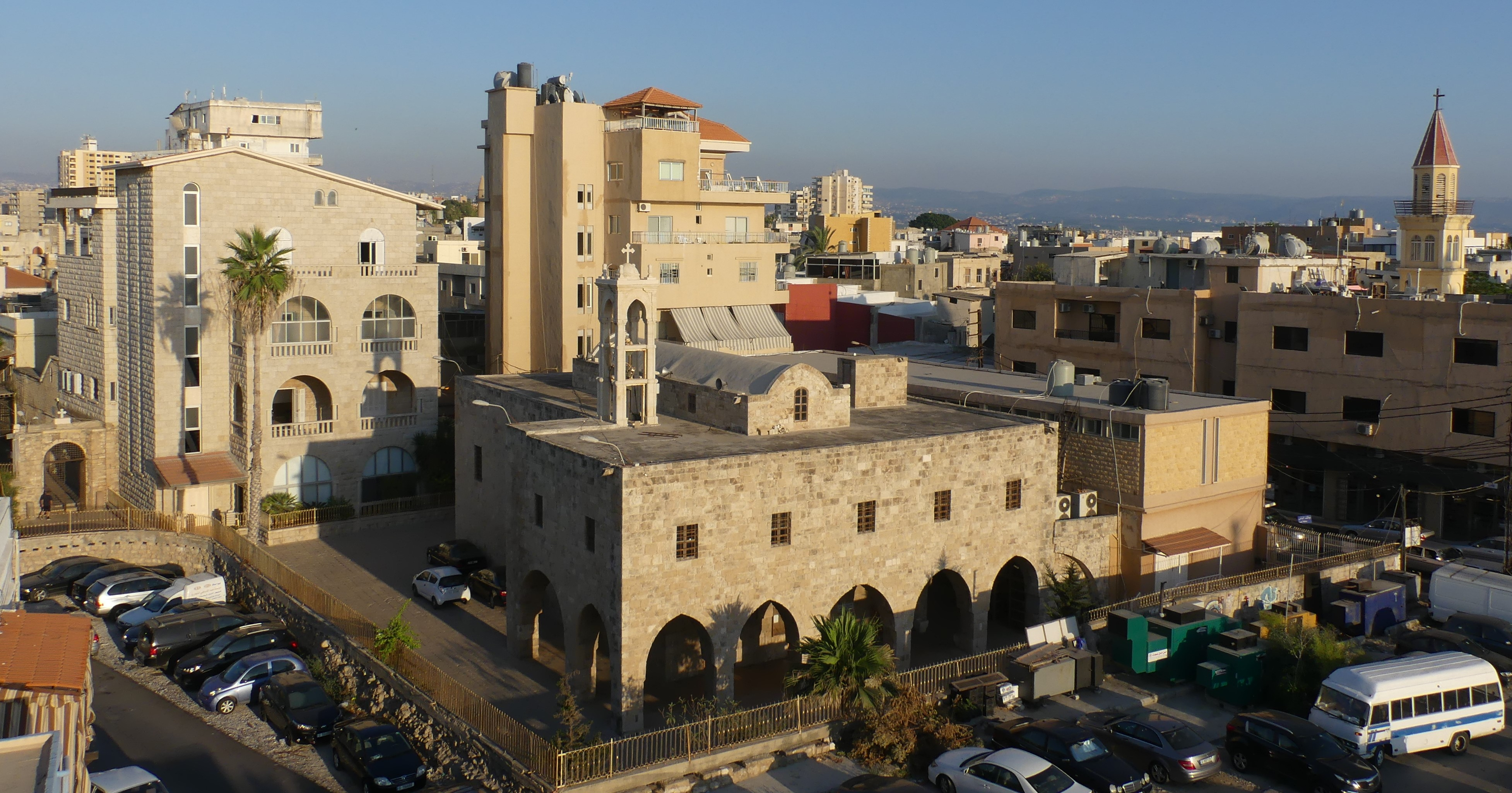
Die melkitische Kathedrale Sankt-Thomas

Trotz bzw. wegen dieser peripheren Lage wurde Tyros – zumindest nominell – das Zentrum eines Schismas innerhalb des Griechisch-Orthodoxen Patriarchats von Antiochien: dessen Erzbischof von Tyros und Sidon – Euthymios Saif – arbeitete mindestens seit 1683 auf eine Wiedervereinigung mit dem Heiligen Stuhl in Rom hin. Im Jahr 1701 ernannte ihn die Congregatio de Propaganda Fide der römischen Kurie in einem Geheimerlass zum Apostolischen Administrator der Melkiten.
1724, ein Jahr nach Saifs Tod, wurde sein Neffe und Schüler Seraphim Tanas als Kyrillos VI. Tanas zum neuen Patriarchen von Antiochien gewählt. Er bestätigte alsbald die Einheit mit Rom und damit die Abspaltung von der Griechisch-Orthodoxen Kirche. Tatsächlich lebten damals wohl nur sehr wenige christliche Familien in Tyros. Gottesdienste fanden nur in den Ruinen der Sankt Thomas-Kirche nahe der Kreuzfahrerkathedrale statt.

Ab 1750 initiierte Scheich Nasif al-Nassar, der aus der Ali al-Saghir-Dynastie stammte, als Herrscher über den Dschabal ʿAmil eine Reihe von Bauprojekten, um den Zuzug von Siedlern in die weitgehend entvölkerte Stadt zu fördern. Al-Nassars Vertreter in Tyros wurde der Steuereintreiber und de-facto-Gouverneur Scheich Kaplan Hasan. Französische Kaufleute wurden ihre Haupthandelspartner, auch wenn sie sowohl mit Hasan wie al-Nassar immer wieder in Konflikt über die Geschäftsbedingungen gerieten.

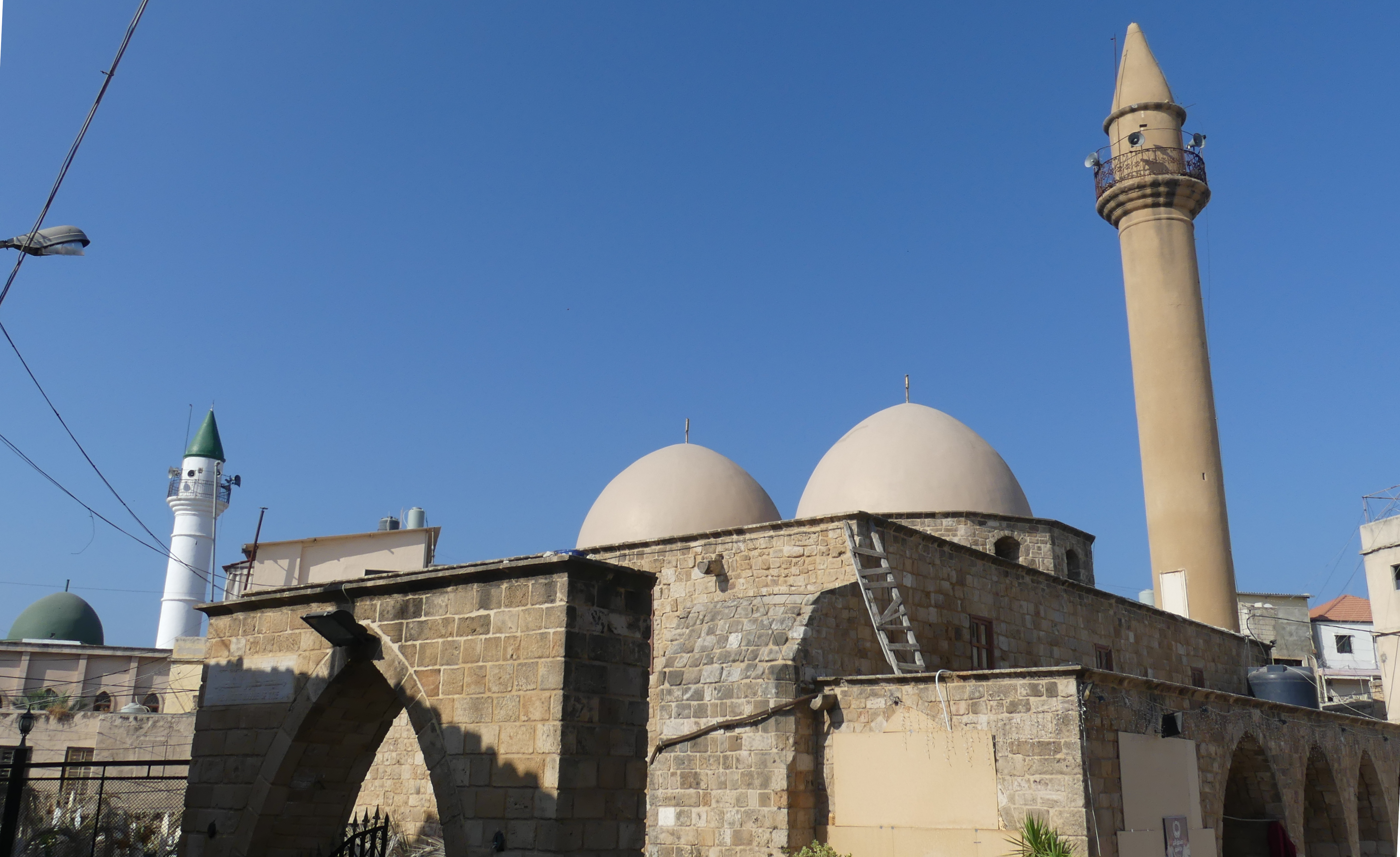
Die Alte Moschee

Zu al-Nassars Projekten gehörten der Bau eines Marktplatzes und der Umbau des früheren Maan-Palastes zu einem Militärstützpunkt. Darüber hinaus gab er den Bau des Serail als sein eigenes Hauptquartier am Hafen in Auftrag wie auch die Errichtung des Al Mubarakie-Militärturms. Beide sind noch heute gut erhalten.
1752 begann zudem der Bau der Melkitischen Kathedrale von Sankt Thomas dank der Spenden des reichen Kaufmanns George Mashakka (auch Jirjis Mishaqa geschrieben) an einem Ort, wo bereits zu Kreuzfahrerzeiten im 12. Jahrhundert eine Kirche gestanden hatte. Al-Nassar hatte den Seiden- und Tabakhändler überzeugt, von Sidon nach Tyros zu ziehen. Zahlreiche griechisch-katholische Familien folgten Mashakka, der zugleich auch erhebliche Summen für den Bau einer großen sunnitischen Moschee spendete. Diese ist heute als die Alte Moschee bekannt.

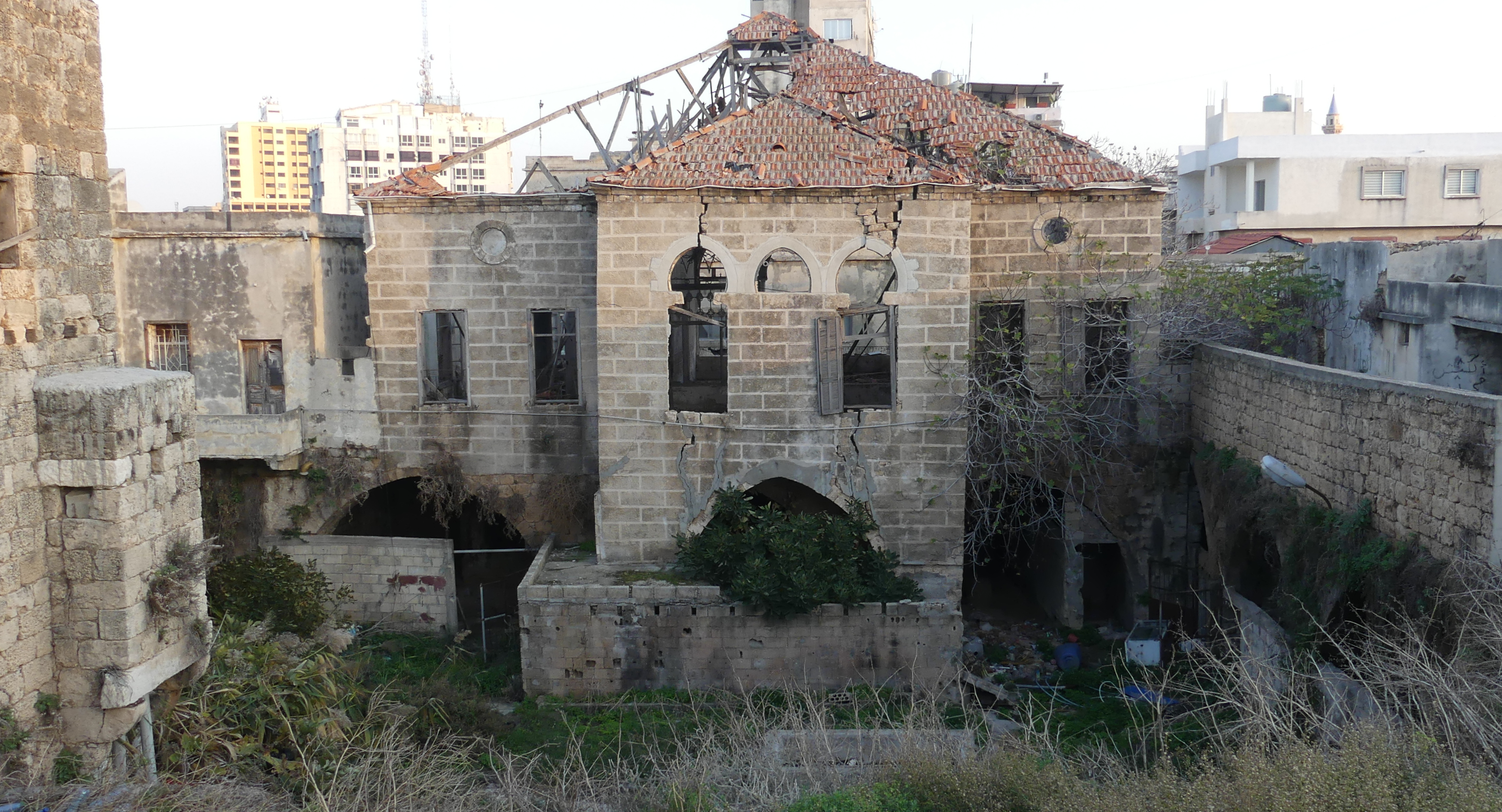
Die Ruinen von Chan Rabu (2019)

Der Aufschwung erlitt allerdings schon bald eine Reihe von Rückschlägen: zunächst zerstörte Ende 1759 eine Serie von Erdbeben, die die ganze Levante erschütterten, Teile von Tyros. Eine unbekannte Anzahl an Menschen verlor dabei ihr Leben. 1781 wurde Al-Nassar während eines Machtkampfes mit dem osmanischen Gouverneur von Sidon, Cezzâr Ahmed Pascha, getötet. Dieser ließ zudem die schiitische Bevölkerung im Dschabal ʿAmil durch brutale Feldzüge dezimieren. Somit endete die schiitische Autonomie in der Region für ein Vierteljahrhundert.
Zu Beginn des 19. Jahrhunderts setzte eine erneute Aufschwungsphase ein. So wurde 1810 in der Nähe des ehemaligen Maan-Palastes und des Marktplatzes eine Karawanserei errichtet: Chan Rabu. Ein Chan war traditionell ein großer rechteckiger Innenhof mit einer zentralen Wasserquelle, umgeben von überdachten Arkaden. Chan Rabu – auch transliteriert als Ribu – entwickelte sich alsbald zu einem wichtigen Handelszentrum. Wenige Jahre später wurde auch der frühere Maan-Palast zu einem Chan umgebaut.

#### Ägyptische Besetzung

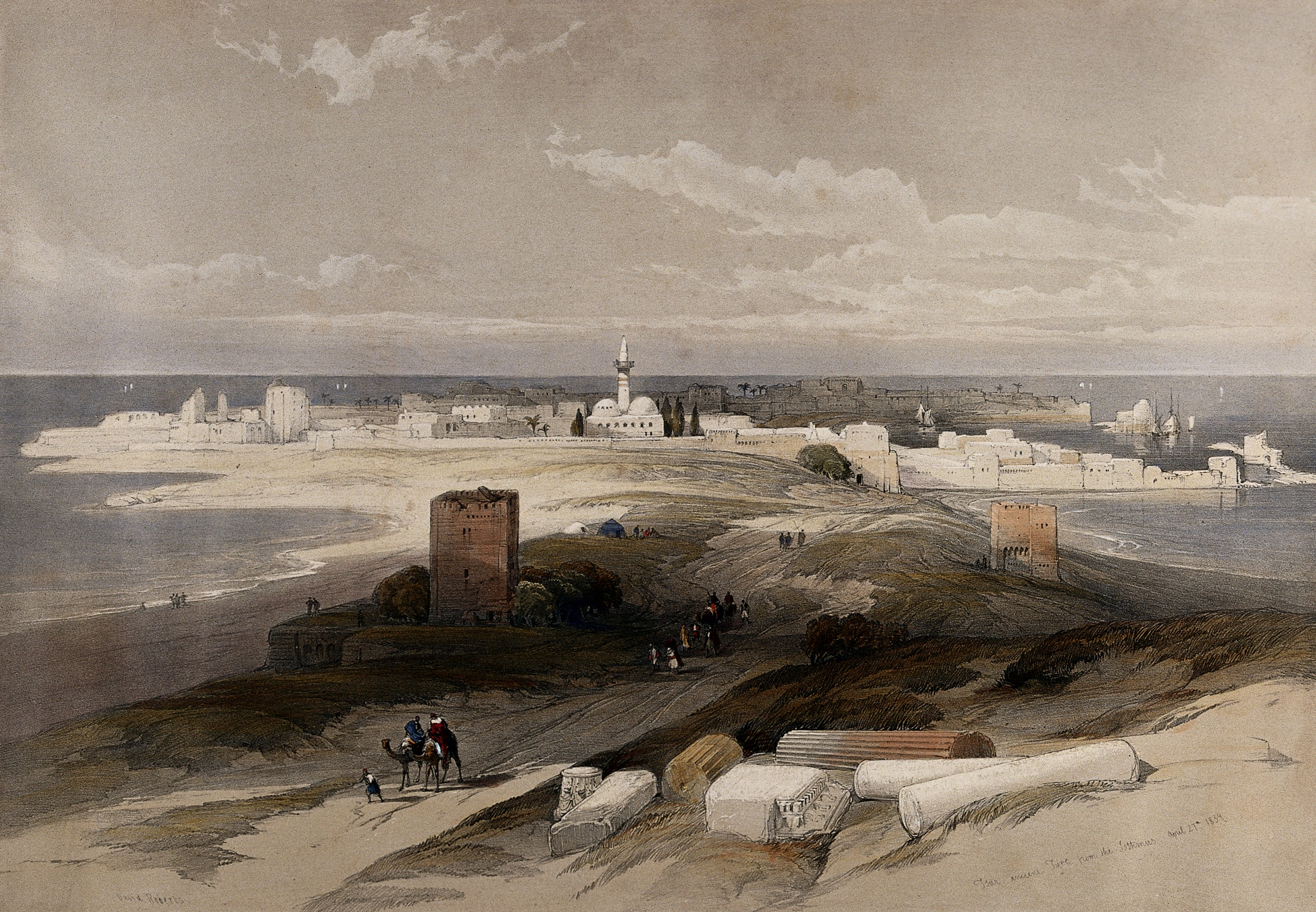
Tyros nach einer Zeichnung von David Roberts aus dem Jahr 1839

Im Dezember 1831 fiel Tyros unter die Herrschaft von Muhammad Ali Pascha, dem faktisch unabhängig regierenden Gouverneur der osmanischen Provinz Ägypten. Eine Streitmacht unter Führung seines Sohnes Ibrahim Pascha hatte zuvor Jaffa und Haifa eingenommen, ohne dabei auf Widerstand zu stoßen. In den folgenden Jahren siedelte sich eine Anzahl von Menschen aus Ägypten in Tyros an, wo es in der Altstadt in der Nähe von Chan Rabu noch heute eine „Straße der Ägypter“ gibt.
Die neuerliche Fremdherrschaft hatte indes nur kurze Zeit Bestand. Zunächst richtete am 1. Januar 1837 das große Galiläa-Erdbeben auch in Tyros verheerende Schäden an. Zwei Jahre später revoltierten schiitische Kräfte unter Hamad al-Mahmud aus der Ali al-Saghir-Dynastie gegen die Besatzer. Sie wurden dabei vom Britischen Weltreich und dem Kaisertum Österreich unterstützt: am 24. September 1839 nahmen die Rebellen Tyros ein, nachdem Kriegsschiffe der Verbündeten die Stadt sturmreif geschossen hatten.

#### Französische Einflusszone

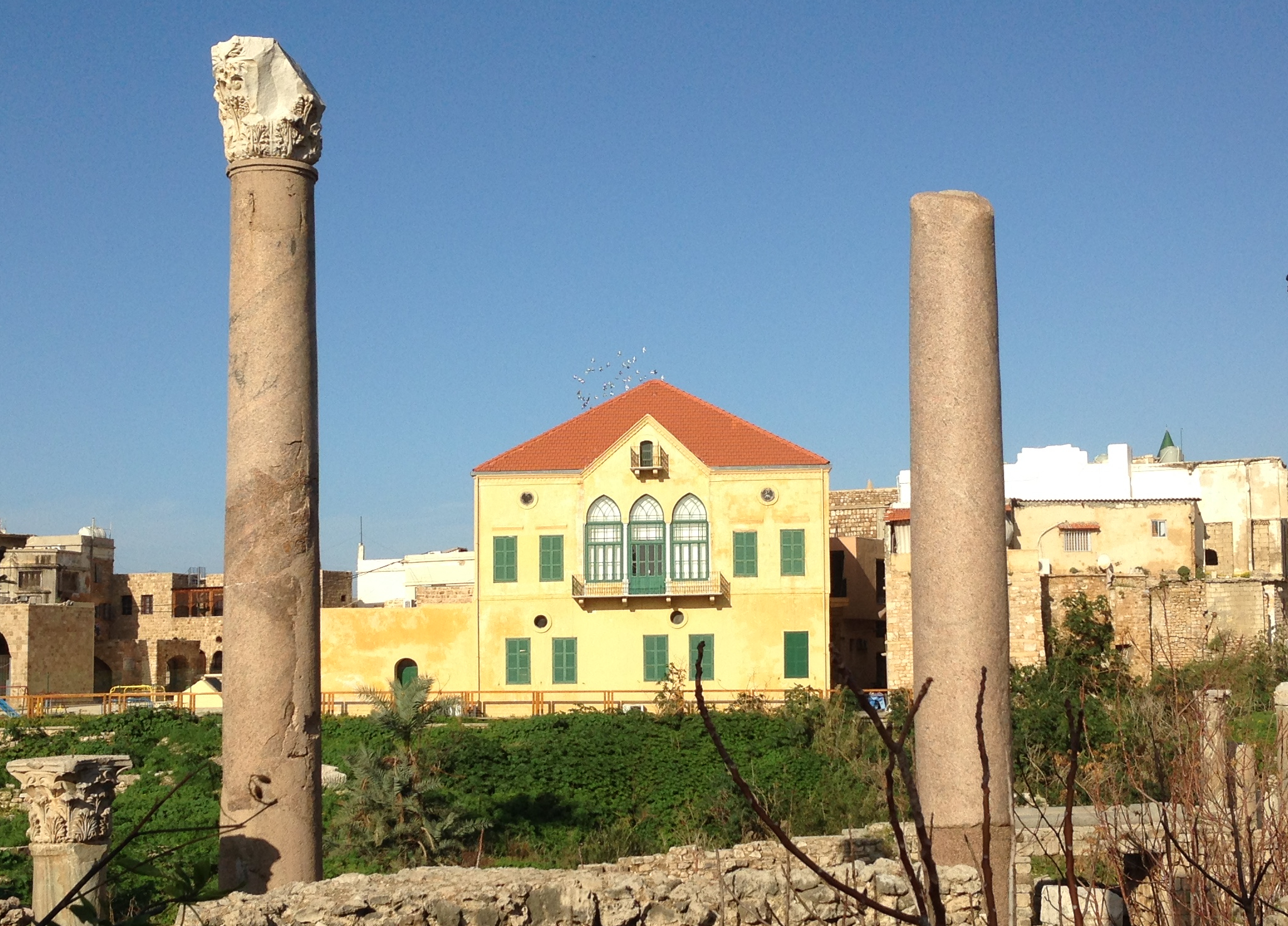
Das Mamluk-Haus bei den Ruinen der Kreuzfahrer-Kathedrale

Für ihren siegreichen Kampf gegen die ägyptischen Besatzer belohnten die osmanischen Herrscher Al-Mahmud und seinen mit ihm verwandten Nachfolger Ali al-As'ad mit der Wiederherstellung der schiitischen Autonomie im größten Teil von Dschabel Amil. In Tyros selbst erlangte indessen die Mamluk-Familie eine beherrschende Stellung. Familienoberhaupt Jussuf Aga Ibn Mamluk war angeblich ein Nachfahre des schiitenfeindlichen Cezzâr Ahmed Pascha.

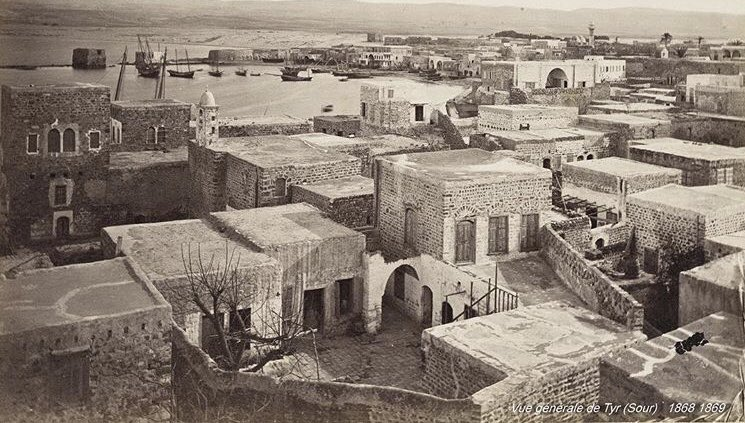
Postkarte von 1868/9

Die ägyptische Besatzung hatte zugleich die Tür für europäische Einmischungen in die osmanischen Angelegenheiten geöffnet. Derlei Interventionen erfolgten über Allianzen mit den verschiedenen Religionsgruppen des Libanon. So weitete Frankreich unter Napoleon III. über die mit ihm verbündeten maronitischen Anführer seinen Einfluss in der Region von der Mitte des 19. Jahrhunderts an systematisch aus. Als der Kaiser der Franzosen 1860 während des Bürgerkrieges, der im Libanongebirge zwischen drusischen und maronitischen Gruppen tobte, ein Expeditionskorps von rund 7.000 Soldaten entsandte, gab er auch die ersten archäologischen Studien in Tyros in Auftrag. Diese leitete der Historiker Ernest Renan. Nach dem Ende seiner Mission kam es allerdings zu zahlreichen wilden Grabungen, durch die historische Stätten beschädigt wurden.

Ebenfalls 1860 wurde in Tyros die griechisch-orthodoxe Kirche von Sankt Thomas in der Nähe der griechisch-katholischen Kathedrale von Sankt Thomas eingeweiht. Etwa zur gleichen Zeit baute der Franziskanerorden in unmittelbarer Nähe der Kathedrale die lateinisch-katholische „Kirche des Heiligen Landes“.

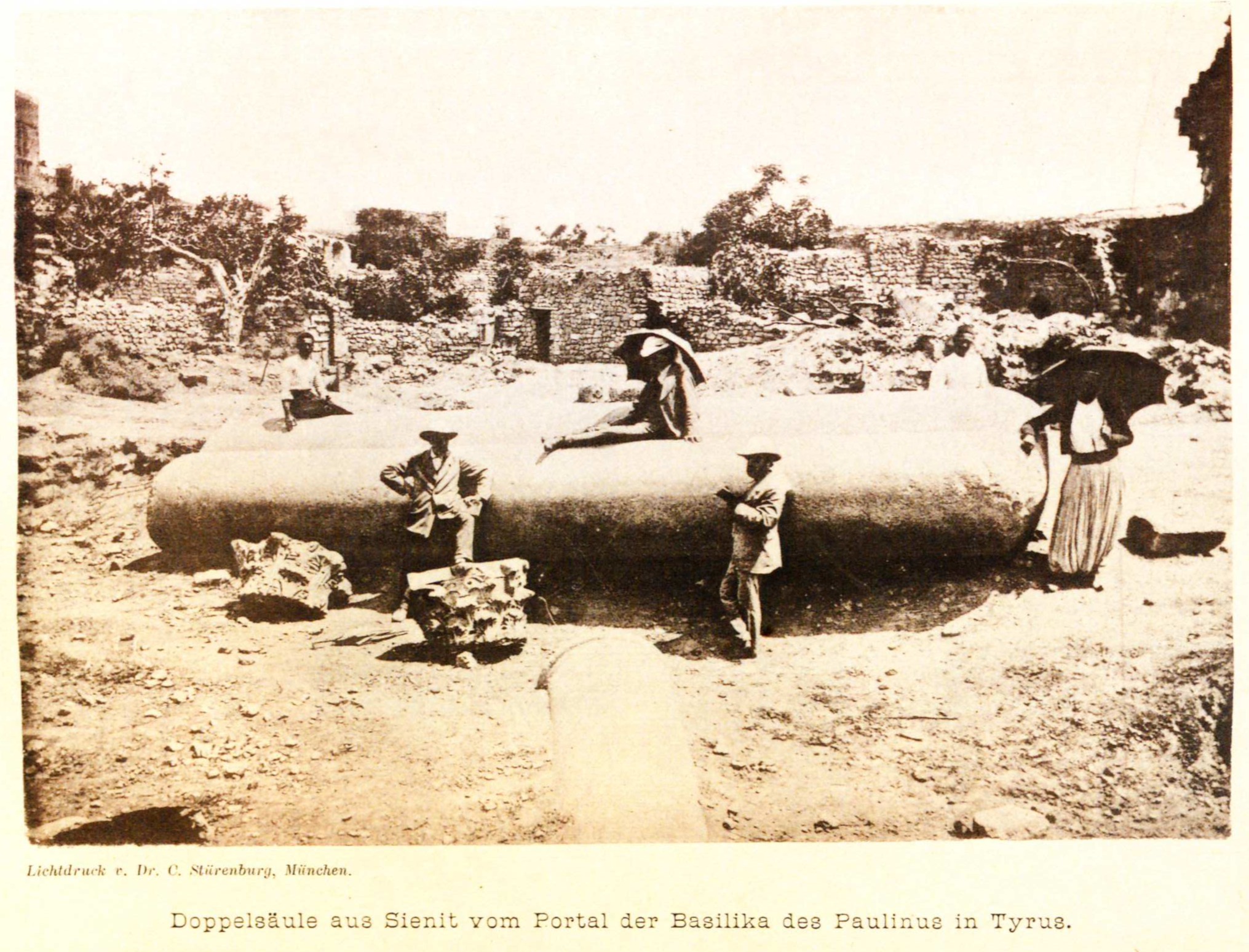
Sepps Mission 1874

1874 unternahm der bayerische Historiker und Politiker Johann Nepomuk Sepp mit seinem Sohn Bernhard und dem Berliner Privatdozenten Hans Prutz eine Mission nach Tyros, um die Gebeine Kaiser Friedrich Barbarossas in den Ruinen der Kreuzfahrer-Kathedrale zu suchen. Dazu hatte er schon kurz nach der deutschen Reichsgründung um die Unterstützung des Reichskanzlers Otto von Bismarck geworben, der tatsächlich Sondermittel für das Unternehmen gewährte, obwohl Sepp „von archäologischer Methode keine Ahnung hatte.“ Als Ziel der Expedition benannte Sepp im Vorwort seines Reiseberichtes zum einen:
„[Die] Zurückführung der Überreste des alten Barbarossa [wird] die deutsche Nation in heilige Begeisterung versetzen. Welch ein Triumphzug, unseren größten Kaiser in den Kölner Dom zu übertragen, der als Sinnbild des längst in’s Stocken geratenen alten Reiches beim Aufbaue des neuen sich vollendet!“

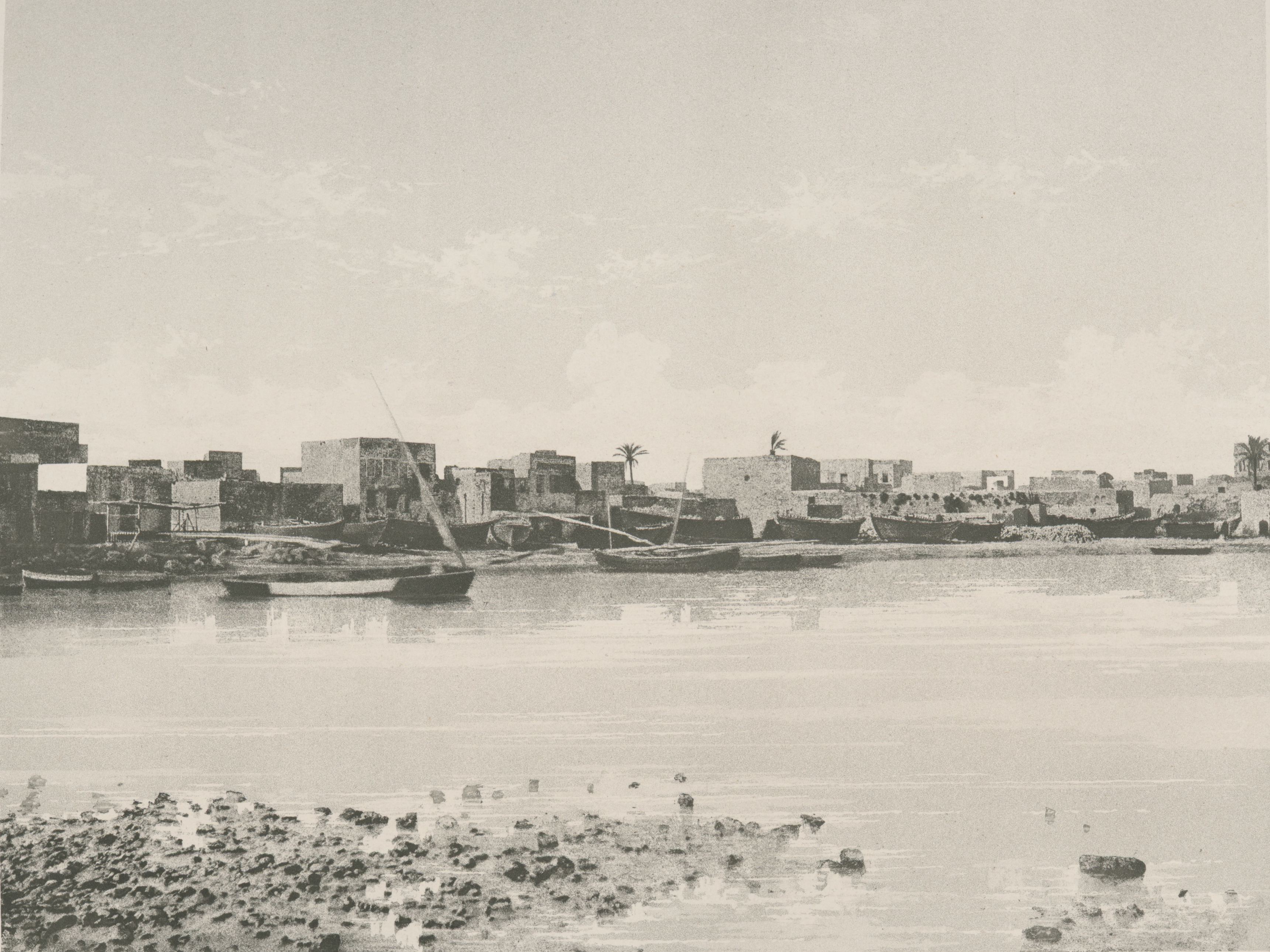
Heliogravüre des Hafens von 1874

Zum anderen verfolgte Sepp offen imperialistische Absichten, indem er die angebliche „Sehnsucht der Tyrer nach einer deutschen Colonie“ beschwor und dem Reichskanzleramt vorschlug, sich die Kreuzfahrer-Kathedrale als Nationaleigentum anzueignen. Zwar war die Suche nach Barbarossas Gebeinen erfolglos und selbst Expeditionsmitglied Prutz sprach später „von wirren Spielen einer dem realen Boden der Wissenschaft gänzlich entfremdeten Phantasie“. Immerhin gelang es dem Team aber, die Ruinen der Kathedrale auszugraben. Dazu ließ es in Zusammenarbeit mit der herrschenden Mamluken-Familie rund 120 Menschen, die auf dem Gelände wohnten, gegen Entschädigungen umsiedeln. Eine Anzahl von archäologischen Funden brachte Sepp nach Berlin, wo sie sich teilweise noch in den Sammlungen der Staatlichen Museen zu Berlin befinden.

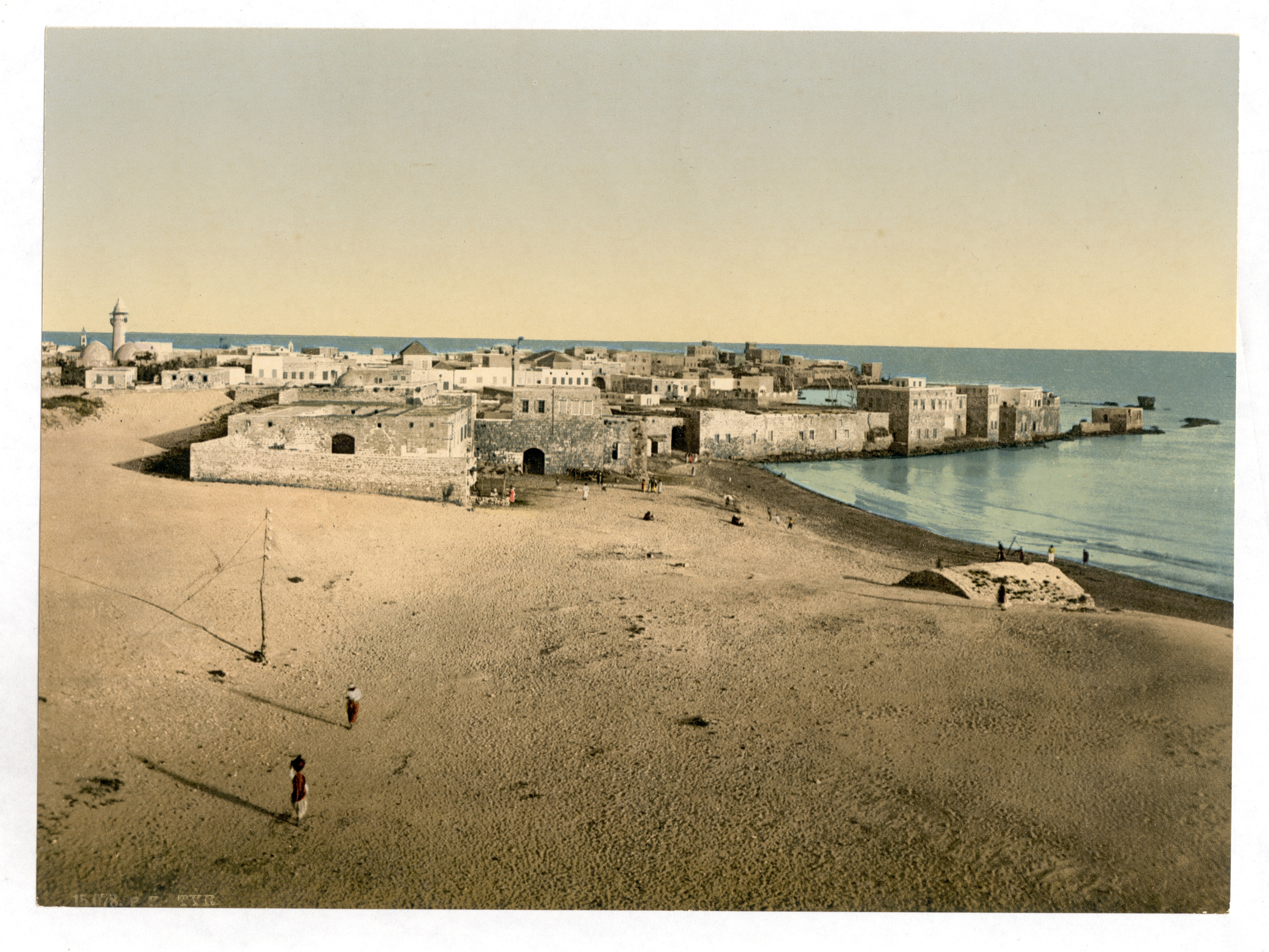
Photochromdruck, zwischen 1890 und 1900

Nach Angaben von Sepp hatte Tyros damals rund 5.000 Einwohner. Ein US-amerikanischer Reisender, der die Stadt um die gleiche Zeit besuchte, schätzte ihre Zahl auf maximal 4.000, davon etwa die Hälfte Schiiten und die andere Hälfte Katholiken sowie einige wenige Protestanten. 1882 gründete die römisch-katholische Ordensgemeinschaft der Schwestern des hl. Joseph von der Erscheinung an der Westseite der Halbinsel im christlichen Viertel von Tyros eine Schule, die bis in die 2010er Jahre Bestand hatte.
Unterdessen sorgten die osmanischen Landreformen von 1858 für eine Machtverschiebung, die Dschabal ʿAmil im Allgemeinen und Tyros im Besonderen bis zum Ende des 20. Jahrhunderts entscheidend prägen sollte. Die Änderung der Eigentums- und Nutzungsrechte an Grundstücken führte dazu, dass einige wenige Familien auf Kosten der Kleinbauern riesigen Großgrundbesitz anhäuften. Während die Al-As'ad-Familie aus der Ali al-Saghir-Dynastie ihre Lehn im Hinterland von Tyros ausbaute, stieg in der Stadt selber eine andere Familie aus der frühkapitalistischen Klasse der urbanen Kaufleute („Wujaha'“) in die Klasse der Feudalherren („Zu'ama“) auf: Die Mitglieder der Al-Chalil-Familie waren als Getreidehändler zu Reichtum gekommen und nahmen nun eine dominante Stellung in Tyros ein. Sie waren ein Zweig einer anderen Hauptdynastie in Dschabal Amil, der Zayn-Familie aus Nabatäa, und außerdem mit dem Feudalherren-Clan der Osseirans in Sidon verschwägert. Ihr Aufstieg wurde offenbar von der Ulama – den schiitischen Religionsgelehrten – unterstützt, um die unpopuläre Herrschaft der sunnitischen Mamluk-Familie in Tyros zu untergraben.

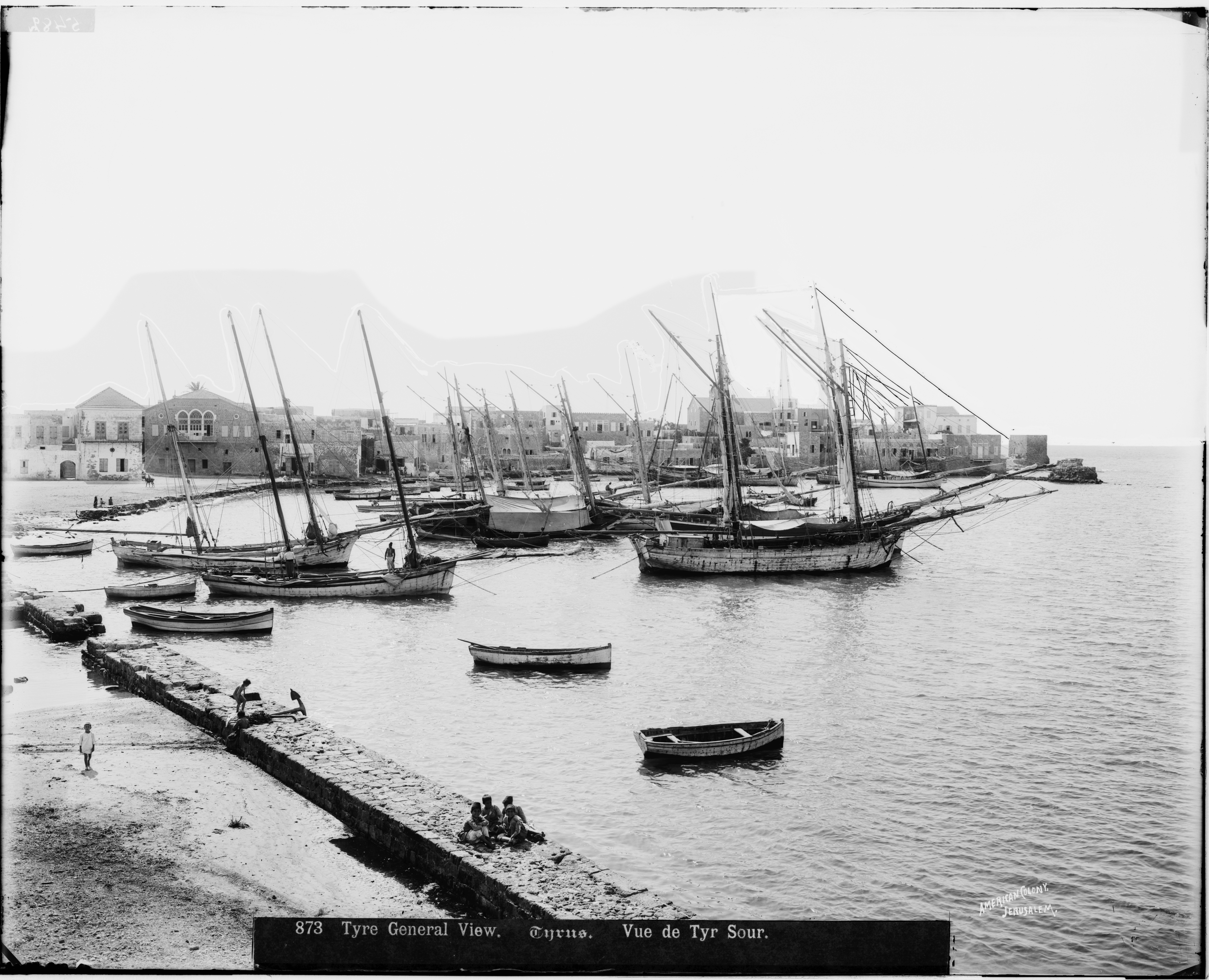
Der Hafen zwischen 1898 und 1914

Das Ergebnis dieses dunklen Zeitalters, in dem die ungebildeten Massen faktisch wie Slaven unter den Feudalherren und osmanischen Beamten lebten, war eine massenhafte Verarmung der Bevölkerung, weshalb viele Einwohner von Tyros und Dschabal ʿAmil in den 1880er Jahren auf der Suche nach besseren Lebensbedingungen auswanderten, vor allem nach Westafrika, wo der Senegal das Hauptziel wurde.
Zu Beginn des 20. Jahrhunderts hatte Tyros laut Schätzungen eine Bevölkerung von rund 2.800 Schiiten, 2.700 Christen und 500 Sunniten. Im gesamten Bezirk Tyros lebten demnach insgesamt etwa 40.000 Schiiten und 8.000 Christen.
1906 wurde die maronitische Kathedrale Notre-Dame-des-Mers in der Nähe des Hafens nach jahrelangen Bauarbeiten eingeweiht. Sie ersetzte eine kleinere Kirche, die an der gleichen Stelle gestanden hatte, und spiegelte das Wachstum der Glaubensgemeinschaft in Tyros, die 1838 als eigene Eparchie errichtet worden war.
Die Jungtürkische Revolution von 1908 und die durch sie veranlasste Wiedereröffnung des osmanischen Parlaments lösten in Dschabal ʿAmil einen Machtkampf aus: auf der einen Seite stand Rida al-Sulh aus einer Sunni-Dynastie in Sidon, die den schiitischen Al-Asa'ad-Clan der Ali al-Saghir-Dynastie mit Hilfe von verbündeten Schiiten-Familien wie den Al-Chalils in Tyros aus der Küstenregion verdrängt hatte. Auf der anderen Seite stand Kamil Al-Asa'ad, dessen Clan noch immer das Hinterland dominierte. Letzterer gewann zwar diese Runde des Ringens um die Führung, aber die Konkurrenz zwischen den al-Chalils und Al-Asa'ads blieb für weitere sechzig Jahre das Hauptmotiv der schiitischen Politik im Südlibanon.

#### Erster Weltkrieg

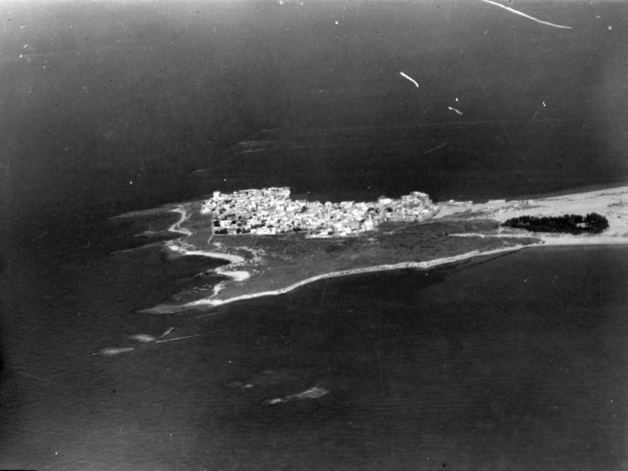
Luftaufnahme von ca. 1918

Zu Beginn des Ersten Weltkriegs wurden viele Schiiten in Dschabal ʿAmil vom osmanischen Regime zum Kriegsdienst eingezogen, so dass sie ihre Bauernhöfe verlassen mussten. Ein Jahr später kam es zu einer Hungersnot, als auch noch eine Heuschreckenplage das Gebiet heimsuchte. Diese Entwicklungen lösten eine weitere Auswanderungswelle aus, nach Afrika wie auch in die USA.

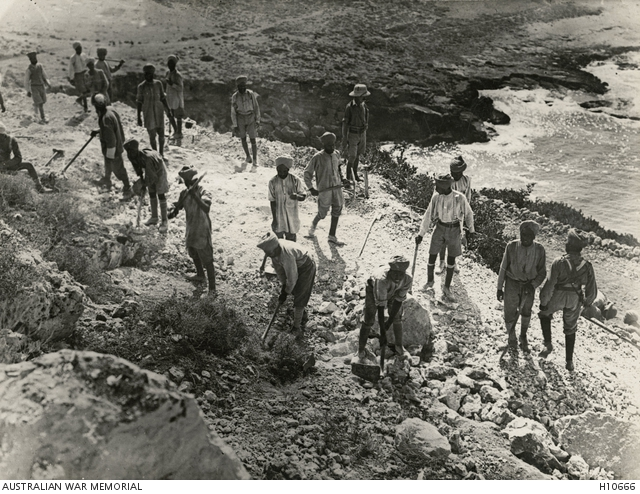
Sikh-Pioniere vor Tyros

Mit dem wachsenden Widerstand gegen die türkischen Herrscher in der Levante wuchs auch in Dschabal ʿAmil das Arabische Einheitsstreben. Das osmanische Regime reagierte im März 1915 mit einer Reihe von Repressionen und verhaftete zahlreiche Aktivisten der Dezentralisierungspartei in Tyros wie auch in Sidon, Nabatäa und Beirut. Einige von ihnen wurden hingerichtet. Im gleichen Jahr ließ das osmanische Regime Abdel Karim al-Chalil exekutieren, das Oberhaupt des Al-Chalil-Clans in Tyros. Dies geschah auf die Anstiftung von Kamil al-Asa'ad aus der rivalisierenden Ali al-Saghir-Dynastie hin, wie viele Zeitgenossen glaubten.
Noch 1915 erreichten auch Kampfhandlungen Tyros: im November des Jahres wurden dort vier Einheimische, die angeblich für den französischen Geheimdienst spionierten, gefangen genommen. Zwei von ihnen wurden in Beirut hingerichtet. Daraufhin ließ der Kommandant der französischen Marine, der den geschützten Kreuzer D'Estrés befehligte, den Hafen von Tyros unter Feuer nehmen und vier Boote versenken. Im Februar 1917 unternahmen Agenten des britischen Geheimdienstes eine Operation in der Gegend von Tyros, um Informationen über die Stärke der osmanischen Präsenz dort zu sammeln.

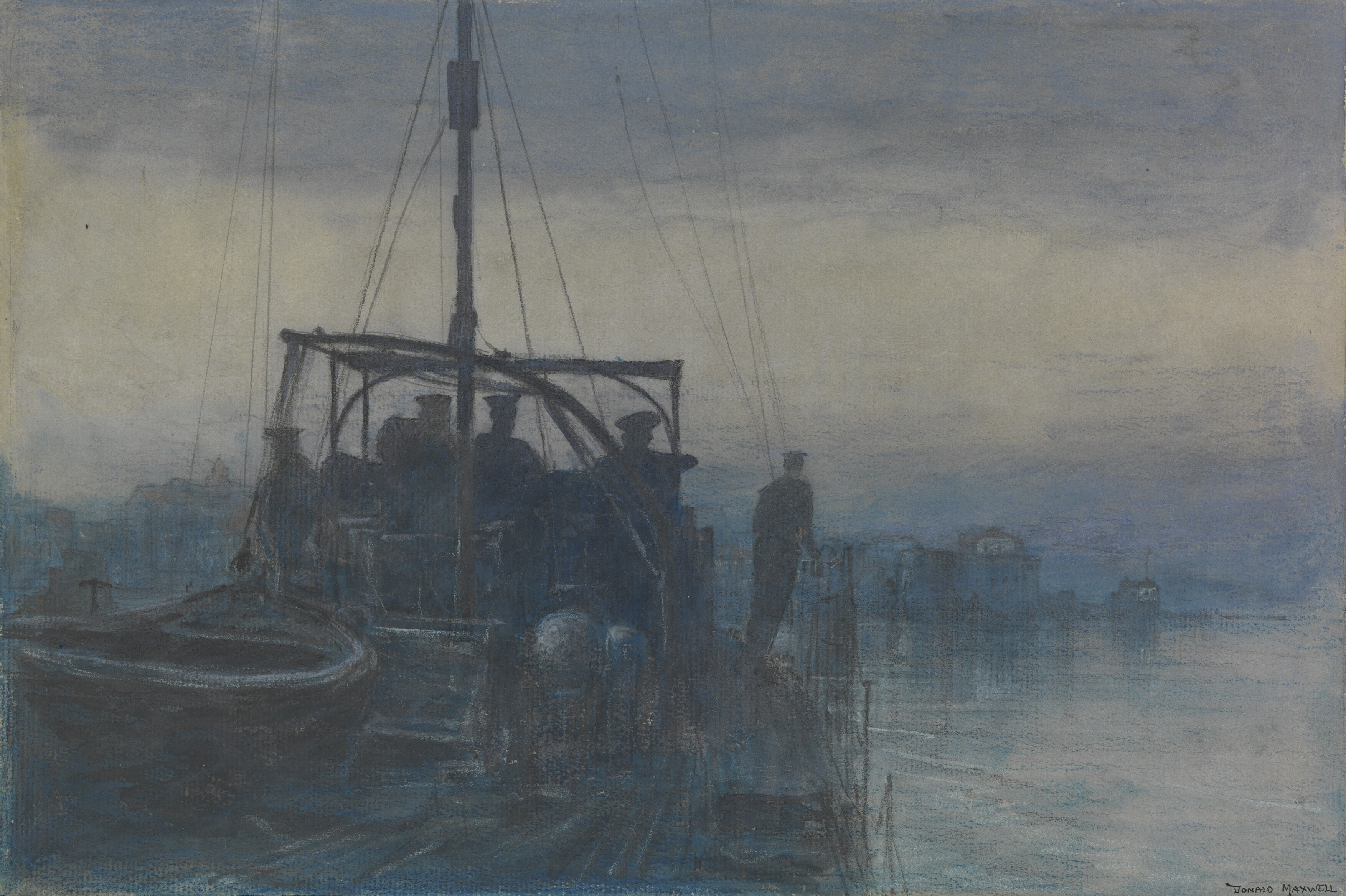
Ml 248 der Royal Navy läuft Tyros an – Gemälde von Donald Maxwell

Im September 1918 zog sich die osmanische Heeresgruppe Yıldırım nach ihrer Niederlage gegen die britische Armee in der Schlacht bei Megiddo in Richtung Damaskus zurück. Der Kommandant der Ägyptische Expeditionsstreitkräfte, General Edmund Allenby, befahl daraufhin seiner Infanterie und Kavallerie, die Häfen von Beirut und Tripoli zu erobern, um seinen Truppen bei ihrer Verfolgung der sich zurückziehenende osmanischen Verbände Nachschub zu liefern. Tyros war ein strategisch wichtiger Punkt auf dieser Route. Innerhalb von nur drei Tagen machte die zweite Kolonne der siebten Meerut-Division der Britisch-Indischen Armee den Weg über die „Leiter von Tyros“ frei, indem sie den schmalen Pfad über die steile Klippe so ausbaute, dass sie auch von gepanzerten Fahrzeugen, Lastwagen und Artillerie passiert werden konnte.
Das XXI Corps des Kavallerieregiments aus einem Geschwader der Duke of Lancashire Yeomanry und zwei Geschwadern der 1/1 Hertfordshire Yeomanry drang darüber schnell vor und erreichte Tyros am 4. Oktober. Auf ihrem Vormarsch stießen sie kaum auf türkische Truppen. In der Zwischenzeit lieferte die britische Marine im Hafen von Tyros Nachschub für drei Tage an, um den Vormarsch der Infanterieeinheiten gen Norden nach Sidon und Beirut zu ebnen. Dies geschah über Motorbarkassen, da allein diese klein genug waren, um den versandeten Hafen von Tyros – einst die größte Marinebasis der Welt – anzulaufen.
So endete nach über vier Jahrhunderten die Oberhoheit der Dynastie der Osmanen über Tyros. Das historische Vermächtnis der Kolonialherrschaft wirkt indes bis heute fort:

### Arabisches Königreich Syrien vs. Französisch-Britische OETA (1918 bis 1920)

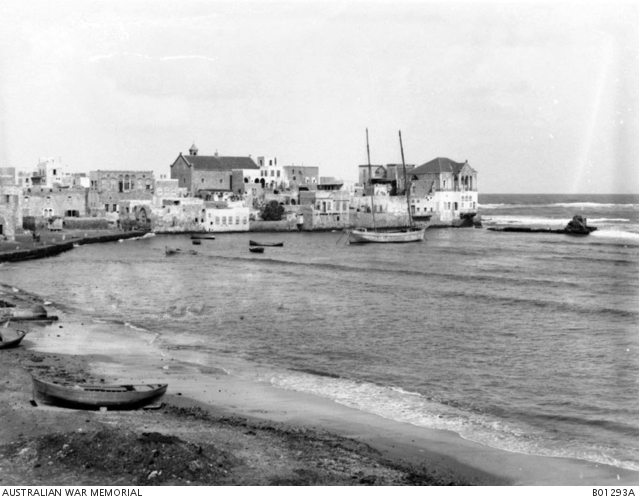
Der Hafen mit der maronitischen Kathedrale „Notre Dame Des Mers“ (Mitte) um 1918

Nachdem die Scharifianische Armee 1918 im Gefolge der zwei Jahre zuvor begonnenen Arabischen Revolte gegen die osmanische Herrschaft die Levante mit britischer Unterstützung erobert hatte, erklärte Feudalherr Kamil al-Asa'ad, der zuvor Osmanist gewesen war, noch am 5. Oktober das Gebiet von Dschabal ʿAmil – einschließlich Tyros – zu einem Teil des Arabischen Königreiches Syrien. Das pro-syrische Regime in Beirut ernannte allerdings seinen Rivalen Riad as-Solh zum Gouverneur von Sidon, der seinerseits Abdullah Yahya al-Khalil zum Repräsentanten von Faisal I. in Tyros ernannte.

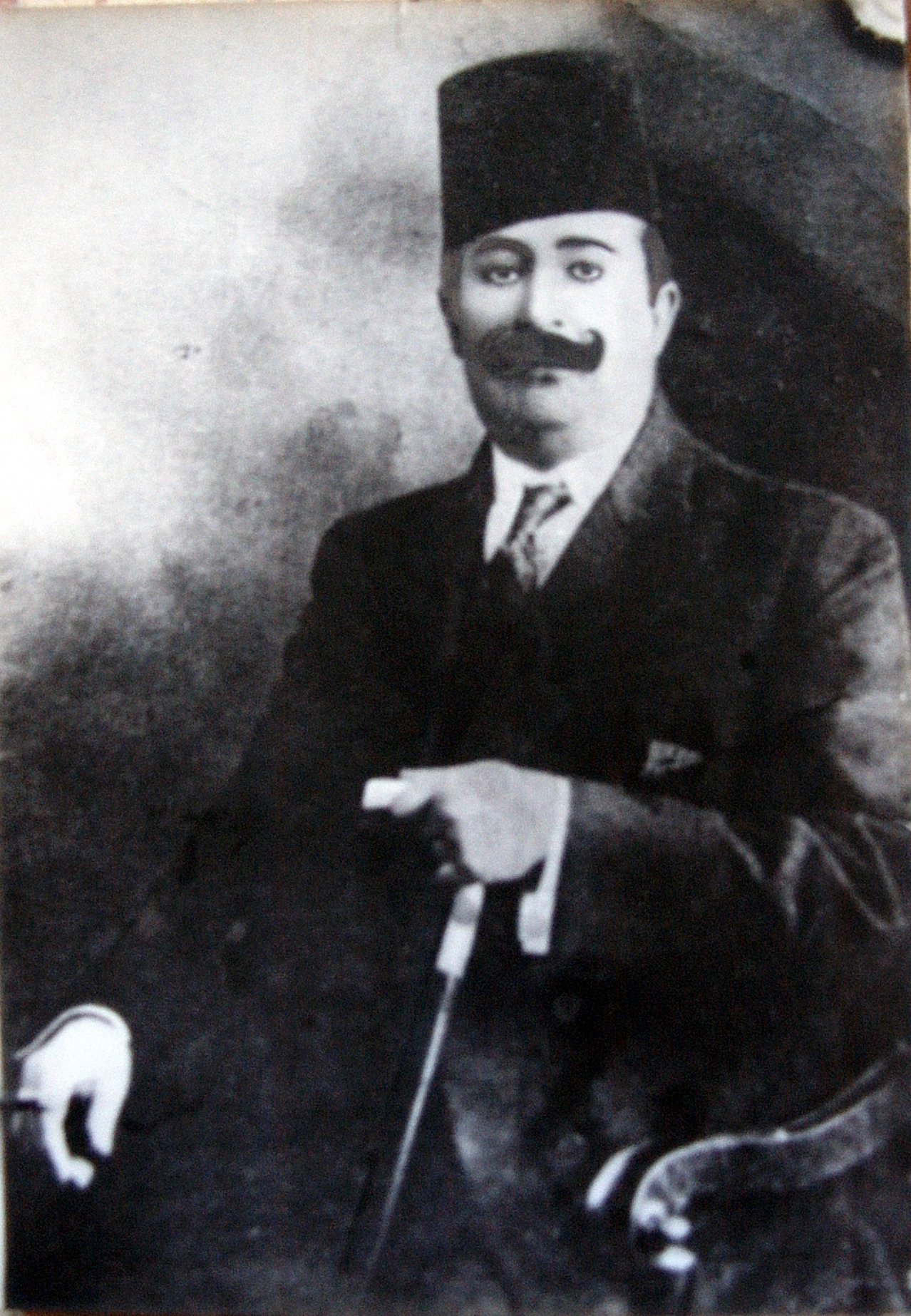
Feudalherr Kamil al-Asa'ad (1870–1924)

Während die Feudalherren der al-Asa'ad und as-Solhs einmal mehr um die Vorherrschaft rangen, brachte ihre Unterstützung für die großsyrische Sache sie sogleich in Konflikt mit den französischen Kolonialinteressen: am 23. Oktober 1918 gründeten Frankreich und das Vereinigte Königreich das gemeinsame Militärregime der Occupied Enemy Territory Administration (OETA), unter dem Dschabal ʿAmil unter französische Kontrolle fiel.
In der Folge richtete die französische Armee ihr Hauptquartier für Tyros in dem historischen Garnisonsgebäude Chan Sour ein, welches zuvor die melkitische Erzeparchie von den Franziskanern übernommen hatte. Als Reaktion begann eine Guerillagruppe damit, militärische Angriffe auf französische Soldaten und pro-französische Elemente zu verüben. Ihr Anführer Sadik al-Hamsa stammte aus der Ali al-Saghir-Dynastie.
Im Kontrast zu dieser Revolte stieg der schiitische Imam von Tyros, Sayyid Abd al-Husain Scharaf ad-Din al-Musawi, zum prominentesten Verfechter von gewaltfreiem Widerstand gegen die europäischen Kolonisatoren auf. Er genoss als Theologe großes Ansehen, da seine Bücher in den heiligen Schia-Stätten Nadschaf und Ghom gelehrt wurden. Dieses Renommee hatte er bereits 1908 dazu benutzt, eine entscheidende Rolle im Machtkampf zwischen dem al-As'ad-Clan und der as-Solh-Dynastie einzunehmen. Nun wurde er zum führenden Befürworter für den Verbleib von Dschabal ʿAmil im Arabischen Königreich Syrien, während sein Verbündeter al-Aas'ad eine abwartende Haltung einnahm. Als 1919 die King-Crane-Kommission der US-Regierung die Region besuchte, warb Scharaf ad-Din um US-Unterstützung für das großsyrische Projekt Faisals. Dieser Appell brachte offenbar das französische Regime dazu, einen Attentatsversuch auf Scharaf ad-Din zu unterstützen.
Am Anfang des Jahres 1920 führte Scharaf ad-Din eine schiitische Delegation an, die in Damaskus für die Einheit mit Syrien plädierte. Zur gleichen Zeit wuchsen in Dschabal ʿAmil die Spannungen zwischen schiitischen und maronitischen Gruppen. Scharaf ad-Din und al-Asa'ad setzten sich zwar für einen friedlichen Ansatz und Deeskalation ein, aber französische Berichte beschuldigten Scharaf ad-Din, die Angriffe bewaffneter Schiiten finanziert und ermutigt zu haben.
Als im April 1920 gewalttätige Zusammenstöße zwischen militanten Schiiten und Maroniten Dschabal ʿAmil erschütterten, flohen viele Christen aus dem Hinterland nach Tyros. Eine französische Kolonialarmee, die von maronitischen Freiwilligen unterstützt wurde, schlug die schiitische Rebellion nieder. Tyros, das von Aufständischen belagert wurde, und seine Bevölkerung litten unter Bombardierungen durch französische Kriegsflugzeuge und Artillerie.

### Französisches Mandatsgebiet Großlibanon (1920 bis 1943)

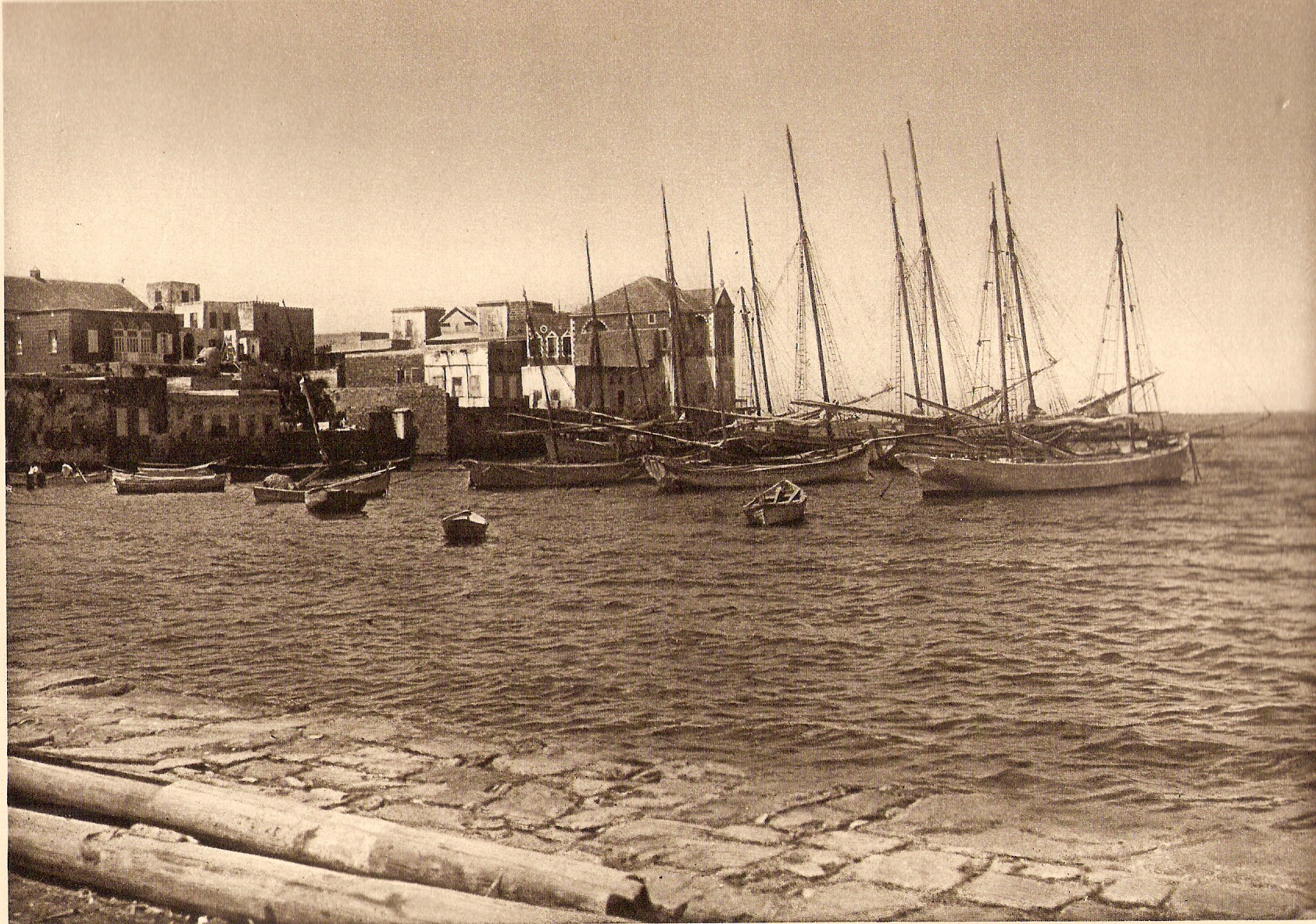
Der Hafen 1924, fotografiert von dem deutschen Gelehrten Karl Gröber

Am 1. September 1920 riefen die französischen Kolonialherren den neuen Staat Großlibanon als Mandatsgebiet unter der Kuratel des Völkerbundes – vertreten durch die Dritte Französische Republik – aus. Der französische Hochkommissar der Levante wurde General Henri Gouraud, dessen Levante-Armee im Juli 1920 die syrischen Truppen in der Schlacht von Maysalun besiegt hatte und der sich in der Tradition der Kreuzritter sah. Tyros und der gesamte Dschabal ʿAmil wurden im Rahmen dem südlichen Teil des Völkerbundmandats für Syrien und Libanon zugeschlagen.

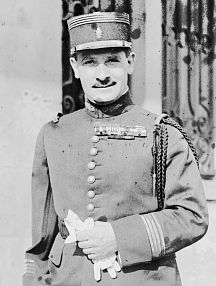
Zinovi Pechkoff 1926

Noch im Jahr 1920 wurde Tyros zu einer räumlich-administrative Gemeinde des Mandats erklärt. Zum Bürgermeister ernannte das neue Kolonialregime Ismail Yehia Chalil aus der schiitischen Feudaldynastie der al-Chalils. Als prominentester Gegner des französischen Imperialismusprojektes musste Imam Sayed Scharaf ad-Din fliehen. Sein Stadthaus in Tyros wurde von französischen Soldaten geplündert und sein Landhaus in einem benachbarten Dorf niedergebrannt. Außerdem wurden seine Bücher und Schriften konfisziert. Er entkam zunächst nach Damaskus, musste aber kurz darauf nach Ägypten weiterflüchten und verbrachte schließlich einige Monate in Palästina, bevor er nach Tyros zurückkehren durfte.
Die einfache Bevölkerung in Tyros und dem gesamten Dschabal ʿAmil litt derweil unter hohen Steuern und anderen Abgaben, die das Kolonialregime als Strafe für die gescheiterte Revolte auferlegte. Darüber hinaus forcierten die französischen Herrscher den Export landwirtschaftlicher Produkte aus dem Südlibanon nach Syrien, so dass die Handelsakitiväten im Hafen von Tyros weitgehend zum Erliegen kamen. Infolge der grassierenden Massenarmut erreichte die Zahl derjenigen, die aus Tyros über Marseille nach Westafrika auswanderten, einen neuen Höhepunkt. Dieser Trend wurde erst gebrochen, als die französischen Kolonialherren in Afrika zum Ende der 1920er Jahre strikte Kontrollen für die Einwanderung verhängten.

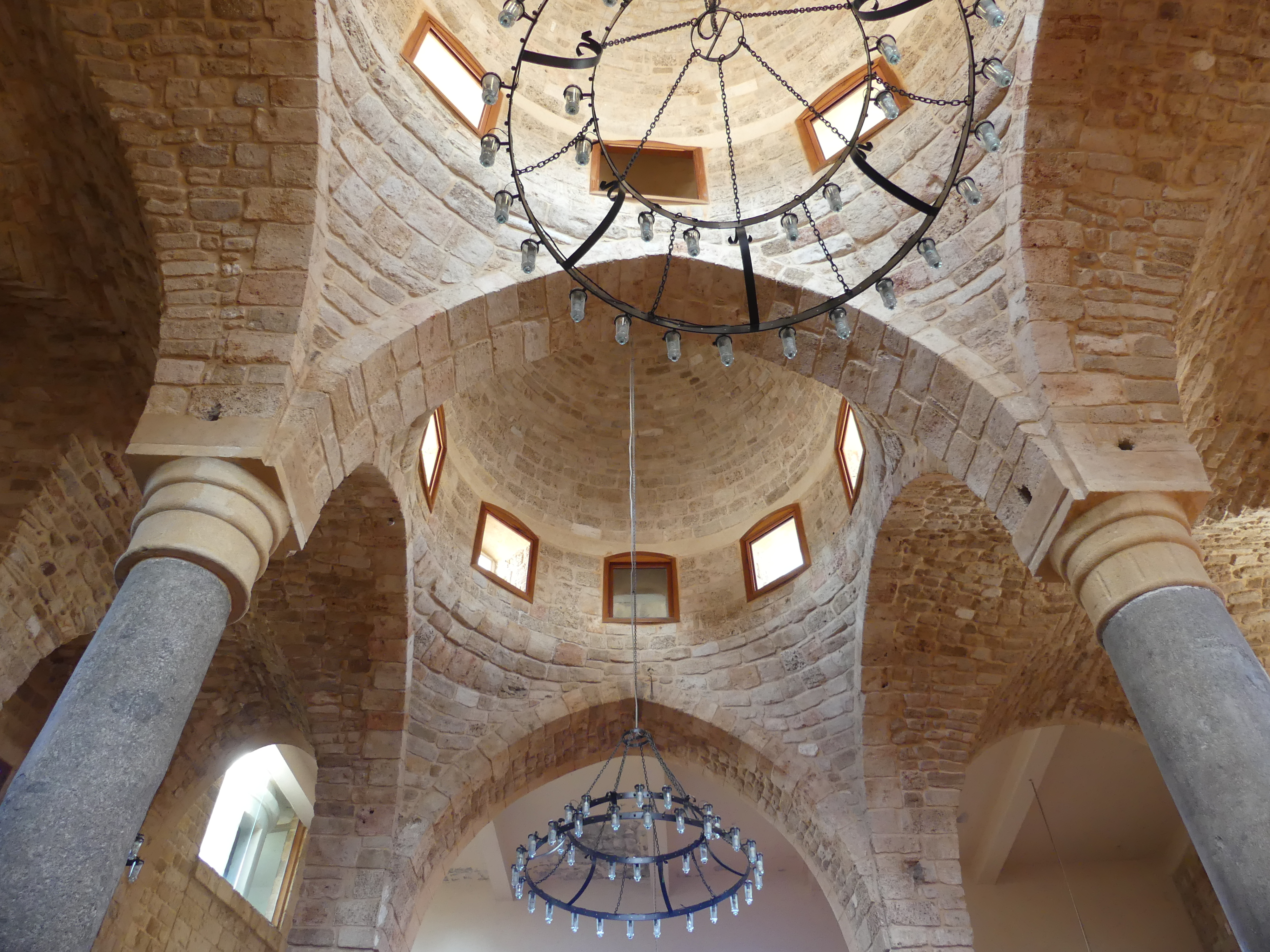
Die antiken Säulen im Zentrum der Abdul Hussein-Moschee (2019)

1922 kehrte auch Kamil al-Asa'ad aus dem Exil zurück und startete sogleich eine Revolte gegen die europäischen Besatzer. Der Aufstand wurde jedoch schnell niedergeschlagen und al-Asa'ad starb noch 1924. Im Gegensatz dazu erreichte Scharaf ad-Din Rapprochement mit dem Kolonialregime und entwickelte besonders freundliche Beziehungen zu Zinovi Pechkoff, der bis 1926 Militärgouverneur für den Südlibanon war. Der ältere Bruder von Jakow Swerdlow, der von 1917 bis zu seinem Tod 1919 als sowjetrussisches Staatsoberhaupt amtiert hatte, war ein Protegé von Maxim Gorki gewesen. Scharaf ad-Din lud Pechkoff, der in eine jüdische Familie hinein geboren wurde, regelmäßig als Ehrengast zu religiösen Feierlichkeiten ein.
Vor diesem Hintergrund stieg Scharaf ad-Din zu der Schlüsselfigur für die friedliche Entwicklung von Tyros in der ersten Hälfte des 20. Jahrhunderts auf. 1926 wurde er Nachfolger seines Rivalen al-Chalil als Vorsitzender des Gemeinderates. Er prägte die Stadt und ihr Hinterland in erster Linie als Sozialreformer und Aktivist. Sein Porträt spielt daher bis heute eine zentrale Rolle in der visuellen Kultur von Tyros und ist auf zahlreichen Plakatwänden abgebildet.
Ebenfalls 1926 erkannte das Kolonialregime offiziell die schiitische Dschaʿfarīya-Rechtsprechung an, woraufhin in Tyros wie in anderen Städten dschaʿfaritische Gerichtshöfe eröffneten. Denjenigen in Tyros führte während der gesamten Mandatszeit Scheich Mughniya, der mit Scharaf ad-Dins Rivalen al-Chalil verbündet war. Ein noch sichtbareres Zeichen für die Emanzipation der über Jahrhunderte systematisch diskriminierten Schiiten war indes die erste schiitische Moschee, die in Tyros errichtet wurde und lokale Architekturelemente vereinte. In einer Kontinuitätslinie mit der antiken Geschichte der Stadt dienen zwei römische Granitsäulen als zentrale Pfeiler des Gotteshauses, das 1928 eingeweiht wurde und zu Ehren Scharaf ad-Dins den Namen Abdel Hussein-Moschee erhielt.
Trotz dieser Fortschritte für die lange marginalisierten Schiiten ernannten die Kolonialherren fast ausschließlich Christen, wenn es um strategisch sensible Posten in Tyros ging, insbesondere die Salim-Familie. Wie krass die schiitische Unterrepräsentierung war, zeigen die Ergebnisse der Volkszählung von 1921. Demnach waren 83 % von Tyros’ Bevölkerung Schiiten, 4 % Sunniten und nur rund 13 % Christen. Das Mandatsregime tat wenig, um diese Diskriminierung zu beheben, und gab stattdessen den schiitischen Feudalfamilien wie den al-Asa'ad und al-Chalil freie Hand, sich persönlich zu bereichern und die Macht ihrer Clans zu stärken.
Bereits zu Beginn der 1920er Jahre kamen wie an vielen Orten der Levante auch in Tyros die ersten Überlebenden des Völkermordes an den Armeniern an, die meisten von ihnen per Boot. 1926 wurde im Quellgebiet von Ras al-Ain südlich der Stadt ein landwirtschaftliches Projekt für die Geflüchteten gegründet, das allerdings bald scheiterte, zum einen wegen Streitigkeiten zwischen Geflüchteten, die aus unterschiedlichen Regionen stammten, und zum anderen wegen Konflikten mit den einheimischen Christen. Die Armenier wurden daher nach Beirut umgesiedelt. Zwei Jahre später eröffnete die Armenische Allgemeine Wohltätigkeitsunion ein Büro in Tyros.

In der Folge wuchs die Zahl der Armenier dermaßen, dass die französischen Behörden Mitte der 1930er Jahre damit begannen, zwei Flüchtlingslager zu errichten. Das eine in Al Bass am nordöstlichen Zugang der tyrischen Halbinsel in einem sumpfigen Gebiet, das in antiken Zeiten als Nekropolis diente. Das andere in Raschidiya, südlich der Halbinsel auf einem fruchtbaren Küstenstreifen, der als wahrscheinlicher Ort des antiken Festland-Tyros gilt. 

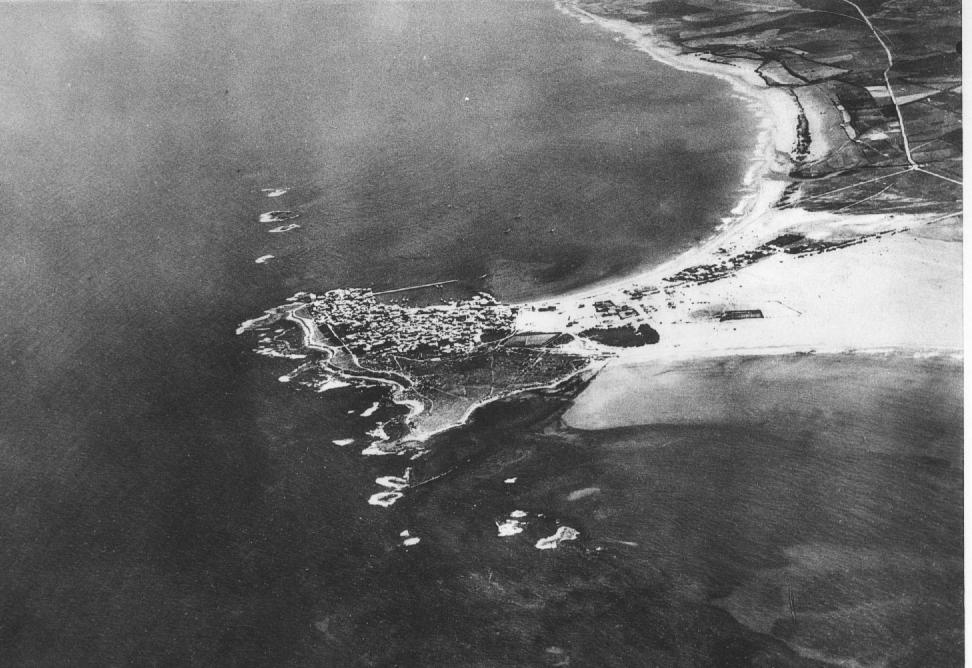
Aufnahme der Französischen Luftstreitkräfte, frühe 1930er Jahre

1938 markierte einen historischen Wendepunkt in der Entwicklung von Tyros, als Imam Scharaf ad-Din die Dschaʿfarīya-Schule für Mädchen und Jungen eröffnete. Er nahm dafür eine Hypothek auf sein Privathaus auf und setzte sich gegen den Widerstand der al-Chalil-Feudalfamilie durch. Die Schule expandierte bald, auch dank Spenden der traditionell mit Scharaf ad-Din verbündeten Al-Asa'ad-Feudalfamilie. Bis dahin hatten Schiiten kaum Bildungschancen, während die christliche Bevölkerung von mehreren Missionarsschulen profitierte. Die Dschaʿfarīya-Schule wurde zu einer zentralen Säule für den gesellschaftlichen Aufstieg der Schiiten nicht nur in Tyros, sondern in ganz Dschabal Amil. Das Lehrpersonal, einschließlich des Gründungsdirektors Michael Shaban, bestand auch aus Christen.
Die Dschaʿfarīya-Schule entwickelte sich alsbald auch zu einem Nukleus für politische Aktivitäten, insbesondere da Scharaf ad-Din vehement die palästinensische Forderung nach Unabhängigkeit unterstützte. Kurz nach dem Ausbruch des arabischen Aufstands im britischen Palästinamandat 1936 empfing er in Tyros den Großmufti von Jerusalem, Mohammed Amin al-Husseini, der vom britischen Regime per Haftbefehl gesucht wurde. Der Imam tat dies trotz der heftigen Einwände des französischen Regimes und mit massenhafter Unterstützung aus der Bevölkerung.
Die Grenzen waren in jenen Jahren noch offen und viele Juden aus Palästina verbrachten ihren Urlaub in Tyros, während viele Menschen aus dem Südlibanon ganz selbstverständlich nach Haifa und Tel Aviv reisten.

#### Vichy-Regime während des Zweiten Weltkriegs

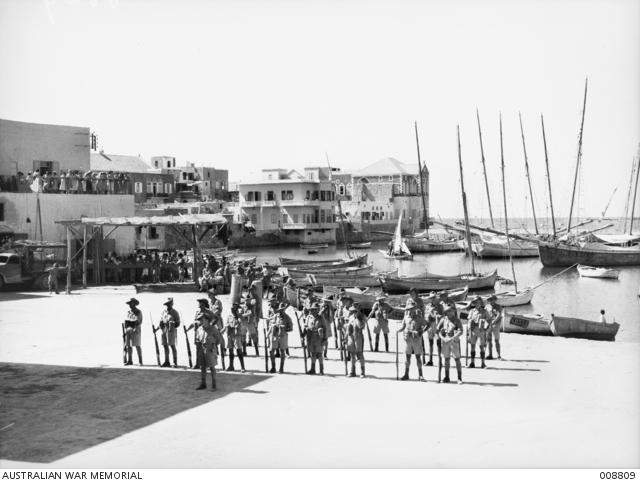
Australische Soldaten nehmen am 30. Juni 1941 Aufstellung im Hafen von Tyros als Ehrengarde für General Henry Maitland Wilson anlässlich seiner formellen Übernahme der Stadt

Nach dem Beginn des Zweiten Weltkriegs nutzten französische Truppen einmal mehr das historische Garnisonsgebäude von Chan Sour, dem ehemaligen Maan-Palast, als Militärbasis.
1940 hoben französische Soldaten, die dem Marschall Philippe Pétain loyal waren, einen Panzergraben bei Tyros an der nach Süden führenden Straße aus und entdeckten dabei einen Marmor-Sarkophag aus dem ersten oder zweiten Jahrhundert, der heute im Nationalmuseum in Beirut ausgestellt ist.
Mitte 1941 begann die Verbände für ein freies Frankreich (Forces fr. libres) (FFL) zusammen mit britischen Truppen den Syrisch-Libanesischen Feldzug gegen Vichy-Frankreich in der Levante. Die Streitmacht, die im Südlibanon angriff, bestand hauptsächlich aus indischen Soldaten und der 21. Brigade aus Australien. Für die britischen Strategen lag das strategische Motiv für die Offensive in der Sorge, dass sich die Achsenmächte in der Levante dauerhaft etablieren und von dort aus Palästina und Ägypten angreifen könnten. Dies hätte zum einen die britischen Ölnachschubwege in der Region gefährdet. Zum anderen war die britische Armee von Westen her gerade durch den Angriff des „Deutschen Afrikakorps“ unter Generalleutnant Erwin Rommel bedroht. Tyros wurde am 8. Juni von den Nazi-Kollaborateuren befreit, wobei die Alliierten auf ihrem Vormarsch dorthin offenbar nur auf vereinzelten Widerstand stießen. Der Großteil der Vichy-Truppen hatte sich vielmehr auf die andere Seite des Litani-Flusses zurückgezogen, wo es am folgenden Tag zu einer großen Schlacht kam.

### Libanesische Republik (seit 1943)
Nach der Parlamentswahl vom August 1943 löste die neue libanesische Regierung das französische Mandat im November des Jahres einseitig auf und erklärte noch im gleichen Monat die Unabhängigkeit der libanesischen Republik. Freifranzösische Truppen blieben jedoch noch drei Jahre im Land. Als Paris kurz nach Ende des Zweiten Weltkrieges in der Levante-Krise mit Großbritannien 1945 Militärverbände nach Beirut entsandte, kam aus Tyros vehementer Protest von Imam Scharaf ad-Din. In einer Petition an die Legation der USA sprach er von einer Beleidigung der libanesischen Freiheit und Ehre und warnte, die Einwohner von Dschabal ʿAmil seien bereit, diese „bis zum letzten Tropfen Blut“ zu verteidigen.
1946 setzte die acht Jahre zuvor von Scharaf ad-Din gegründete Dschaʿfarīya-Schule einen weiteren Meilenstein, als sie zu einer Sekundärschule aufgewertet wurde – die erste überhaupt im gesamten Südlibanon. Ihr Direktor in dieser Phase war George Kenaan, ein libanesischer Christ. Das Wachstum der Schule ermöglichten vor allem die Spenden von Kaufleuten, die aus Tyros nach Westafrika ausgewandert waren und dort ihr Vermögen machten. Im Gegensatz dazu scheiterte ein Schulprojekt von Scharaf ad-Dins politischem Rivalen Kasem al-Chalil, obwohl dieser die Unterstützung von Ministerpräsident Riad as-Solh hatte, mit dessen Familie die Feudaldynastie der al-Chalils traditionell verbündet war.
Ebenfalls 1946 begannen systematische Ausgrabungsarbeiten unter der Führung von Emir Maurice Schéhab (1904–1994), dem „Vater der modernen libanesischen Archäologie“, der über Jahrzehnte zugleich die Behörde des Landes für den Schutz der Altertümer leitete und der Chefkurator im Nationalmuseum Beirut war. Seine Teams legten in den folgenden knapp dreißig Jahren große Teile der antiken Stätte von Al Bass auf dem Festland mit dem römischen Hippodrom und Triumphbogen frei wie auch diejenige von Al Mina (City Site) an der Südwestspitze der Halbinsel.
Unterdessen machte mehreren Quellen zufolge der maronitische Politiker Émile Eddé – ein ehemaliger Premierminister und Staatspräsident – dem zionistischen Politiker Chaim Weizmann den Vorschlag, dass ein christlicher Libanon das Gebiet von Tyros und Sidon mit seiner Bevölkerung von rund 100.000 Muslimen einem zukünftigen jüdischen Staat abtreten könnte. Weizmann, der kurz darauf erster israelischer Staatspräsident wurde, lehnte diesen Plan demnach mit der Bemerkung ab, dabei handele es sich um ein Geschenk, das beiße.

#### Die Nakba von 1948 und ihre Folgen

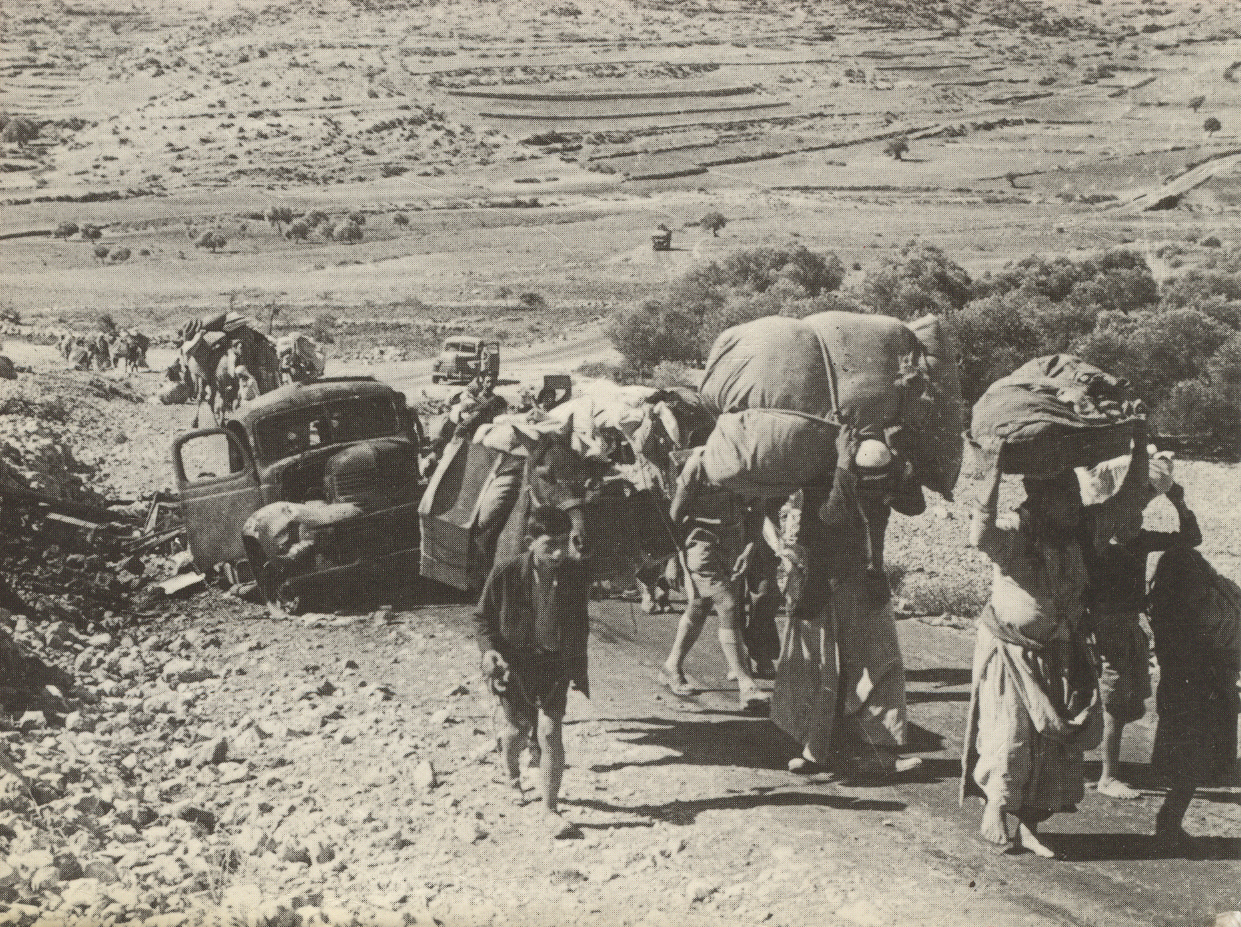
Auf der Flucht von Galiläa in den Südlibanon Ende 1948

Als der Staat Israel am 14. Mai 1948 ausgerufen wurde und der Palästinakrieg begonnen hatte, war Tyros direkt davon betroffen: Infolge der massenhaften Flucht und Vertreibung von Palästinensern (Nakba) kamen Tausende von ihnen nach Tyros, oftmals mit dem Boot. Vielen von ihnen gewährte Imam Scharaf ad-Din Unterkunft in der Dschaʿfarīya-Schule.

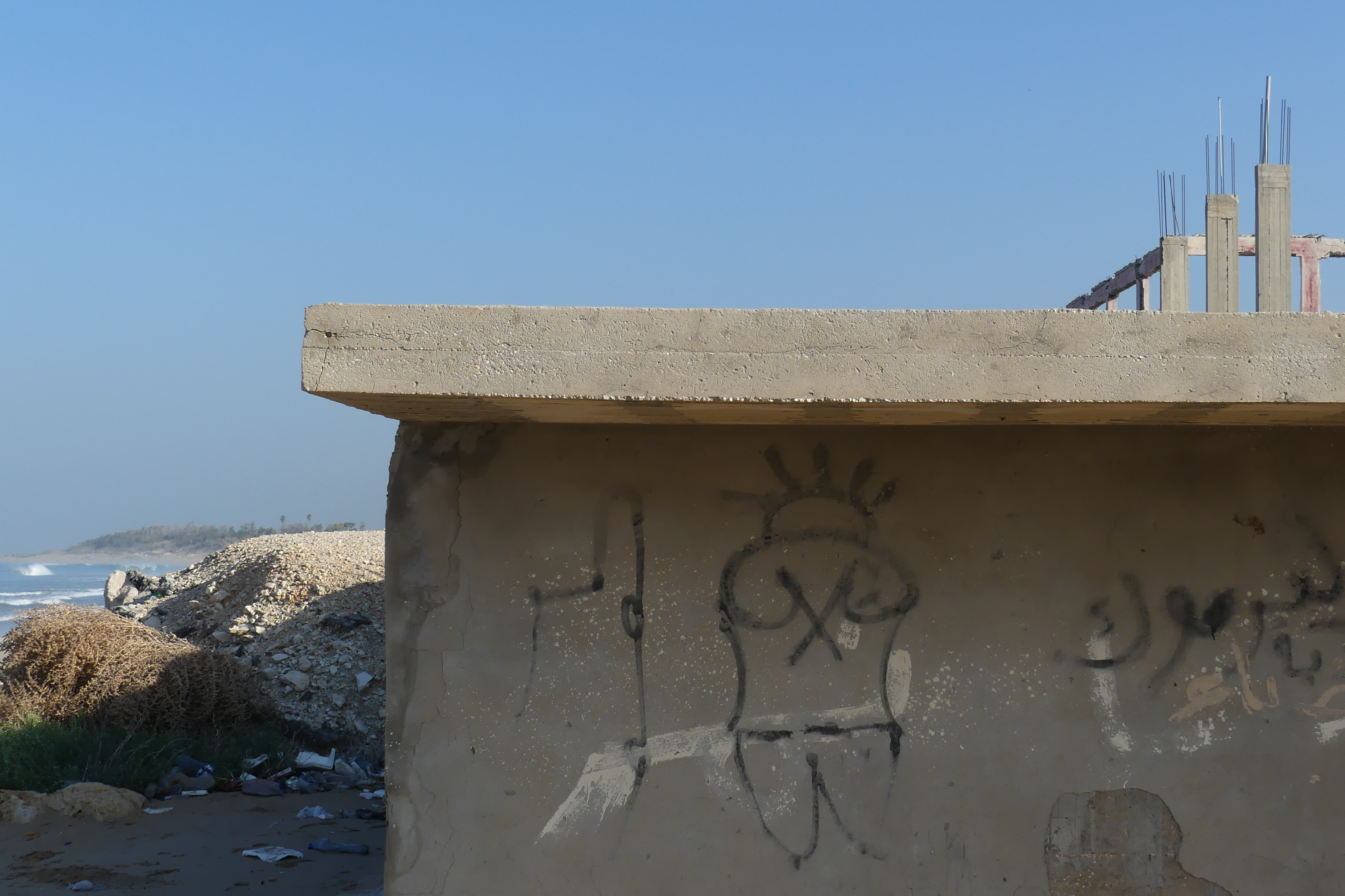
Handala-Graffito am Strand von Dschal Al Baher

Am 17. Juli 1948 geriet Tyros erstmals unter den Beschuss der israelischen Streitkräfte, als zwei ihrer Fregatten das Feuer auf die Stadt eröffneten, um eine Einheit der von Fausi al-Kawukdschi geführten Arabischen Befreiungsarmee (ALA) anzugreifen.
Infolge der Operation Chiram (Luftoperationen ab 22., Bodenoffensive 28.–31. Oktober 1948), als die israelische Armee den oberen Teil von Galiläa von der ALA eroberte, flohen Tausende weitere Palästinenser in den Südlibanon. Viele fanden Zuflucht in Tyros. Durch die Schließung der Grenze geriet die Stadt noch mehr in die Peripherie, nachdem sie bereits zuvor von Beirut und Sidon marginalisiert worden war.
Noch 1948 baute die Liga der Rotkreuz-Gesellschaften in Burj al-Shemali ein Zeltlager für Geflüchtete aus Palästina auf, vor allem für solche aus Hawla, Lubieh, Saffuri und Tiberias. Im selben Jahr entstand noch ein inoffizielles Flüchtlingscamp in Dschal Al Bahar auf einem Küstenstreifen im nördlichen Teil von Tyros, wo sich hauptsächlich Palästinenser aus Tarschiha niederließen. In Maaschuk, zwischen Burj El Shemali und Al Bass gelegen, siedelten sich palästinensische Flüchtlinge auf landwirtschaftlichen Flächen an, die dem libanesischen Staat gehörten, während palästinensische Beduinen Zuflucht in Kasmieh fanden, rund 8 km nördlich von Tyros. In den folgenden Jahren wurden die armenischen Flüchtlinge aus dem Lager von Al Bass in die Kleinstadt Anjar umgesiedelt, rund 60 km östlich von Beirut. An ihre Stelle zogen Palästinenser aus der Gegend von Akkon in das Al-Bass-Camp ein.

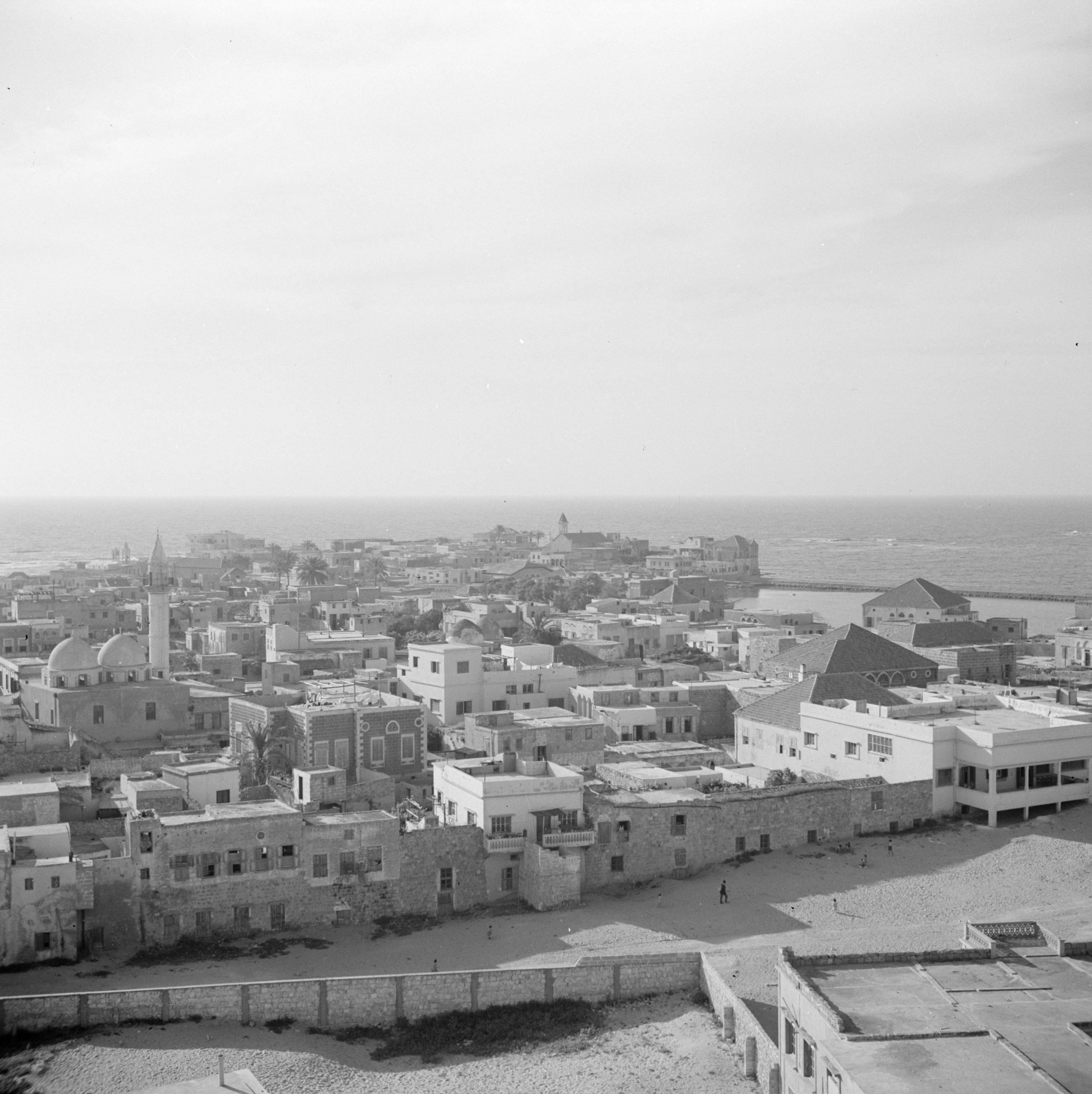
Blick auf die Altstadt 1950

Aus Palästina Vertriebene spielten eine Schlüsselrolle beim Ausbau der Zitrus-Plantagen im Umland von Tyros, wobei sie allerdings mit dem libanesischen Prekariat um die geringbezahlte Gelegenheits- und Saisonarbeit konkurrierten. Auf der anderen Seite waren viele Lehrer der Dschaʿfarīya-Schule hochgebildete Flüchtlinge aus Palästina, darunter etwa der berühmte Cartoonist Nadschi al-Ali (1938–1987), der dort von 1961 bis 1963 als Zeichenlehrer arbeitete und später die Figur des Handala erschuf, Trotzsymbol und Ikone des palästinensischen Widerstands.
Im Jahr 1950 weihte die Dschaʿfarīya-Schule ihr neues Gebäude ein, das in seiner Architektur die Form eines Schiffes nachempfindet und die archäologische Al-Mina-Stätte überblickt. Es trägt den Namen Binayat al-Muhajir (Gebäude der Auswanderer) und ehrt damit die Spenden der Tyrer, die nach Westafrika auswanderten und dort ein Vermögen erwarben. Zur selben Zeit wuchs wieder die Zahl derer, die Tyros verließen und sich der Diaspora anschlossen, um der grassierenden Armut in ihrer Heimat zu entkommen.
Es ist unklar, ob das Chim-Erdbeben, das im März 1956 im Schuf-Gebirge 136 Menschen das Leben kostete, auch in Tyros Schäden anrichtete.
Im selben Jahr wurde die Dschaʿfarīya-Schule zur geheimen Basis für eine Guerillagruppe von rund 25 libanesischen und palästinensischen Studenten, die bewaffnete Angriffe auf Israel vorbereiteten. Am Ende des Jahres wurden diese Pläne jedoch vereitelt, als der Militärgeheimdienst ihre Waffen beschlagnahmte und den palästinensischen Schuldirektor, Ibrahim al-Ramlawi, verhaftete.
Am 31. Dezember 1957 starb Imam Scharaf ad-Din, der Gründer des modernen Tyros, im Alter von 85 Jahren und zu einem Zeitpunkt, als die politischen Spannungen einmal mehr eskalierten:

#### Die Libanonkrise von 1958

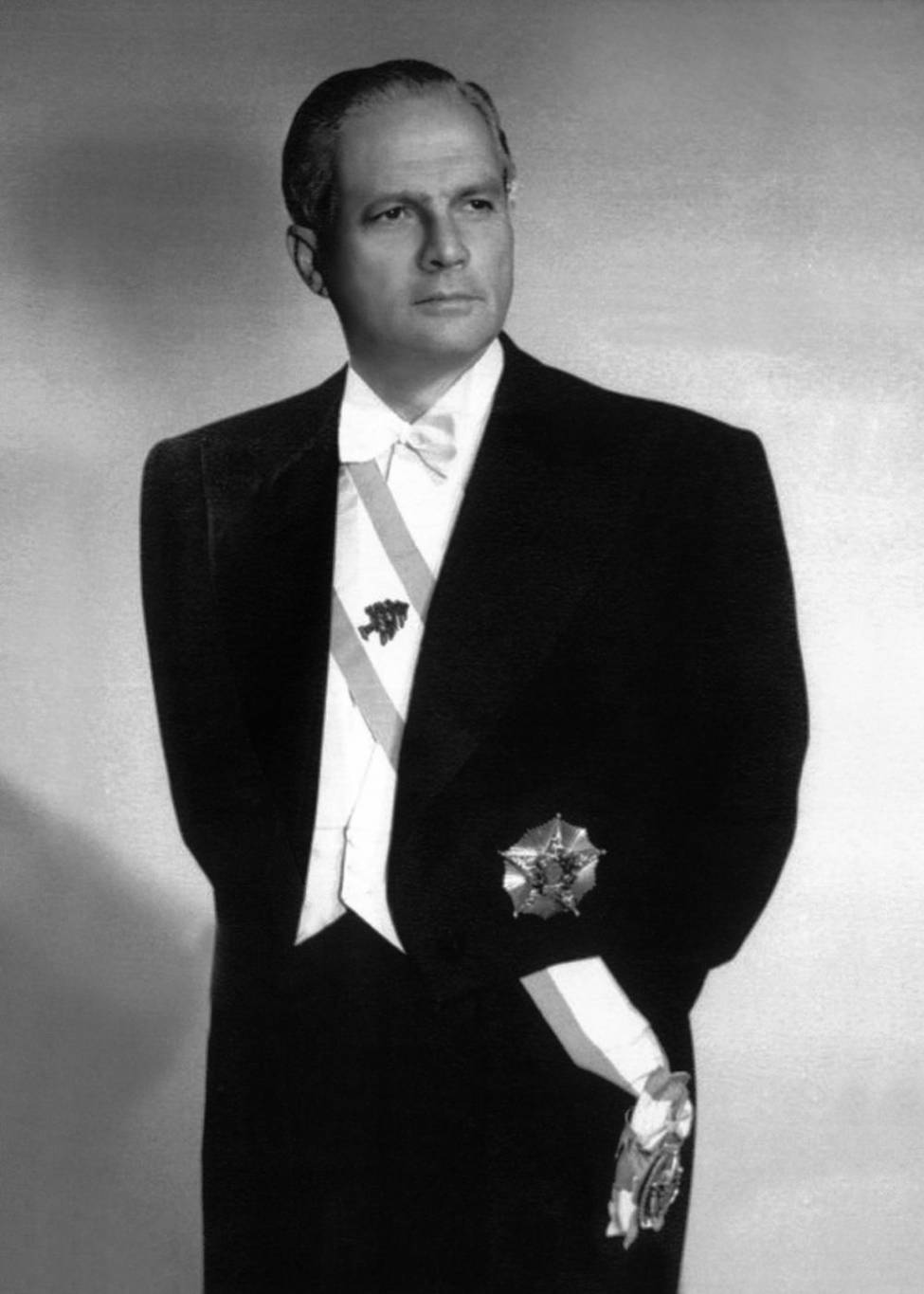
Camille Chamoun

Als Präsident Camille Chamoun 1957 ein neues Wahlsystem einführte, verlor Feudalherr Ahmed al-Asa'ad, der aus der Ali al-Saghir-Dynastie stammte und zu Beginn des Jahrzehnts Parlamentspräsident gewesen war, erstmals seinen Abgeordnetensitz. Unter den neuen Bedingungen hatte er in Tyros kandidieren müssen, der Hochburg seines schiitischen Rivalen Kasem al-Chalil, und nicht in seiner eigenen Hochburg Bint-Dschubail.

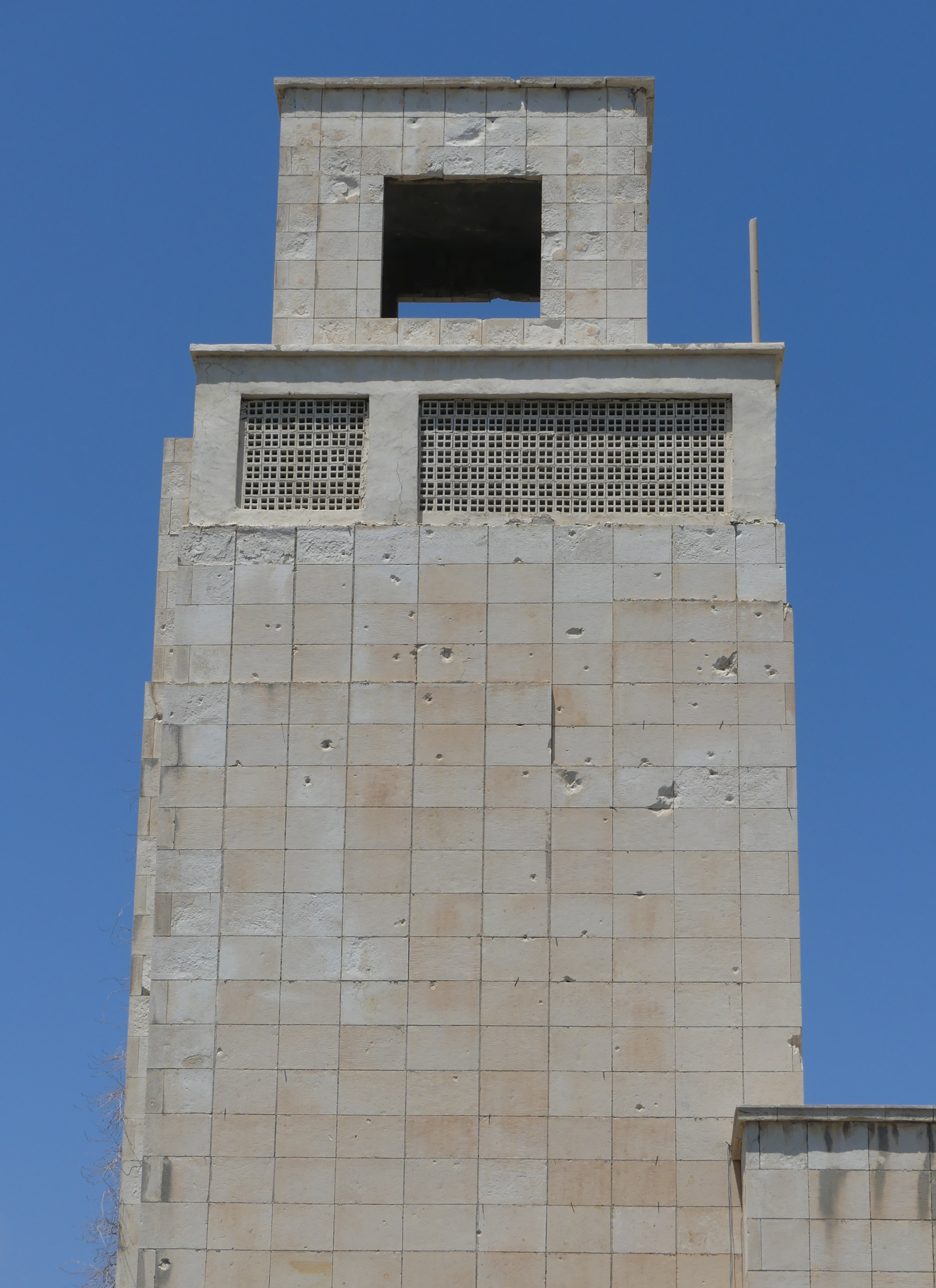
Einschusslöcher von 1958 im Turm der Dschaʿfarīya-Schule

Aus Vergeltung wiegelte al-Asa'ad die Massen gegen Chamoun und dessen Verbündete wie al-Chalil auf, der ebenfalls ein langjähriger Abgeordneter und Spross einer Dynastie von Großgrundbesitzern war, die über Patronagesysteme regierte. Die al-Chalils standen allerdings weithin im Ruf, besonders „rough“ und „tough“ zu sein. Während der Libanonkrise von 1958 war al-Chalil der einzige schiitische Minister im Kabinett von Sami as-Sulh, mit dessen Familie der al-Chalil-Clan traditionell verbündet war. Dank dieser Stellung hatten al-Chalils Gefolgsleute freie Hand in Tyros und trugen dabei offen Schusswaffen.
Nach der Gründung der Vereinigten Arabischen Republik (VAR) unter Gamal Abdel Nasser im Februar 1958 eskalierten in Tyros die Spannungen zwischen den Unterstützern von Chamoun und al-Khalil auf der einen Seite und Panarabismus-Anhängern auf der anderen. Wie in Beirut und einer Reihe anderer Städte des Landes fanden Demonstrationen für den Anschluss an die VAR und gegen die US-Politik in der Region statt. Die Dschaʿfarīya-Schule war das Zentrum der Opposition. Noch im Februar wurden fünf ihrer Schüler verhaftet und inhaftiert, weil sie auf einer libanesischen Flagge herumgetrampelt waren und diese mit einer VAR-Fahne ersetzt hatten. Hussein Sharafeddin, ein Neffe des verstorbenen Imam Scharaf ad-Din und als Direktor der Dschaʿfarīya-Schule ein Anführer der Proteste, wurde ebenfalls festgenommen. Daraufhin kam es im Parlament in Beirut zu handgreiflichen Auseinandersetzungen zwischen al-Chalil und den griechisch-katholischen Zwillingsbrüdern Nicolas und Joseph Slam, die er der Anstachelung des Konfliktes bezichtigte.
Am 28. März eröffneten in Tyros Soldaten und Gefolgsleute von al-Chalil das Feuer auf einen Protestzug und töteten dabei Berichten zufolge drei Demonstranten. Am 2. April erschossen sie vier oder fünf Teilnehmer und verletzten etwa ein Dutzend von ihnen. Al-Chalil behauptete, die Demonstranten hätten zuvor Dynamitstangen auf die Gendarmen geworfen, aber diese Vorwürfe konnten nicht bestätigt werden. In der Folge erklärten sich Oppositionspolitiker wie Raschid Karami mit der Protestbewegung in Tyros solidarisch und auch die Bevölkerung in der Nachbarstadt Sidon trat in den Streik. Ein US-Diplomat, der die Region kurz darauf bereiste, berichtete allerdings, dass die Auseinandersetzungen mehr mit der persönlichen Fehde zwischen al-Asa'ad und al-Chalil als mit politischer Substanz zu tun hatten.
Im Mai gewannen die Aufständischen in Tyros die Oberhand, nachdem sie von Ahmed al-Asa'ad und seinem Sohn Kamil al-Asa'ad mit Waffen aufgerüstet worden waren. Kasem al-Chalil wurde aus der Stadt vertrieben und die Scharaf ad-Din-Familie übernahm die Kontrolle der Stadt. Nach Angaben des Schweizers David de Traz, der als Generaldelegierter des Internationalen Komitees vom Roten Kreuz (IKRK) Tyros Ende Juli besuchte, hielten schwere Kämpfe insgesamt 16 Tage lang an. Während die Rebellen die Altstadt hielten, kontrollierten die Regierungskräfte den Zugang auf die Halbinsel. Das IKRK erhielt schließlich die Einwilligung beider Seiten zu Hilfslieferungen.
Die Krise endete erst im September, als Chamoun zurücktrat. Al-Chalil kehrte noch 1958 zurück, wurde aber mehrmals von bewaffneten Männern angegriffen. Trotz des Sieges der al-Asa'ad-Dynastie, die fast drei Jahrhunderte eine dominante Rolle in Tyros und Dschabal ʿAmil gespielt hatte, begann kurz darauf ihre Macht zu bröckeln, als eine neue Figur auf der politischen Bühne erschien:

#### Aufbruch durch Musa Sadr (ab 1959)

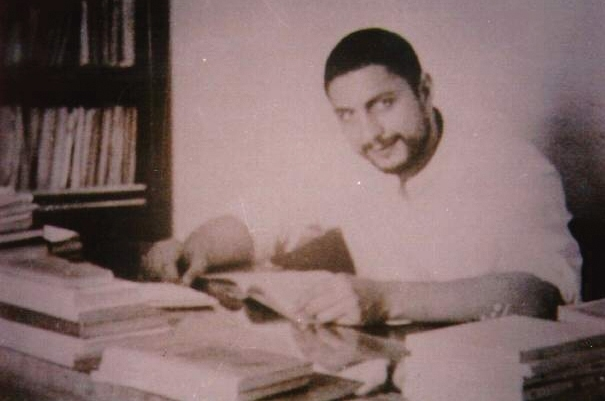
Imam Sayyid Musa Sadr in seinem Haus in Tyros

Nach dem Tod von Imam Scharaf ad-Din Ende 1957 reisten seine Söhne und andere Repräsentanten der Schia-Gemeinschaft des Südlibanons in den Iran, um Sayyid Musa as-Sadr darum zu bitten, seine Nachfolge als Imam von Tyros anzutreten. Sadrs Familie stammte mütterlicherseits von den Scharaf ad-Dins aus der Gegend von Tyros ab. Der alte Scharaf ad-Din hatte Sadr noch selber zu einem ersten Besuch nach Tyros eingeladen. 1959 zog Sadr dann tatsächlich dorthin und stieß zunächst nicht nur auf Skepsis, sondern auch auf erbitterte Gegnerschaft von etablierten Geistlichen wie den Mughniyas. Trotzdem gelang es ihm innerhalb nur weniger Jahre, eine große Anhängerschaft hinter sich zu sammeln.
Ein wichtiger Schritt auf seinem Weg, die Massen für sich zu gewinnen, war die Gründung eines handwerklichen Berufsbildungszentrums in Burj El Shemali sowie einer Reihe anderer Wohltätigkeitsorganisation. Seine Basis wurde die nach seinem Vorgänger benannte Abdul Hussein-Moschee am Eingang der Altstadt. Darüber hinaus drängte der charismatische Imam alsbald auch auf die nationale Bühne, indem er eine enge Zusammenarbeit mit der Regierung von General Fuad Schéhab suchte, der Ende 1958 Chamoun als Präsident abgelöst hatte.

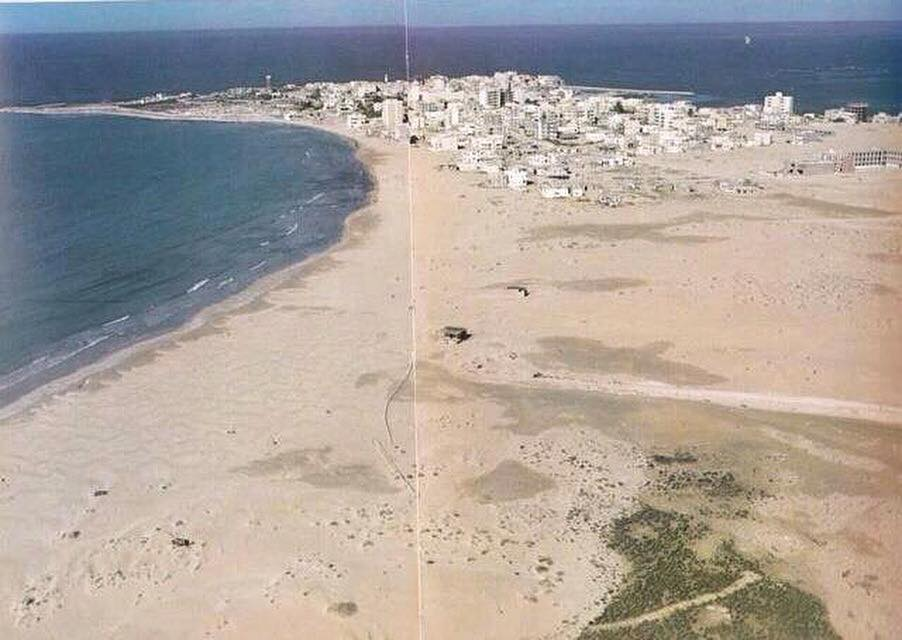
Ein Foto der Halbinsel von Tyros von Südwesten aus gesehen. Das Bild ist auf 1950 datiert, stammt aber mit Blick auf den beginnenden Bauboom auf dem Isthmus wahrscheinlich eher aus den 1960er Jahren.

Im Zeichen des Wandels verlor Feudalherr Kasem al-Chalil in den Parlamentswahlen von 1960 erstmals seinen Abgeordnetensitz, den er seit 1937 innegehabt hatte, trotz seiner Allianz mit reichen Diasporavertretern in Westafrika. Der Ex-Minister machte für seine Niederlage eine Intrige des libanesischen Geheimdienstes Deuxième Bureau verantwortlich. An seiner Stelle wurde einer von Imam Scharaf ad-Din Söhnen – Dschafar Scharaf ad-Din, der als Baathist antrat – gewählt. Bei den Wahlen von 1964 verteidigte er sein Mandat. Im Plenum hielt der Jurist folgende Rede über die prekäre sozio-ökonomische Lage seiner Heimatregion:
„Der Bezirk von Tyros umfasst sechzig Dörfer, die der allmächtige Gott mit großer Schönheit gesegnet hat. Aber die Herrscher von Tyros haben Tyros und sein Umland aller Rechte beraubt. Von den sechzig Dörfern hat nur ein rundes Dutzend etwas, was auch nur annähernd eine Schule oder gepflasterte Straße genannt werden kann. Vierzig Dörfer sind ganz ohne Schulzugang. Diese sechzig Dörfer leiden im Zeitalter der Wissenschaft und Maschinen unter Durst, obwohl ein Fluß [der Litani] auf seinem Weg ins Meer durch sie hindurchfließt. Alle sechzig Dörfer haben keine Elektrizität. Elektrizität ist das Glück der privilegierteren Bezirke. […] Diese sechzig Dörfer sind verwaist, nur noch von alten Männern und Frauen bewohnt. Die jungen Menschen sind ausgezogen, um in der Hitze Afrikas zu schuften. Tausende sind zudem nach Beirut gezogen, um dort wie so viele andere zu schuften. Tyros selbst, das Herz des Bezirks, hat erlitten, was keine Stadt erleiden kann. Es ist ein deformierter, ruinierter Ort geworden. Nichts dort wird dem gerecht, was ein zivilisierter Ort sein sollte. Die Regierung sollte Tyros zu seinem alten Glanz verhelfen.“

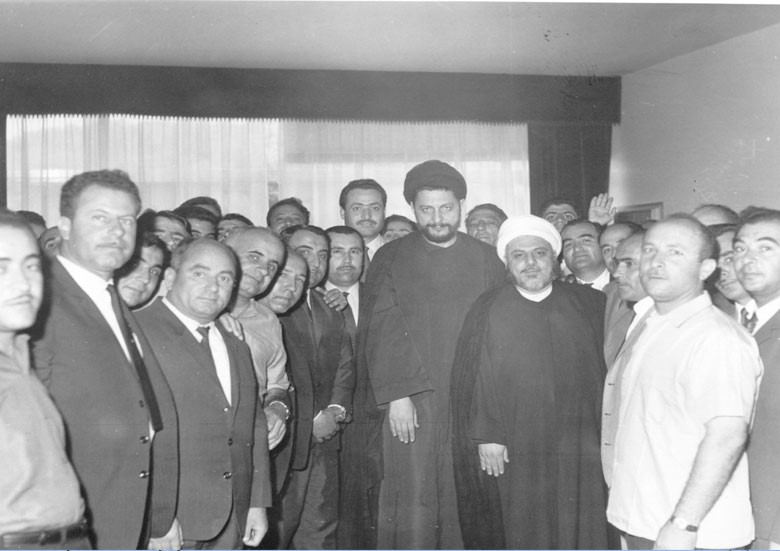
Sadr als Gründungspräsident des Hohen Rates der Schiiten im Libanon

Zu Beginn der 1960er Jahre hatte Tyros noch gerade einmal rund 15.000 Einwohner. Im Laufe des Jahrzehnts erlebte die Stadt jedoch wegen der wachsenden Landflucht eine starke Zuwanderung aus dem Hinterland. Hinzu kam die kontinuierliche Ankunft von palästinensischen Flüchtlingen: 1963 eröffnete das Hilfswerk der Vereinten Nationen für Palästina-Flüchtlinge im Nahen Osten (UNRWA) ein weiteres Lager in Rashidieh neben demjenigen, das in den 1930er Jahren für die armenischen Flüchtlinge gebaut worden war. Das neue Camp bot Menschen Zuflucht, die aus Alma, Deir al-Qassi, Fara, Nahaf, Suhmata und anderen Dörfern in Palästina vertrieben worden waren.
In der zweiten Hälfte der 1960er Jahre wuchs in Tyros wie in anderen Teilen des Landes der Unmut der Bevölkerung. Im März 1967 begannen Oberschüler einen langen Streik, um unter anderem niedrigere Schulgebühren durchzusetzen. In Tyros eröffneten Gendarmen das Feuer auf einen Protestzug und töteten dabei den Schüler Edward Ghanima.
Im Mai 1967 gründete Imam Sadr den Hohen Islamischen Rat der Schiiten im Libanon. Dieser strategische Schritt sollte wie kaum ein anderer die politische Landschaft und Machtbalance des gesamten Landes nachhaltig ändern:

#### Der Sechstagekrieg von 1967
Nach dem Sechstagekrieg vom Juni 1967 suchte abermals eine große Anzahl vertriebener Palästinenser Zuflucht im Südlibanon. Im darauf folgenden Jahr verzeichnete UNRWA fast 25.000 palästinensische Flüchtlinge in den Lagern von Tyros: 3,911 in Al Bass, 7,159 in Burj El Shimali und 13,165 in Rashidieh. Weitere fanden Unterschlupf in den inoffiziellen Lagern von Maaschuk und Dschal Al Bahar.
In den Wahlen von 1968 waren im Bezirk von Tyros 40.000 Einwohner berechtigt, drei schiitische Repräsentanten als Abgeordnete in das nationale Parlament zu entsenden. Die meisten Stimmen erhielten die beiden Kandidaten, die mit dem mehrfachen Premierminister Raschid Karami verbündet waren: sowohl der Anwalt Muhammad Safi Al-Din als auch der Geschäftsmann Ali Arab, der sein Vermögen in Südamerika gemacht hatte, waren ehemalige Minister und langjährige Parlamentarier. Der dritte Sitz ging an den Baathisten Dschafar Scharaf ad-Din. Feudalherr Kasem al-Chalil, der 1960 nach 23 Jahren seinen Abgeordnetensitz verloren und auch 1964 erfolglos kandidiert hatte, kam mit knappen Abstand auf den vierten Platz. Der ehemalige Minister machte für seine Niederlage Repressalien und Bestechung verantwortlich. Während das Ausmaß etwaiger Unregelmäßigkeiten nicht bestätigt werden konnte, gibt es Belege dafür, dass al-Chalil selber die US-Botschaft in Beirut um finanzielle Unterstützung bat.
Die Solidarität der libanesischen Tyrer mit den Palästinensern fand ihren größten Ausdruck im Januar 1969, als die einheimische Bevölkerung der Stadt in einem Generalstreik die effektive Abwehr israelischer Angriffe auf palästinensische Ziele in Beirut verlangte. Diese Sympathiebekundungen waren allerdings nicht mit Antisemitismus zu verwechseln, da libanesische Juden bzw. jüdische Libanesen nach wie vor problemlos Tyros besuchen konnten. Zur gleichen Zeit ging indes die Ankunft ziviler Flüchtlinge mit einer wachsenden Präsenz militanter Palästinenser einher. Die Zusammenstöße zwischen letzteren und dem israelischen Militär nahmen daher dramatisch zu:
Am 12. Mai 1970 starteten die israelischen Streitkräfte eine Serie von Angriffen im Dschabal Amil, einschließlich Tyre. Der palästinensische Aufstand im Südlibanon eskalierte noch mehr nach dem Konflikt des Schwarzen Septembers jenes Jahres zwischen den Streitkräften Jordaniens und der Palästinensischen Befreiungsorganisation (PLO) unter Führung von Jassir Arafat. Die PLO bildete angeblich sogar nicaraguanische Sandinistas-Rebellen in Tyros aus.
In den Wahlen von 1972 gewann der frühere Baathist Ali al-Chalil einen der Sitze für den Bezirk von Tyros. Sein Namensvetter Kasem al-Khalil gewann dank der Unterstützung durch ein reiches Diasporamitglied in Nigeria nach zwölf Jahren seinen Sitz wieder und profilierteste sich im Parlament als schärfster Gegner der palästinensischen Kämpfer. Unterdessen kam es immer mehr zu einem Zerwürfnis zwischen seinen Rivalen Dschafar Scharaf ad-Din, der sein Mandat nicht verteidigte, und Musa Sadr. Grund hierfür war die traditionelle Allianz zwischen den Scharaf ad-Dins und den al-Asa'ads, wohingegen Sadr die Macht aller Feudalherren radikal brechen wollte.

#### Der Jom-Kippur-Krieg von 1973

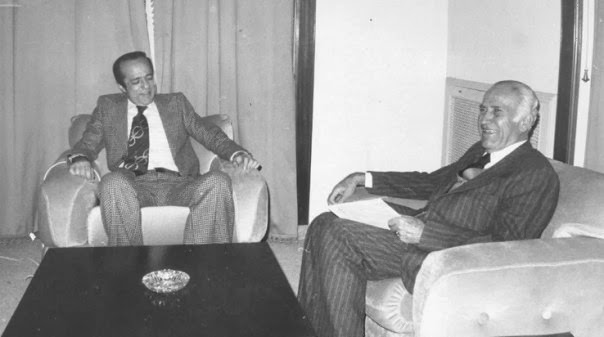
Parlamentssprecher Kamil al-Asa'ad (links) mit seinem Vorgänger Adel Osseiran, der mit al-Asa'ads Erzrivalen Kasem al-Khalil verschwägert war

Der Jom-Kippur-Krieg vom Oktober 1973 zog noch mehr palästinensische Militäroperationen vom Südlibanon aus nach sich, insbesondere auch von Tyros aus, was im Gegenzug in einer Spirale der Gewalt israelische Vergeltungsschläge nach sich zog.
Vor diesem Hintergrund balancierte Imam Sadr in einem Dreieck zwischen dem maronitisch-dominierten Staatsapparat, dem palästinensischen Widerstand mit seinen Unterstützern von der libanesischen Linken und seiner eigenen Schia-Gemeinschaft. In letzterer wuchs der Unmut über die dominierende Stellung der PLO im Südlibanon und darüber, zunehmend ins Kreuzfeuer zwischen ihr und Israel zu geraten. Allerdings gelang es Sadr nun, den eskalierenden Machtkampf mit den traditionellen Feudalherren für sich zu entscheiden. Dank der Rückendeckung des von ihm gegründeten Hohen Islamischen Rats der Schiiten konnte er schrittweise die ererbte Macht von Kamil al-Asa'ad – einem engen Verbündeten von Präsident Suleiman Frangieh – aufbrechen, nachdem seine Ali al-Saghir-Dynastie fast drei Jahrhunderte den Dschabal ʿAmil dominiert hatte. Dessen Erzrivalen Kasem al-Chalil marginalisiert er ebenso:
1974 gründete Sadr seine eigene Partei: Harakat al-Mahroumin, die „Bewegung der Beraubten“. Während sie die fragmentierten Schia-Gruppen im Südlibanon, der Bekaa-Ebene und Beirut zusammenführen wollte, suchte Sadr auch eine enge Kooperation mit christlichen Minderheiten, vor allem mit den griechisch-katholischen Melkiten unter der Führung von Georges Haddad, dem Erzbischof von Tyros. Schätzungen zufolge gelang es Sadr, am 5. Mai 1974 zu einer Kundgebung in Tyros rund 80.000 Anhänger zu mobilisieren, die bei dieser Machtdemonstration teilweise offen Waffen trugen.
Zwei Wochen später griff das israelische Militär an: am 19. Mai nahm die israelische Marine Rashidieh unter Feuer und tötete dabei 5 Menschen und verletzte 11. Am darauf folgenden Tag bombardierten die israelischen Luftstreitkräfte die beiden größten Flüchtlingslager in Tyros: nach Angaben der libanesischen Armee starben in Rashidieh nochmals 5 Menschen und 21 wurden verletzt, während in Burj El Shemali 8 ihr Leben verloren und 30 weitere Verletzungen davontrugen.
In diesem Kontext gründete Sadr trotz seiner Bekenntnisse zur Gewaltfreiheit noch 1975, kurz vor dem Beginn des libanesischen Bürgerkriegs, den de-facto-militärischen Arm seiner Bewegung: Afwaj al-Muqawama al-Lubnaniyya, zu übersetzen mit „Bataillone des libanesischen Widerstandes“, abgekürzt AMAL, was wiederum aus dem Arabischen mit „Hoffnung“ zu übersetzen ist. Der iranische Direktor von Sadrs technischer Schule in Burj El Shemali, Mostafa Tschamran, wurde einer der wichtigsten Ausbilder für den Guerillakampf. Der in den USA ausgebildete Physiker wurde später der erste Verteidigungsminister der Islamischen Republik Iran. Andere Schlüsselfiguren der iranischen Opposition wie der in Bochum studierte Sadegh Tabatabai, der ein enger Berater des mit ihm verschwägerten Ruhollah Chomeini und zugleich ein Neffe Musa Sadrs war, besuchten Tyros regelmäßig in jenen Jahren. Im Gegensatz dazu diente Chalil al-Chalil – einer der Söhne von Kasem al-Chalil – von 1971 bis 1978 als Libanons Botschafter am kaiserlichen Hof von Reza Schah Pahlavi, bevor er als Botschafter nach Bonn wechselte.
Auf der nationalen Politikbühne war einer von Sadrs Hauptpartnern der Drusenanführer Kamal Dschumblat. Die Allianz zerbrach indes schon kurz nach dem Beginn des Bürgerkrieges, als sich Dschumblats Libanesische Nationalbewegung mit der PLO verbündete.

#### Libanesischer Bürgerkrieg (1975 bis 1990)

##### Volksrepublik Tyros

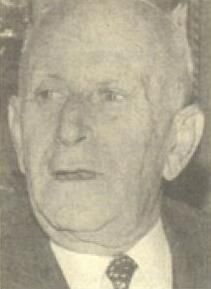
Kasem al-Chalil

Im Januar 1975 griff eine Einheit der Volksfront zur Befreiung Palästinas (PFLP) die Armeekaserne in Tyros an. Die palästinensischen Guerillas sprengten zudem eine Residenz von Kasem al-Chalil in die Luft und besetzten einen weiteren Wohnsitz, der ihm gehörte. Die PLO verurteilte den Angriff auf den Militärstützpunkt.
Im Februar 1975 kam es in Tyros zu Demonstrationen für die PLO und gegen die Regierung, nachdem der panarabistische Abgeordnete Maruf Sad in Sidon ermordet worden war, angeblich von der Armee.
Anfang März 1975 brach ein PLO-Kommando, das aus acht Kämpfern bestand und von Abu Dschihad instruiert war, von einem Ort nahe Tyros aus nach Tel Aviv auf, wo sie das Savoy Hotel angriffen. Während der Terrorattacke kamen acht zivile Geiseln, drei israelische Soldaten und sieben der Angreifer ums Leben. Fünf Monate später – am 5. August – griffen die israelischen Streitkräfte Tyros aus der Luft, vom Land und von der See aus an. Weitere Bombardements folgten am 16. und 29. August sowie am 3. September.
1976 übernahmen schließlich lokale Kommandanten der PLO mit Unterstützung ihrer Partner von der Libanesisch-Arabischen Armee, die ihrerseits mit Dschumblatt verbündet war, die Kommunalregierung in Tyros und riefen die „Volksrepublik Tyros“ aus. Sie besetzten die Armeestützpunkte, errichteten Straßensperren und begannen damit, Zollgebühren im Hafen zu erheben. Darüber hinaus konfiszierten sie Teile des Anwesens von Kasem al-Chalil, der der schärfste Gegner der palästinensischen Präsenz gewesen war. Nach Angaben des britisch-irischen Journalisten Robert Fisk kam weitere finanzielle Unterstützung vom irakischen Baath-Regime, während Libyen Waffen und Munition lieferte. Die neuen Machthaber verspielten allerdings mit ihrem oftmals willkürlichen und brutalen Verhalten schon bald die Unterstützung der libanesisch-tyrischen Bevölkerung. Selbst Politveteran Dschafar Scharaf ad-Din, dessen Familie sich über Generationen für die Freiheit der Palästinenser eingesetzt hat, verurteilte das Gebaren der PLO als Verrat an der palästinensischen Sache.

Als die syrische Armee Mitte 1976 im Libanon einmarschierte, verpflichtete sich das Regime von Hafiz al-Assad gegenüber der Arabischen Liga, dass seine Truppen nicht den Fluss Litani gen Süden überschreiten würden. Obwohl also der Ausbruch des libanesischen Bürgerkriegs maßgeblich auf die Entwicklungen im Südlibanon zurückging, wurde Dschabal ʿAmil nunmehr weitgehend von den internen Kämpfen verschont. Allerdings zogen viele junge Männer aus dem Süden in den Norden, um an den dortigen Auseinandersetzungen teilzunehmen.

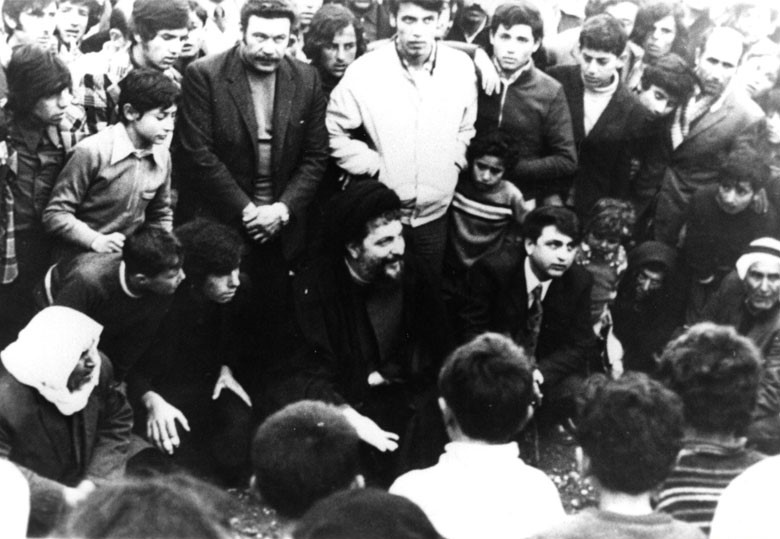
Besuch Musa Sadrs in den bombardierten Gebieten Südlibanons

Zur gleichen Zeit begann die israelische Marine damit, den Hafen von Tyros zu blockieren, um die PLO von dem Nachschub abzuschneiden, den sie über das Meer erhielt. Als Kollateralschaden kam dort so gut wie der gesamte Handel über den Seeweg zum Erliegen.
1977 verloren drei libanesische Fischer in Tyros bei einem israelischen Angriff ihr Leben. Militante Palästinensergruppen feuerten daraufhin zur Vergeltung Raketen auf die israelische Stadt Naharija und töteten drei Zivilisten dort. Israel unternahm daraufhin seinerseits einen Vergeltungsschlag, bei dem offenbar über hundert Zivilisten im südlibanesischen Hinterland den Tod fanden, die meisten von ihnen libanesische Schiiten. Einigen Quellen zufolge fand diese tödliche Eskalation der Gewalt im Juli statt, wohingegen andere sie auf den November datieren. Letzteren zufolge bombardierten die Israelischen Streitkräfte dabei auch Tyros und die umliegenden Dörfer, besonders aber die palästinensischen Flüchtlingslager in Al Bass, Burj El Shemali und Rashidieh, sowohl durch Luftschläge als auch durch Artillerie als auch von Kriegsschiffen aus.
So war es einmal mehr die Zivilbevölkerung von Tyros und seiner Umgebung, die am meisten unter den politischen Konflikten zu leiden hatte. Die Misere aus Krieg und Massenarmut hatte eine neuerliche Auswanderungswelle aus Tyros nach Westafrika zur Folge, diesmal indes mehr in die Elfenbeinküste als in den Senegal.

##### Südlibanonkrieg mit Israel 1978
Am 11. März 1978 landeten Dalal Mughrabi – eine junge Frau aus dem palästinensischen Flüchtlingscamp von Sabra in Beirut – und zehn Fedajin-Kämpfer mit einem Boot, mit dem sie von Tyros aus gestartet waren, an einem Strand nördlich von Tel Aviv. Dort verübten sie den Küstenstraßen-Anschlag, das bis dahin schwerste terroristische Attentat in der Geschichte Israels, und ermordeten 37 Zivilisten, zehn davon Kinder. Weitere 76 Zivilisten erlitten Verletzungen. Von den 11 Angreifern kamen schließlich alle bis auf zwei ums Leben. Nach Angaben der Vereinten Nationen bekannte sich die PLO-Hauptfraktion der Fatah zu dem Massaker. Drei Tage später marschierten die israelischen Streitkräfte im Südlibanon ein und besetzten innerhalb weniger Tage das gesamte Gebiet bis auf die Gegend von Tyros.

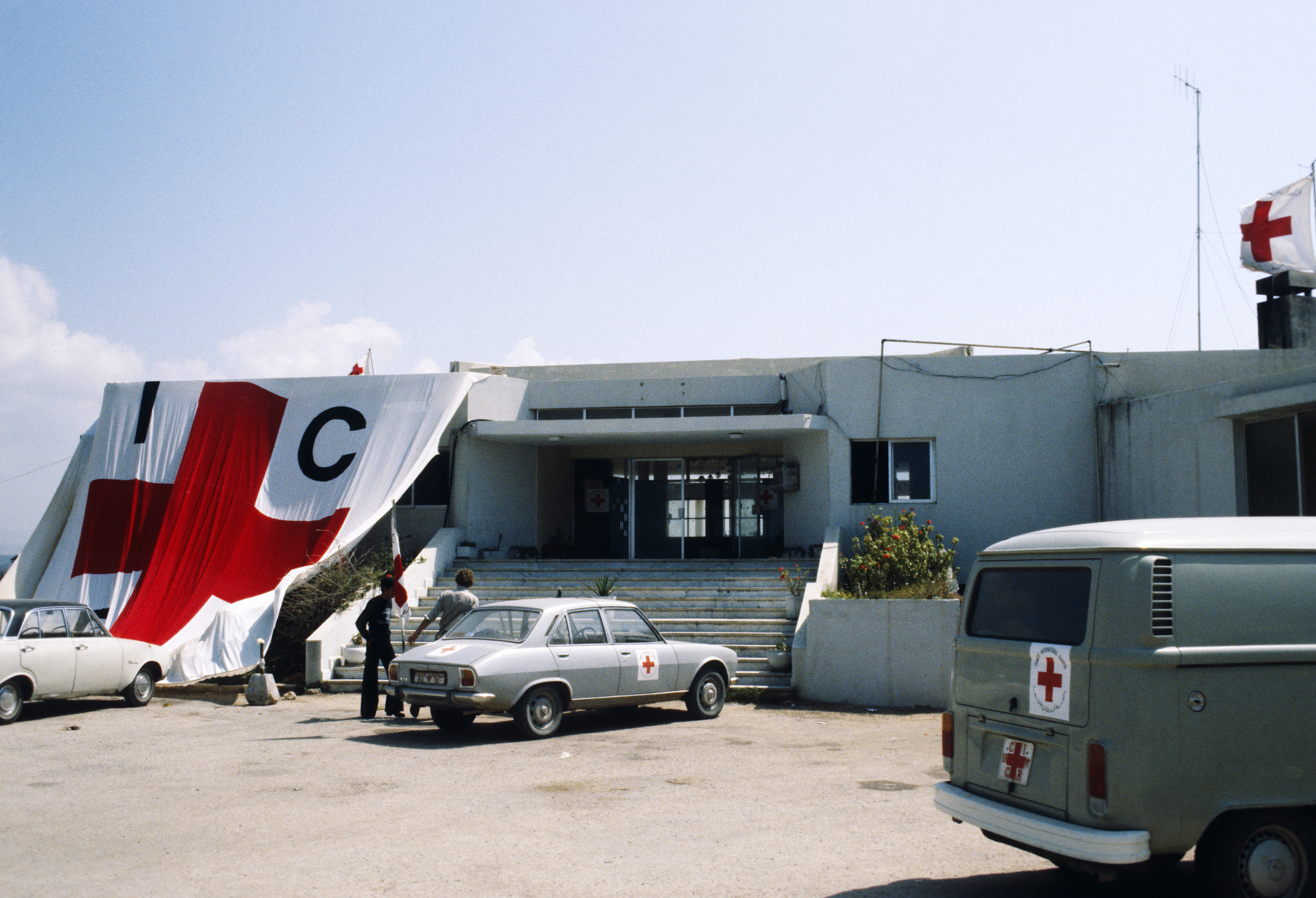
Die Sub-Delegation des IKRK im Tyre Rest House, von wo aus Zivilisten in nördliche Sicherheitszonen evakuiert wurden.

Trotzdem wurde Tyros heftig in Mitleidenschaft gezogen durch die wochenlange Operation, die den Codenamen „Stein der Weisheit“ trug, aber unter dem Namen Operation Litani bekannt wurde. Einmal mehr war es in erster Linie die Zivilbevölkerung, die am meisten für den Konflikt zu zahlen hatte, sowohl an Menschenleben wie auch wirtschaftlich: Die israelische Luftwaffe nahm insbesondere die drei palästinensischen Flüchtlingslager ins Visier. Außerdem den Hafen, der trotz der früher verhängten Seeblockade angeblich noch immer eine wichtige Rolle für Waffenlieferungen an die PLO spielte. Die IAF-Jets zerbombten bei ihren Angriffen auf das christliche Hafenviertel auch eine Reihe historischer Gebäude wie Beit Shaddad und beschädigten zahlreiche andere. Granaten explodierten offenbar auch in der antiken Stätte von Al Bass mit dem römischen Hippodrom, die an das Flüchtlingslager Al Bass grenzt. Außerdem griffen die israelischen Streitkräfte die alte Hassan-Borro-Armeekaserne von Tyros an, die offenbar von der abtrünnigen Libanesisch-Arabischen Armee aufgegeben, aber von ihren palästinensischen Verbündeten gehalten wurde.
Augustus Richard Norton, der kurz nach dem Krieg von 1978 als Beobachter in der Organisation der Vereinten Nationen zur Überwachung des Waffenstillstands (UNTSO) im Südlibanon diente und später an der US-Militärakademie in West Point Politologie-Professor wurde, schätzte, dass die israelische Militäroperation insgesamt rund 1.100 Menschen das Leben kostete, die meisten davon palästinensische und libanesische Zivilisten. Nach Schätzungen von Noam Chomsky lag die Zahl der getöteten Libanesen und Palästinenser sogar eher bei 2.000 und diejenigen der Vertriebenen bei bis zu einer Viertelmillion. Robert Fisk ging derweil davon aus, dass in Tyros gerade einmal 300 libanesische Zivilisten ausharrten und 60.000 Menschen aus der Stadt geflohen waren.
Am 19. März verabschiedete der UN-Sicherheitsrat die Resolutionen 425 und 426, in denen er Israel dazu aufrief, alle militärischen Aktionen umgehend einzustellen und seine Streitkräfte aus dem gesamten libanesischen Gebiet abzuziehen. Zugleich beschloss er die sofortige Aufstellung einer Beobachtermission. Bereits vier Tage später traf das Vorauskommando der Interimstruppe der Vereinten Nationen im Libanon (UNIFIL) ein: ein Battalion von Fallschirmjägern der ehemaligen Kolonialmacht Frankreich. Unter der Führung von Oberst Jean Germain Salvan setzte ein Konvoi von 14 Lastwagen über den Litani und erreichte Tyros noch am 23. März. Nach Darstellung von Fisk bot der palästinensische Kommandant der Hassan-Borro-Barracken an, den französischen Truppen die Militärbasis zu überlassen, aber Arafats interne PLO-Gegner aus der PFLP, der Demokratischen Front zur Befreiung Palästinas (DFLP) und Arabischer Befreiungsfront – hätten sich seiner Anweisung zur Kooperation widersetzt. Einen Monat später explodierten die Spannungen:
Am 30. April erschossen französische Soldaten mindestens einen militanten Palästinenser und verwundeten zwei weitere. Am folgenden Tag starben drei senegalesische UNIFIL-Blauhelme, als ihr Geländewagen in der Nähe von Tyros über eine Landmine fuhr. Wiederum einen Tag später eröffnete eine bis dahin unbekannte Gruppe mit dem Namen Volksfront zur Befreiung des Südlibanons das Feuer auf den französischen Stützpunkt und lockte nahebei einen Konvoi in einen Hinterhalt. Ein Senegalese, zwei Franzosen und ein palästinensischer Verbindungsoffizier wurden dabei getötet und neun weitere UNIFIL-Soldaten schwer verletzt, darunter Kommandant Salvan, der Schusswunden in beiden Beinen erlitt.
Da diese palästinensischen Kräfte sich beharrlich weigerten, ihre gegen die israelischen Invasoren gehaltenen Positionen in und um Tyros aufzugeben und UNIFIL zu überlassen, erlitt die Blauhelmtruppe weitere Verluste und sah sich effektiv gezwungen, ihren Stützpunkt in den Baracken von Tyros zu verlassen. Die UNIFIL-Führung verlegte ihr Hauptquartier stattdessen in den südlichen Streifen, der noch von der israelischen Armee besetzt gehalten wurde. Die Beobachtermission akzeptierte damit de facto in ihrem Operationsgebiet eine Enklave mit palästinensischen Kämpfern, die unter dem Namen „Tyre Pocket“ („Das Nest von Tyros“) bekannt wurde. In der Folge regierte die PLO Tyros weiterhin mit ihren Verbündeten von der Libanesischen Nationalbewegung, wobei sich diese nach der Ermordung ihres Anführers Kamal Dschumblat 1977 in der Auflösung befand.

##### Sadrs Verschwinden 1978 und AMAL-PLO-Israel-Konflikte

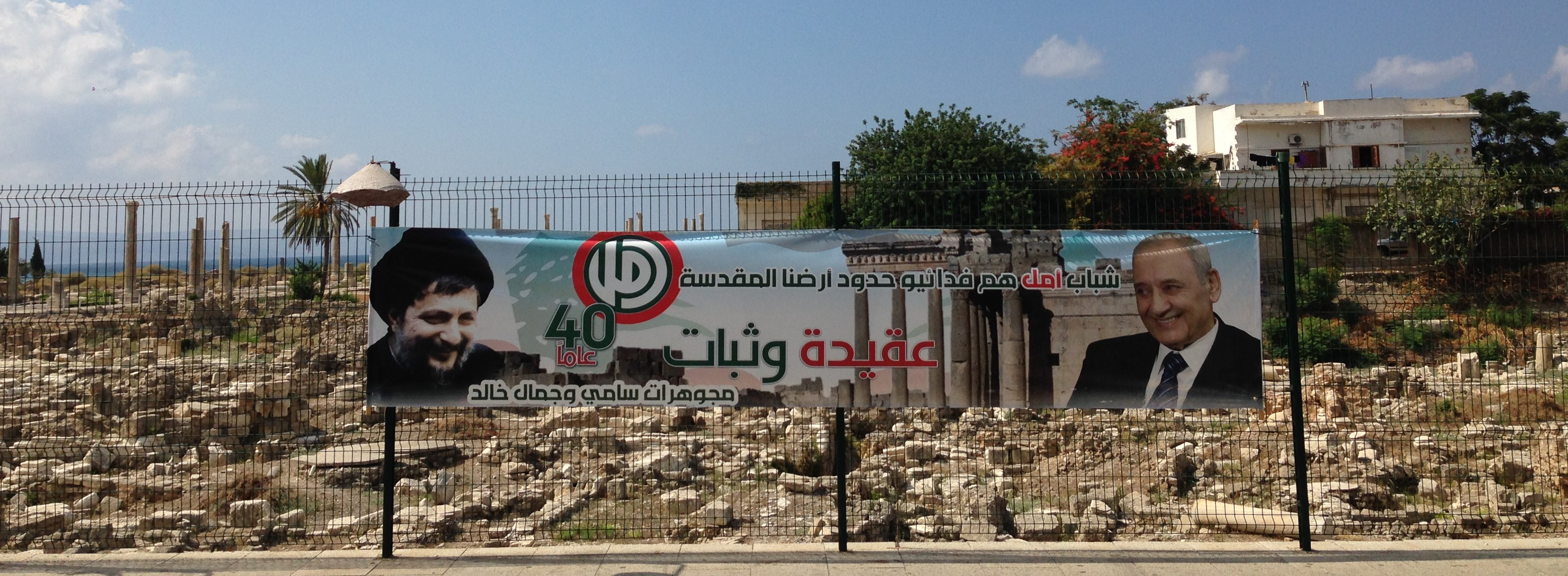
Ein AMAL-Banner mit Sadrs Porträt vor Al Mina zum 40. Gedenktag seines Verschwindens

Nur wenige Monate nach dem Krieg, am 31. August 1978, verschwand AMAL-Anführer Musa Sadr unter bis heute ungeklärten Umständen in Libyen nach einem Treffen mit dem dortigen Staatsoberhaupt Muammar al-Gaddafi. Sadrs Vermächtnis besteht indes fort und liegt vor allem darin, die zuvor über Jahrhunderte systematisch diskriminierten Schiiten politisch auf Augenhöhe mit anderen libanesischen Gruppen gebracht zu haben. Und so heftig der Verlust von Sadr war, so sehr ist er bis heute der größte gemeinsame Nenner für den Zusammenhalt und die Mobilisierung der Schiiten in allen Landesteilen, besonders aber im Südlibanon. Sadrs Porträt ist über vierzig Jahre nach seinem Verschwinden in Tyros auf Postern und Bannern allgegenwärtig.
Die israelischen Streitkräfte setzten unterdessen ihre Angriffe auf Tyros aus der Luft, vom Boden und vom Meer aus auch nach 1978 fort. So geriet die Stadt im Januar 1979 unter Beschuss der israelischen Marine. Nach Angaben palästinensischer Zeuginnen wurden dabei zwei Frauen im Flüchtlingslager Burj El Shemali getötet, außerdem 15 Häuser zerstört und 70 weitere beschädigt. Die PLO rüstete sich ihrerseits wie eine reguläre Armee auf, indem sie Großwaffensysteme erwarb, darunter sowjetische T-34-Panzer aus der Zeit des Zweiten Weltkriegs, und diese im „Nest von Tyros“ mit seinen geschätzt 1.500 Kämpfern stationierte. Von dort feuerte die PLO-Truppe immer wieder auch Katjuscha-Raketen über die südliche Grenze.
Am 27. April 1981 entführte eine palästinensische Gruppe den irischen UNIFIL-Soldaten Kevin Joyce von seinem Beobachterposten in der Nähe des Dorfes Dyar Ntar. Die britische Zeitung The Observer berichtete später, laut UN-Geheimberichten sei er in ein Flüchtlingslager in Tyros verschleppt und wenige Wochen später nach einem Feuergefecht zwischen Palästinensern und UN-Soldaten erschossen worden.
Am 23. Juli 1981 bombardierten die israelischen Streitkräfte Tyros einmal mehr, während die PLO ihrerseits weiterhin regelmäßig Galiläa unter Beschuss nahm. Erst Ende Juli 1981 kam es zu einem Waffenstillstand.
Bis dahin war der Unmut in der schiitischen Bevölkerung weiter gewachsen, im Kreuzfeuer des Israel-Palästina-Konflikts zu stehen. In gleichem Maße wuchsen die Spannungen zwischen AMAL und der PLO. Der Machtkampf wurde noch dadurch angeheizt, dass die PLO im Iran-Irak-Krieg sich auf die Seite Saddam Husseins stellte, während AMAL mit Teheran verbündet war. Schließlich eskalierten die Spannungen zu gewaltsamen Zusammenstößen in zahlreichen Dörfern des Südlibanons, auch in der Gegend von Tyros. In der Stadt selber kam es zu heftigen Kämpfen, als die Fateh-Fraktion der PLO im April 1982 das technische Ausbildungszentrum von AMAL in Burj el Shemali zehn Stunden lang unter Feuer nahm.
Je mehr auch die palästinensischen Zivilisten zwischen die Fronten der Waffenträger gerieten, desto mehr wuchs der Drang, nach Europa auszuwandern. Den Anfang machte offenbar eine Gruppe von Akademikern aus dem Lager in Al Bass. Diese Flüchtlinge konnten nach Deutschland gelangen, weil die Einreise über Ost-Berlin ohne Visum möglich war. Sie ließen sich im Westen der Stadt nieder oder zogen weiter in die Bundesrepublik. Die meisten von ihnen fanden Arbeit in der Gastronomie oder im Bausektor und konnten ihre Familien in Tyros somit finanziell unterstützen. Diejenigen, die Aufenthaltstitel oder gar die deutsche Staatsbürgerschaft erlangten, sorgten oftmals für den Nachzug enger Familienangehöriger. Viele integrierten sich durch die Heirat mit Deutschen in die deutsche Gesellschaft.

##### Israelische Invasion und Besatzung (1982 bis 1985)

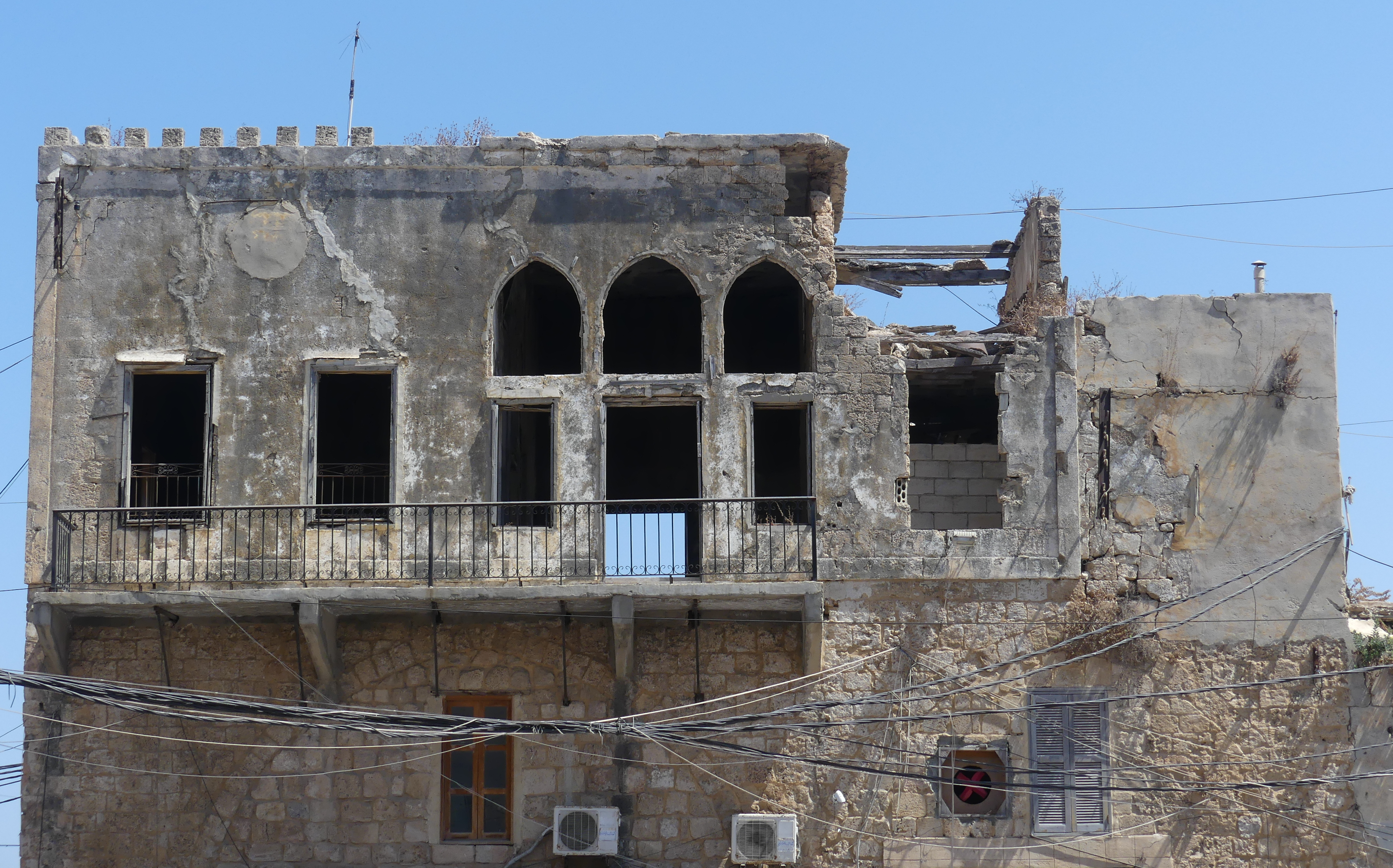
Der Empire-Kinokomplex am Hafen, der 1982 zerbombt wurde.

Nach einem Attentatsversuch auf den israelischen Botschafter in London, Schlomo Argov, marschierten die israelischen Streitkräfte am 6. Juni 1982 abermals im Libanon ein. Tyros war auch von diesem neuerlichen Libanonkrieg Israels wieder schwer betroffen, da die Stadt einmal mehr von allen Seiten angegriffen wurde:
Während Helikopter und Landungsboote Vorauskommandos an die Küste nördlich von Tyros brachten, bombardierten Kriegsschiffe und Kampfflugzeuge die Stadt. Die aus dem Süden vorrückenden Panzer-Verbände wurden von Infanterietruppen und Artillerie flankiert. Nach Angaben von John Bulloch, dem damals in Beirut stationierten Korrespondenten der britischen Zeitung The Daily Telegraph, warf die israelische Luftwaffe auch Streubomben über dem Flüchtlingslager Rashidieh ab. Allein die Luftangriffe töteten nach Berichten des SPIEGEL-Reporters Volkhard Windfuhr gleich am ersten Tag rund achtzig Menschen in Tyros. Obwohl die PLO ihre Positionen auf der Halbinsel offenbar bereits verlassen hatte, wurde auch die Altstadt mit dem Marktbereich heftig bombardiert. Historische Gebäude wie der Serail und der alte Maan-Palast („Khan Sur“) wurden teilweise zerstört.
Am schwersten betroffen waren indessen die palästinensischen Flüchtlingslager, wo viele Guerillas bis zum bitteren Ende kämpften. Nach Angaben von Chomsky war das erste Ziel der Angriffe das Lager von Rashidieh, das bereits am zweiten Tag der Invasion zu großen Teilen in Schutt und Asche gelegen habe. Er zitiert einen UNIFIL-Offizier mit den Worten, die israelischen Streitkräfte hätten dort gleichsam „mit Kanonen auf Spatzen geschossen.“ Berichten zufolge starben bei einem Luftangriff auf das Camp von Burj El Shemali hundert Zivilisten, als ein Schutzunterstand von einer Phosphorbombe getroffen wurde. Insgesamt wurden allein in dem Lager nach Schätzungen über zweihundert Nichtkombattanten getötet.
Am 7. Juni schaffte es der griechisch-katholische Erzbischof der Melkiten, Georges Haddad unter Einsatz seines Lebens, den Vormarsch eines israelischen Panzerverbandes auf die Altstadt mit einem humanitären Appell aufzuhalten, den ein Schweizer Delegierter des IKRK vermittelt hatte. Daraufhin konnte die zivile Bevölkerung der Halbinsel an die Strände evakuieren. Über tausend Zivilisten fanden zudem Zuflucht in der improvisierten IKRK-Basis, die die humanitäre Organisation in dem Hotel- und Restaurantkomplex Tyre Rest House eingerichtet hatte. Ohne auf die Genehmigung aus dem New Yorker Hauptquartier zu waren, schickte die UNIFIL-Führung Konvois mit Hilfsgütern zu den Notleidenden, wogegen das israelische Militär protestierte.
Die Kampfhandlungen endeten nach zwei Tagen, aber die humanitären Konsequenzen waren heftig, auch weil die israelischen Invasoren offenbar kaum Pläne hatten, wie sie mit Massen an festgehaltenen Zivilisten umgehen sollten, von deren Ernährung ganz abgesehen. Die libanesische Regierung erklärte, die israelischen Angriffe hätten allein in Tyros rund 1.200 Zivilisten das Leben gekostet und etwa 2.000 verletzt. Die israelischen Streitkräfte behaupteten hingegen, es seien „nur“ 56 Zivilisten im gesamten Bezirk von Tyros getötet worden. Schätzungen über die israelischen Verluste während der Kämpfe in Rashidieh und Burj El Shimali schwanken zwischen 21 und knapp 120.
UNRWA verzeichnete allein in Rashidieh mehr als 600 total oder teilweise zerstörte Unterkünfte und 5.000 aus dem Lager vertriebene Palästinenser. Die Menschen im Lager von Burj El Shemali waren ebenfalls schwer betroffen. Rashiedieh hatte damals 15.356 registrierte Einwohner, während Burj El Shemali 11.256 Flüchtlinge verzeichnete, zusammengerechnet mehr als die gesamte Bevölkerung des urbanen Bereichs von Tyros, die damals auf 23.000 geschätzt wurde. Einen Großteil der Zerstörungen unternahm die israelische Armee systematisch nach Beendigung der eigentlichen Kampfeshandlungen. Die Korrespondentin der US-Zeitung Christian Science Monitor schätzte, dass rund 13.000 Palästinenser in der Gegend von Tyros ihre Unterkünfte verloren. Allein das Lager in Al Bass mit 5.415 registrierten Palästinensern wurde von der Gewalt weitgehend verschont.
Als eine Konsequenz der Zerstörungen wuchs der Drang zur Flucht nach Europa, insbesondere bei denjenigen, die verletzt worden waren oder ihre Unterkünfte verloren hatten. Nunmehr nahmen vor allem Dänemark und Schweden Vertriebene auf, ebenso die Bundesrepublik Deutschland, die allerdings mehr und mehr zur Durchgangsstation nach Skandinavien wurde.
Noch im Juni 1982 nahmen die israelischen Streitkräfte rund 14.000 Männer in Tyros fest und führten sie an maskierten Kollaborateuren vorbei, die den Besatzern signalierten, wer in Haft bleiben sollte. Die israelischen Behörden weigerten sich, sie als Kriegsgefangene anzuerkennen, und klassifizierten sie stattdessen als „verwaltungsgesetzlich Inhaftierte“. Das IKRK bekam daher keinen Zugang zu ihnen und durfte nicht überprüfen, ob die Haftbedingungen dem humanitären Völkerrecht entsprachen. Frauen wurden offenbar ebenfalls inhaftiert.
Zur gleichen Zeit richteten die israelischen Streitkräfte einen großen Stützpunkt direkt neben dem technischen Ausbildungszentrum von AMAL in Burj El Shemali ein, das Musa Sadr gegründet hatte. Das Zentrum beherbergte auch das Büro von Dawud Suleiman Dawud, dem AMAL-Chef für den Südlibanon. Er trug den Spitznamen „David David“ wegen seiner angeblichen Bereitschaft, mit den Israelis zu verhandeln, und stammte aus Tarbikha, einem der fünf schiitischen Dörfer in Nord-Galiläa, das Ende 1948 in der Nakba entvölkert wurde, weswegen Dawuds libanesische Gegner ihn auch als Palästinenser schimpften. Dawud und andere AMAL-Spitzenfunktionäre pflegten offenbar diskrete Kontakte zu den Israelis, verweigerten sich aber einer offenen Kooperation, so dass die Besatzer bald ihre Annäherungsversuche aufgaben und noch im Sommer 1982 dreizehn AMAL-Kader verhafteten.
Die israelischen Streitkräfte bauten überdies eine Militärbasis in Tyros selber auf und setzten sich dafür ein, dass der schiitische Politveteran Kasem al-Chalil im Juli 1982 nach einer erzwungenen Abwesenheit von sieben Jahren in die Stadt zurückkehrte. Nachdem seine Versuche einer Aussöhnung mit AMAL gescheitert waren, gründete er mit israelischer Unterstützung seine eigene Miliz, die aus rund vierzig Männern bestand, vor allem junge Schiiten aus ärmlichen Verhältnissen. Diese Kollaboration diskreditierte und delegitimierte al-Chalil aus Sicht der meisten Schiiten nachhaltig. Darüber hinaus trug sie ihm auch den Zorn des syrischen Regimes ein. Von dieser Fehlkalkulation sollte er sich nie mehr politisch erholen. Auf der anderen Seite schaffte es AMAL im September 1982, rund eine Viertelmillion Anhänger zu mobilisieren, um in Tyros des verschwundenen Imams Musa Sadr zu gedenken. Kurz darauf erschien indes eine neue Kraft, deren Identität noch zwei Jahre lang ein Geheimnis blieb und die dafür in den folgenden Jahren und Jahrzehnten eine umso dominantere Rolle spielen sollte: Hisbollah.

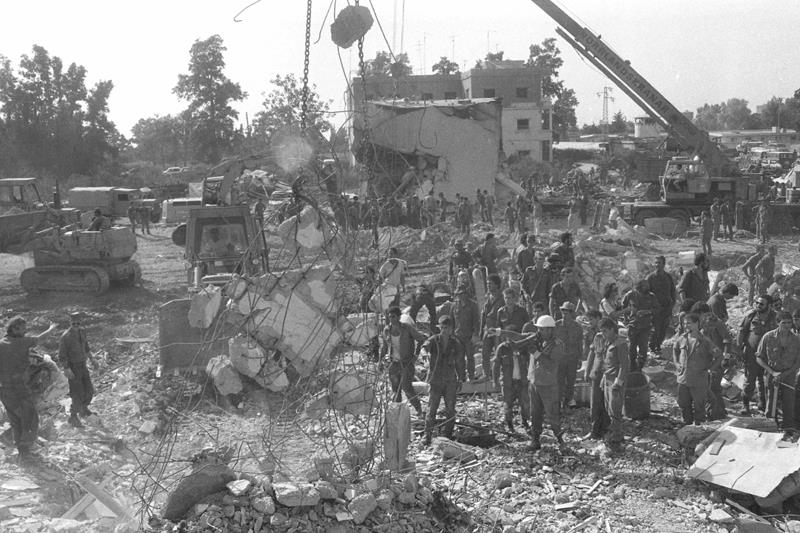
Die Zerstörungen vom Oktober 1983

Am 11. November 1982 verübte ein gerade einmal fünfzehnjähriger Junge namens Ahmed Kasir, der offenbar zahlreiche Familienmitglieder während der israelischen Invasion von 1978 verloren hatte, einen verheerenden Selbstmordanschlag, indem er ein mit Sprengstoff geladenes Auto in das militärische Hauptquartier der Israelis in Tyros steuerte. Das Hochhaus diente auch als Schaltzentrale für den paramilitärischen Grenzschutz Magav, den Militärgeheimdienst Aman und den Inlandsgeheimdienst Schin Bet. Alle sieben bzw. acht Stockwerke brachen zusammen. Die Angaben über die Zahl der Todesopfer schwankten. Manchen Quellen zufolge wurden neunzig israelische Soldaten und Offiziere getötet wie auch eine unbekannte Anzahl von Libanesen und Palästinensern, die in dem Gebäude inhaftiert waren. Andere Quellen berichteten, dass 67 Angehörige der israelischen Streitkräfte und des Grenzschutzes sowie neun Schin-Bet-Agenten ums Leben kamen, außerdem fünfzehn einheimische Gefangene. Das Centre français de recherche sur le renseignement (CF2R) nennt die Zahl von 141 Toten. In jedem Fall war es einer der tödlichsten Tage in der Geschichte des israelischen Militärs.

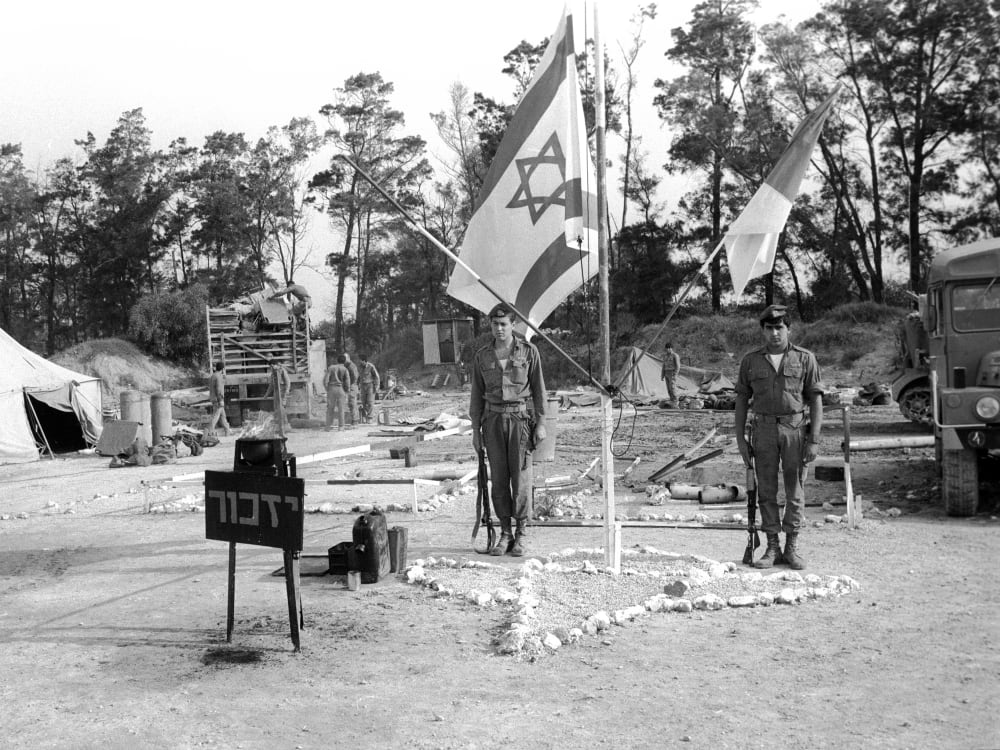
Foto des Israelischen Militärs zum Abzug aus Tyros

Im Juni 1983 nahmen Schin-Bet-Agenten eine Serie von Massenverhaftungen in den palästinensischen Flüchtlingslagern von Tyros vor, nachdem sich noch immer keine Gruppe zu dem Selbstmordanschlag bekannt hatte. Am 10. Juni lockte eine Gruppe nicht-identifizierter Angreifer zwei gepanzerte Militärfahrzeuge der Israelis in einen Hinterhalt und tötete drei Soldaten. Zur gleichen Zeit unterstützten die Besatzer die Gründung einer neuen libanesischen Miliz in der Gegend von Tyros, die von einem Mann namens Hartawi angeführt wurde.
Trotz dieser Maßnahmen erschütterte im Oktober 1983, fast ein Jahr nach dem ersten Selbstmordanschlag, eine weitere solche Attacke das neue israelische Hauptquartier in Tyros. 29 israelische Soldaten und Offiziere verloren dabei ihr Leben, weitere dreißig wurden verletzt, wie die israelische Regierung bestätigte. 32 Libanesen und Palästinenser wurden ebenfalls getötet, die meisten von ihnen Häftlinge. Erst zwei Jahre später übernahm Hisbollah die Verantwortung für die beiden Selbstmordanschläge.
Im Februar 1985 folgte AMAL dem Vorbild der „Partei Gottes“, die sich von ihr abgespalten hatte: ein AMAL-Mitglied aus Tyros unternahm einen Selbstmordanschlag auf einen Konvoi der israelischen Armee in Burj El Shimali und verletzte dabei zehn Soldaten. Nach Angaben von Ferdinand Smit, der drei Einsätze als Informationsoffizier im niederländischen UNIFIL-Kontingent absolvierte, töteten die israelischen Besatzer bei Vergeltungsmaßnahmen östlich von Tyros fünfzehn Menschen und verletzten Dutzende. Doch unter dem wachsenden Druck der Angriffe zog die israelische Führung ihre Truppen bis Ende April 1985 aus Tyros ab und richtete stattdessen eine selbsterklärte Sicherheitszone im Südlibanon ein, die von den Kollaborateuren der Südlibanesischen Armee (SLA) kontrolliert wurde. Tyros lag außerhalb dieses Gebietes.

##### Der Krieg der Lager (1985 bis 1988): PLO vs. AMAL vs. Hisbollah

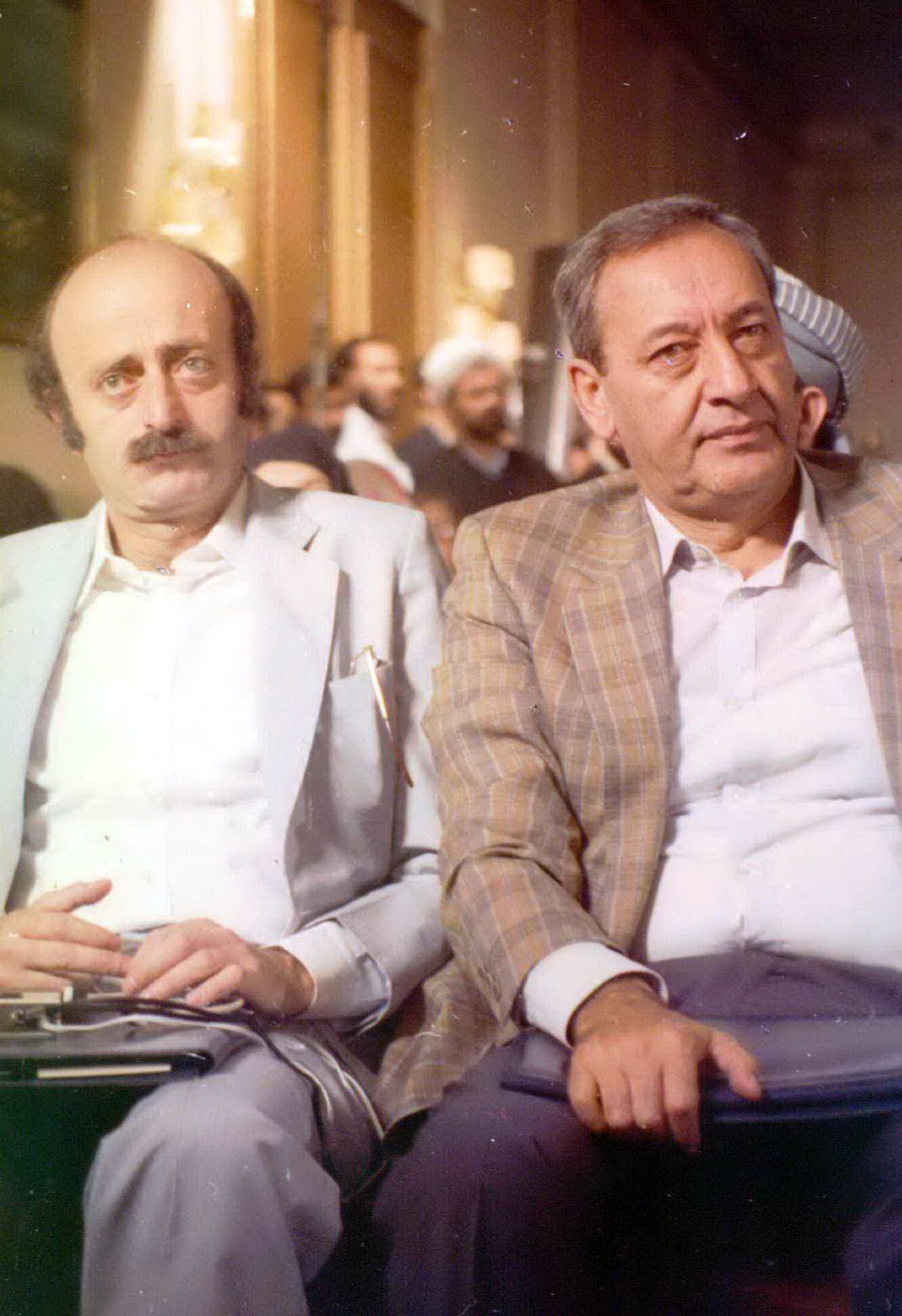
Berri (rechts) und Dschumblat 1989 bei einer Afghanistan-Konferenz in Teheran

Nach dem israelischen Abzug übernahm AMAL die Kontrolle über Tyros. Seit Sadrs Verschwinden steht die Bewegung unter der Führung des Juristen Nabih Berri, der in Sierra Leone geboren wurde, als Kind aber die Dscha'fariya-Schule in Tyros absolvierte. AMAL bildete ein Komitee für die Entwicklung von Tyros, das Mittel für die Reparatur der Infrastruktur zur Verfügung stellte und die Verantwortung an eine Kommunalregierung übertrug. Dank der Geldüberweisungen von tyrischen Emigranten setzte ein Bauboom ein, vor allem auf dem Isthmus.
Vor allem aber ging die AMAL-Spitze gegen ihre politischen Gegner vor: zum einen ließ sie den Anführer der pro-israelischen Miliz in Tyros, Ibrahim Farran, und einen anderen Hauptkollaborateur, Shawqi Abdallah, inhaftieren. Im Gegensatz zu anderen Gegenden gab es allerdings in Tyros und seinem Umland keine Vertreibungen von Christen durch AMAL.

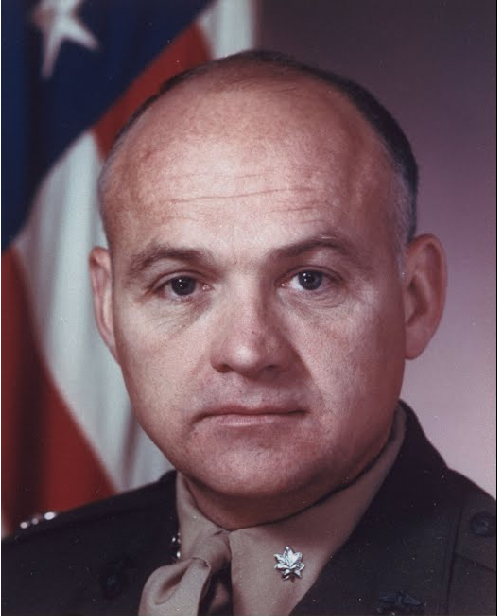
William R. Higgins (1945–1990)

Zum anderen legte AMAL die Priorität darauf, die Rückkehr militanter Palästinensergruppen in den Süden zu stoppen und so erneute Interventionen der israelischen Streitkräfte in den Abzugsgebieten zu verhindern. Die schiitische Miliz schnitt daher die rund 60.000 palästinensischen Flüchtlinge in den Lagern von Tyros (al-Bass, Burj al-Shimali und Rashidiya) von der Außenwelt ab, wobei es AMAL nie gelang, die Hoheit über das Geschehen in den Lagern selbst zu erlangen. In die sunnitisch dominierte Nachbarstadt Sidon kehrte die bewaffnete PLO hingegen mit Macht zurück.
Im September 1986 explodierten die Spannungen: am 10. des Monats griff die israelische Luftwaffe einmal mehr PLO-Stellungen in der Nähe von Tyros an. Noch im gleichen Monat eskalierte die Gewalt zwischen AMAL und militanten Palästinensern zum „Krieg der Lager“, der als eine der brutalsten Episoden in einem ohnehin brutalen Bürgerkrieg gilt. Dieser Krieg im Krieg begann, als eine Gruppe Palästinenser auf eine AMAL-Patrouille bei Rashidieh schoss. Nach einem Monat Belagerung griff AMAL das Flüchtlingslager an.
Die schiitische Miliz wurde dabei offenbar von der Progressiven Sozialistischen Partei des Drusen-Anführers Walid Dschumblat unterstützt, dessen Vater Kamal eine Allianz mit AMAL-Gründer Sadr eingegangen und diese dann gebrochen hatte, wie auch durch die pro-syrischen Palästinensermilizen as-Sa'iqa und die Volksfront zur Befreiung Palästinas – Generalkommando. Die Kämpfe weiteten sich rasch aus und dauerten einen Monat lang an. 7.000 Flüchtlinge in Tyros waren einmal mehr zu Vertriebenen geworden, nachdem AMAL mit seinen Verbündeten auch die unbewaffneten Lager von Al Bass und Burj el-Shemali überrannt, Häuser niedergebrannt und über tausend Männer festgenommen hatte. Für die Palästinenser wurde die Flucht nach Europa indes immer schwieriger, da Zielländer wie die Bundesrepublik Deutschland und die skandinavischen Staaten ihre Asylpolitik restriktiver gestalteten.
Im Februar 1988 schien AMAL die Kontrolle zu entgleiten, als der US-Oberst William R. Higgins, der in einer hohen Position für die UNTSO-Waffenstillstandsbeobachter tätig war, knapp südlich von Tyros auf der Küstenstraße nach Nakura von bewaffneten Männern entführt wurde. Die Kidnapper standen im Verdacht, Hisbollah-Mitglieder zu sein. Der Zwischenfall fand nach einem Treffen zwischen Higgins und einem lokalen AMAL-Anführer statt und führte zu erneuten Kämpfen zwischen AMAL und Hisbollah, vor allem in Beirut. Dabei starb unter anderem der Südlibanon-Chef von AMAL, Dawud Dawud, was in Tyros Massenbekundungen der Trauer auslöste. Higgins wurde von seinen Geiselnehmern nach Wochen der Folter ermordet und im Juli 1990 für tot erklärt.
Die Endphase des libanesischen Bürgerkrieges fiel zusammen mit dem Jahr, in dem der tyrische Feudalherr, Politveteran und Milizenführer im Pariser Exil mit 89 Jahren einem Herzanfall erlag.

#### Nach dem Bürgerkrieg (seit 1991)

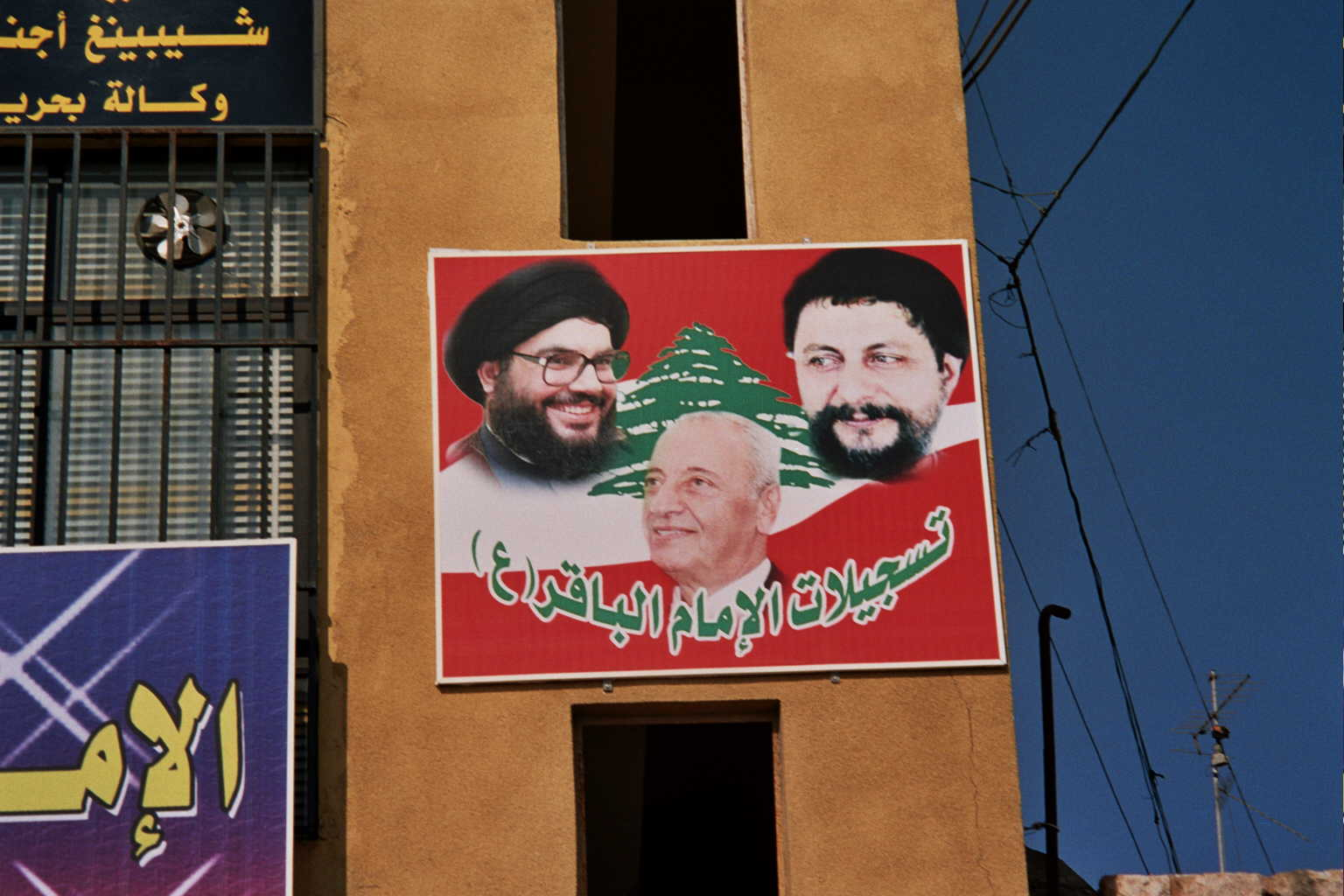
Ein Banner in Tyros 2005 zeigt Musa Sadr, Nabih Berri und Hassan Nasrallah (im Uhrzeigersinn)

Nach der Beendigung des über fünfzehn Jahre wütenden Bürgerkrieges im März 1991 durch das Abkommen von Taif installierte die libanesische Armee Straßensperren auf der Küstenstraße und um die palästinensischen Flüchtlingslager von Tyros. Die wirtschaftliche Lage in Tyros wie im damals teils weiterhin von Israel besetzten Südlibanon blieb indessen noch lange nach 1991 desolat. Das öffentliche Leben in Tyros entspannte sich allerdings wieder nach einer Phase von ein paar Jahren, in denen Hisbollah eine islamistische Moralpolitik durchzusetzen versuchte. Derlei Bemühungen kamen zum Erliegen, nachdem Sayed Hassan Nasrallah 1992 an die Spitze der „Partei Gottes“ kam.

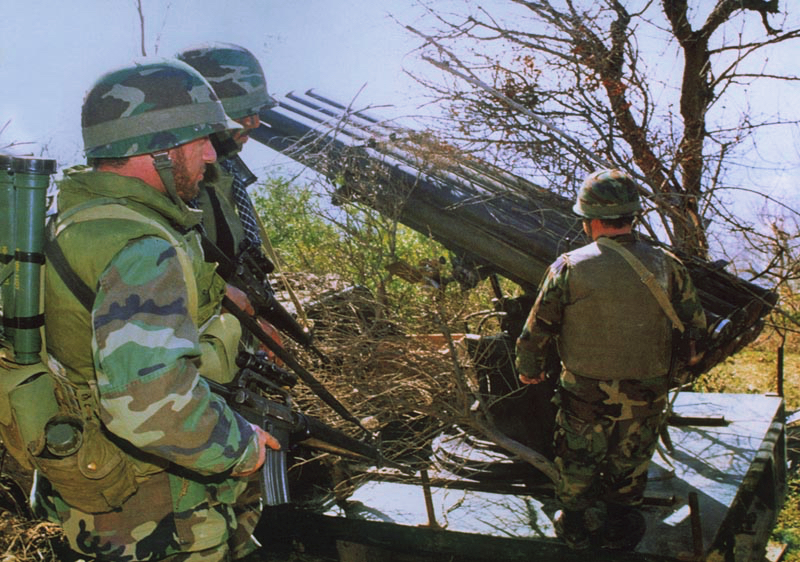
Hisbollah-Kämpfer mit einem Katjuscha-Raketenwerfer Ende der 1990er Jahre

In den Parlamentswahlen von 1992, den ersten seit zwei Jahrzehnten, führte Kamil al-Asa'ad aus der Feudaldynastie der Ali al-Saghir eine Wahlliste an, verlor aber gegen AMAL. Nasir al-Chalil, ein Sohn des 1990 verstorbenen Politveteranen, Feudalherrn und Milizchef Kasem al-Chalil, war ebenfalls chancenlos und scheiterte abermals bei den Wahlen von 1996.
Unterdessen eskalierte der Konflikt zwischen Hisbollah, die immer wieder Raketen auf israelische Ziele feuerte, und den israelischen Besatzern, die im April 1996 die sechzehn Tage andauernde Operation Früchte des Zorns im Libanon unternahmen. In deren Rahmen errichtete die israelische Marine einmal mehr eine Seeblockade des Hafens von Tyros. Ein UNIFIL-Konvoi mit Nahrungsmittelhilfen für notleidende Dorfeinwohner bei Tyros kam unter israelischen Beschuss. Die Krankenhäuser von Tyros waren schnell überfüllt mit zivilen Opfern der Bombardements.
Nachdem am 18. April israelische Artilleriegranaten auf einem UNIFIL-Stützpunkt in dem nahe bei Tyros gelegenen Dorf Kana einschlugen und 106 Zivilisten töteten sowie 116 weitere verletzten (darunter vier UN-Angehörige aus Fidschi), fand nach dem Waffenstillstand Ende April die zentrale Trauerfeier im römischen Hippodrom von Tyros statt. Die Zahl der Teilnehmenden, die die Opfer des Blutbades ehrten, wurde auf über 20.000 geschätzt, darunter Premierminister Rafiq al-Hariri, Parlamentspräsident Berri und hohe Geistliche der muslimischen und christlichen Konfessionen.

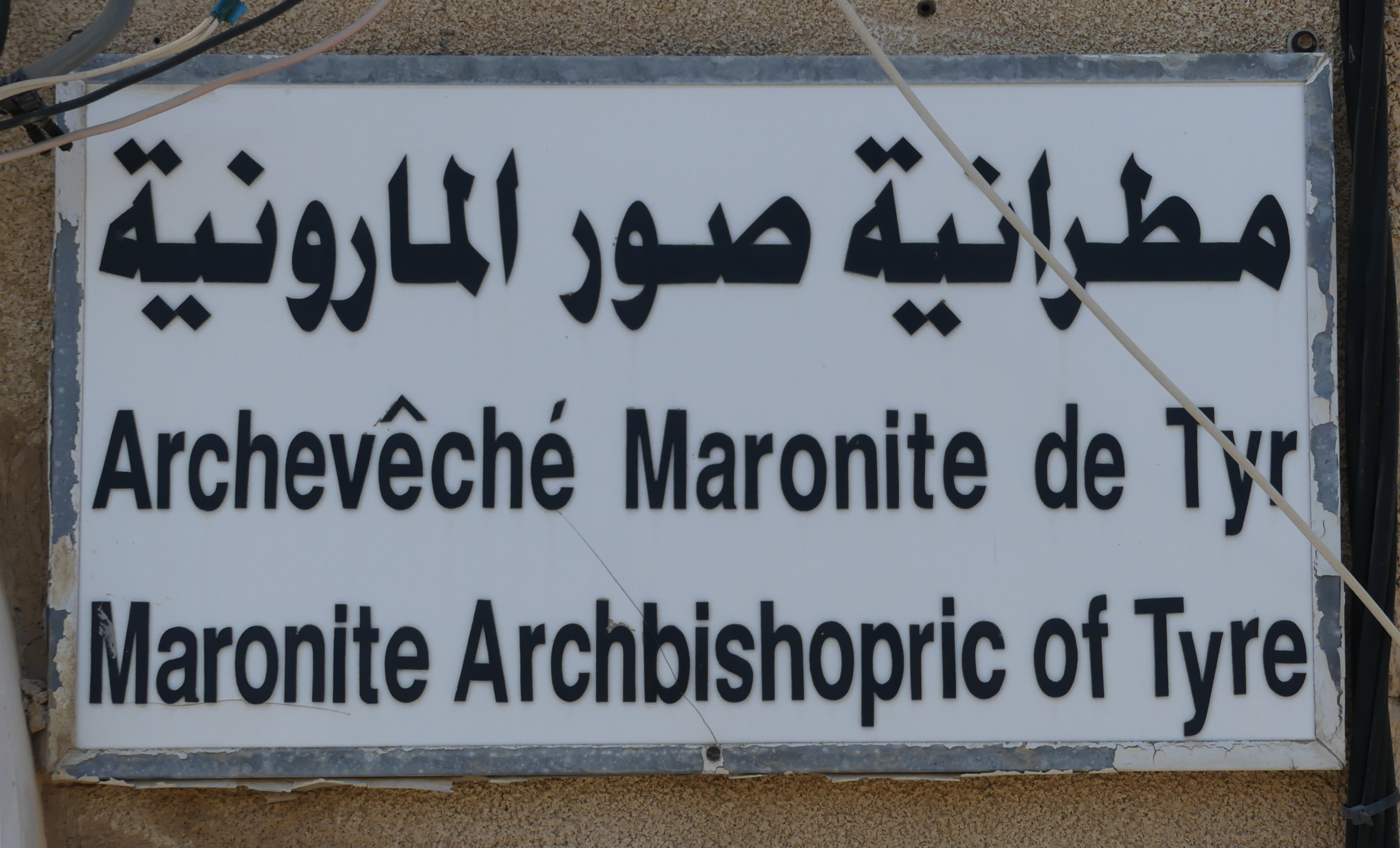
Die Erzeparchie

Wenige Wochen später gab die maronitische Erzeparchie von Tyros einen Teil ihres traditionellen Gebiets ab, als die Erzeparchie Haifa e Terra Santa gegründet wurde. Bis dahin besuchte der Erzbischof von Tyros regelmäßig seine Gemeinde südlich der Blauen Linie wie in den vorangegangenen Jahrhunderten, als Tyros noch Teil eines Großpalästinas mit offenen Grenzen war. Nach dem Massaker von Kana konnte dieses grenzübergreifende Mandat nicht mehr aufrechterhalten werden.
Die Muster der Flucht nach Europa wandelten sich während der 1990er Jahre, als die dortigen Grenzregime weiter verschärft wurden. Deutschland, Dänemark und Schweden blieben zwar die wichtigsten Aufnahmeländer, aber mehr und mehr Palästinenser versuchten nun auch, westeuropäische Länder wie Großbritannien und Belgien zu erreichen.
In den Kommunalwahlen von 1998 gewann AMAL mit weitem Abstand vor Hisbollah 21 Sitze im Stadtrat von Tyros. In der folgenden Abstimmung sechs Jahre später konnte AMAL zwar die Stadt als ihre Hochburg halten, verlor aber Unterstützung im Bezirk von Tyros zugunsten Hisbollahs.
In den Wahlen von 2006 zum nationalen Parlament schloss sich Ali Hassan al-Chalil – ein anderer Sprössling aus Tyros' „neo-feudalem“ al-Chalil -Clan – AMAL an und gewann einen Sitz gegen Ahmed al-Asa'ad aus der seit über einem Jahrhundert mit den al-Chalils konkurrierenden Ali al-Saghir-Dynastie, allerdings nicht in Tyros, sondern im Wahlkreis Mardsch Uyun-Hasbaiya.

##### Der Krieg vom Juli 2006 zwischen Hisbollah und Israel

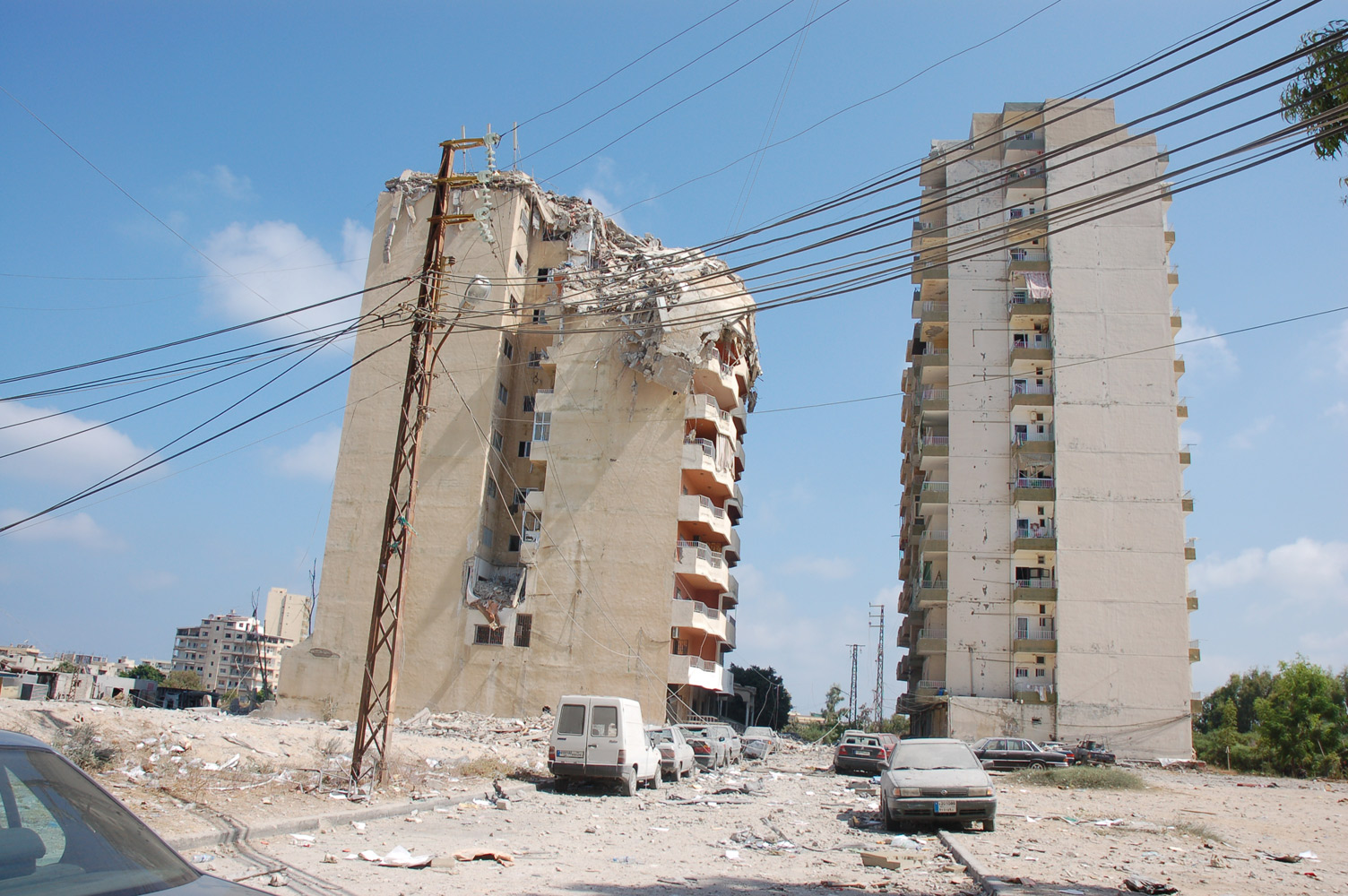
Zerstörungen in Tyros nach einem israelischen Luftangriff am 16. Juli

Während der israelischen Invasion vom Juli 2006, die auf israelischer Seite als „Zweiter Libanonkrieg“ und in arabischen Staaten als „Julikrieg“ oder „33-Tage-Krieg“ bekannt wurde, feuerte Hisbollah aus mehreren Raketenwerferstellungen, die um Tyros herum aufgestellt waren, über die südliche Grenze. Israelische Spezialkommandos griffen daraufhin ein Gebäude am Rand von Tyros an und töteten dabei mindestens zwei Hisbollah-Kämpfer. Und Kampfschwimmer der israelischen Marineeinheit Schajetet 13 landeten mit einem Helikopter im Norden der Stadt und stürmten ein Gebäude. Nach Angaben der israelischen Armee wurden dabei acht ihrer Soldaten verwundet und zahlreiche Hisbollah-Kämpfer getötet. Nach libanesischen Angaben wurden dagegen ein libanesischer Soldat und mindestens vier Zivilisten getötet.

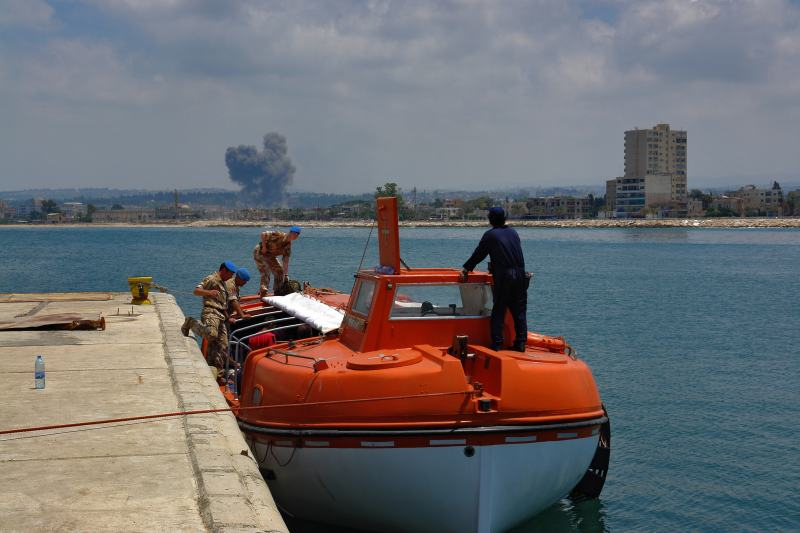
Evakuierung auf die MV Serenade

Während eine Reihe weiterer Soldaten bei solchen Kämpfen ums Leben kam, waren die meisten Opfer einmal mehr Zivilisten. Die Krankenhäuser in Tyros wurden überwältigt von der massenhaften Ankunft verwundeter Zivilisten, während tausende Familien aus dem gesamten Südlibanon gen Norden flohen. Außer den Einheimischen gab es auf dem Höhepunkt der Feriensaison auch noch zahllose Diasporalibanesen, die gerade zu Besuch in ihrer alten Heimat waren und nun der Gewalt zu entkommen versuchten. Hunderte ausländische Staatsangehörige und alle nicht unmittelbar benötigten UN-Angehörigen wurden am 20. Juli, acht Tage nach Beginn der Kämpfe, von der Friedenstruppe der Vereinten Nationen in Zypern mit dem gecharterten Kreuzfahrtschiff MV Serenade aus Tyros nach Zypern evakuiert.

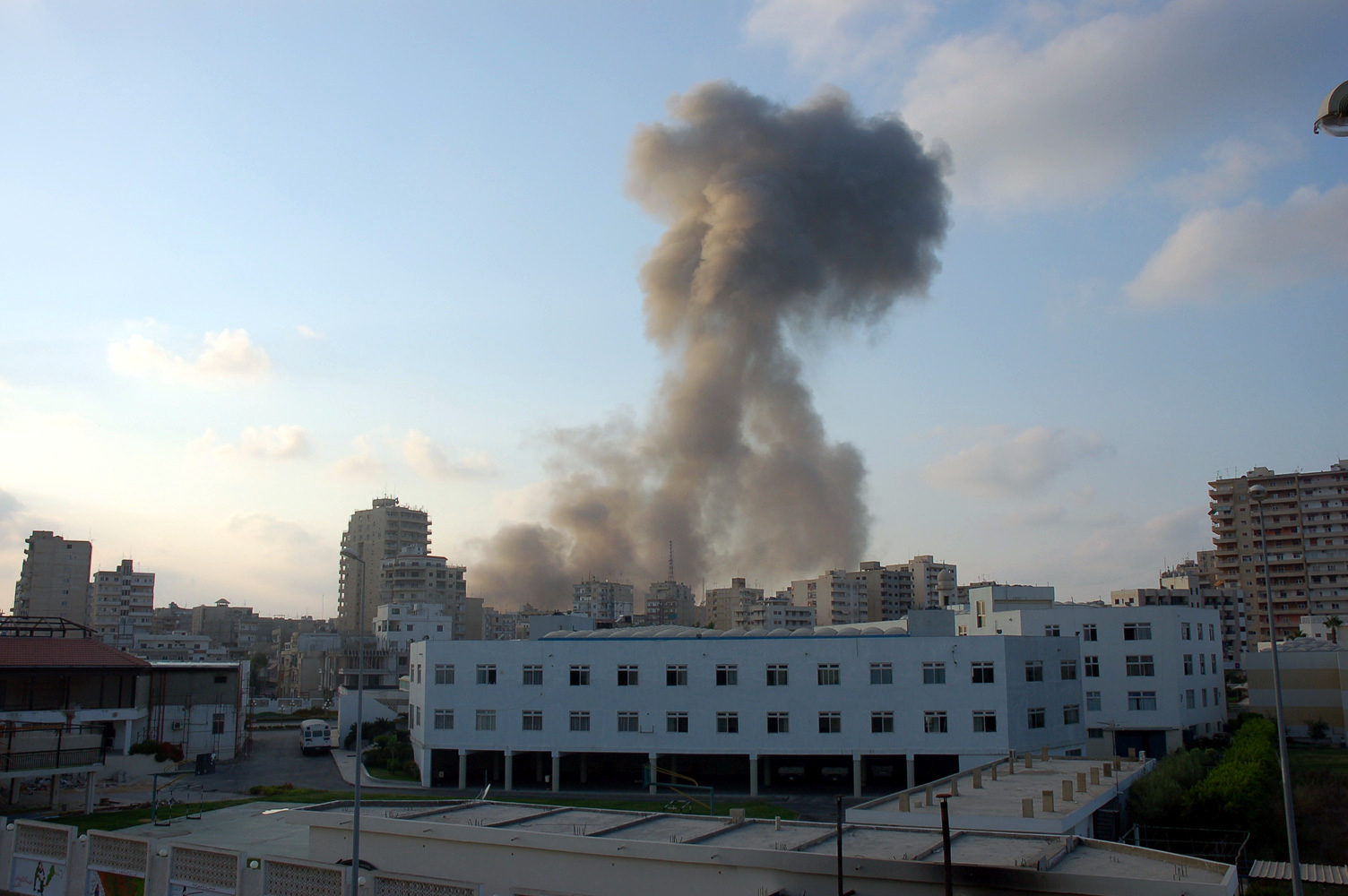
Luftangriff auf Tyros am 26. Juli

Mindestens ein Dorf in der Nähe von Tyros wurde von der israelischen Luftwaffe bombardiert. Hinzu kamen mehrere Ziele in der Stadt selbst, wodurch Zivilisten zu Tode kamen. Zu der ständigen Gefahr durch Kampfjets und Kriegsschiffe kam noch eine wachsende Nahrungsmittelnot.
- Am 16. Juli tötete ein israelischer Luftangriff auf einen Wohnblock hinter dem Dschabal Amil-Krankenhaus – auch als Sidon-Institut bekannt – am Rand von Tyros acht Mitglieder einer Familie.
- Ungefähr zur gleichen Zeit kamen bei einem solchen Luftangriff auf Burj El Shimali fünf Zivilisten ums Leben, darunter zwei Kinder.
- Am Nachmittag des gleichen Tages tötete ein weiterer Luftangriff auf einen mehrstöckigen Wohnkomplex in Tyros, in dem auch der Zivile Katastrophenschutz untergebracht war, vierzehn Zivilisten, darunter ein einjähriges Mädchen und eine Haushaltshilfe aus Sri Lanka.[204]

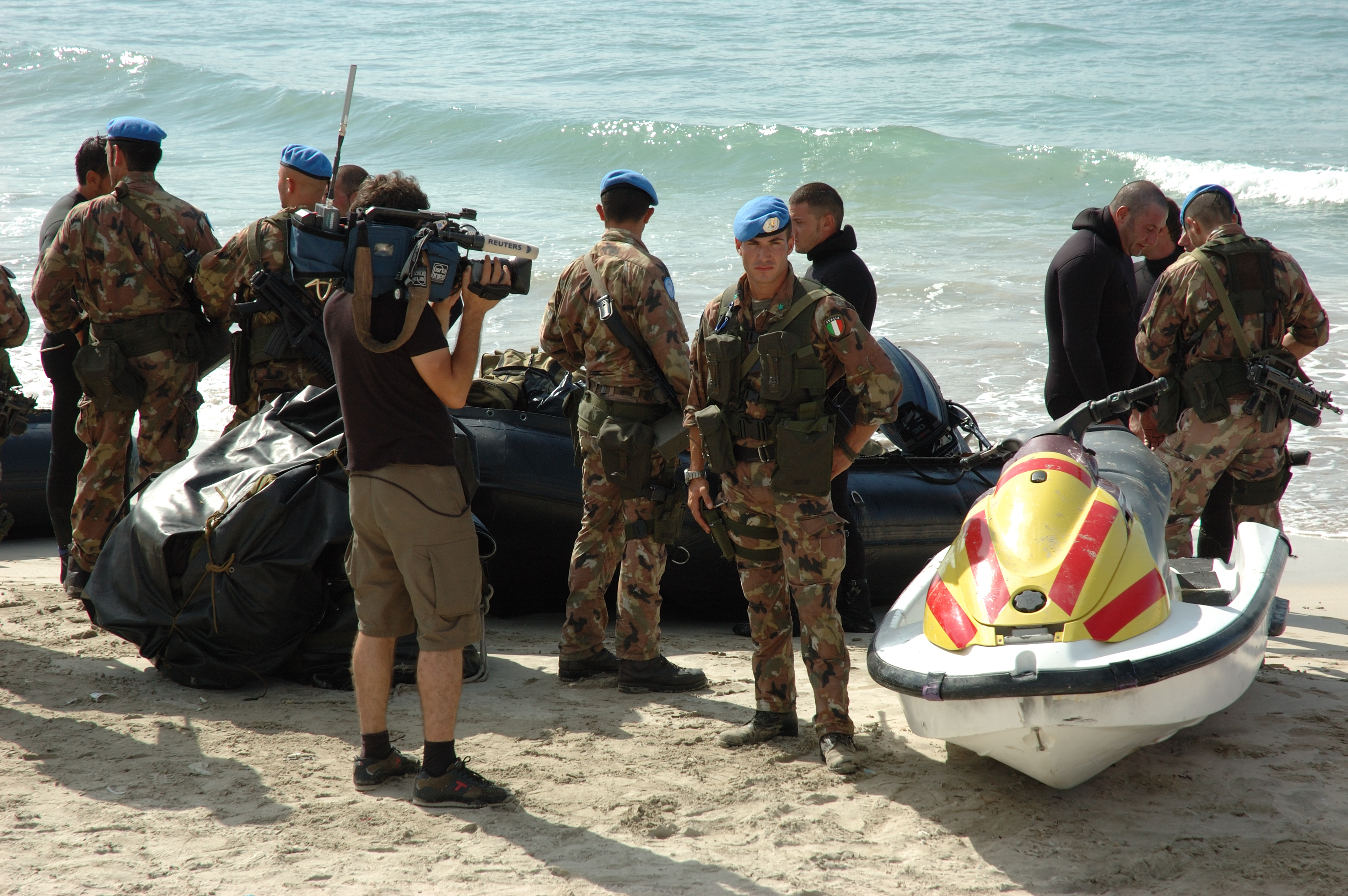
Italienische Soldaten am Strand von Tyros, 1. September 2006

- Italienische Soldaten am Strand von Tyros, 1. September 2006Berichten zufolge begruben libanesische Armeesoldaten am 21. Juli 72 Todesopfer in einem Massengrab in Tyros.[201]
- Am 25. Juli griff die israelische Luftwaffe zwei Krankenwagen des Libanesischen Roten Kreuzes an, die verletzte Zivilisten nach Tyros transportierten.[206]
- Am 13. August kamen fünf Zivilisten in Burj El Shimali ums Leben, darunter drei Kinder und eine Haushaltshilfe aus Sri Lanka.[204]

Den UNIFIL-Blauhelmen blieb derweil kaum etwas anderes übrig, als mit schwerem Räumgerät bei den Bergungsarbeiten zu helfen. Erst am 11. August, einen Monat nach Beginn des Krieges, verabschiedete der UN-Sicherheitsrat die Resolution 1701, in der er Hisbollah und Israel zur Einstellung aller Kampfeshandlungen aufrief. Die Entschließung schuf außerdem eine Pufferzone zwischen dem Litanifluss und der Demarkationslinie an der südlichen Grenze, in der allein Truppen und Kriegsgerät der libanesischen Regierung und von UNIFIL erlaubt sind.
Noch im August trafen italienische Verstärkungen für UNIFIL mit Landungsbooten an den Stränden von Tyros ein. Hatte UNIFIL bis dahin eine Truppenstärke von rund 2.000, so stockte der UN-Sicherheitsrat das UNIFIL-Mandat kurz darauf auf eine Höchststärke von 15.000 Soldaten auf.

##### Seit 2006
Spätestens seit 2006 sind Tyros und sein südliches Umland Teil des italienischen UNIFIL-Sektors, während das nördliche Umland koreanisches Einsatzgebiet ist. UNIFIL wird dabei von UNTSO unterstützt. Da UNIFIL auch Fördermittel für kleine Zivilprojekte vergibt, um die Akzeptanz der Blauhelme in der Bevölkerung zu steigern, hat das italienische Kontingent eine Vielzahl sozialer Aktivitäten unterstützt, die in Tyros eine große Sichtbarkeit haben. Darunter sind Programme zur Bewahrung der archäologischen Reichtümer, zur Förderung des künstlerischen und kulturellen Austausches, für medizinische Kampagnen und nicht zuletzt für das Recht der Kinder auf Spielen, insbesondere durch den Bau von Spielplätzen, sowie für die Unterstützung von Kindern mit besonderem pädagogischem Förderbedarf, etwa durch Clown-Therapie.

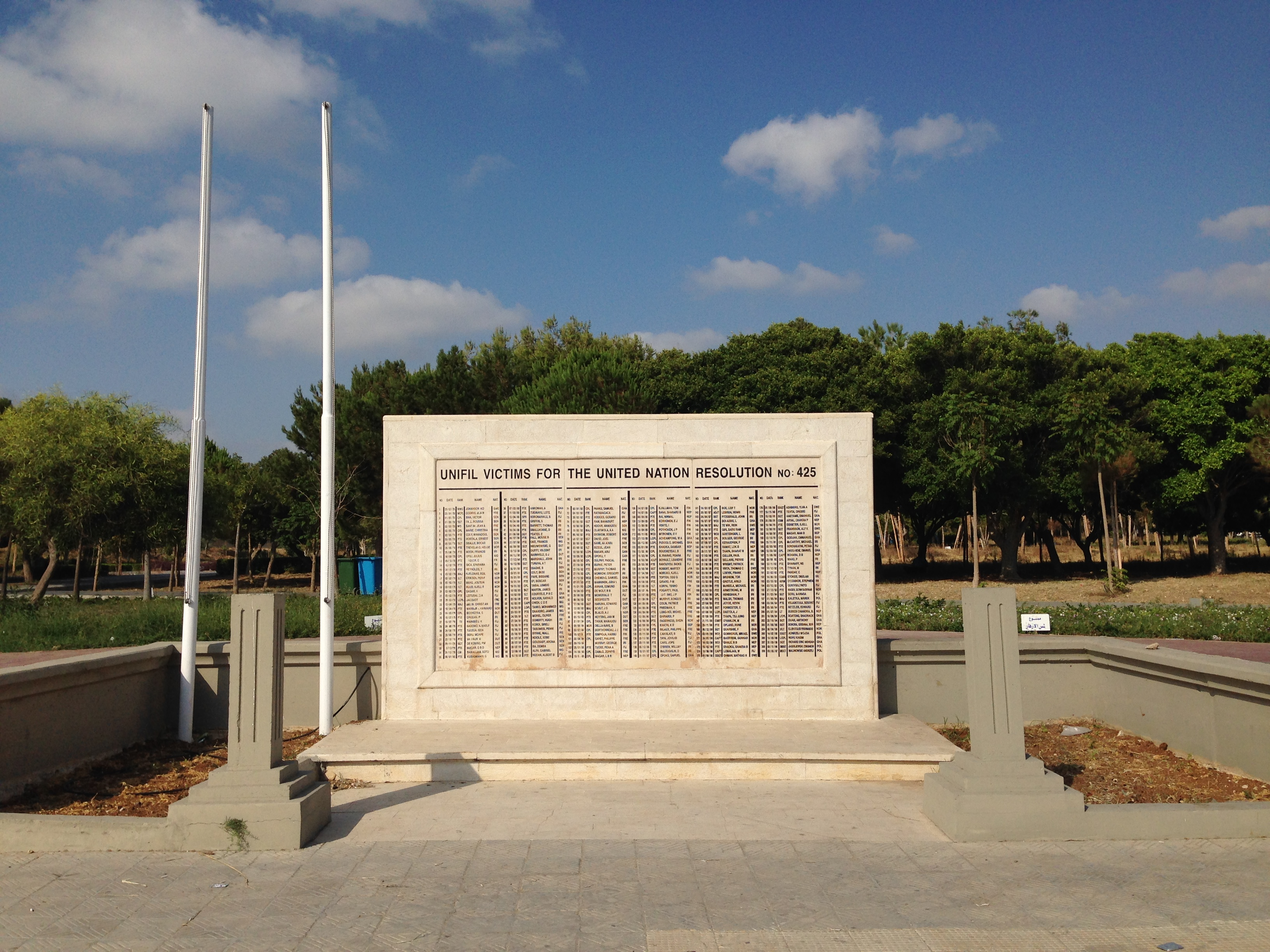
Unvollständiges Denkmal für die UNIFIL-Gefallenen in Tyros, 2019

Am 9. Dezember 2011 gab die UNIFIL-Mission, die 314 Gefallene seit 1978 zu beklagen hat, bekannt, dass eines ihrer Fahrzeuge auf einer Straße am südlichen Rand von Tyros von einer gezielten Explosion erfasst wurde. Fünf Blauhelme, deren Nationalitäten nicht angegeben wurden, erlitten Verletzungen und wurden evakuiert.
Der Bürgermeister von Tyros ist seit den 2010er Jahren Hassan Dbouk (AMAL). Er ist zugleich auch der Präsident der Union der Gemeinden des Bezirks. In einem Interview von 2013 beklagte er sich über die mangelnden Kapazitäten der Kommunalregierung und eine weitestgehende Abwesenheit der Zentralregierung.
In den Parlamentswahlen von 2018 verzeichnete der Wahlbezirk von Tyros-Zahrani bei 311.953 Wahlberechtigten eine Wahlbeteiligung von 48,1 %. Zur Abstimmung standen allerdings nur zwei rivalisierende Lager: die vereinte Liste von Hisbollah und AMAL gewann alle sieben Sitze mit überwältigenden 92 %, während die zweite Liste unter Führung von Riad al-Asa'ad nur 8 % erhielt. Er ist ein Sproß der Feudaldynastie der Ali al-Saghir, die den heutigen Südlibanon rund dreihundert Jahre dominierte.
Als die landesweiten Proteste im Libanon 2019–20 gegen Regierungskorruption und Austeritätsmaßnahmen am 17. Oktober 2019 ausbrachen, strömten in Tyros Bürger massenhaft zu dem zentralen Elissa-Platz, der nach der legendären Gründerin von Karthago benannt ist, um sich den konfessionsungebundenen Demonstrationen anzuschließen. Auf dem Platz, einem großen Kreisverkehr an der nördlichen Corniche der Halbinsel, steht symbolträchtig der mit 32,6 m höchste Fahnenmast des Landes mit einer Nationalflagge von 11 × 19 m.

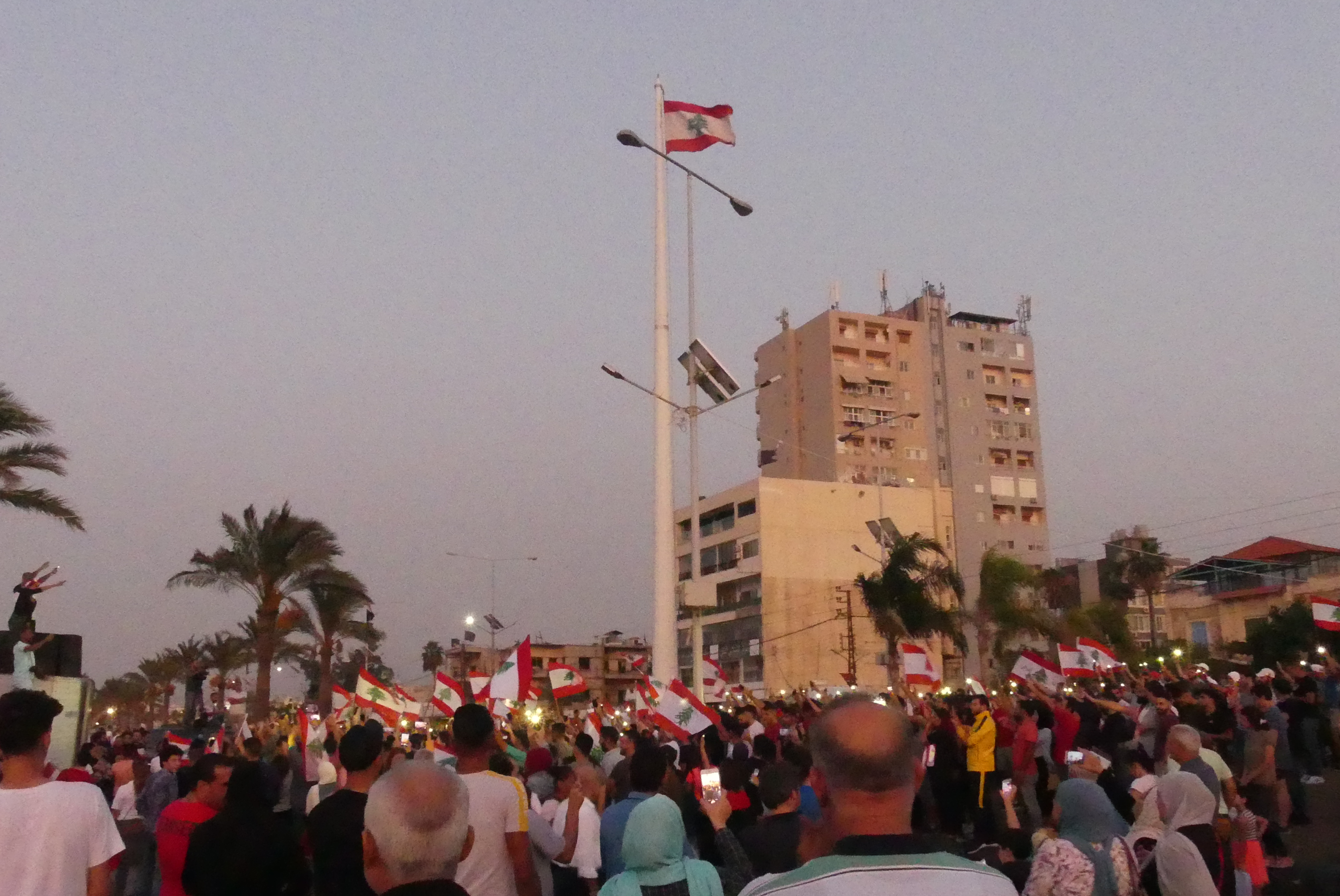
Demo am Elissa-Platz mit dem höchsten Fahnenmast des Landes am 22. Oktober 2019

Einen Tag später verwüstete ein Brandanschlag von Plünderern den Hotel- und Restaurantkomplex Rest House am südlichen Strand von Tyros. Bei den Tätern handelte es sich womöglich um Agents Provocateurs, die die friedliche Protestbewegung diskreditieren sollten. Wiederum einen Tag später eskalierte, wie UNIFIL berichtete, eine Gegendemonstration mit bewaffneten Teilnehmern, die offenbar AMAL angehörten, zu Ausschreitungen, wobei AMAL jede Verwicklung abstritt.
Die Demonstranten hielten mit einer Reihe von Zelten auch in den folgenden Monaten eine Dauerpräsenz aufrecht. Mit dem rapiden Verfall des Libanesischen Pfundes Anfang 2020 gewann die Protestbewegung wie im gesamten Land auch in Tyros wieder an Schwung, wobei sich die öffentliche Wut über die Hyperinflation nun zunehmend gegen die Banken richtete: in einem Fall schloss Anfang April eine Gruppe zorniger Bürger in einem Akt zivilen Ungehorsams eine Bankfiliale, nachdem deren Management die Auszahlung von Einlagen an einen Kunden verweigerte, der das Geld für die medizinische Behandlung seiner Mutter brauchte. Die spontane Aktion, bei der die Gruppe die Bankangestellten und den Manager über eine Stunde als Geiseln nahmen, war offenbar durch die populäre Netflix-Krimiserie Haus des Geldes inspiriert. Wenige Wochen später schlug der Zorn in Gewalt um: am frühen Morgen des 26. April warfen drei Männer Molotowcocktails auf eine Filiale der Credit-Libanais-Bank, die dabei leicht beschädigt wurde.
Am 6. Mai 2020 gab ein unbekannter Angreifer mindestens elf Schüsse auf das Privathaus von Bürgermeister Dbouk ab, wodurch das Gebäude beschädigt, aber niemand verletzt wurde.

Zu diesem Zeitpunkt war auch in Tyros die globale Pandemie angekommen: bis zum 8. Mai 2020 wurden dort fünfzehn Fälle von COVID-19 bestätigt, die meisten davon bei Diaspora-Libanesen, die aus Afrika eingereist waren. Weniger als einen Monat später war diese Zahl auf 37 Fälle gestiegen. 

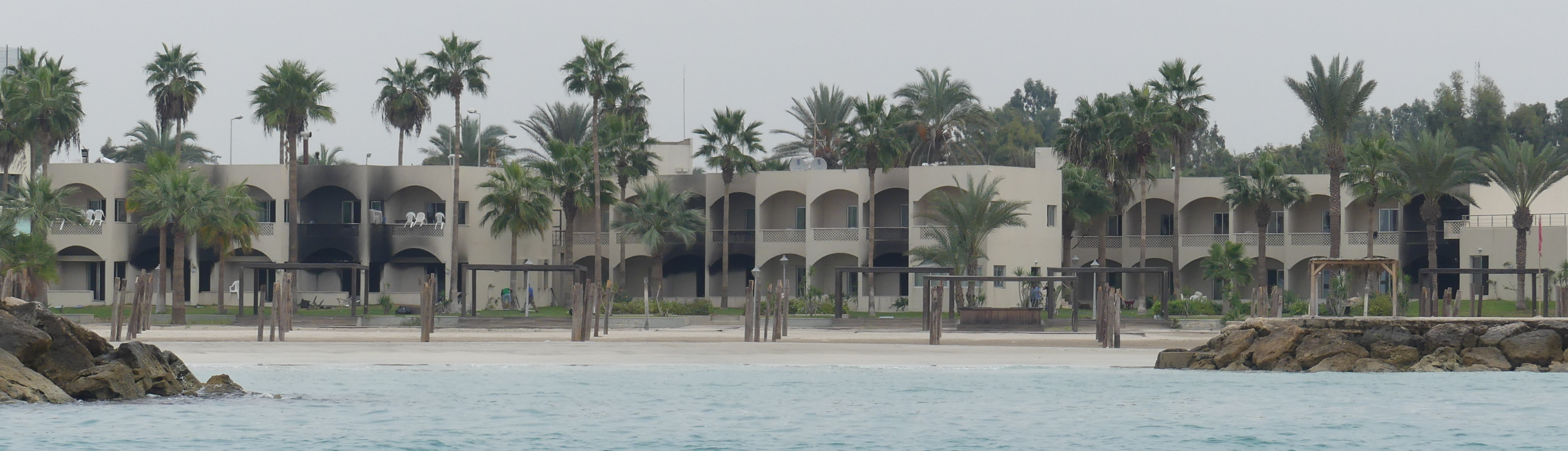
Die Ruinen des Rest House-Hotels

Am 27. Mai 2020 inspizierte Premierminister Hassan Diab die Benoit-Barakat-Militärbarracken in Tyros, wo er von Armeechef General Joseph Aoun empfangen wurde.
Ende Juli 2020 starb ein junger Arzt, der im Lebanese Italian Hospital von Tyros arbeitete, als erster Arzt in Libanon überhaupt an COVID-19.
Der Knall der Explosionskatastrophe in Beirut vom 8. August 2020 war auch in Tyros noch zu hören.

## Küsten-Naturreservat
Tyros genießt den Ruf, mit die saubersten Strände und Gewässer des Libanons zu haben. Eine UN-HABITAT-Studie hat allerdings ergeben, dass das Meereswasser dennoch verschmutzt ist, vor allem durch die Einleitung von Abwasser im Hafenbereich. Es gibt außerdem erhebliche Verschmutzungen durch feste Abfälle, insbesondere Plastikmüll.

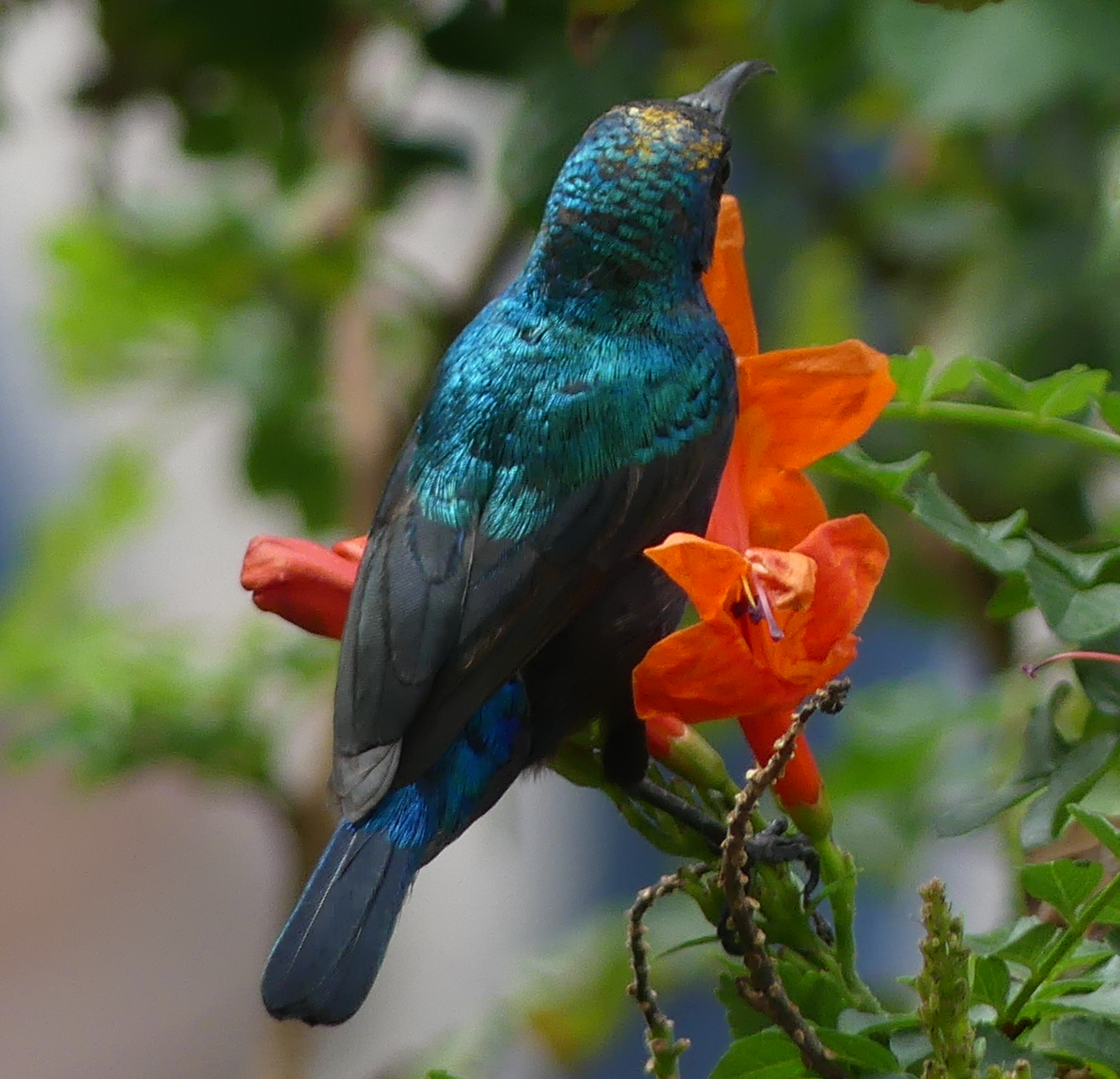
Jerichonektarvogel bei Al Mina

Die Tyre Coast Nature Reserve (TCNR) wurde 1998 per Erlass durch das Ministerium für Öffentliche Arbeiten geschaffen und im folgenden Jahr als Schutzgebiet gemäß der internationalen Ramsar-Konvention für die Bewahrung und nachhaltige Nutzung von Feuchtgebieten anerkannt. Es ist 3,5 km lang und umfasst eine Fläche von über 380 Hektar. Das Schutzgebiet befindet sich innerhalb des am besten erhaltenen Küstenabschnitts mit Sandstränden im Südlibanon und ist in zwei Zonen unterteilt: zum einen ein 1,8-km langer und 500 m breiter Sandstrand vom Tyre Rest House im Norden bis zum Rashidieh-Flüchtlingslager im Süden, zum anderen ein Streifen von 2 km von Rashidieh bis Shaetijeh im Süden mit landwirtschaftlichen Anbauflächen für Kleinbauern und den Quellen von Ras El Ain mit drei stetig sprudelnden artesischen Brunnen.
Der Strandabschnitt ist in zwei Zonen unterteilt: eine für den Tourismus mit einem öffentlichen Strand und während der Sommersaison dutzenden Restaurant-Zelten, die in den Hochphasen bis zu 20.000 Besucher pro Tag bewirten, und eine Zone von 900 m als Schutzgebiet für die vielfältige Fauna und Flora.
Letzteres gilt als das letzte biogeographische Ökosystem im Libanon überhaupt. Es ist ein wichtiges Brutgebiet für Zugvögel wie auch für die Unechte Karettschildkröte und die Grüne Meeresschildkröte, die Arabische Stachelmaus und viele andere Tierarten (darunter Echte Eidechsen, Zwergfledermaus und Europäischer Dachs). Darüber hinaus gibt es immer wieder Sichtungen von Delfinen vor der Küste von Tyros.
Insgesamt beherbergt das Schutzgebiet 275 Spezies aus über 50 Familien. Von diesen Spezies sind sieben regional bzw. national bedroht, 4 endemitisch und 10 selten, während 59 Spezies in ihren Vorkommen auf das Gebiet des Östlichen Mittelmeers beschränkt sind. Darüber hinaus gibt es zahlreiche Bioindikator-Spezies und 25 Heilpflanzen. Die Flora-Spezies sind unterschiedlichen Lebensräumen zugehörig: sandiger Küstenbereich, felsiger Küstenbereich, Litoral und Süßwasserökosysteme. Eine Vielzahl von Süßgräser-, Hülsenfrüchtler-, Korbblütler- und Doldenblütler-Familien dominiert die Pflanzenvorkommen.
Die Biodiversität des Schutzgebietes ist indes gefährdet, wie starke Rückgänge bei den Beständen der Kaspischen Bachschildkröte, der Wechselkröte und des Mittelöstlichen Laubfroschs zeigen. Außerdem hat sich seit den 2000er Jahren das nordamerikanische Kampferkraut Heterotheca subaxillaris ausgebreitet, das als Neophyt aus Haifa über die Blaue Linie eingedrungen ist. Und während des Krieges von 2006 bombardierte die israelische Luftwaffe das Küstenschutzgebiet, wodurch die Schildkrötenbrutplätze in Mitleidenschaft gezogen wurden. Ende Februar 2021 erreichte die Ölpest, die zuvor die Küste zwischen Aschkelon und Rosh haNikr mit Teerklumpen verschmutzt hatte, auch das Küsten-Naturreservat von Tyros.

## Kulturelles Erbe

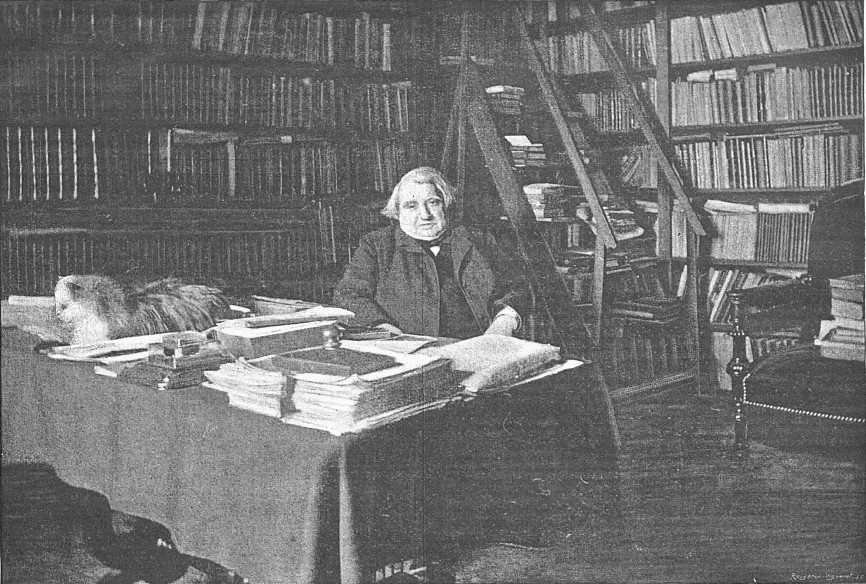
Renan in seinem Studienzimmer

Das für die tyrische Bevölkerung wohl lebendigste Vermächtnis der phönizischen Kultur sind die linguistischen Spuren, welche die syriakischen und akkadischen Sprachen in dem Arabischen hinterlassen haben, das in der Region von Tyros gesprochen wird. Am prominentesten ist dabei der Ausdruck „Ba'ali“, der aus der antiken Baal-Religion stammt und allgemein benutzt wird, um Obst und Gemüse zu beschreiben, das aus natürlicher, d. h. unbehandelter und nicht künstlich bewässerter Anbauart stammt. Auch die zu Tyros gehörende Gemeinde Ain Baal – das „Auge“ oder die „Quelle des Baal“ – ist offensichtlich nach der phönizischen Gottheit benannt. Der sichtbarste Teil des Erbes aus der antiken und mittelalterlichen Geschichte sind indes die archäologischen Stätten:

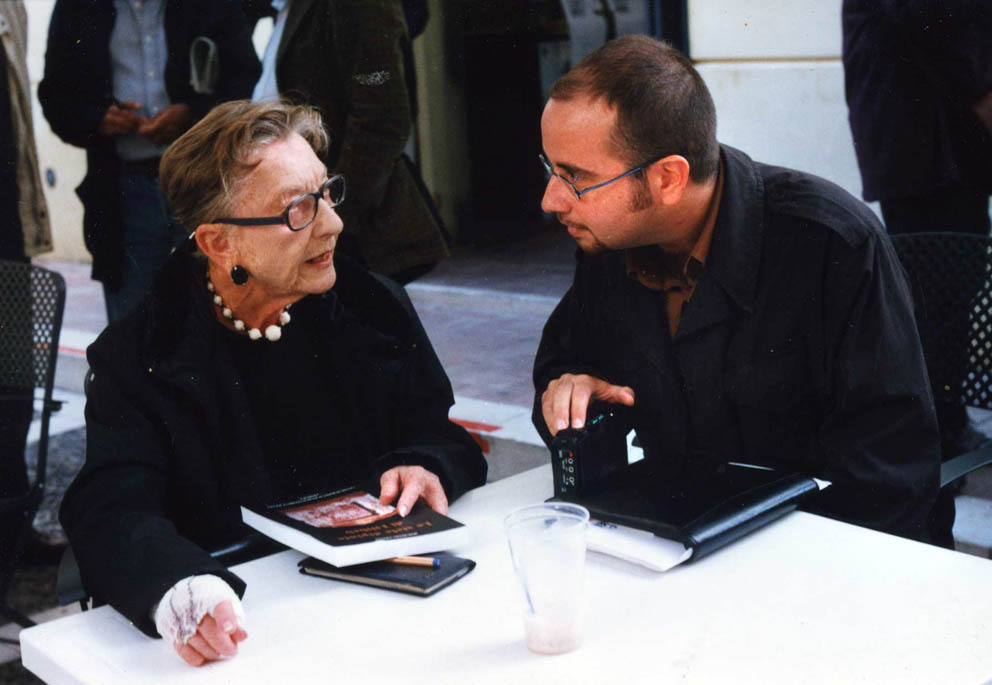
Honor Frost (links)

Nach den ersten archäologischen Ausgrabungen unter der Leitung von Renan, der als Unterstützer des Kolonialismus umstritten ist, und Sepp in den 1860er bzw. 1870er Jahren, unternahm der griechische Archäologe Theodor Makridi, der Kurator des Museums des Imperiums in Konstantinopel, 1903 weitere Untersuchungen. Wichtige Funde wie die Fragmente von Marmor-Sarkophage gelangten so in die osmanische Hauptstadt.

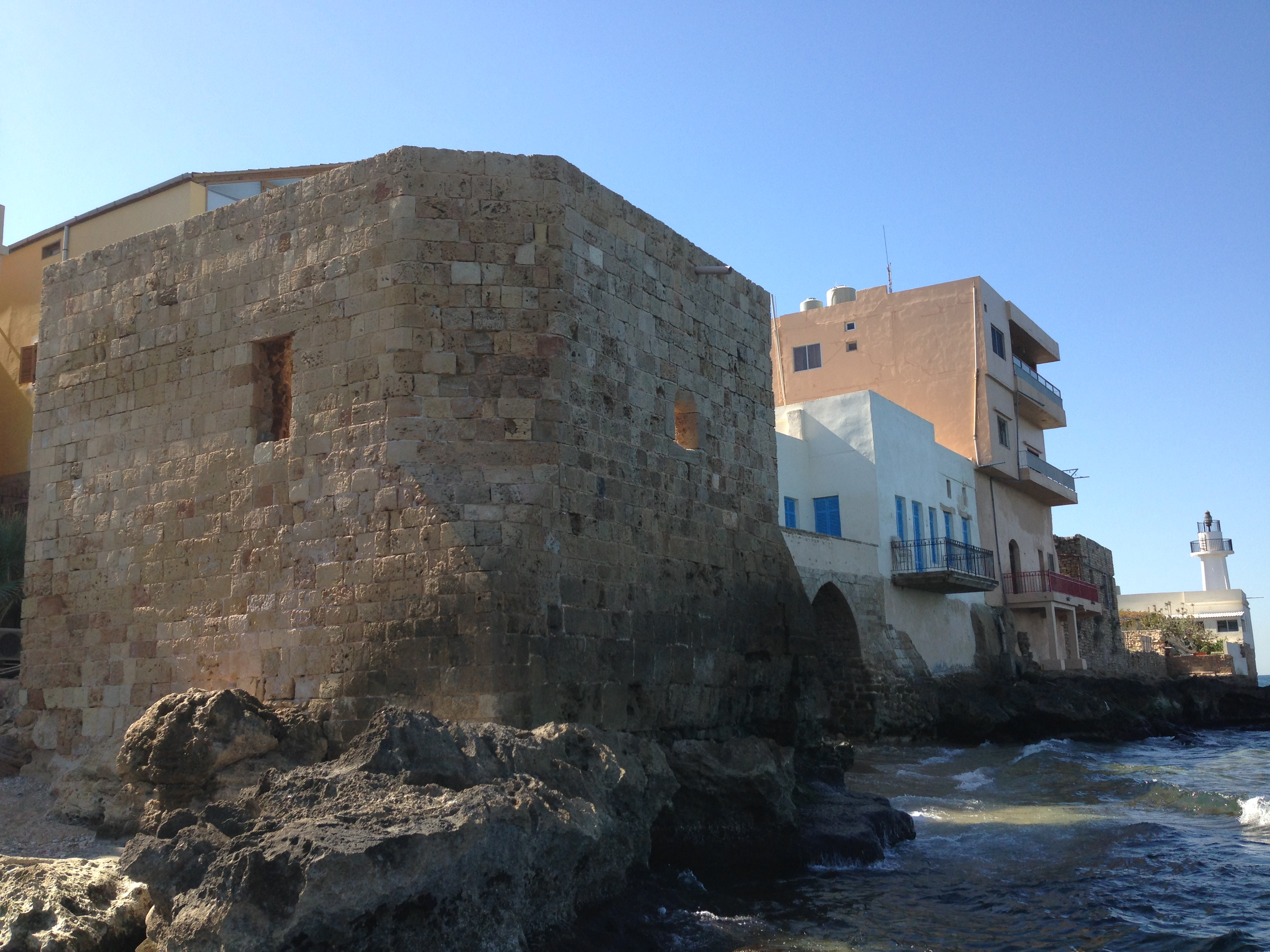
Der Mubarakie-Turm

Bereits 1921, im Jahr nach der Ausrufung des französischen Mandatsgebiets Großlibanon, erarbeitete ein Team unter Leitung von Denyse Le Lasseur eine systematische Übersicht über die antiken Stätten. Ihr folgte zwischen 1934 und 1936 eine weitere Mission unter Führung des Jesuiten Antoine Poidebard. Als Pionier der Luftbildarchäologie wandte er dabei die neue Technik der Flugprospektion an und machte auch Tauchexpeditionen.
Die ersten systematischen Ausgrabungen in großem Still starteten 1946 unter Führung von Maurice Schéhab, dem „Vater der libanesischen Archäologie“. Seine Teams legten aus den Sandschichten von Jahrhunderten weite Teile des Hippodroms in Al Bass und der Palästra, der römischen Thermen und Agora in Al Mina /City Site frei (s. o.).
Im Verlauf der 1960er Jahre betrieb Honor Frost (1917–2010), die auf Zypern geborene britische Pionierin der Unterwasserarchäologie zahlreiche Tauchexpeditionen. Unter ihrer Leitung identifizierten Forscher das archäologische Potenzial der versunkenen Hafenanlagen aus der Antike. Konkret legte Frost etwa dar, dass der osmanische Al Mubarakie-Turm wahrscheinlich auf einem Turm aus hellenistischen Zeiten fußt.

All diese Arbeiten kamen jedoch mit dem Ausbruch des Bürgerkrieges 1975 für zwei Jahrzehnte zum Erliegen. Darüber hinaus gingen viele Unterlagen, die die bis dahin durchgeführten Untersuchungen dokumentierten, in den Kriegswirren verloren, etwa Schéhabs gesammelte Papiere zum Apollon-Schrein in Al Bass. 

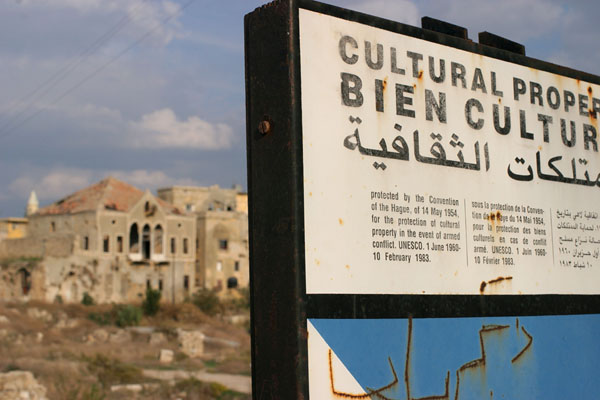
Auszeichnung der Ruinen der Kreuzfahrerkathedrale gemäß der Haager Konvention zum Schutz von Kulturgut bei bewaffneten Konflikten. Bild von 2003, als das Mamluk-Haus (links) noch nicht renoviert war.

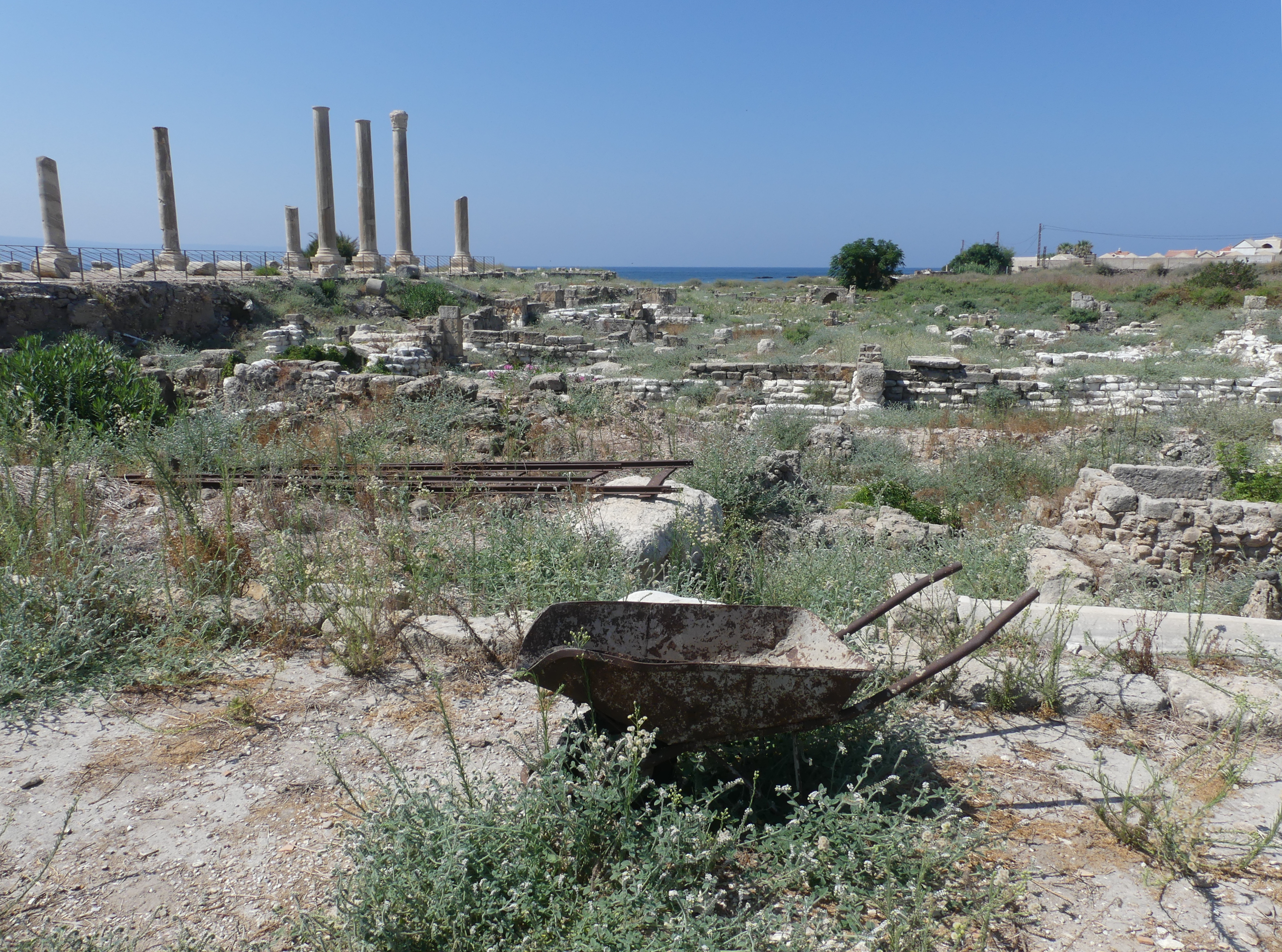
Rostige Relikte – eine Schubkarre und Loren-Schienen – der Schéhab-Ausgrabungen in Al Mina / City Site

1984 erklärte die Organisation der Vereinten Nationen für Bildung, Wissenschaft und Kultur (UNESCO) das ganze Stadtgebiet von Tyros zum Weltkulturerbe. Der Schritt entsprang dem Bemühen, die archäologischen Stätten vor weiteren Beschädigungen durch Kampfhandlungen wie auch durch die unregulierte Stadtentwicklung mit vielen wilden Neubauten zu bewahren. Eine entscheidende Rolle bei dieser Designation spielte die Lobbyarbeit von Maha al-Khalil Chalabi, einer im Pariser Exil lebenden Tochter des mit der israelischen Besatzung kollaborierenden Politveteranen und neofeudalistischem Milizenanführers Kasem al-Chalil (s. o.). Dazu hatte sie 1980 die Internationale Vereinigung für die Rettung von Tyros (Association Internationale pour la Sauvegarde de Tyr – AIST) gegründet.
Trotzdem überschwemmten in den späten 1980er Jahren Artefakte, die aus wilden Ausgrabungen in der Nekropole von Al-Bass stammten, den internationalen Markt für Antiquitäten.
Offizielle Ausgrabungsaktivitäten begannen erst wieder 1995, vier Jahre nach dem offiziellen Ende des Bürgerkrieges, unter der Leitung des südlibanesischen Chefarchäologen Ali Khalil Badawi.
Kurz darauf zerstörte ein israelischer Luftangriff einen Wohnblock in der Innenstadt und legte dabei unter den Trümmern die Fundamente eines frühen Kirchenbaus frei. Die ungewöhnliche Architektur legt nahe, dass es sich um die Überreste der Kathedrale von Paulinus handeln könnte, die im Jahr 315 eingeweiht worden war. Wiederum kurze Zeit später, im Jahr 1997, wurde in Al Bass neben der römisch-byzantinischen Nekropole das erste phönizische Brandgräberfeld entdeckt. Unterdessen leitete Honor Frost libanesische Archäologen an, weitere Unterwasseruntersuchungen anzustellen. Diese bestätigten im Jahr 2001 die Existenz menschengemachter Strukturen im Nordhafen von Tyros.
Die Feindseligkeiten des Krieges von 2006 bedrohten einmal mehr auch die antiken Stätten. Dies brachte die UNESCO-Führung dazu, einen Bedrohungsalarm für Tyros auszurufen. Kurz nach Einstellung der Kampfeshandlungen stellte eine Delegation von Fachleuten aus der Denkmalpflege fest, dass zwar die Stätte von Al Mina / City Site keine direkten Schäden zu verkraften hatte. Allerdings hatten die Bombardements Freskos in einem römischen Grab der Nekropolis in Al Bass in Mitleidenschaft gezogen. Die dortige Stätte, die direkt an das palästinensische Flüchtlingslager grenzt, litt zudem an einem grundsätzlichen Mangel von Maßnahmen zur Sicherung der Substanz gegen Witterungseinflüsse.
Seit 2008 führt ein libanesisch-französisches Team unter Leitung von Pierre-Louis Gatier von der Universität Lyon archäologische und topographische Arbeiten durch. Und seit die internationalen archäologischen Missionen 2012 in Syrien ihre Projekte wegen des dortigen Krieges einstellen mussten, sind einige von ihnen auf Tyros ausgewichen, darunter ein belgisches Team aus unter Leitung von Leila Badre, Direktorin des Archäologischen Museums der AUB.
Die Gefahren für das antike Kulturerbe von Tyros bestehen auch weiterhin vor allem aus der Stadtverdichtung durch wachsende Bebauung und aus dem illegalen Handel mit Antiquitäten. Darüber hinaus führt die Trasse der Küsten-Autobahn, die bislang rund 6 km nordöstlich von Tyros in Ain Abu Abdallah endet und nach Nakura weitergebaut werden soll, durch archäologisch sensible Gebiete. Hinzu kommen die Gefahren durch Küstenerosion infolge des globalen Klimawandels, wie die internationale Studie von 2018 für Tyros herausgestellt hat (s. o.). Zugleich verfallen auch historische Gebäude aus der osmanischen Zeit, wie z. B. Chan Rabu und Chan Sur bzw. Chan Ashkar. Diese sind nach Jahrzehnten der totalen Vernachlässigung und mangelnder Instandhaltung bereits zu großen Teilen kollabiert.
2013 machte die von Maha al-Chalil Schalabi geführte Internationale Vereinigung zur Rettung von Tyros internationale Schlagzeilen, als sie eine Online-Verlosung mit dem Auktionshaus Sotheby's veranstaltete, um den Aufbau des Modelldorfes Les Ateliers de Tyr zur Bewahrung traditioneller Handwerkskünste, insbesondere der Glasbläserei, zu finanzieren. Teilnehmende konnten Lose zu je 100 US-Dollar kaufen, um das 1914 von Pablo Picasso geschaffene Gemälde „Mann mit Opernhut“ zu gewinnen. Die Gesamterlöse betrugen US$ 5,26 Mio. Das Picasso-Bild gewann ein 25-jähriger Brandschutzexperte aus Pennsylvania. Im September 2017 eröffnete al-Chalil Schalabi das inmitten einer Orangenplantage gelegene Atelier-Gelände auf einer Fläche von 7.300 m² am Stadtrand von Tyros.

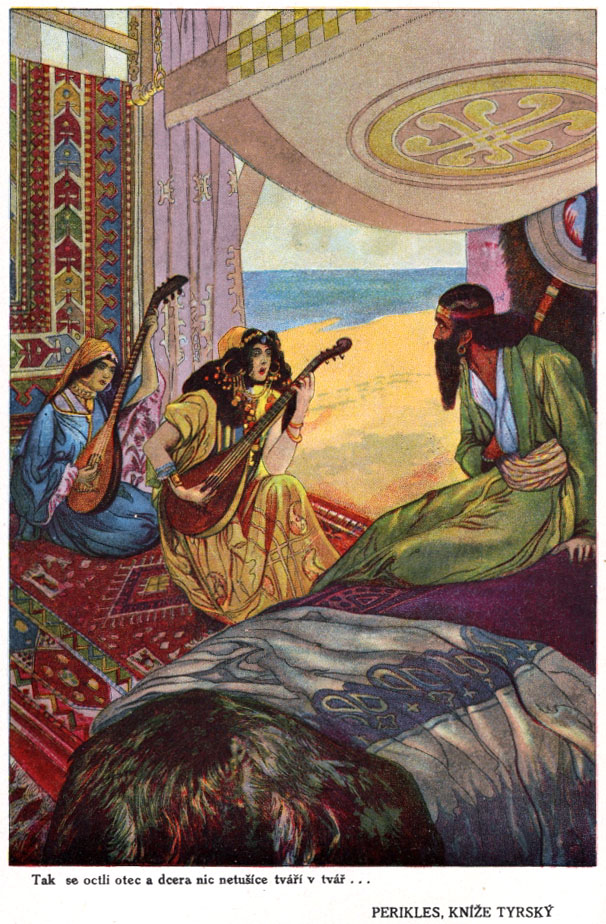
„Perikles, Prinz von Tyrus“ – Illustration von Artuš Scheiner

### Literarische Repräsentationen
- Die Historia Apollonii regis Tyri („Geschichte von Apollonius, dem König von Tyros“) ist ein antiker Roman in lateinischer Sprache, der auf griechische oder lateinische Quellen zurückgeht. Sein Autor ist nicht bekannt, die Datierung fällt in das 3. Jahrhundert n. Chr. Die HA erfreute sich im Mittelalter großer Beliebtheit und brachte zahlreiche Bearbeitungen in vielen Sprachen hervor. Heute wird das Werk, in dem der vom König an seiner Tochter begangene Inzest das zentrale Thema ist, kaum mehr vor einem tatsächlichen historischen Hintergrund gesehen.
- Das Drama Perikles, Prinz von Tyrus, das zumindest teilweise William Shakespeare und George Wilkins zugeschrieben wird, ist eine Fortentwicklung der HA.
- Im Großbritannien des 19. Jahrhunderts benutzten einige Schriftsteller Tyros als exemplarischen Fall für die Vergänglichkeit von Macht und Status, so etwa John Ruskin in den ersten Zeilen seines Buches The Stones of Venice und Rudyard Kipling in seinem Gedicht Recessional.
- Tyrus ist der Titel und das Thema eines Gedichtes des englischen Dichters Norman Nicholson in seiner Sammlung 'Rock Face' von 1948.
- Der französische Comiczeichner Albert Uderzo veröffentlichte 1981 den Asterix-Band Die Odyssee, in dem es um eine Reise von Asterix und Obelix in den Nahen Osten geht. In diesem Abenteuer, das Motive aus James Bond und der Bibel vereint, segeln die Protagonisten auf der Suche nach Erdöl auf einem phönizischem Schiff in die Levante, aber das römische Regime blockiert unter anderem den Hafen von Tyros, um ihre Landung zu verhindern. Tyros wird dabei als eine der schönsten Städte der Antike dargestellt.
- Im Jahr 2015 veröffentlichten der franko-libanesische Comicautor Joseph Safieddine und der südkoreanische Illustrator Kyungeun Park mit Unterstützung von Amnesty International die Graphic Novel Yallah Bye. In dem autobiografischen Drama geht es um das Schicksal von Safieddines Familie während des Krieges von 2006 zwischen Israel und Hisbollah, als die Heimaturlauber Zuflucht im christlichen Viertel von Tyros suchen. 2017 folgte auf das französische Original eine englische Version sowie 2019 eine auf Arabisch.

## Kulturleben

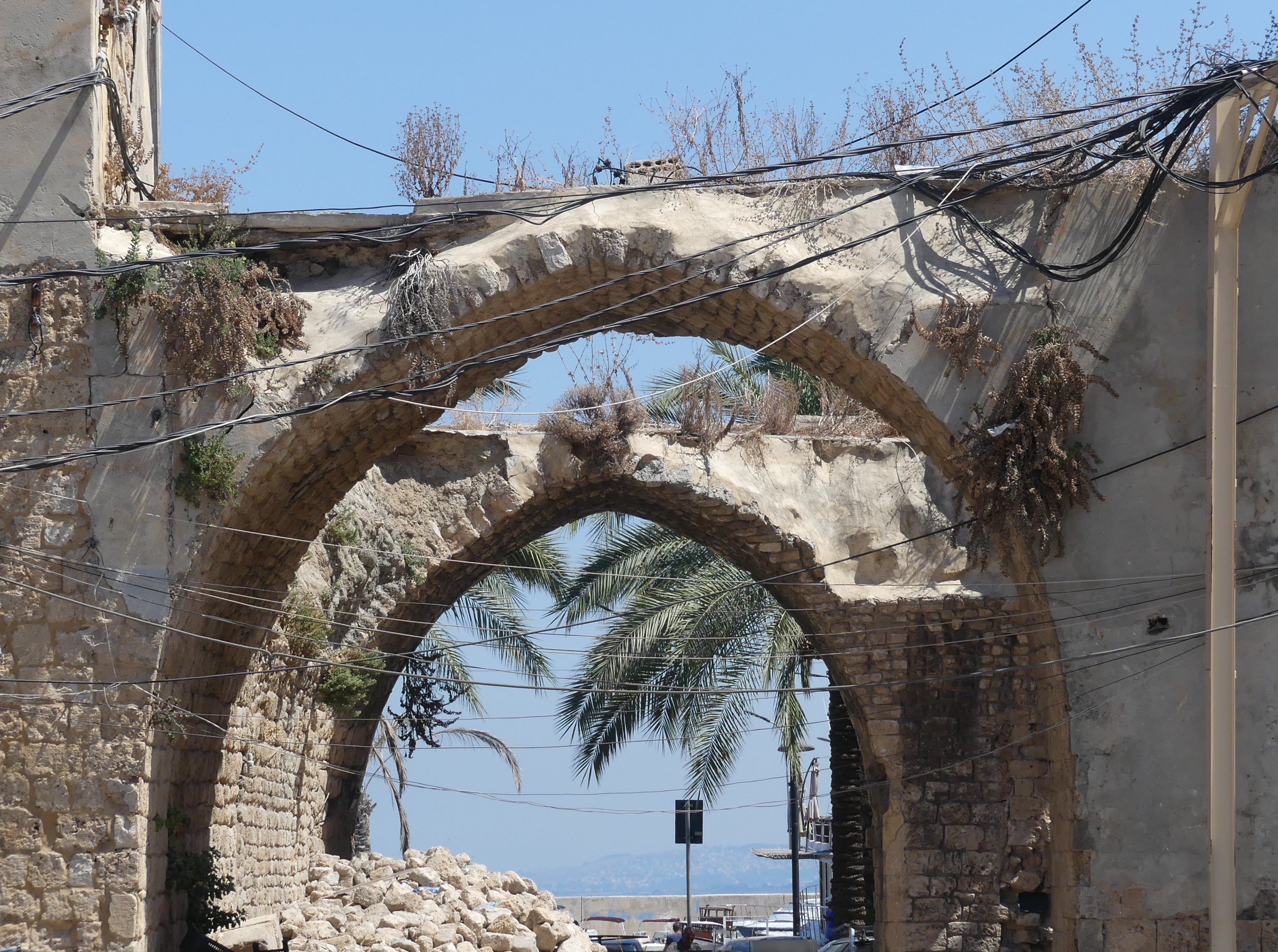
Die Ruinen des Gebäudes, in dem das Empire untergebracht war (2019)

Das erste Kino eröffnete in Tyros in den späten 1930er Jahren, als ein Caféinhaber behelfsmäßig Filmvorführungen etablierte. Der Fischer Hamid Istanbouli, der ein traditioneller Geschichtenerzähler (hakawati) war, projizierte Filme an die Wand eines türkischen Hammams. 1939 eröffnete das Roxy-Kino, 1942 folgte das Empire.

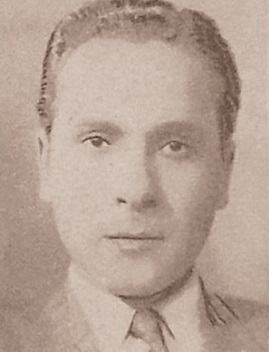
Halim el Roumi

Mitte der 1950er gab es bereits vier Kinos in Tyros, die teilweise auch Live-Aufführungen von bekannten Schauspielern und Musikern veranstalteten und somit zugleich als Gemeinschaftsräume dienten, wo Menschen mit ganz unterschiedlichem Hintergrund zusammenkamen. 1959 eröffnete das Cinema Rivoli und avancierte rasch zu einem der angesagtesten Kinos des Landes. Laut UNIFIL gaben sich dort sogar westliche Stars wie Brigitte Bardot und Jean Marais sowie arabische Stars wie Rushdi Abaza und Omar Hariri die Ehre. 1964 eröffnete das Dunia und zwei Jahre später das Al Hamra Cinema, das Veranstaltungen mit einigen der berühmtesten Künstler der arabischen Welt organisierte, darunter Mahmud Darwisch, Scheich Imam, Ahmed Fuad Nejm, Wadih el-Safi und Marcel Khalifé.
Unterdessen prägten zwei Künstler aus Tyros die Entwicklung der libanesischen Musik: zum einen der Musiker, Komponist, Sänger und Schauspieler Halim el-Roumi (1919–1983) und zum anderen der Bühnenbildner Ghazi Kachwadschi (1945–2017). Manchen Quellen zufolge wurde el-Roumi als Sohn palästinensischer Eltern in Tyros geboren. Nach anderen Angaben wurde er in Nazareth geboren und zog von Palästina nach Tyros. Dort arbeitete er eine Zeit lang als Lehrer an der Dschaʿfarīya-Schule, bis er 1950 der Musikdirektor von Radio Liban wurde, wo er die Sängerin Fairuz entdeckte und mit zwei führenden Produzenten zusammenbrachte: den Rahbani-Brüdern Assi (den sie 1954 heiratete), Mansur und Elias. El-Roumi komponierte Musik für und mit den vieren, die allesamt legendäre Berühmtheit erlangten.

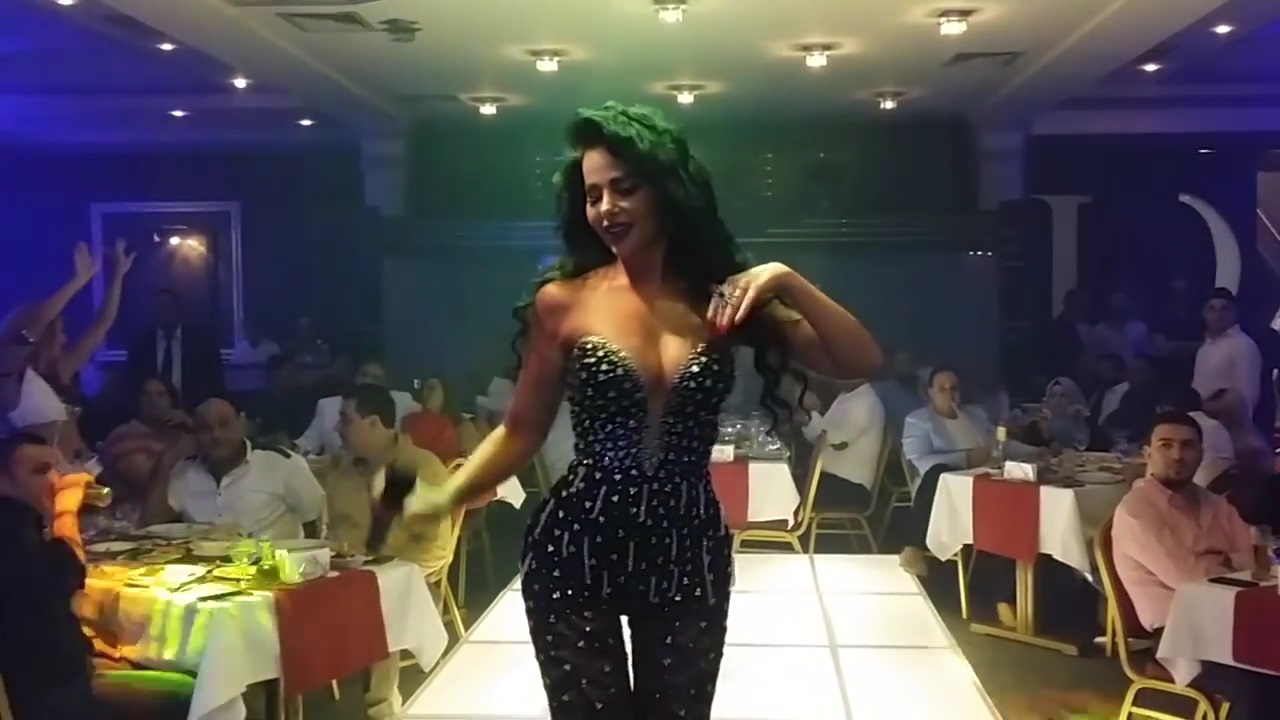
Layal Abboud, 2016

Kachwadschi war Libanons erster Szenograph und über drei Jahrzehnte der künstlerische Generalintendant für die Rahbani-Brüder und Fairuz. In dieser prominenten Stellung setzte er sich gegen Konfessionalismus und religiösen Fundamentalismus ein. Zwischen 2008 und 2010 veröffentlichte er seine sarkastische Buch-Trilogie Kahwajiyat über die soziale Ungerechtigkeit in der arabischen Welt.
Zu jenem Zeitpunkt war auch das Kulturleben von Tyros durch Jahrzehnte des Konflikts zurückgeworfen, zunächst durch den Ausbruch des Bürgerkrieges 1975. In jenem Jahr sollten im römischen Hippodrom die Festivals de Tyr – organisiert von Maha al-Khalil Schalabi, einer Tochter des Großgrundbesitzers und Politveteranen Kasem al-Chalil – ihre Premiere feiern, mussten aber wegen der Kämpfe abgesagt werden. Mehrere Kinos wurden durch israelische Bombardements während des Krieges von 1982 beschädigt und bis zum Ende des Jahrzehnts schlossen alle von ihnen, die letzten beiden 1989: das Al Hamra und das AK2000.

Kurz nach dem Ende des Bürgerkrieges wurde zunächst die Idee eines Internationalen Festivals in Tyros wiederbelebt. Seit Mitte der 1990er Jahre wird dieses auf kommerzieller Basis jährlich im römischen Hippodrom veranstaltet und hat eine Reihe westlicher Stars wie Demis Roussos, Elton John und Sarah Brightman in die Stadt gebracht, darüber hinaus auch libanesische bzw. arabische Berühmtheiten wie Wadih El Safi, Kazim as-Sahir, Melhem Barakat, Julia Boutros und Majida El Roumi, die Tochter von Halim el-Roumi. Die Popsängerin und Schauspielerin Layal Abboud kommt aus dem Dort Kniseh in der Nähe von Tyros und ist gelegentlich zu Auftritten in die Stadt zurückgekehrt.

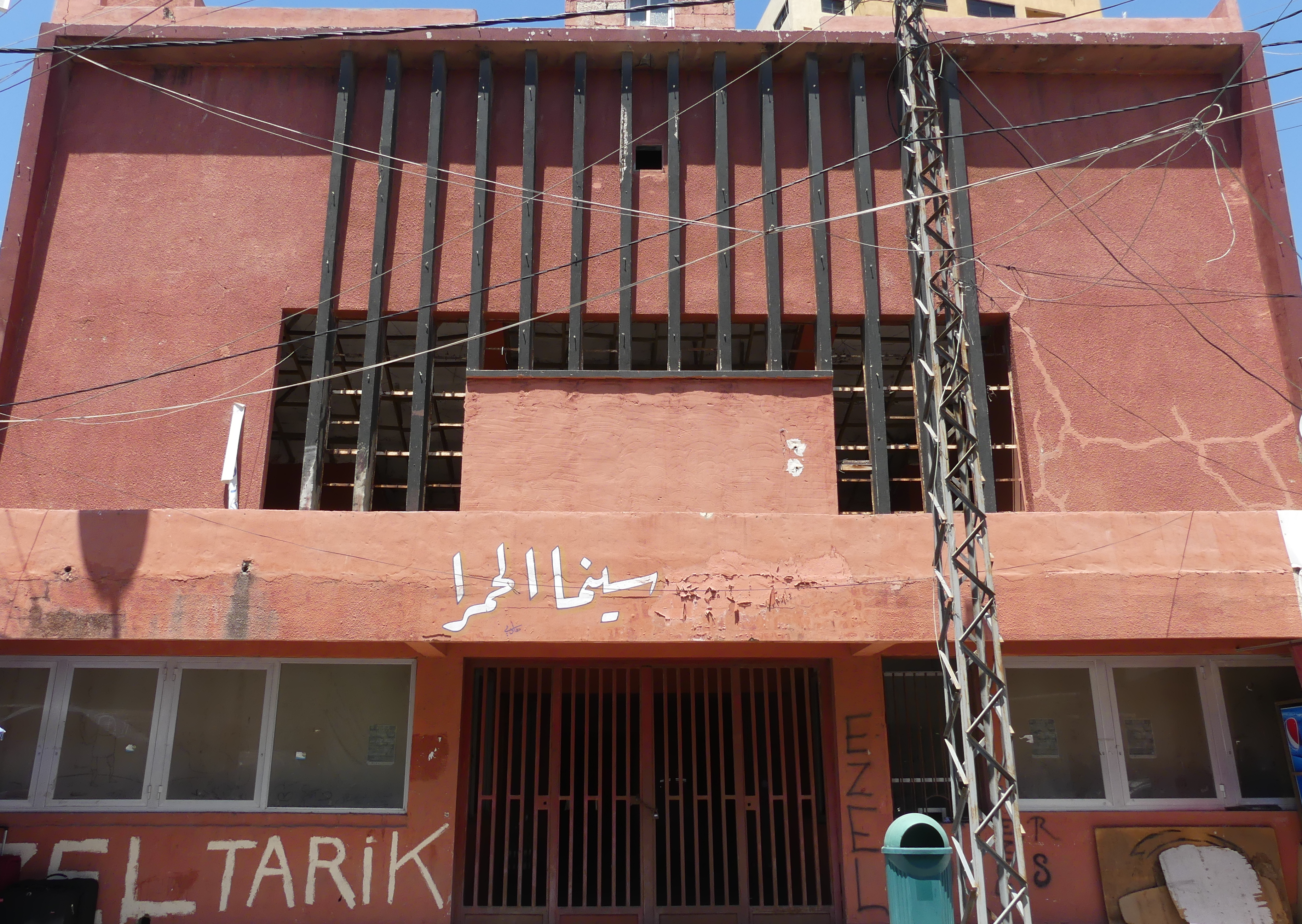
Das verwaiste Al Hamra-Kino 2019

2006 eröffnete die Kommune von Tyros das Centre de Lecture et d’Animation Culturelle (C.L.A.C.) als erste öffentliche Bibliothek der Stadt überhaupt, mit Unterstützung des libanesischen Kulturministeriums und der französischen Botschaft in Beirut. Es ist in dem historischen Beit Daoud neben dem ebenso historischen Beit El Medina in der Altstadt untergebracht.
2014 renovierte die Nichtregierungsorganisation Tiro Association for Arts das verwaiste Al Hamra-Kino unter Führung des palästinensisch-libanesischen Straßentheatermacher, Schauspielers, Komikers und Theaterregisseurs Kassem Istanbuli (* 1986). Sein Großvater war einer der Kinopioniere von Tyros und sein Vater Mechaniker für die Reparatur von Filmprojektoren. Der Tiro-Kunstverein startete in den folgenden Jahren das Libanesische Internationale Theaterfestival, in dem es abwechselnd um Storytelling, zeitgenössischen Tanz und Frauen-Monodrama geht, das Libanesische Internationale Kurzfilmfestival, das Internationale Musikfestival von Tyros, das Palästinensische Kulturfestival, das Tiro Kunstfestival und eine Reihe anderer Festivals.

Im Jahr 2018 renovierte Istanbulis Theatergruppe das Rivoli Cinema, das seit 1988 geschlossen war, um dort das nicht-kommerzielle Libanesische Nationaltheater als einen kulturellen Freiraum aufzubauen, mit freiem Eintritt und besonderem Schwerpunkt auf der künstlerischen Bildung von Kindern und Jugendlichen. Das Projekt betreibt auch das Friedensmobil, einen alten Schulbus, der mit Graffitiporträts libanesischer Kulturikonen wie Fairuz dekoriert ist, um Kunst und Kultur auch in den benachbarten Dörfern auf dem Land fördern zu können. In einem Interview hat Istanbuli erklärt: 
“In Tyros gibt es 400 Shisha-Bars, eine Bibliothek und ein Theater. Aber wenn es Orte gibt, werden Leute kommen.“
Im Jahr 2019 gewann der Film Manara (Arabisch für Leuchtturm) des libanesischen Regisseurs Zayn Alexander, der den Film in und um das Restaurant und Hotel Al Fanar in Tyros drehte, den Laguna Sud-Preis für den besten Kurzfilm beim Venice Days-Festival.

## Bildungswesen

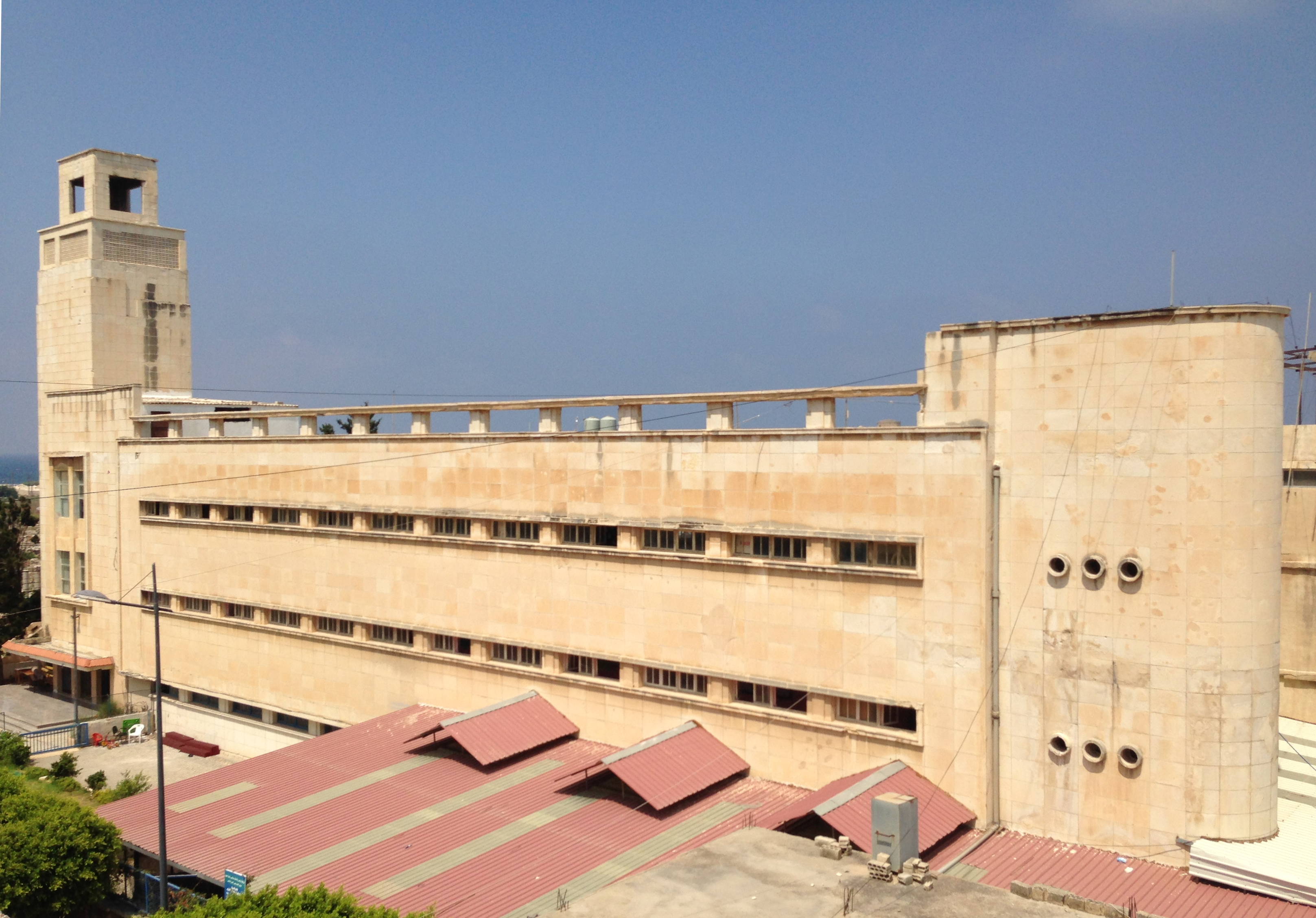
Die Dschaʿfarīya-Schule

Bis zur Mitte des 20. Jahrhunderts hatten christliche Missionarsschulen das Monopol in der tyrischen Bildungslandschaft inne. Die 1938 von Imam Abdul Hussein Scharaf ad-Din gegründete Dschaʿfarīya-Schule war die erste nicht-christliche Bildungseinrichtung im modernen Tyros. Dank der Spenden von Tyrern in der Diaspora, die nach Westafrika ausgewandert und dort mit Handel reich geworden waren, konnte sie rasch expandieren und 1946 zur ersten Sekundarschule des Südlibanons überhaupt werden. Sie ist seither eine der wichtigsten Schulen der Stadt geblieben.

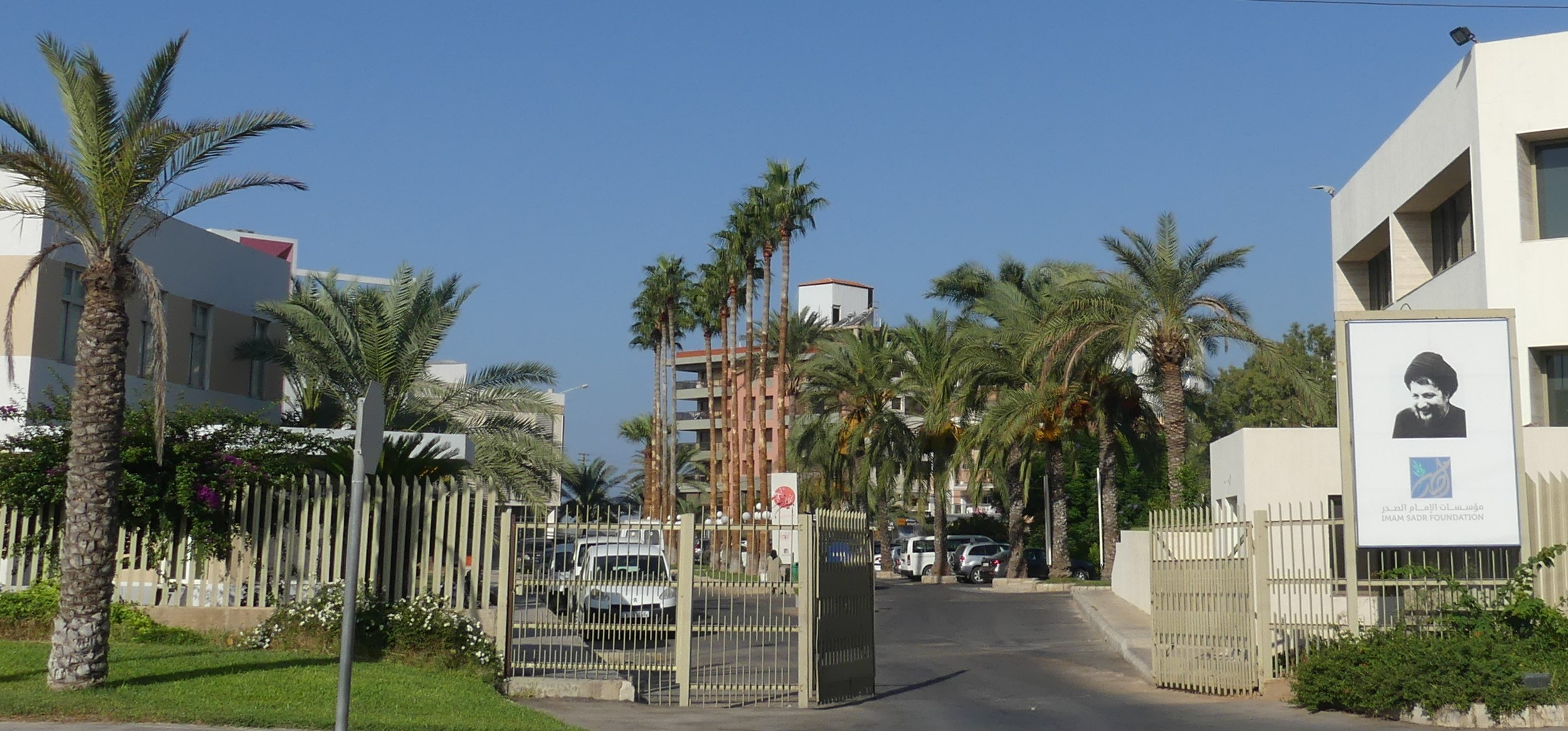
Die Imam-Sadr-Stiftung

Eine herausragende Rolle in der Bildungslandschaft von Tyros spielt daneben die von Imam Musa Sadr gegründete Wohltätigkeitsorganisation, die seit seinem mysteriösen Verschwinden 1978 von seiner Schwester Rabab al-Sadr geführt wird. Während die Stiftung in verschiedenen Teilen des Landes arbeitet, ist ihr wichtigstes Zentrum der Hauptsitz am südlichen Eingang zur Halbinsel von Tyros gegenüber dem Tyre Rest House. Ein Schwerpunkt der Aktivitäten ist Waisenhäusern gewidmet. Daneben gibt es auch Programme zur Erwachsenenbildung und Berufsausbildung, insbesondere für junge Frauen, sowie Gesundheits- und Entwicklungsprojekte.
Musa Sadr legte auch das Fundament für die Gründung der Islamic University of Lebanon (IUL), die ihre Zulassung 1996 erhielt und einen Ableger in Tyros eröffnete. Sein Kuratorium wird von Repräsentanten des Hohen Islamischen Rates der Schiiten im Libanon dominiert, den Sadr 1967 gegründet hatte.

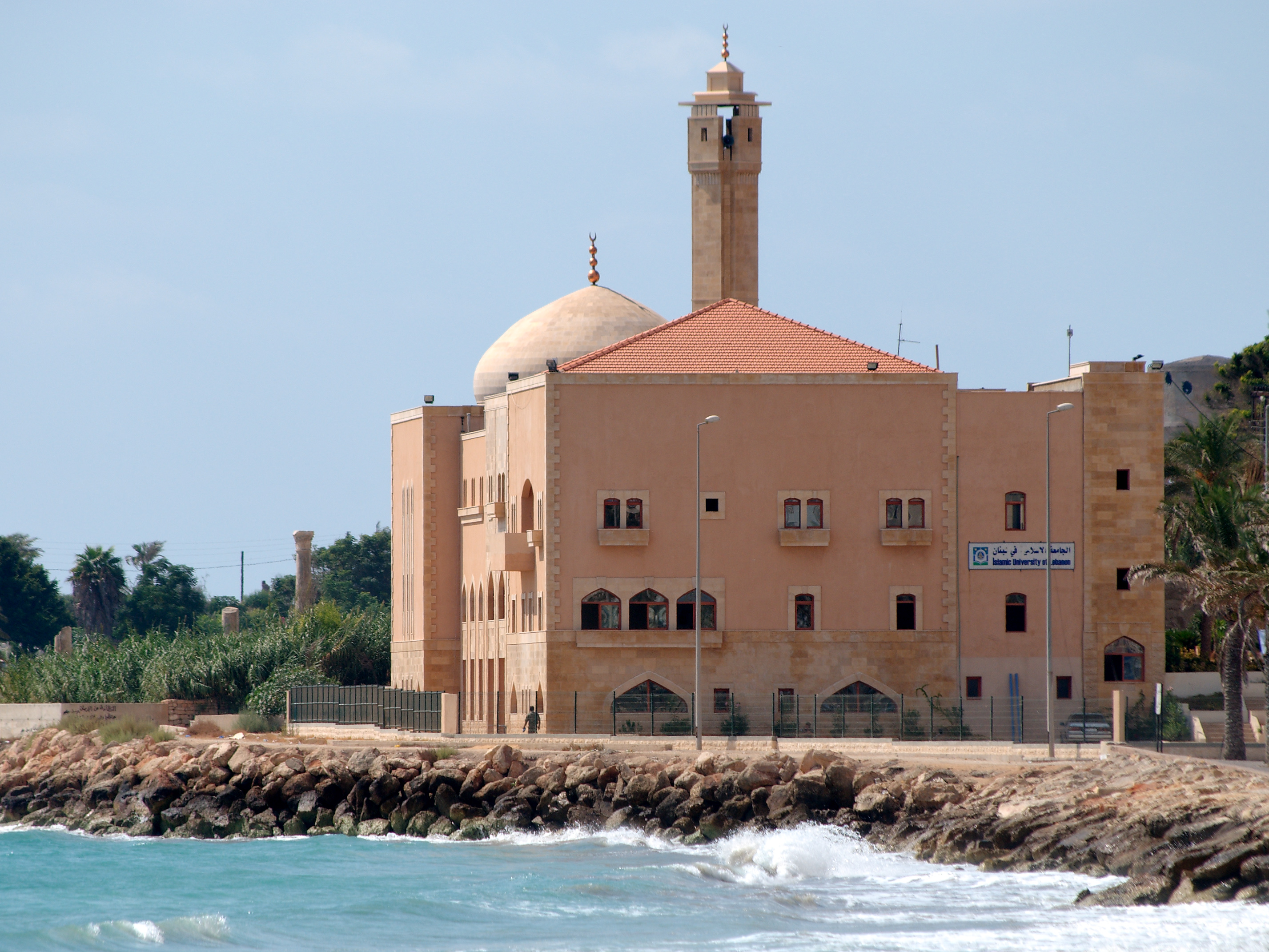
Die Islamische Universität, 2009

Zugleich spielen auch christliche Institutionen nach wie vor eine wichtige Rolle. Zwar schloss zu Beginn der 2010er Jahre u. a. die 1882 gegründete Schule der Schwestern des hl. Joseph von der Erscheinung. Die Lebanese Evangelical School hingegen, die seit über 150 Jahren besteht, ist offenbar die größte Schule der Stadt. Das Cadmous College, das nach dem legendären Bruder der tyrischen Prinzessin Europa benannt ist und von maronitischen Missionaren betrieben wird, ist für Kinder und Jugendliche aller Altersklassen offen. Von diesen haben rund 10 % einen christlichen und 90 % einen muslimischen Hintergrund. Das Collège Élite, eine 1996 eröffnete französisch-internationale Schule, wiederum gehört zu einer Vielzahl nicht-konfessioneller Privatschulen in Tyros.
Im August 2019 machte der damals 17-jährige Ismail Ajjawi, der als palästinensischer Flüchtling in Tyros aufwuchs und die Deir Yassin High School von UNRWA im Al Bass-Flüchtlingslager absolvierte, internationale Schlagzeilen, als er wegen hervorragender Schulleistungen ein Stipendium für ein Studium an der Harvard University erhielt, bei der Ankunft in Boston aber trotz gültigen Visums sogleich abgeschoben wurde. Zehn Tage später durfte er doch noch einreisen, um sein Studium anzutreten.

## Demographie

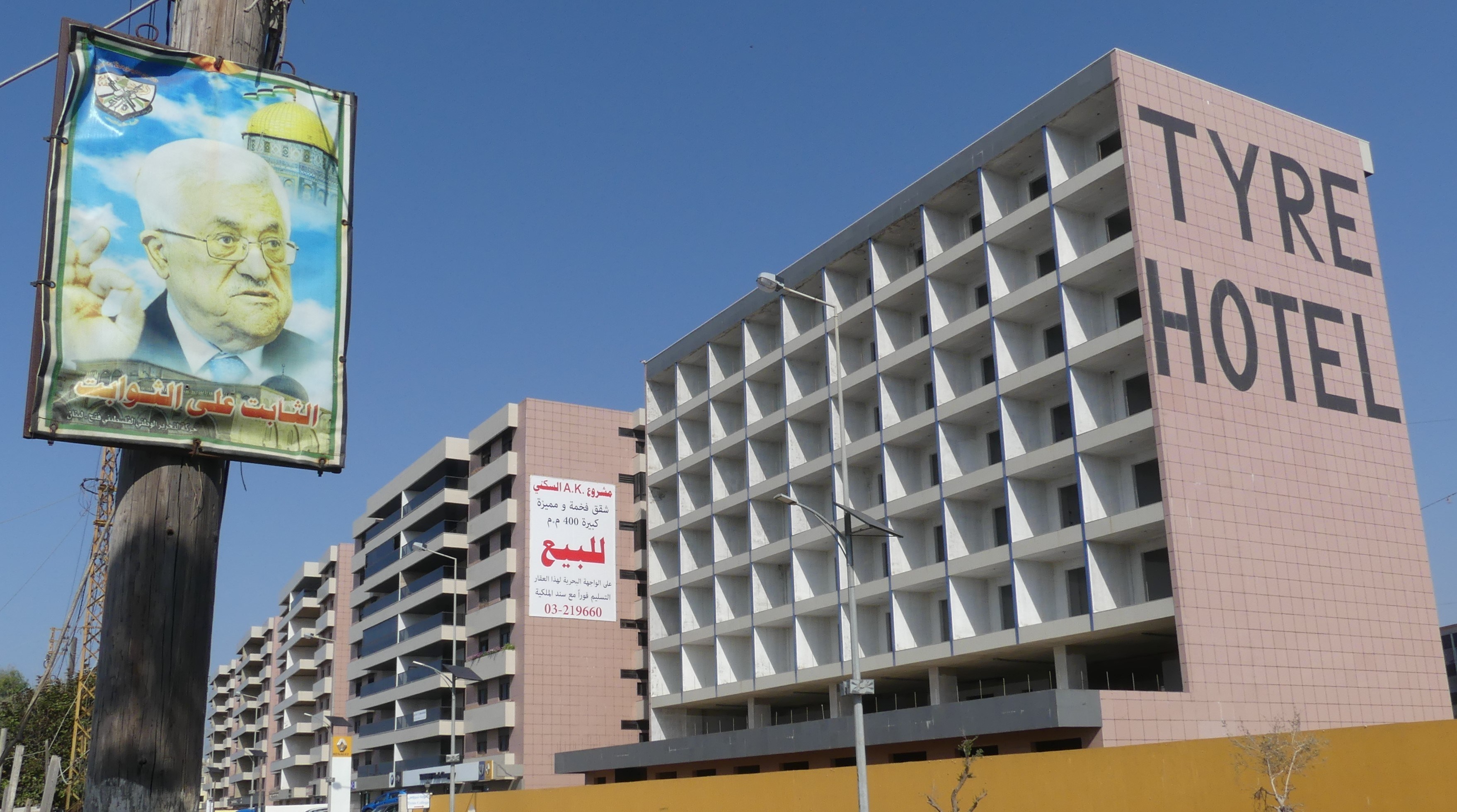
Die palästinensische „Ansammlung“ von Dschal Al Bahar neben der Bauruine des „TYRE Hotel“

Eine genaue Bevölkerungsstatistik gibt es nicht, da die Regierungen des Libanons seit 1932 wegen der politischen Sensibilität dieser Frage mit Blick auf den konfessionellen Proporz immer nur grob geschätzte Zahlen veröffentlicht haben. Eine Hochrechnung von UN-HABITAT aus dem Jahr 2016 geht allerdings von 201.208 Einwohnern in der Agglomeration aus, darunter viele Geflüchtete.

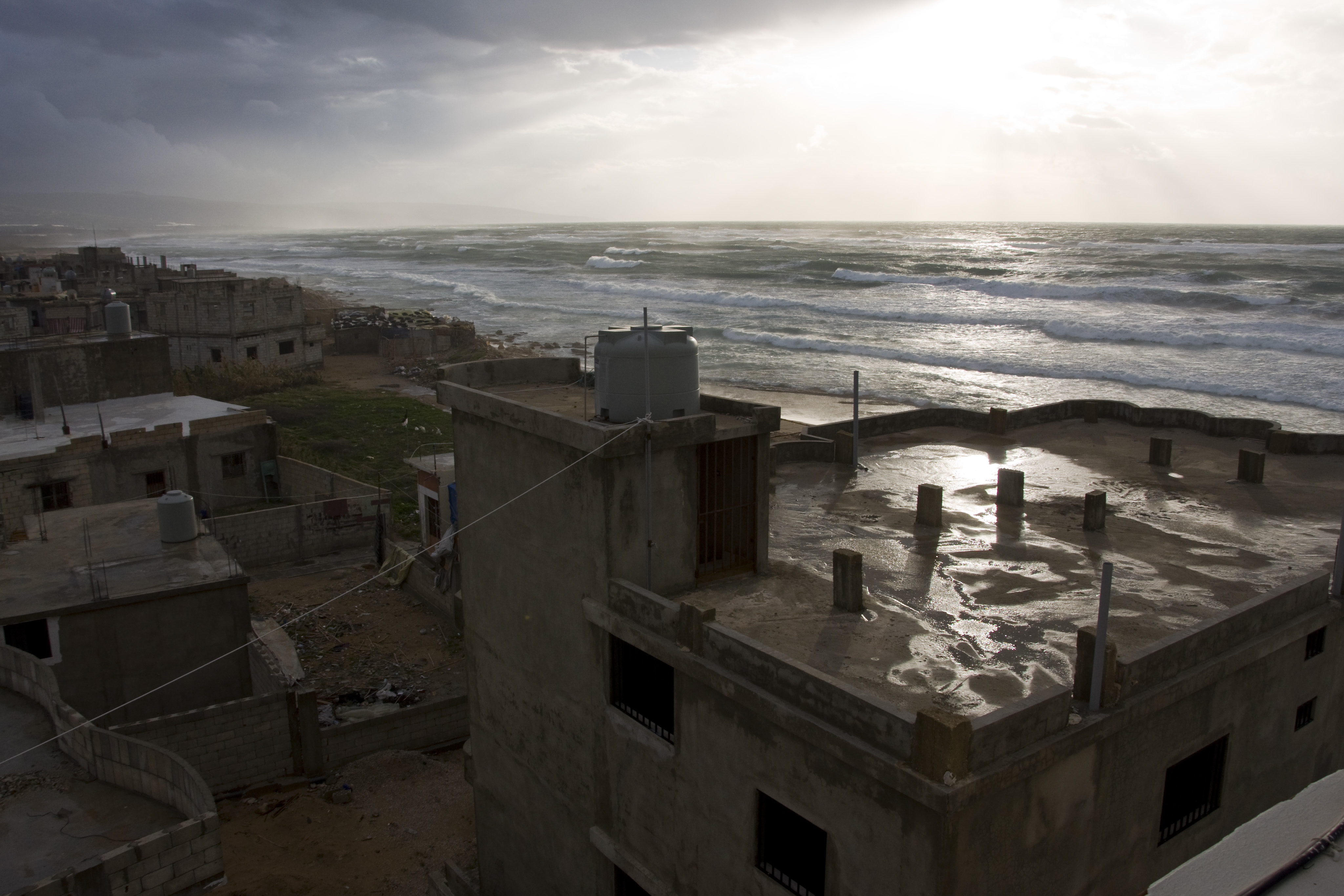
Direkt am Wasser gebaute Häuser in Rashidieh

Seit der Nakba von 1948 ist Tyros das neue Zuhause für viele tausend aus Galiläa vertriebene Menschen geworden. Die Zahl der heute in der Stadt lebenden Palästinenser wird auf über 60.000 geschätzt. Die meisten von ihnen sind sunnitische Muslime, aber es gibt auch einige wenige christliche Familien. Tyros nahm nach 1948 auch Vertriebene aus den sieben schiitischen Dörfern in Palästina auf, von denen sich die meisten im tyrischen Vorort Schabriha ansiedelten. 2018 gab 12.281 registrierte Flüchtlinge im Lager von Al Bass, 24,929 in Burj El Shimali und 34,584 in Rashidieh. In der direkt zwischen dem Strand und der Küstenstraße gelegenen „Ansammlung“ (gathering) von Dschal Al Bahar, das wie eine Reihe weiterer informeller Siedlungen nicht offiziell als Flüchtlingslager anerkannt ist, wurde die Anzahl der Einwohner 2015 auf rund 2.500 geschätzt.

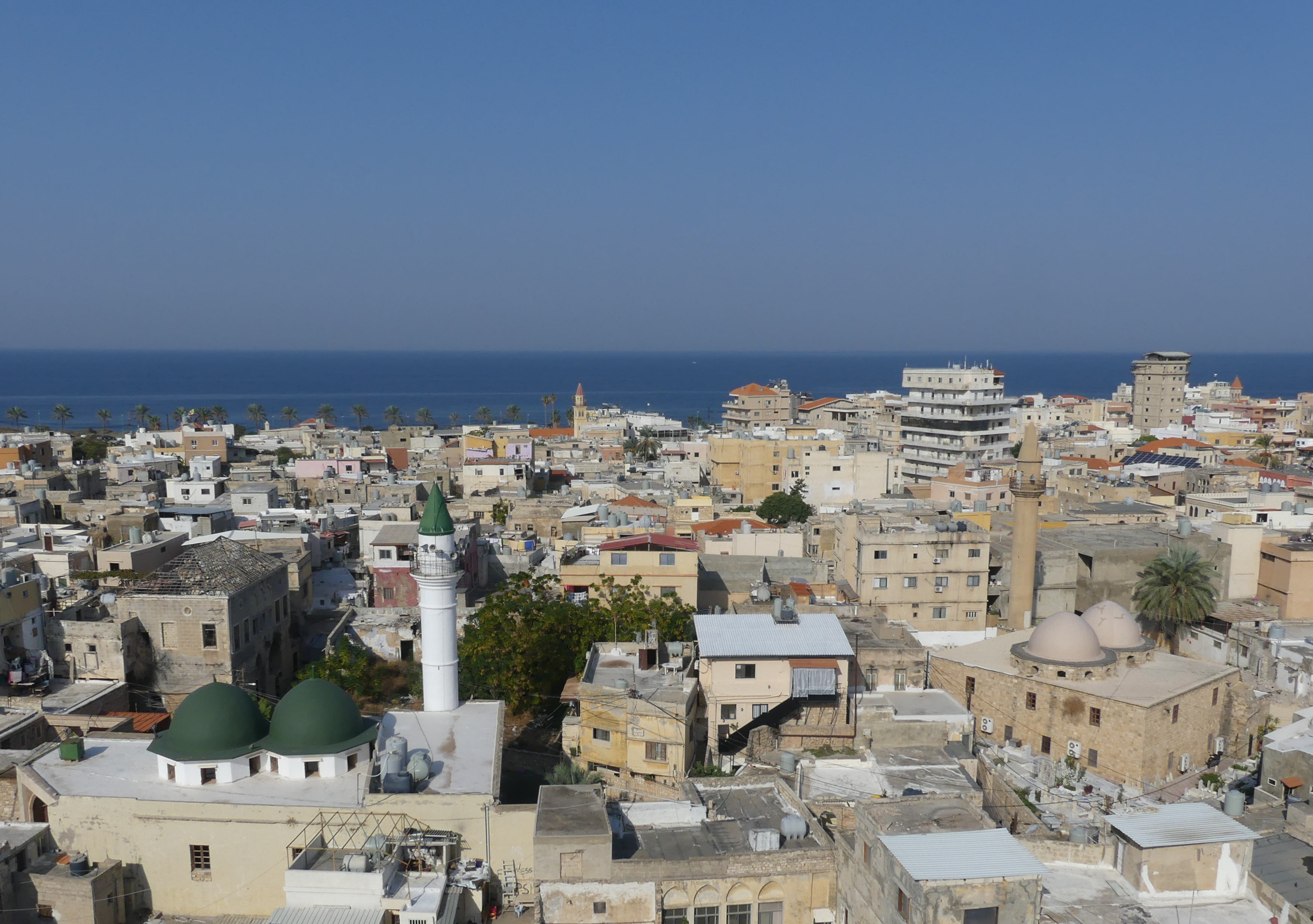
Religiöse Koexistenz: die schiitische Abdul Hussein-Moschee (vorne links), die sunnitische Große Moschee (vorne rechts), die maronitisch-katholische Kathedrale (hinten rechts) und die lateinisch-römische Kirche Santa Terra der Franziskaner (hinten links)

In allen Lagern gab es nach 2012 einen erheblichen Zuzug von Flüchtlingen aus Syrien, sowohl vertriebene Syrer als auch insbesondere Palästinenser, die nach 1948 in syrischen Lagern gelebt hatten und nun abermals vertrieben wurden. Ihre Ankunft führte teilweise zu Spannungen, da sie als Tagelöhner in den Zitrus- und Bananenplantagen von Tyros oftmals für einen Bruchteil der ohnehin niedrigen Löhne arbeiteten. Anfang 2019 vertrieben die libanesischen Behörden rund 1.500 syrische Flüchtlinge aus ihren improvisierten Siedlungen am chronisch schwer verschmutzten Litani-Fluss aufgrund des Vorwurfs, sie würden den Fluss verschmutzen. Im Jahr 2017 startete die Stadt Zürich eine Projektpartnerschaft mit der Stadt Tyros und UN HABITAT:
„Ziel ist es, die Stadt Tyros so zu unterstützen, dass sie lokale Herausforderungen im Zusammenhang mit der syrischen Flüchtlingskrise besser meistern kann.“
Die Flucht aus der Enge der palästinensischen Lager in die westliche Welt ist gerade für viele Jugendliche ein Dauerthema. Auch der französische Anthropologe Sylvain Perdigon, der 2006/2007 im Flüchtlingslager von Al Bass lebte und seit 2013 an der Amerikanischen Universität Beirut (AUB) lehrt, stellte in seinen Feldforschungen fest, dass für viele Palästinenser wegen der prekären Arbeits- und Lebensbedingungen die Auswanderung der einzig denkbare und wünschenswerte Ausweg aus einer Sackgasse sei. Deutschland stehe dabei nach wie vor ganz oben auf der Liste der Ziele.

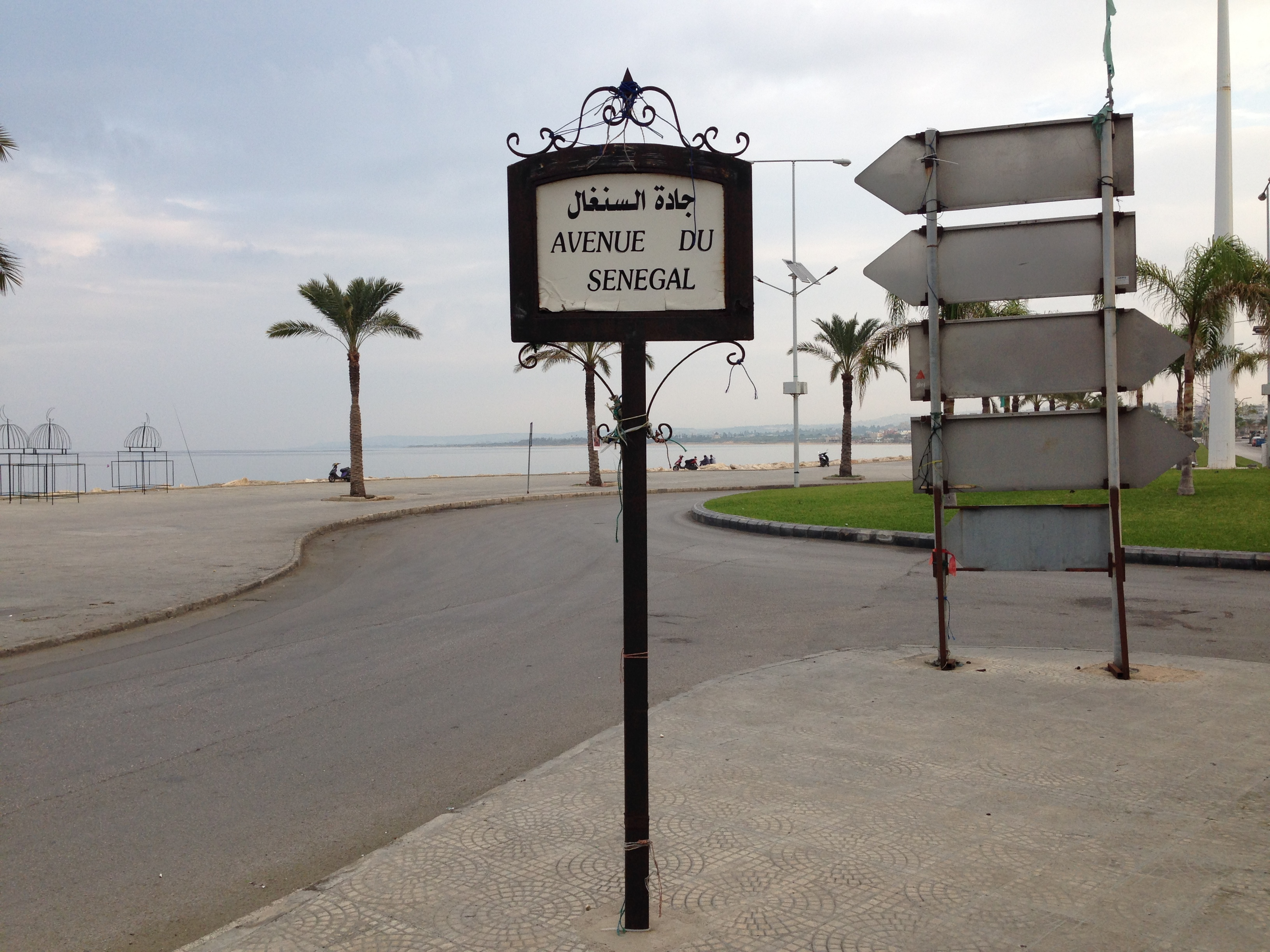
Avenue du Senegal

Die libanesische Bevölkerung von Tyros besteht ganz mehrheitlich aus schiitischen Muslimen. 2010 wurde geschätzt, dass Christen rund 10 % ausmachten. Diese kleine Minderheit markiert indessen eine relativ starke Präsenz, vor allem über das touristisch attraktive Christenviertel mit dem Fischerhafen. Die maronitisch-katholische Erzeparchie von Tyros zählte 2017 rund 42.500 Gemeindemitglieder. Die meisten von diesen lebten aber in den Bergen des Südlibanons, während in Tyros selbst nur etwa 500 Maroniten ansässig waren. Die griechisch-katholische Erzeparchie von Tyros, die nicht nur den Bezirk von Tyros abdeckt, sondern auch Teile des benachbarten Gouvernemts Nabatäa, verzeichnete 2.857 Melkiten in jenem Jahr.
Tyros ist als „Klein-Westafrika“ bekannt, weil viele Familien Verwandte in der dortigen Diaspora haben, vor allem im Senegal, in Sierra Leone, Liberia, Nigeria und an der Elfenbeinküste. Im Senegal stellen Tyrer die größte Immigranten-Gruppe und sind dort teilweise bereits in der vierten Generation. Manche waren noch niemals im Libanon. Die Corniche auf der nordwestlichen Seite der Halbinsel von Tyros heißt Avenue du Senegal.
Fachleute schätzten, dass vor dem Ausbruch der Wirtschaftskrise 2019 ungefähr 250.000 Menschen aus dem globalen Süden – in erster Linie Äthiopier – im Libanon unter dem diskriminierenden Kafala-Bürgschaftssystem lebten und ausgebeutet wurden. Entsprechend gibt es auch in Tyros eine große Gruppe afrikanischer Migranten, vor allem Äthiopier, die als Haushaltshilfen arbeiten, aber auch etwa Sudanesen, die schwere körperliche Aufgaben erledigen. Einige der Äthiopier feiern sonntägliche Gottesdienste in der griechisch-katholischen Kathedrale von Sankt Thomas, wo auch der in Tyros geborene Sankt Frumentius als Gründer der äthiopischen Kirche verehrt wird (siehe oben). Im April 2014 warf die offenkundige Selbsttötung einer Äthiopierin in Tyros ein bezeichnendes Schlaglicht auf die systematische Ausbeutung. Medienberichten zufolge war die Frau aus dem Haus ihres Arbeitgebers geflüchtet, aber von „Sicherheitskräften“ festgenommen und zu ihrem Peiniger zurückgebracht worden, woraufhin sie Suizid beging.
Die UN-HABITAT-Studie von 2017 schätzte, dass 43 % der libanesischen Bevölkerung im urbanen Tyros in Armut leben:

## Wirtschaft

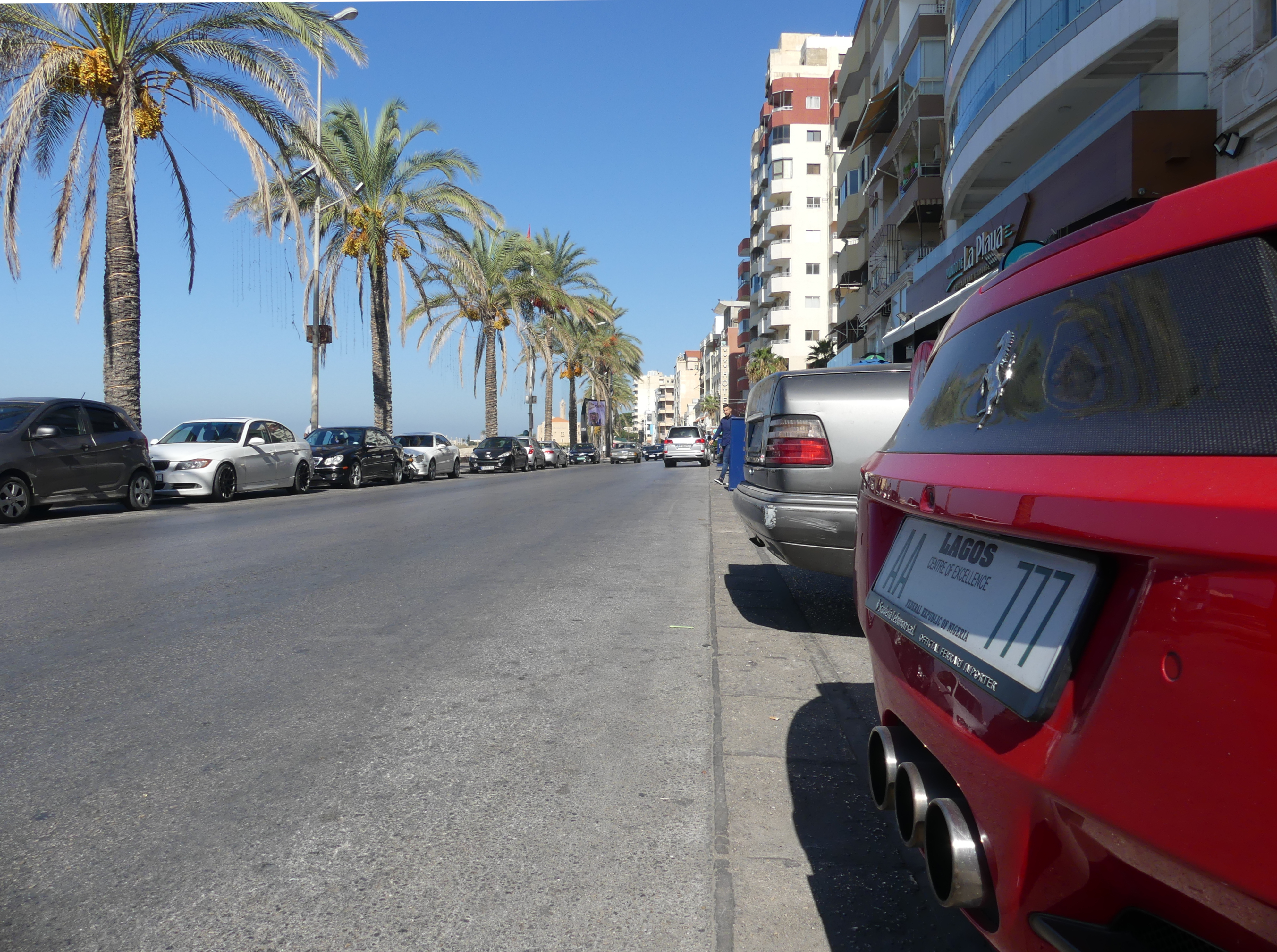
Ein Ferrari 458 mit nigerianischem Kennzeichen in Tyros

Die Wirtschaft von Tyros basiert vor allem auf dem Tourismus, Dienstleistungen, dem Bausektor und Rücküberweisungen aus der tyrischen Diaspora, insbesondere in Westafrika, aber auch am Golf, in Europa und Südamerika.

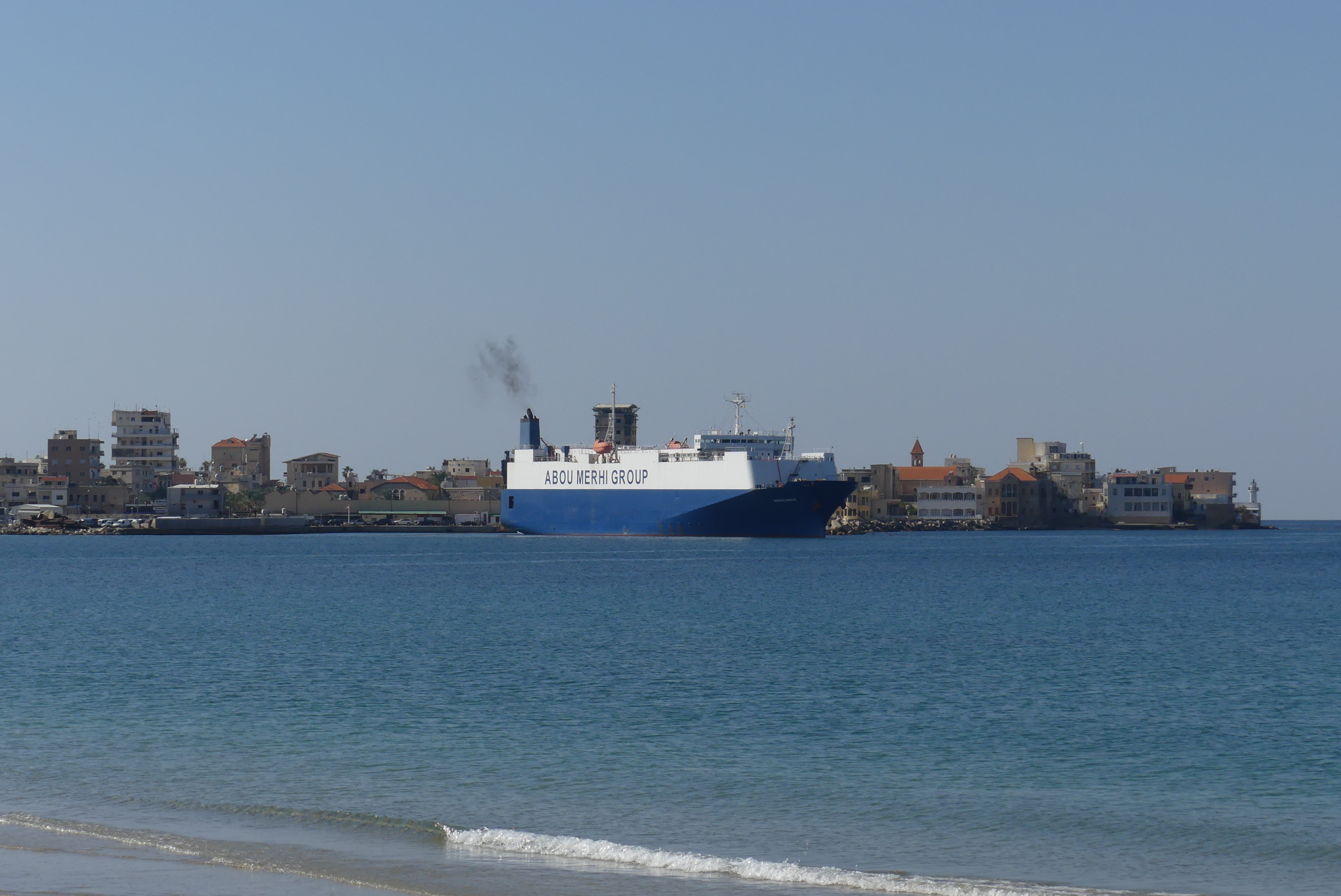
Aus Deutschland ankommender Autotransporter der libanesischen Abou Merhi Group am Hafen, 2019

UNIFIL trägt ebenfalls erheblich zur lokalen Kaufkraft bei, zum einen durch Ausgaben der individuellen Mitglieder und zum anderen durch Soforthilfeprojekte, beispielsweise bei der Reparatur und dem Ausbau von Straßen und öffentlichen Plätzen.
Die UN-HABITAT-Studie von 2016 hat ergeben, dass auf 38 % der landwirtschaftlichen Fläche von Tyros Olivenbäume bewirtschaftet werden. Allerdings gibt es keine einheitliche Strategie für die Vermarktung dieser Oliven bzw. des Olivenöls. Der Anbau von Zitrusfrüchten, hauptsächlich Orangen, macht 25 % des Agrarlandes aus, wobei 20 % der Ernte nicht verwertet werden. Eine weitere Hauptfrucht ist die Banane, für die insbesondere seit dem Krieg von 2006 zahlreiche Plantagen angelegt wurden – nicht zuletzt auch, da deren dichtes Blattwerk Hisbollah-Kämpfern eine bessere Tarnung gegenüber der israelischen Luftwaffe bietet.
Der Hafen von Tyros ist einer der größten des Landes, aber doch erheblich kleiner als die Häfen in Beirut, Tripoli und Sidon/Saida. Sein Frachtverkehr ist im Wesentlichen auf den gelegentlichen Import von Gebrauchtwagen beschränkt, hauptsächlich Autos aus Deutschland und der Schweiz, die von Hamburg aus verschifft werden. Am Tag nach der verheerenden Explosionskatastrophe vom 5. August 2020, die den Hafen von Beirut weitgehend zerstörte, erklärte die Zentralregierung ihre Entscheidung, den Hafen von Tyros flankierend zum Hafen von Tripoli ausbauen zu wollen.
Am Fischerhafen führt die Barbour-Familie die Tradition fort, nach alter Art Boote aus Holz zu zimmern. Tyros ist damit eine der wenigen Städte in der Mittelmeerwelt, wo dieses antike Handwerk am Leben erhalten wird, obwohl auch die Barbour-Werft von industrieller Massenkonkurrenz bedrängt wird und die mehreren Hundert Fischer der Stadt ebenfalls um ihr geschäftliches Überleben kämpfen.
Das libanesische Generaldirektorat für Grundbuch und Kataster registrierte für Tyros zwischen 2014 und 2018 eine Wachstumsrate von 4,4 % bei Immobiliengeschäften und damit den stärksten Anstieg im ganzen Land während dieser Zeit. Dieser Anstieg bei den Preisen für Grundstücke, Wohnungen und Häuser wurde hauptsächlich auf verstärkte Investitionen aus der Diaspora zurückgeführt.
Die Konzession für Tiefseewasserbohrungen nach Erdgas vor der Küste von Tyros im Block 9 wurde an ein Konsortium aus dem französischen Konzern Total S.A., der italienischen Eni und Novatek in Russland vergeben.

## Sport

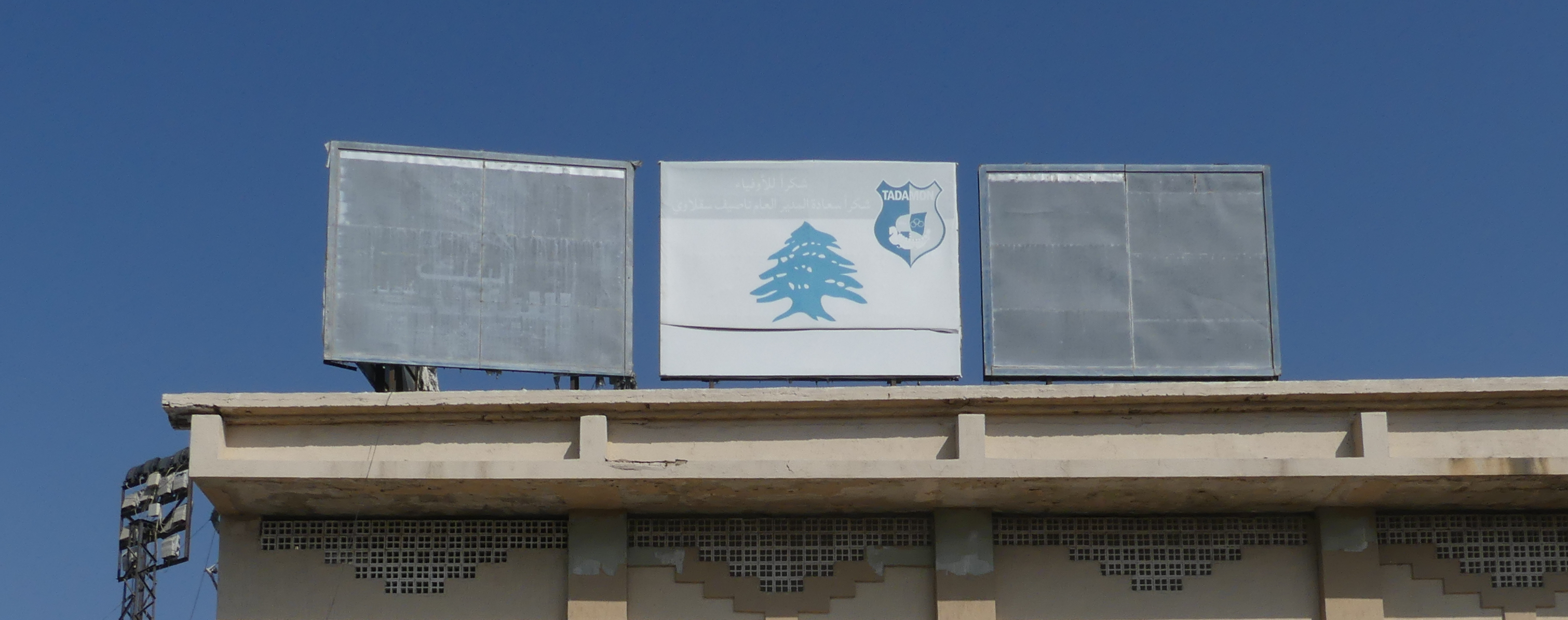
Das verblichene Logo von Tadamon SC auf dem Dach des Stadions

Der älteste Fußballverein von Tyros ist der Tadamon Sour Sporting Club, der in der Kurzform einfach Tadamon („Solidarität“) genannt wird und den Spitznamen „Botschafter des Südens“ trägt. Er wurde 1939 von Schülern gegründet und erhielt 1946 seine offizielle Lizenz zum Spielbetrieb. Der Club trägt seine Heimspiele im Tyre Municipal Stadium am nördlichen Eingang zur Halbinsel aus. In seiner Geschichte hat Tadamon einmal den Libanesischen FA Cup (2001) und zweimal den Libanesischen Challenge Cup (2013 und 2018) gewonnen. Tadamons traditioneller Lokalrivale ist der Salam Sour Sports Club. BBC-Berichten zufolge wurde Tadamon SC sein Meisterschaftstitel aus der Libanesischen Premier League 2000/01 wegen eines Manipulationsskandals, an dem sieben Vereine beteiligt waren, aberkannt.

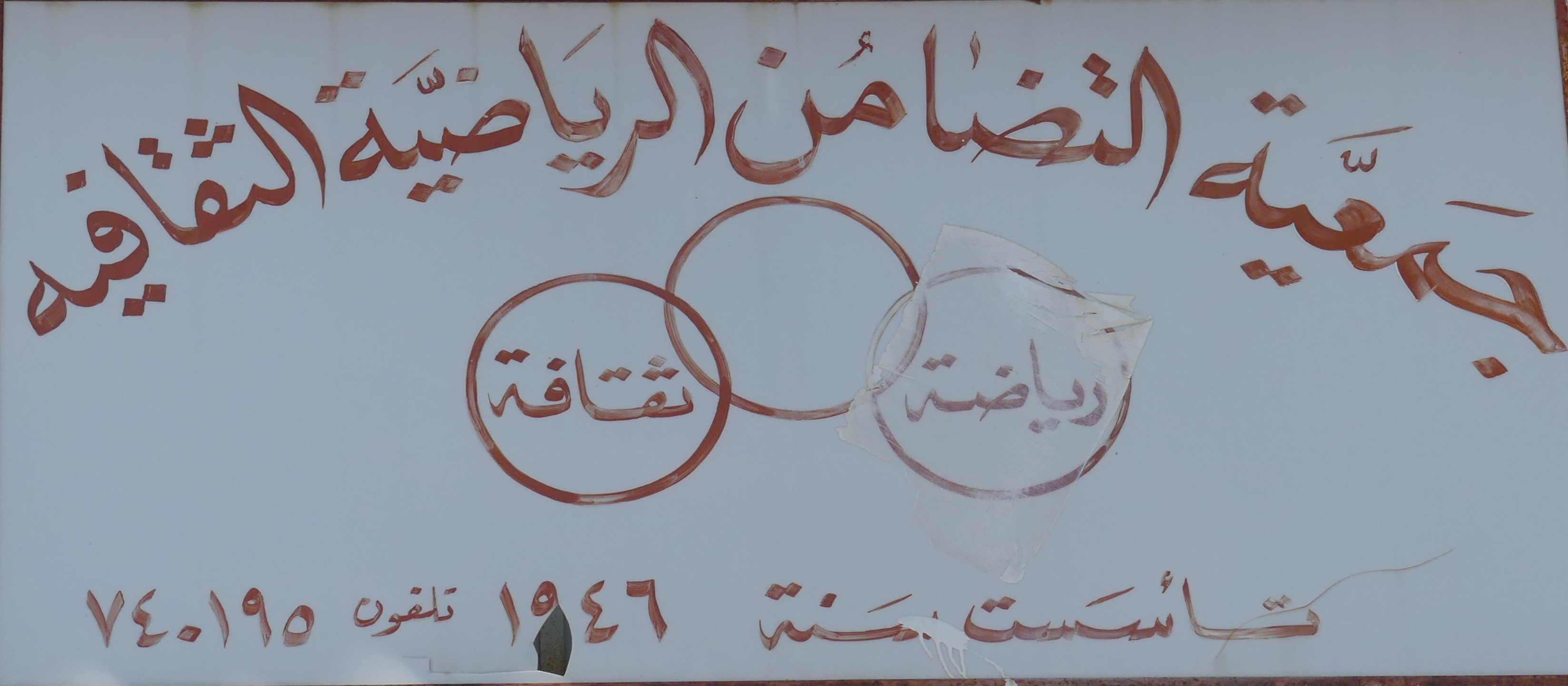
Schild am Tadamon-Vereinsheim

Zur gleichen Zeit vollzog der Verein einen seiner größten Transfers, als er Roda Antar für zwei Spielzeiten an den Hamburger SV auslieh. Der Mittelfeldspieler war in den Jugendmannschaften von Tadamon ausgebildet worden. Nach acht Jahren in Deutschland mit dem HSV, dem SC Freiburg und dem 1. FC Köln spielte er noch sechs Jahre in der Chinese Super League und kehrte danach für eine Saison zu Tadamon zurück, wo er seine aktive Spielerkarriere 2017 beendete.
Neben Antar kommen auch einige anderen Fußballprofis, die zu Nationalspielern aufstiegen, aus Tyros, darunter Rabih Ataya und Nassar Nassar.

## Astronomische Objekte mit tyrischem Bezug

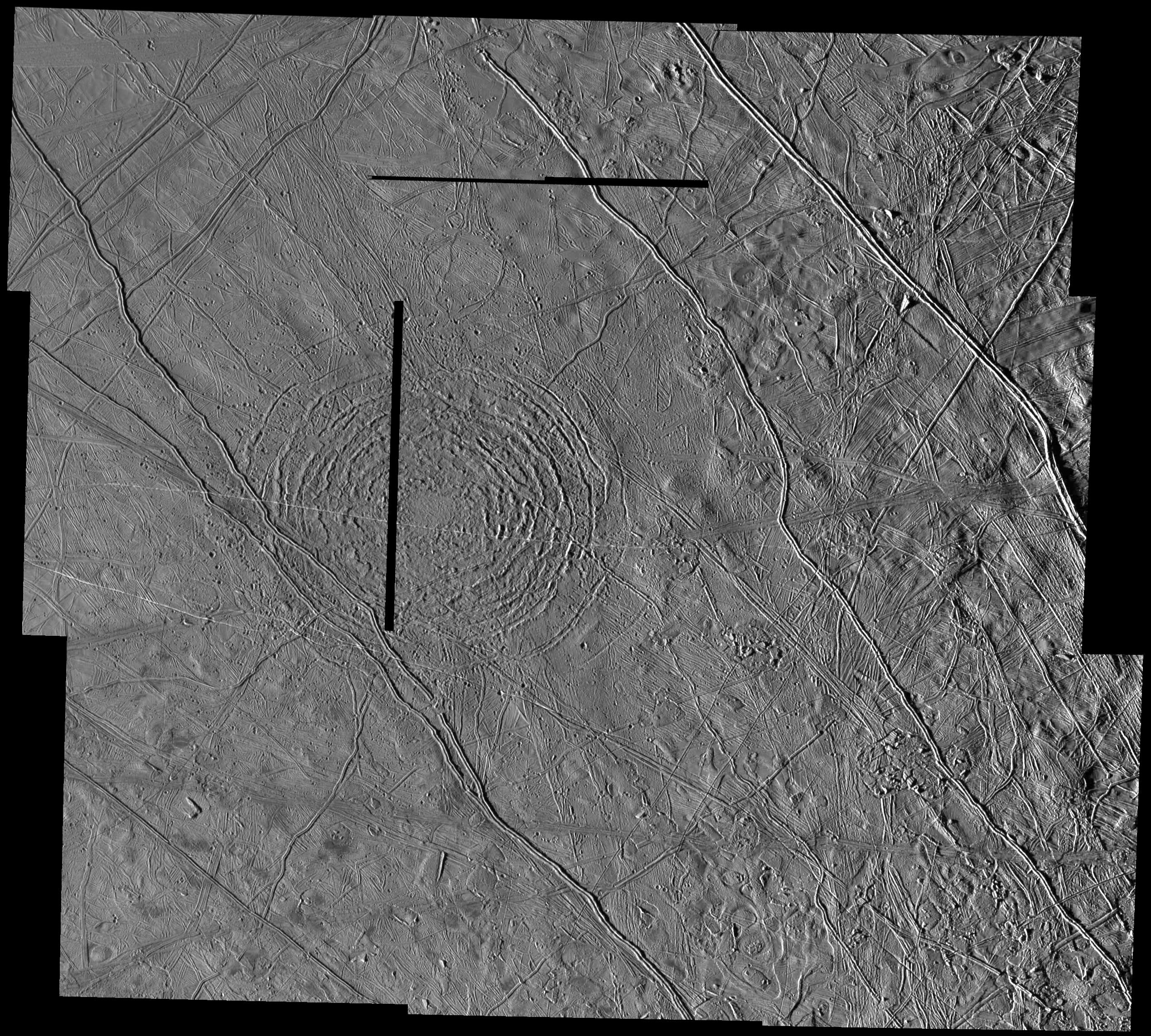
Tyros auf Europa

Eine Region auf Europa, dem kleinsten der vier um Jupiter kreisenden Galileischen Monde, ist nach Tyros als Geburtsort der legendären Prinzessin Europa benannt. Der Bereich wurde zuvor Tyros-Macula genannt und misst rund 140 km im Durchmesser. Die Forschung geht davon aus, dass an der Stelle einst ein Asteroid oder Komet einschlug. Die klar erkennbaren konzentrischen Kreise um den Krater mit einem Durchmesser von rund 40 km legen demnach nahe, dass unter der Oberfläche zum Zeitpunkt der Kollision flüssige Stoffe, womöglich flüssiges Wasser, lagerten.
Der Asteroid 209 Dido ist nach der tyrischen Prinzessin Dido benannt, die der Mythologie zufolge Karthago gründete. Mit einem Durchmesser von etwa 160 km gehört er als offenbar kohlenstoffreicher C-Typ zu den größeren Asteroiden des Hauptgürtels zwischen den Planetenbahnen von Mars und Jupiter. Er wurde 1879 von dem deutsch-amerikanischen Astronomen Christian Heinrich Friedrich Peters entdeckt.